# Cristo crucificado

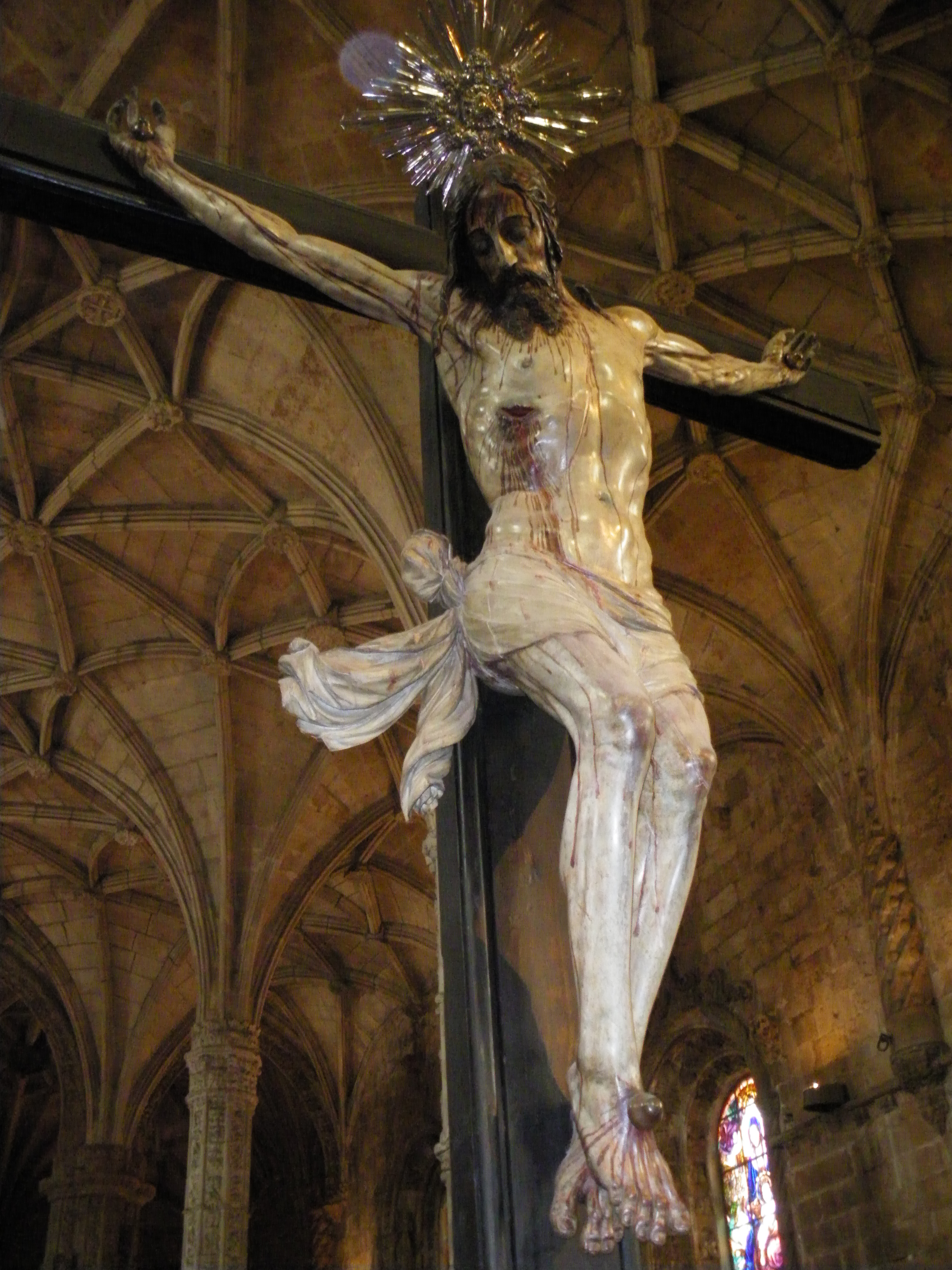
Cristo crucificado de la iglesia de Santa María de Belén (monasterio de los Jerónimos de Lisboa), de Philippe de Vries o Filipe Brias, 1551.

Cristo crucificado o en la cruz, o Jesús o Jesucristo crucificado o en la cruz, o simplemente Crucificado, son denominaciones convencionales para la representación pictórica o escultórica de la escena evangélica de la crucifixión de Jesús, especialmente cuando se limita a la figura de Cristo y a la cruz con pocas adiciones. Cuando la escena es más compleja se puede denominar Calvario, al incluir elementos paisajísticos (naturales o urbanos) y otras figuras: las de otros dos crucificados (el Buen Ladrón —Dimas— y el Mal Ladrón —Gestas—), las de las tres Marías, la del "discípulo" (Juan —la escena se denomina Stabat Mater si aparecen la Virgen María y el apóstol a ambos lados de la cruz—), las de los sayones, las de Longinos y otros soldados romanos, las de los espectadores (que pueden constituir una verdadera multitud), etc. A veces se incluyen las figuras de otros santos (que no tienen por qué corresponder a la escena evangélica, ni siquiera ser de esa época, de modo similar a una sacra conversazione) o las de los comitentes o donantes de la obra, en un plano inferior y en actitud orante.
Es uno de los temas más recurrentes en el arte cristiano y el de una iconografía más evidente. Si bien se representa a veces a Cristo vestido, lo habitual es representar su cuerpo desnudo, aunque con los genitales cubiertos con un paño de pureza (perizonium); los desnudos integrales son muy raros, pero destacados (Brunelleschi, Miguel Ángel, Cellini). Las convenciones de representación de las distintas actitudes de Cristo crucificado se designan con las expresiones latinas Christus triumphans ("triunfante" —no debe confundirse con la Maiestas Domini o el Pantocrátor—), Christus patiens ("resignado" —no debe confundirse con el Cristo de la paciencia—) y Christus dolens ("sufriente" —no debe confundirse con el Vir dolorum—). El triumphans se representa vivo, con los ojos abiertos y el cuerpo erguido; el patiens se representa muerto, con la voluntad totalmente vaciada (kénosis), la cabeza inclinada, el rostro con expresión serena, los ojos cerrados y el cuerpo arqueado, mostrando las cinco llagas; el dolens se representa de un modo similar al patiens, pero con un gesto de dolor, particularmente en la boca (curvada hacia abajo), remarcando los rasgos anatómicos y dando una mayor sensación de tensión y gravedad.

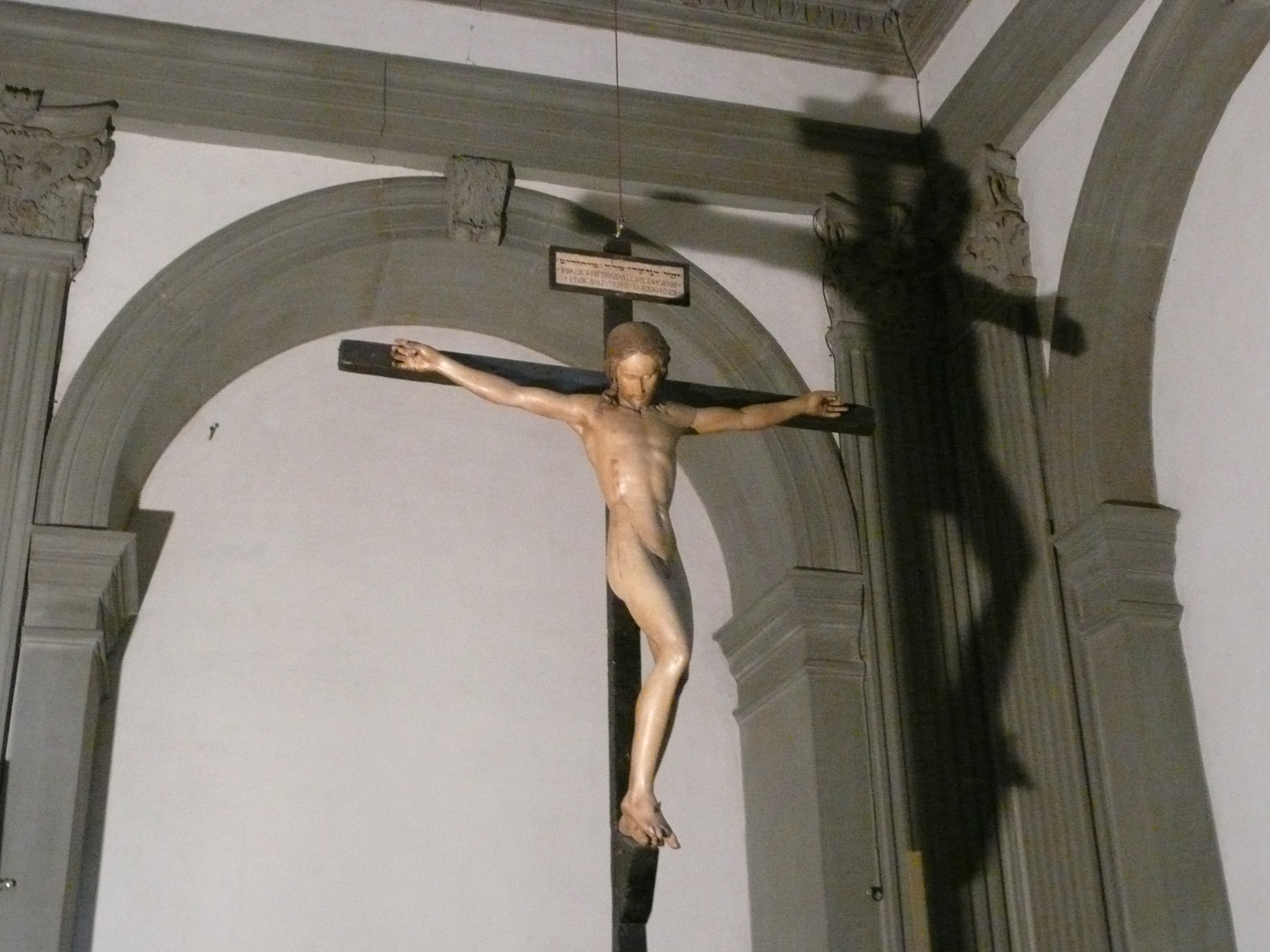
Crucifijo del Santo Spirito, de Miguel Ángel, 1492.
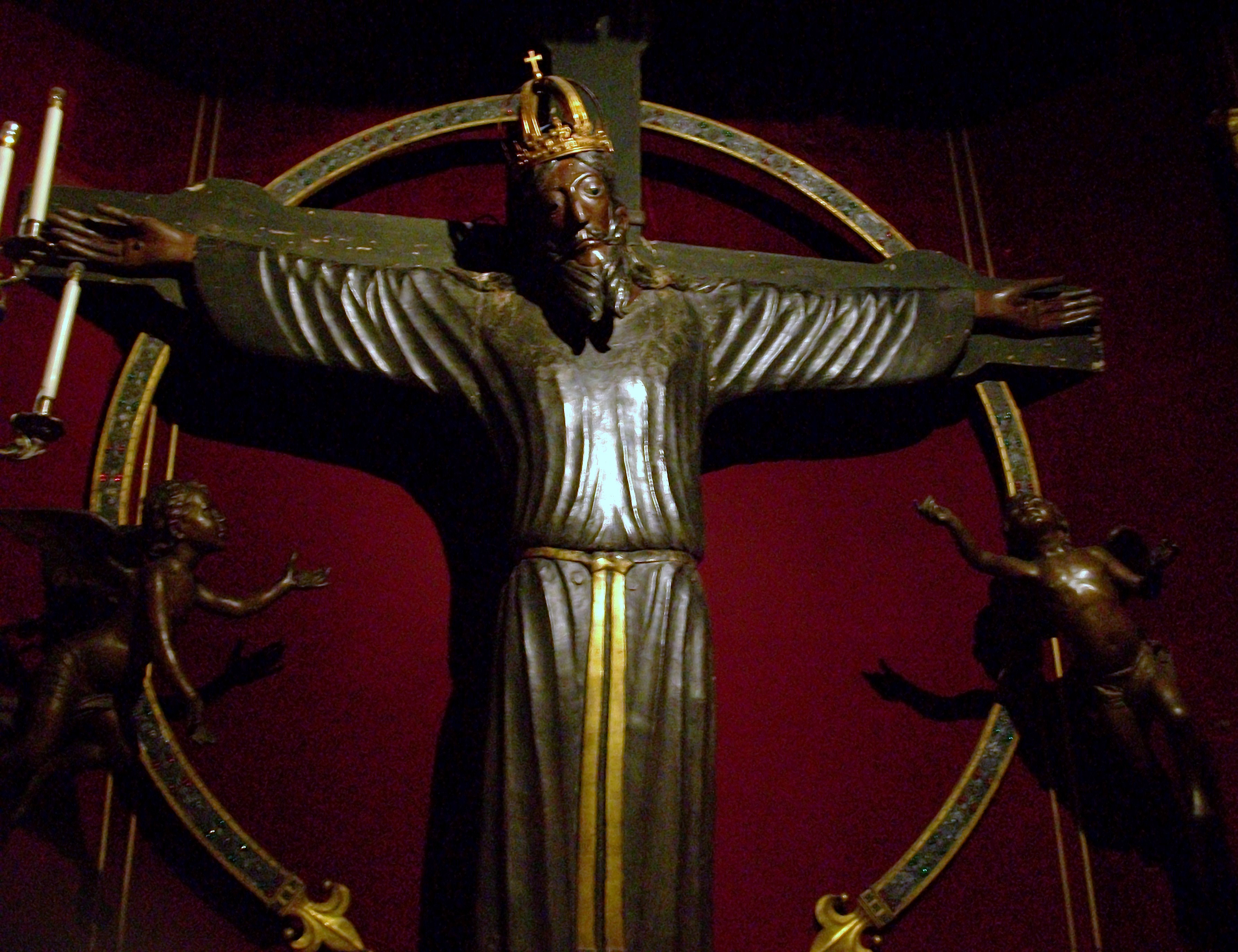
Volto Santo de Lucca, la tradición piadosa lo atribuye a Nicodemo. La talla actual llegó a la ciudad en 742.
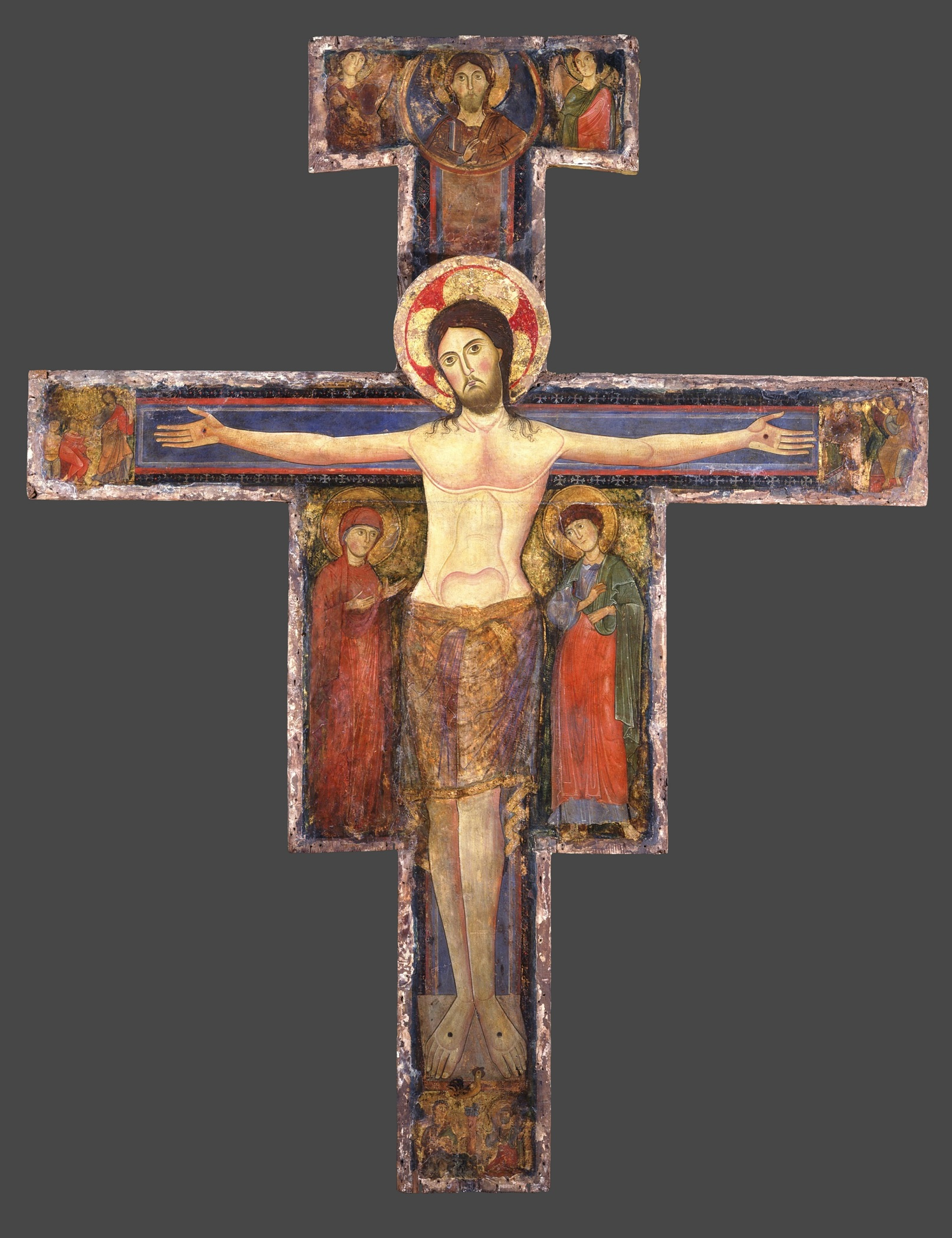
Christus triumphans, de la escuela umbra, siglo XII.
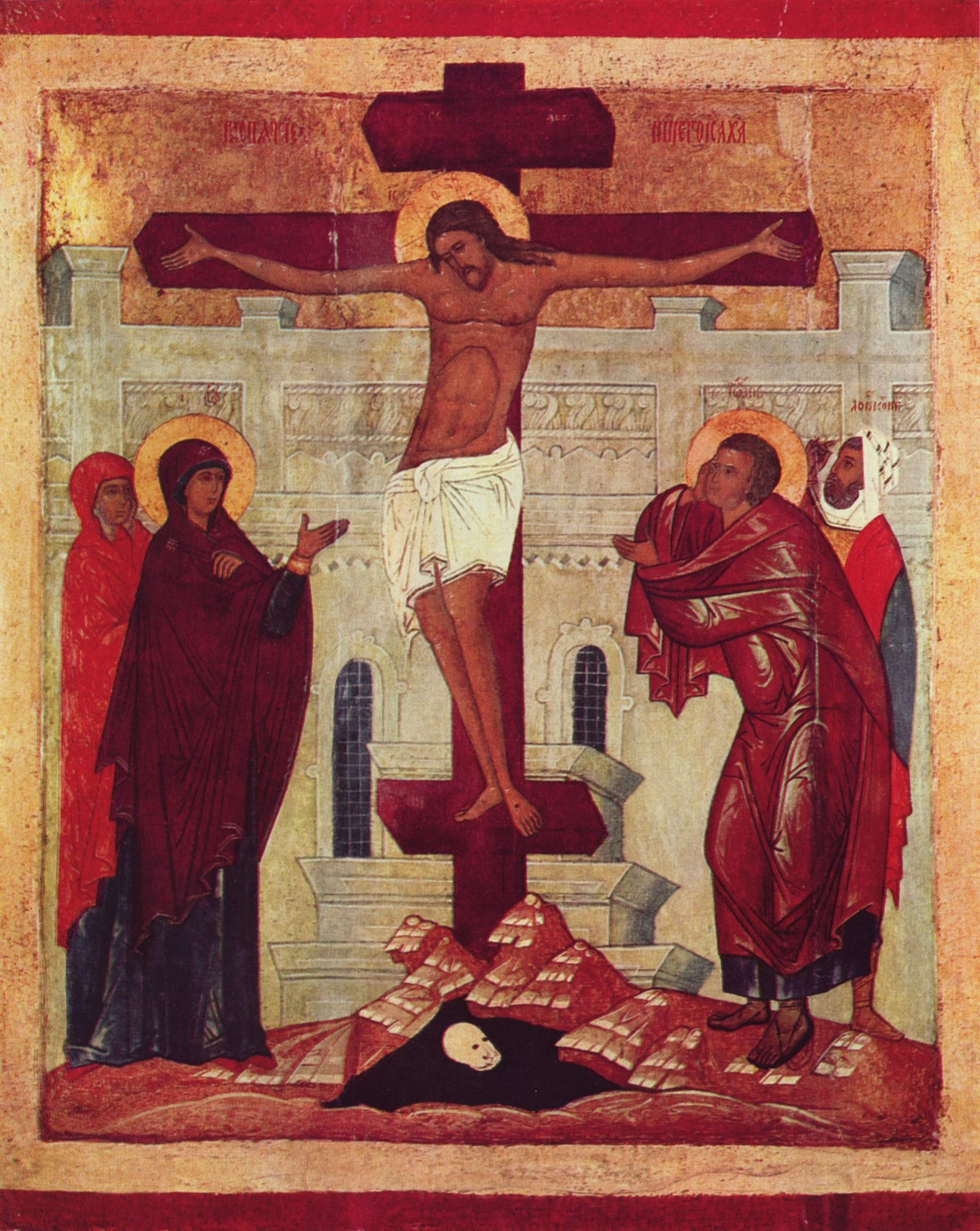
Christus patiens, de la escuela de Nóvgorod, ca. 1360.
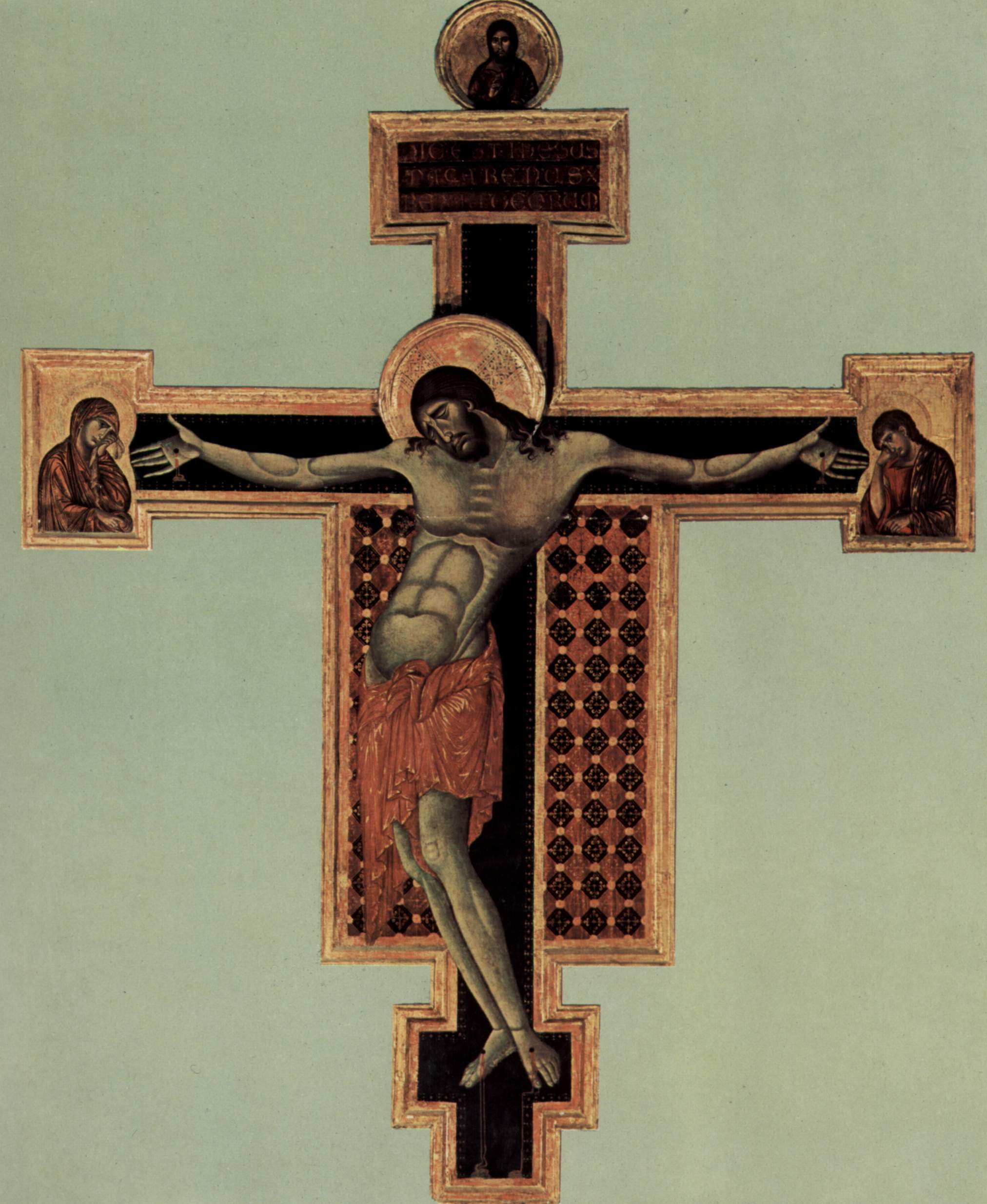
Christus dolens, de Cimabue (crucifijo de San Domenico ad Arezzo,[5] 1268-1271).

Las representaciones escultóricas ("la cruz adornada con la efigie de Cristo crucificado") pueden denominarse crucifijo, especialmente a efectos devocionales. Tienen todo tipo de tamaños, desde las pequeñas joyas que pueden llevarse al cuello hasta los de tamaño natural y los de escala colosal. Dentro de las iglesias, es obligatorio disponer un crucifijo como parte destacada del altar mayor o ante él (Crux triumphalis —"cruz triunfal"—), como pieza aislada o englobado en un retablo. Una modalidad de representación especial es la denominada Gabelkreuz ("crucifijo doloroso", en alemán: cruz en y griega), en la que el travesaño horizontal se sustituye por dos en ángulo (con su correspondiente interpretación cristológica).

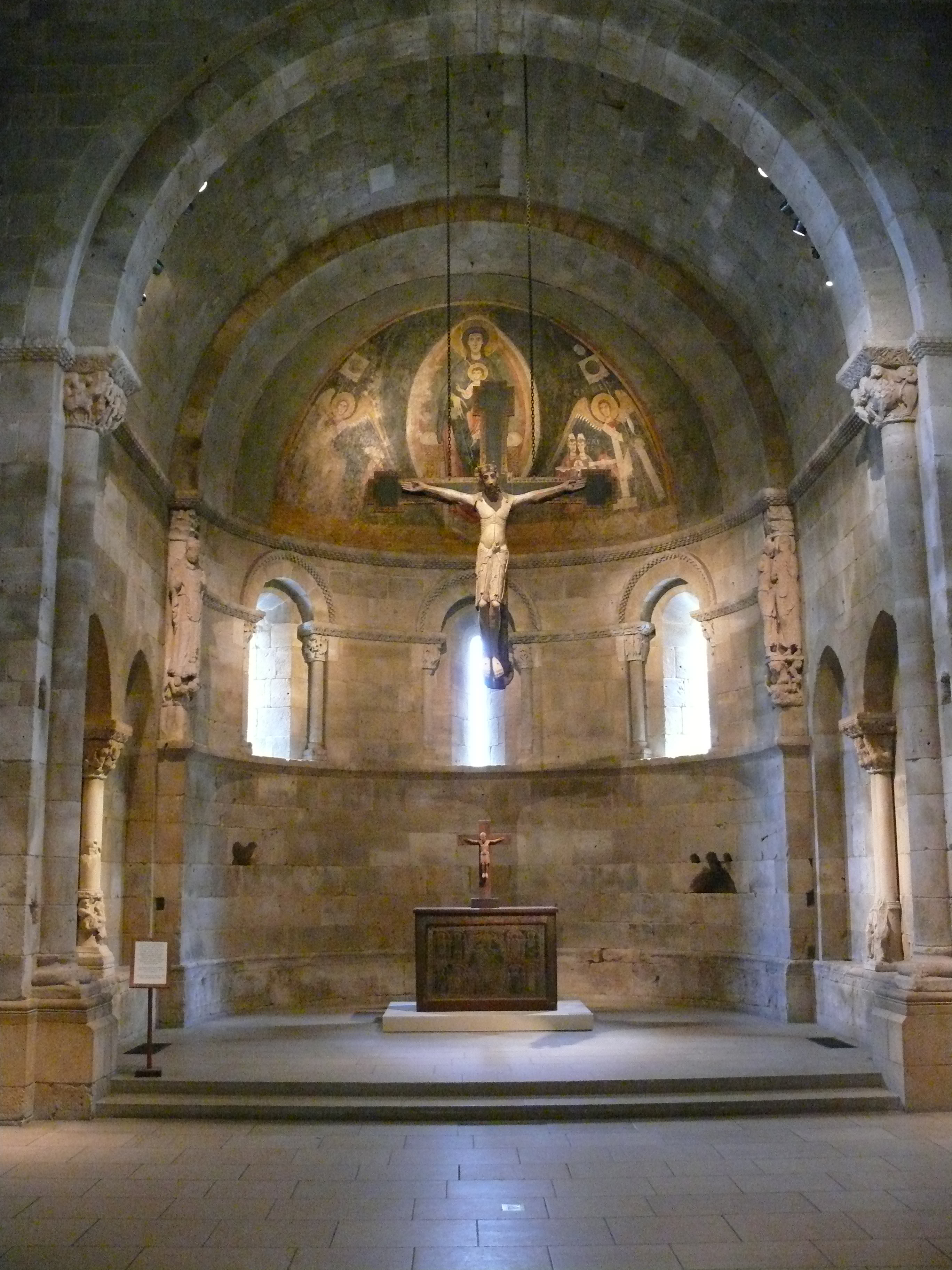
Reconstrucción de un altar mayor románico en The Cloisters. Se dispone un pequeño crucifijo sobre el altar y se cuelga un crucifijo de grandes dimensiones de la bóveda.
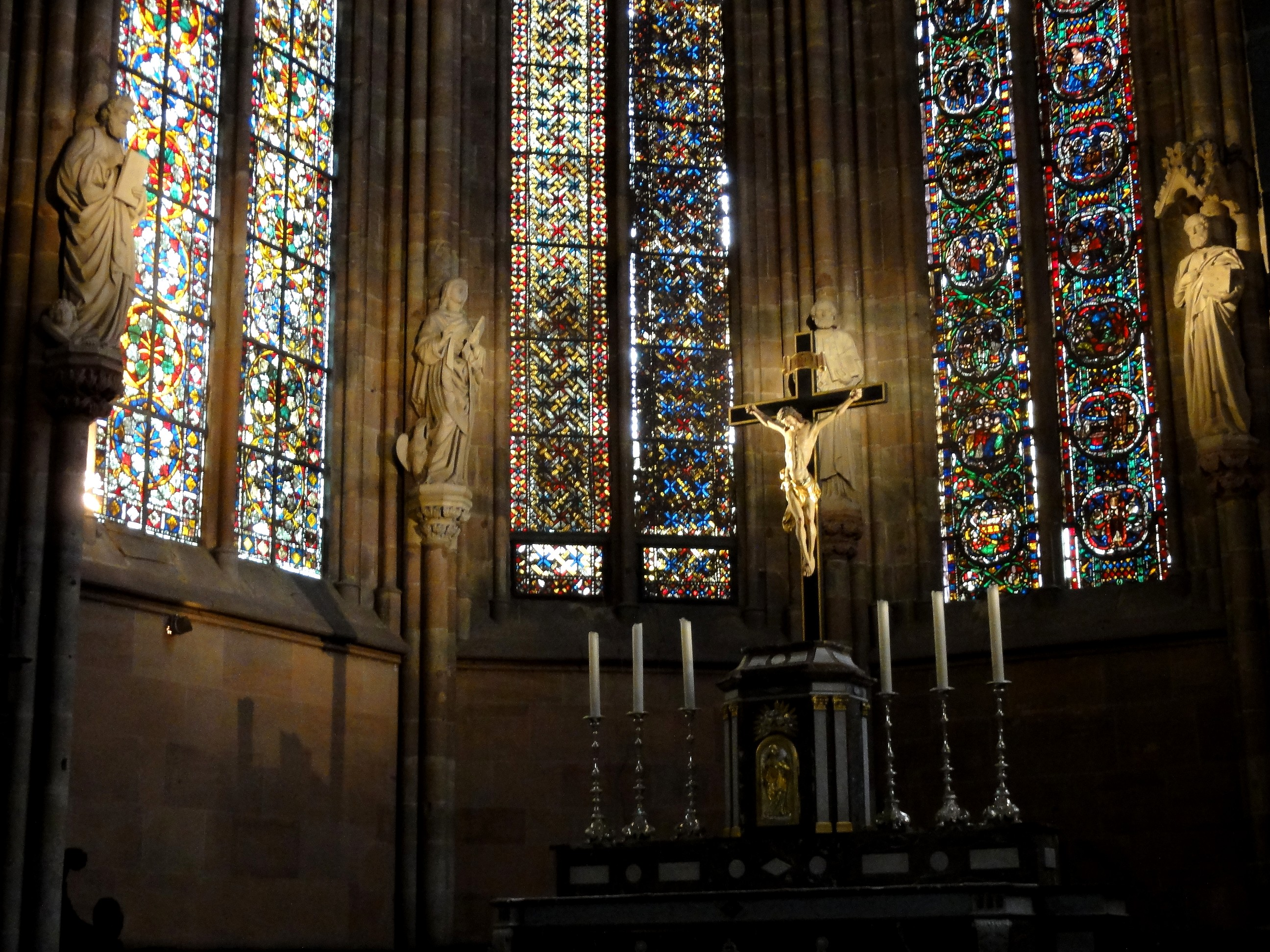
Crucifijo del altar mayor de San Pedro y San Pablo (Wissembourg, Francia).
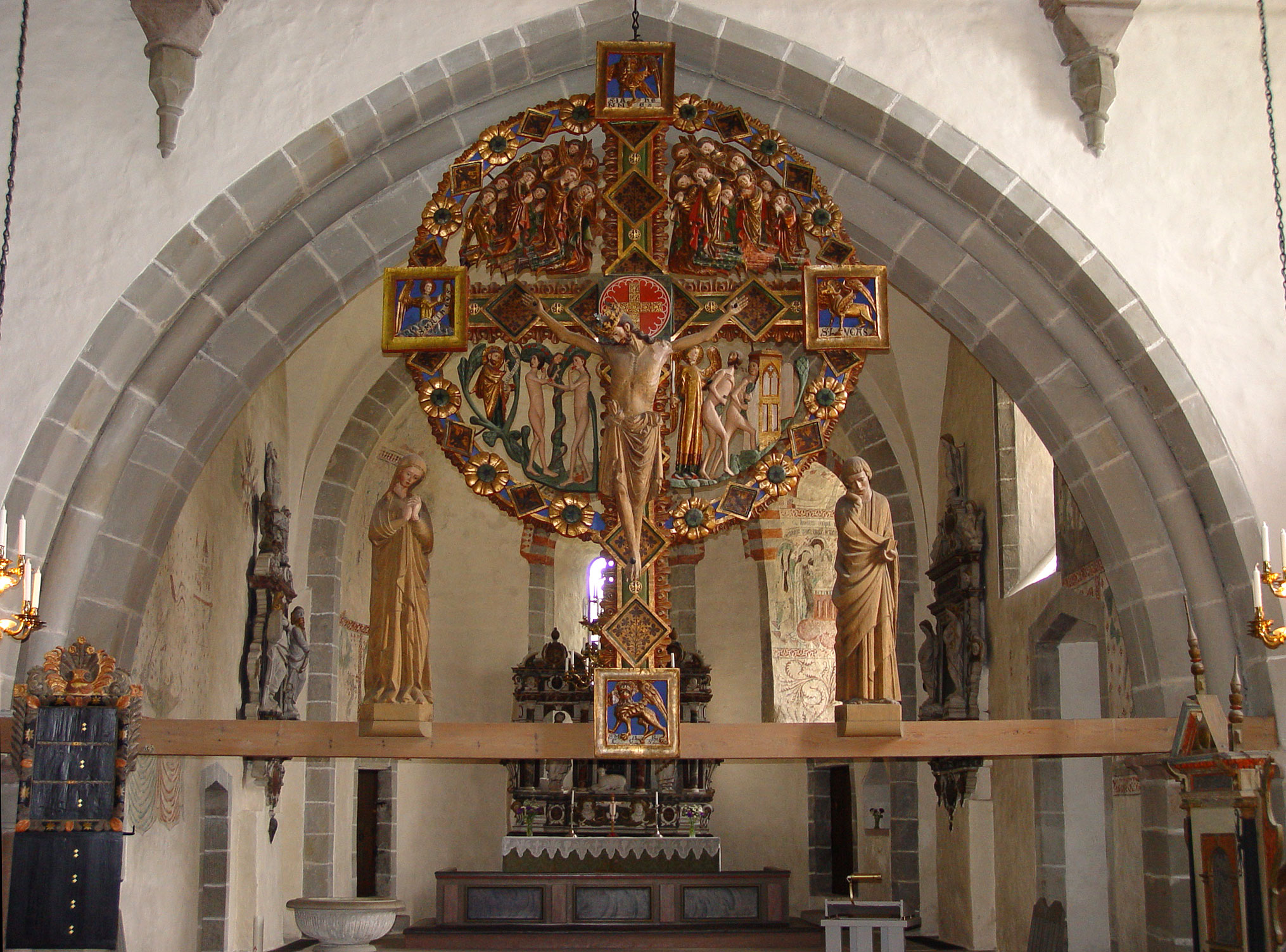
Triumphkruzifix de la iglesia de Oeja (Gotland).
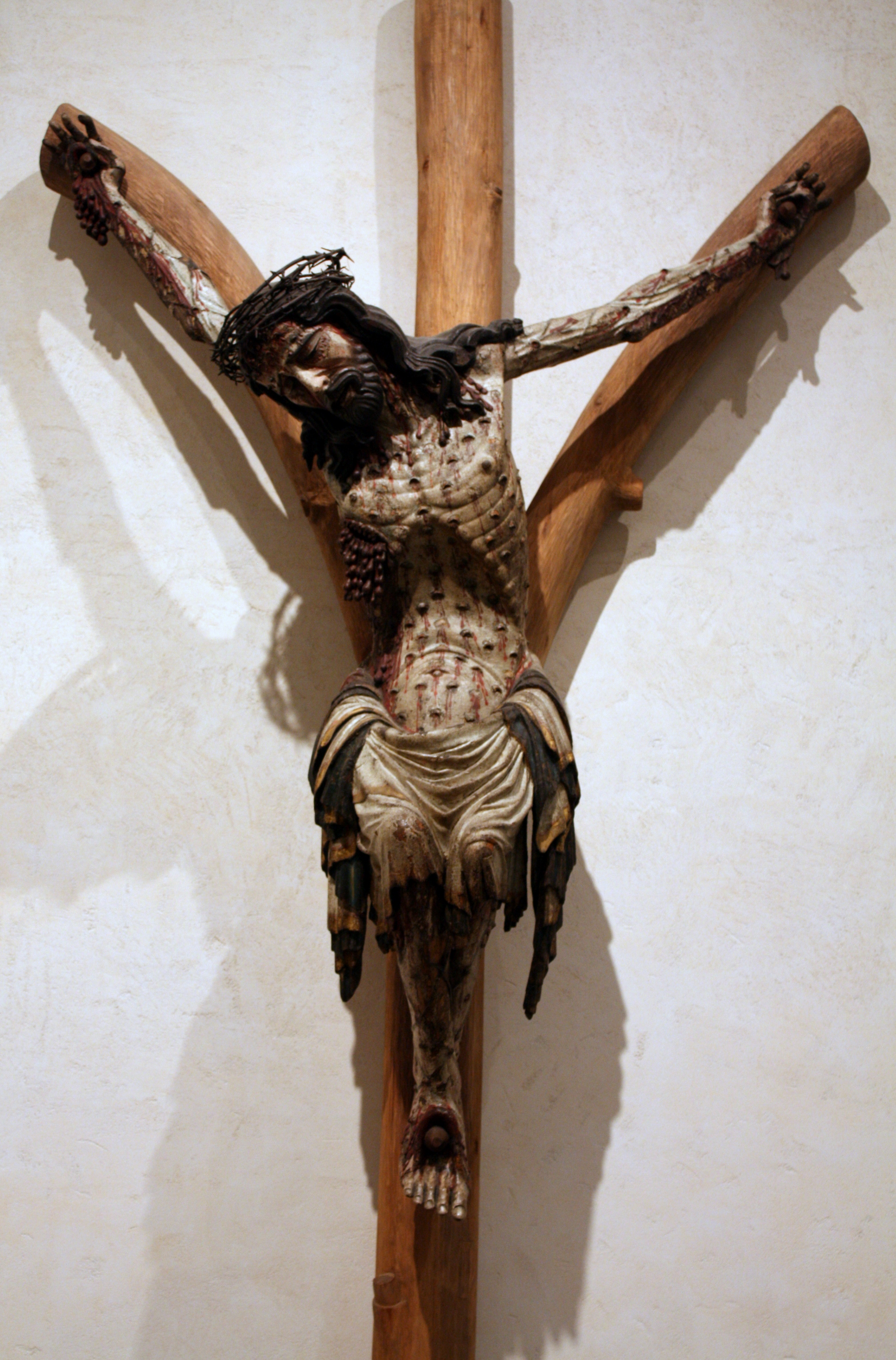
Gabelkreuz.
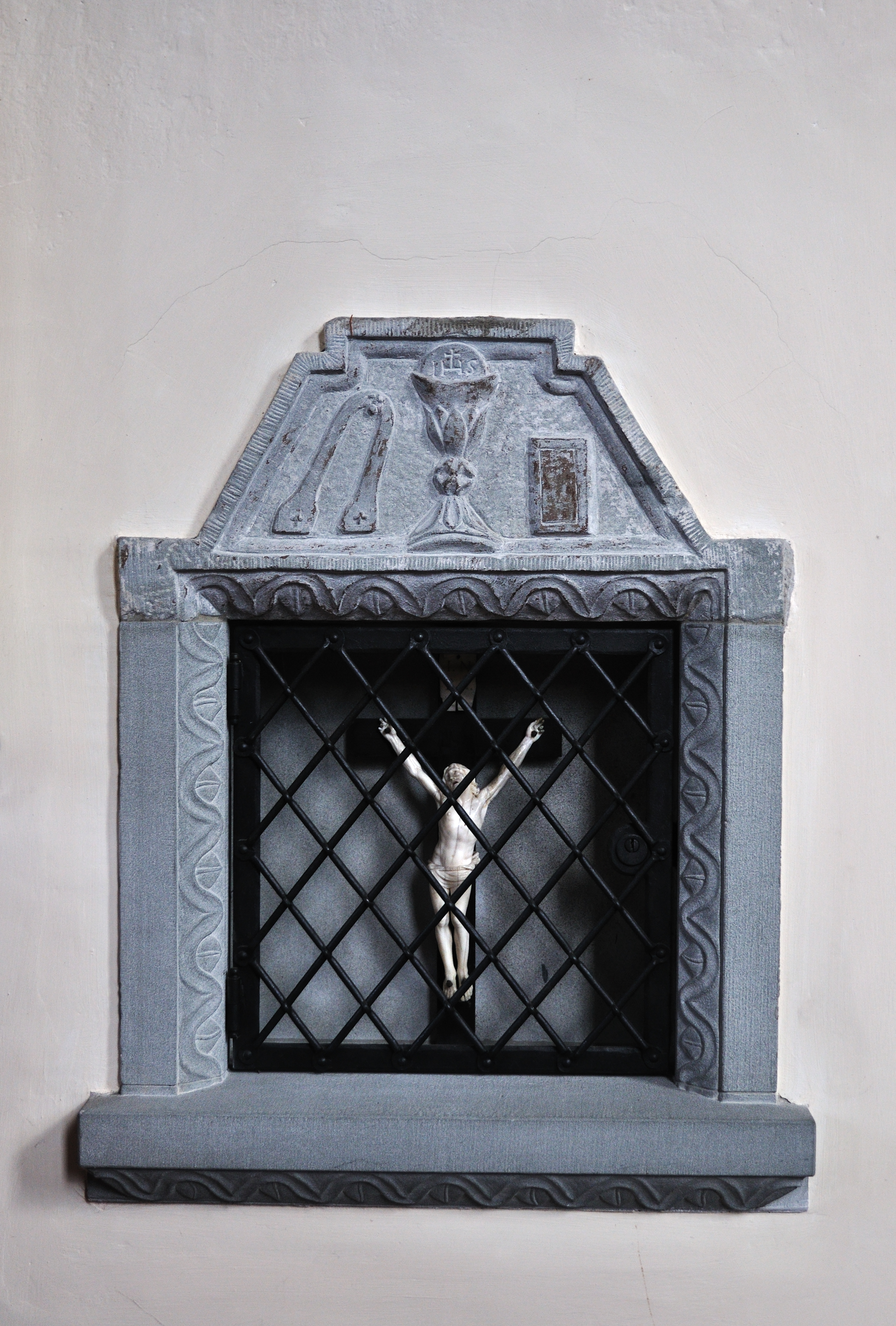
Hornacina en una iglesia alemana.
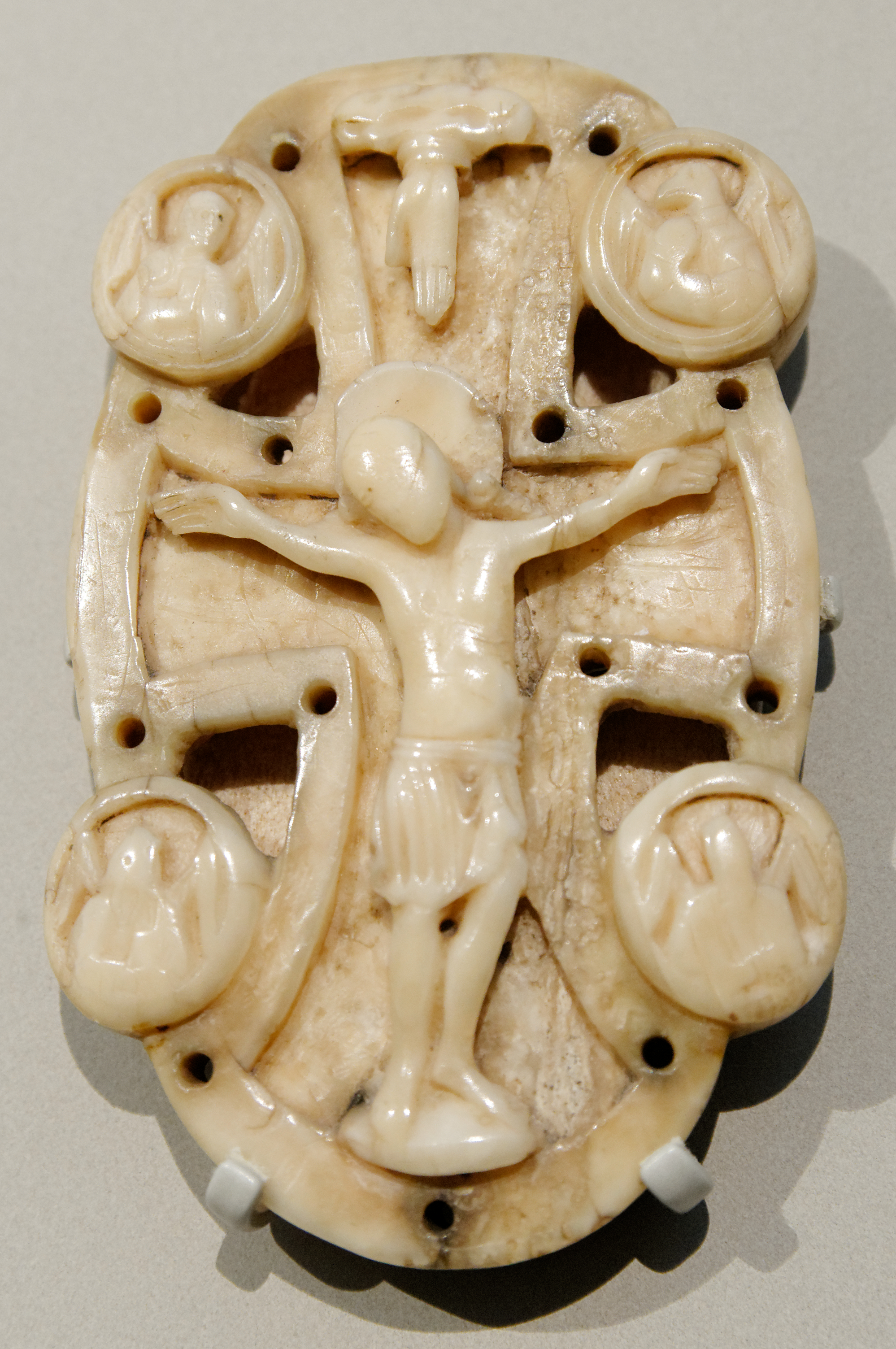
Cruz pectoral anglosajona, ca. 1000.
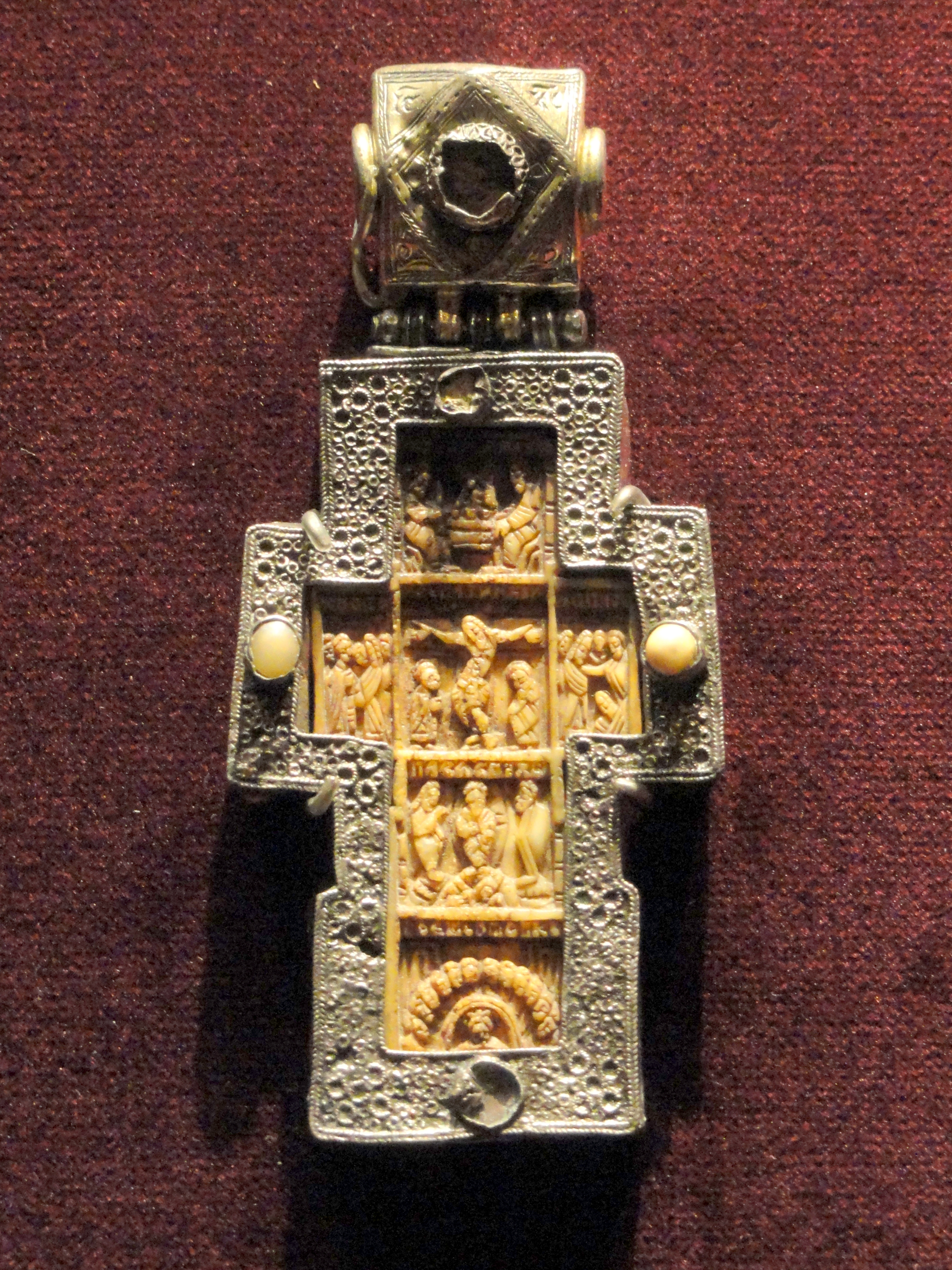
Cruz pectoral rusa, ca. 1600.
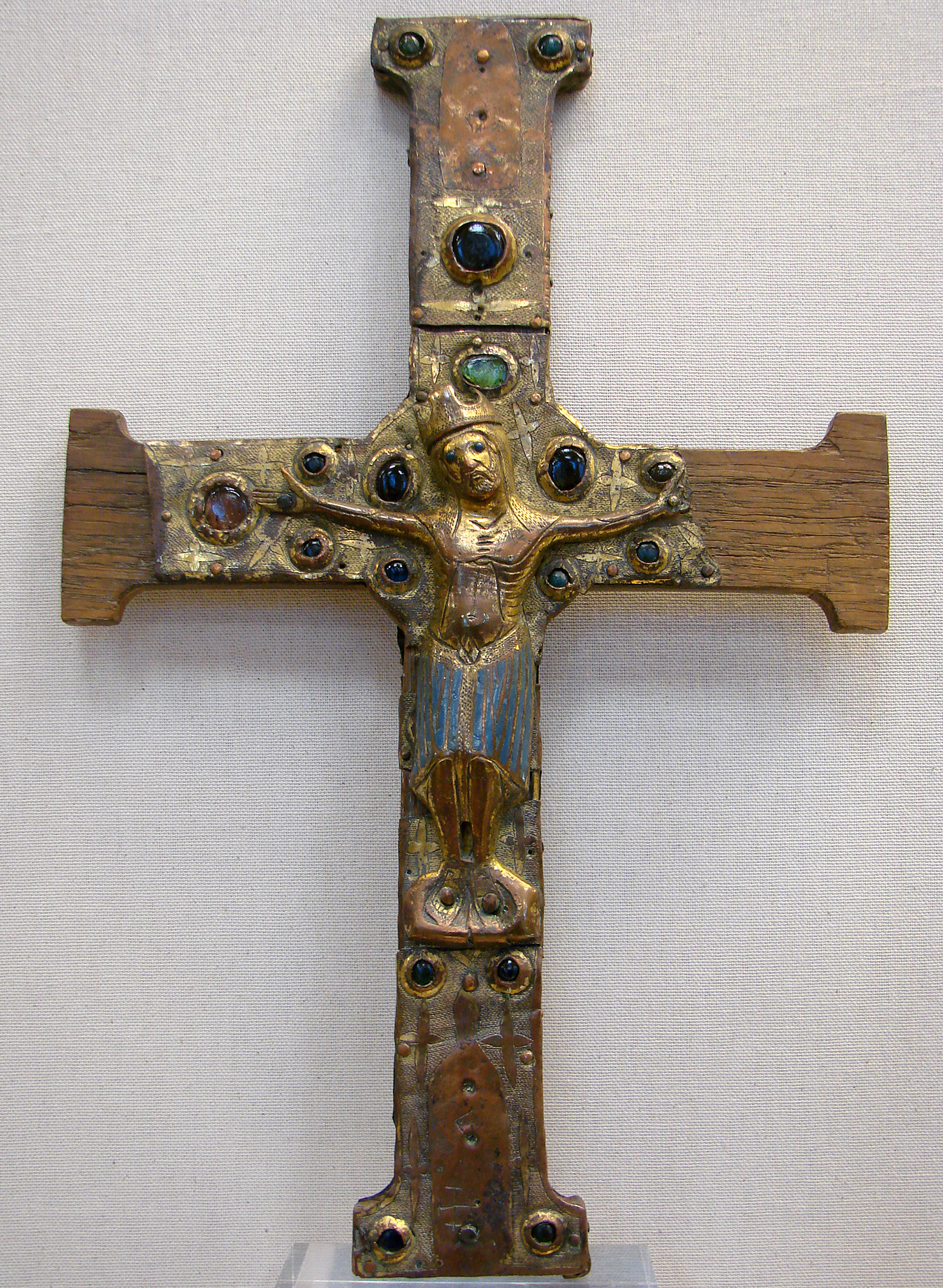
Cristo en la cruz, en cobre dorado y esmalte de Limoges,[8] siglo XIII.
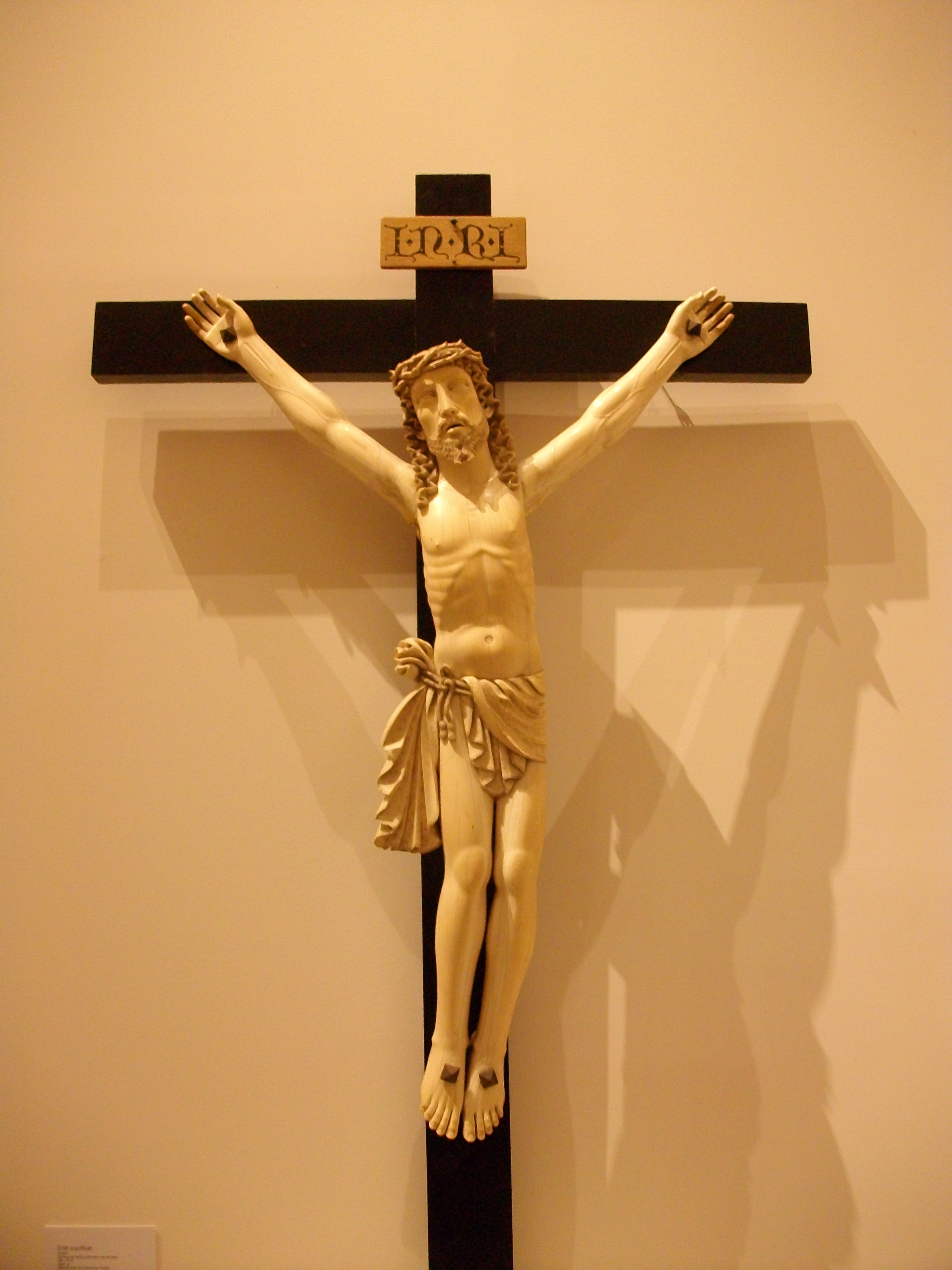
Talla en marfil hispano-filipina del siglo XVII.
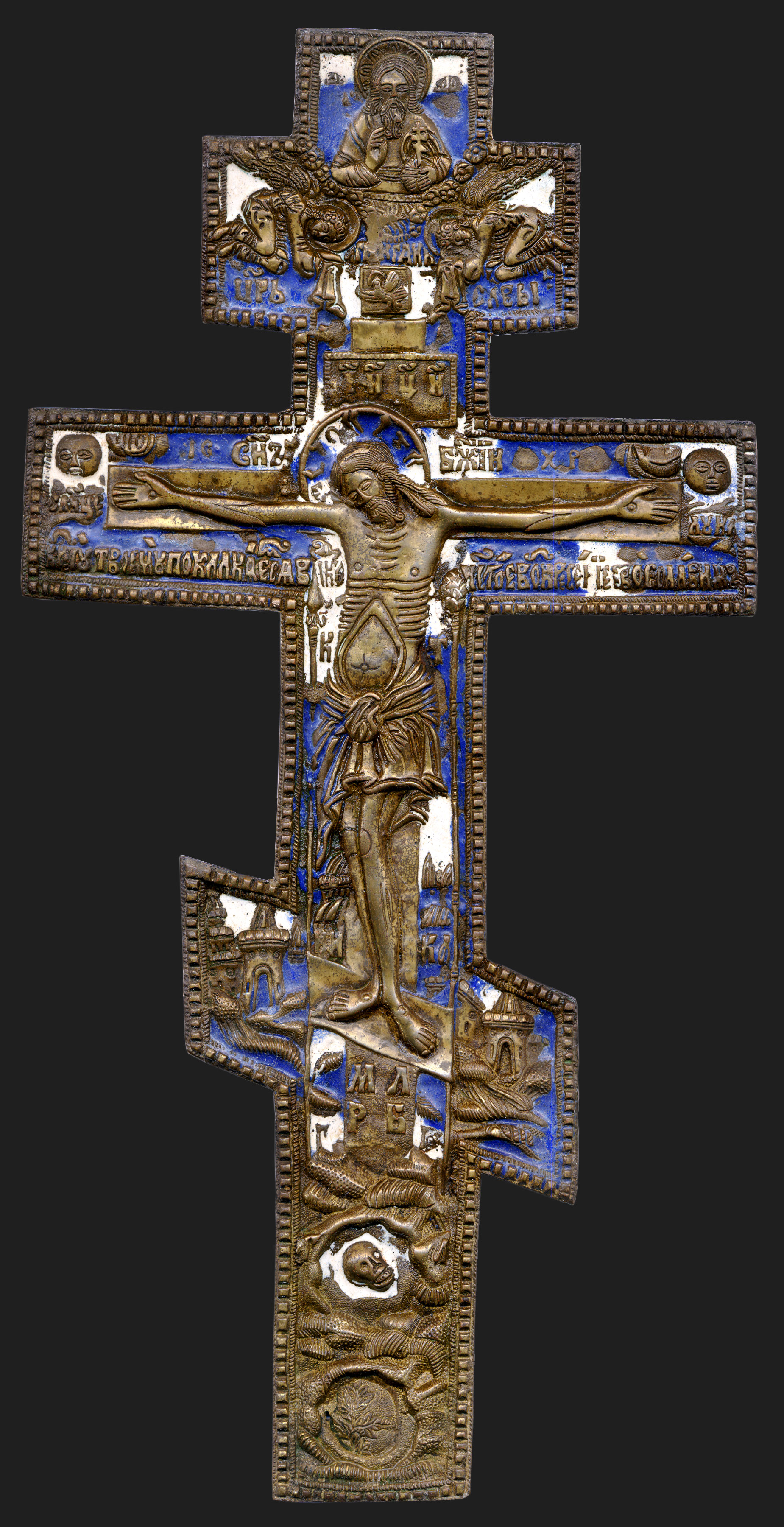
Crucifijo ortodoxo ruso (con un característico travesaño inferior inclinado), siglo XVIII.

Las cruces de grandes dimensiones, que presiden los cruces de caminos u otros lugares destacados, se denominan crucero. También hay numerosos pasos procesionales con este tema. Las cruces funerarias pueden incorporar la figura del Crucificado. Aunque el remate de los báculos suele ser el lituus, a veces se dispone en ellos una representación de Cristo crucificado. Las estación duodécima del Viacrucis tradicional se describe como Jesús muere en la cruz. En la reforma de Juan Pablo II las escenas que tienen lugar con Cristo crucificado van de la décima a la decimotercera.

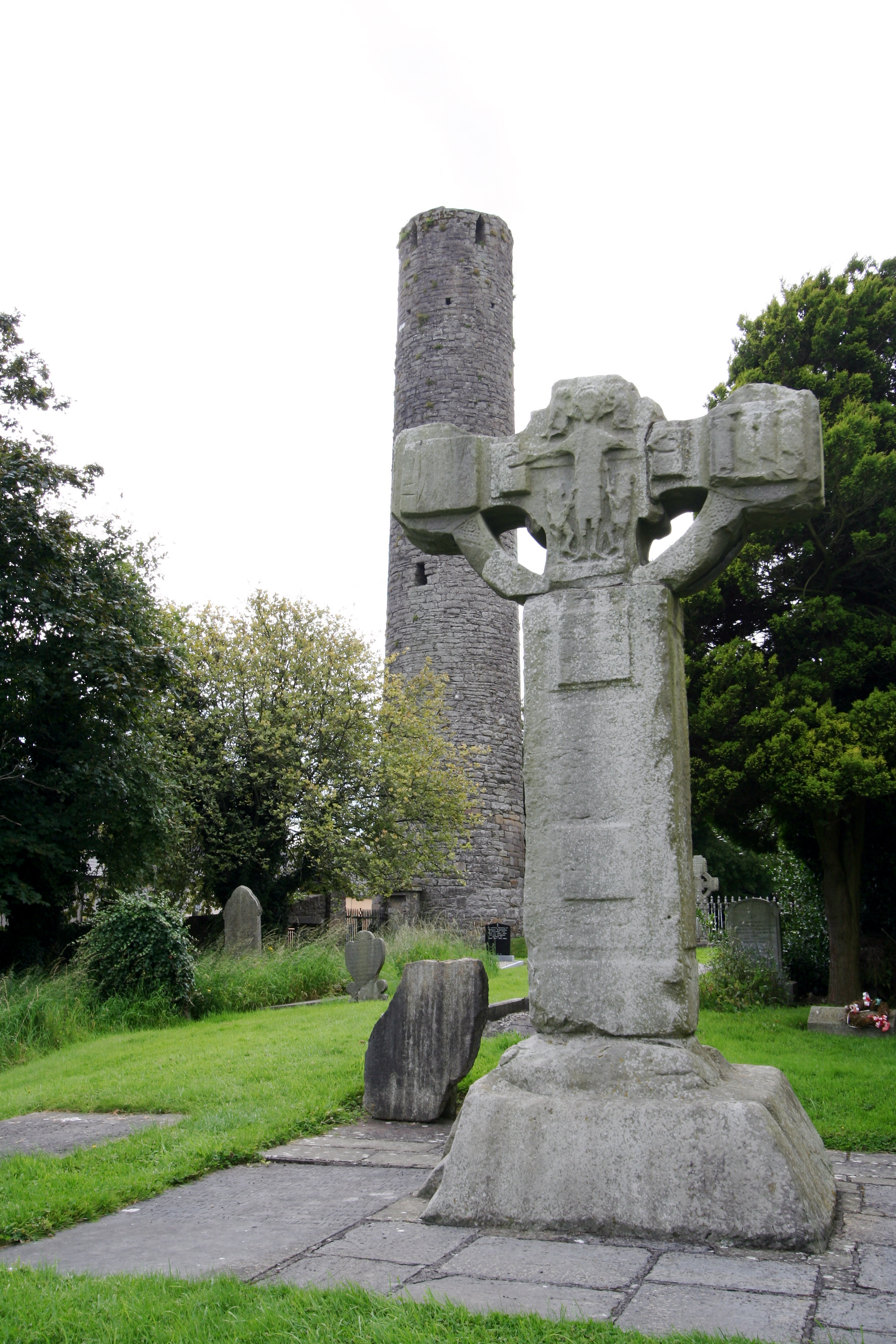
Cruz irlandesa con la figura del Crucificado (la mayor parte de las cruces celtas sólo tienen decoración geométrica).
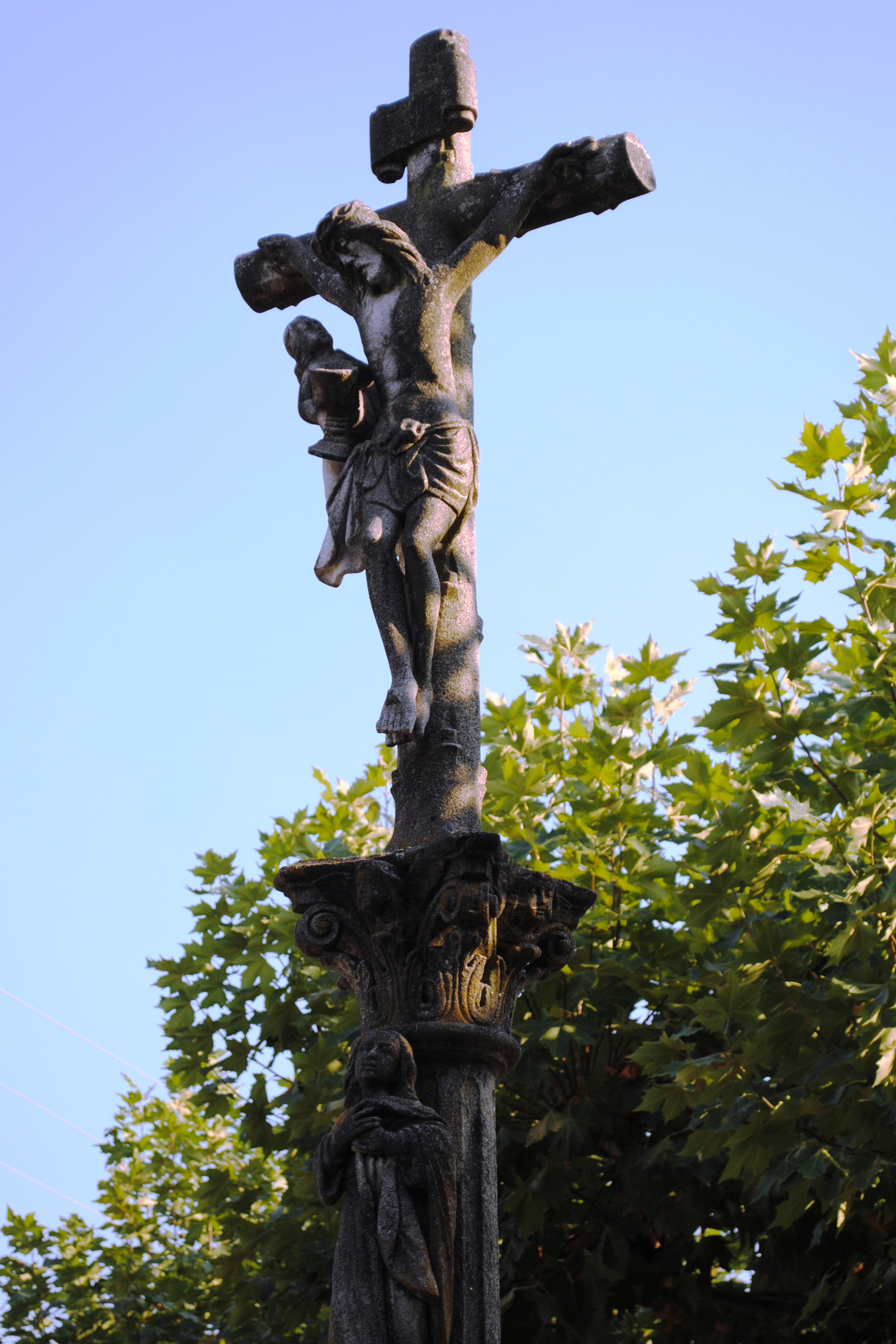
Cruceiro gallego.
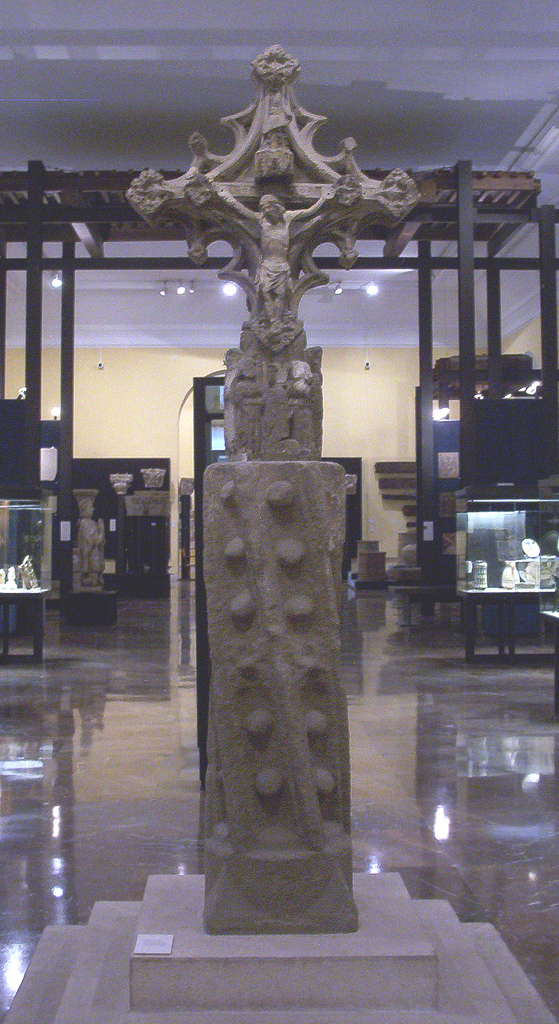
Cruz de término gótica levantina, siglo XV.
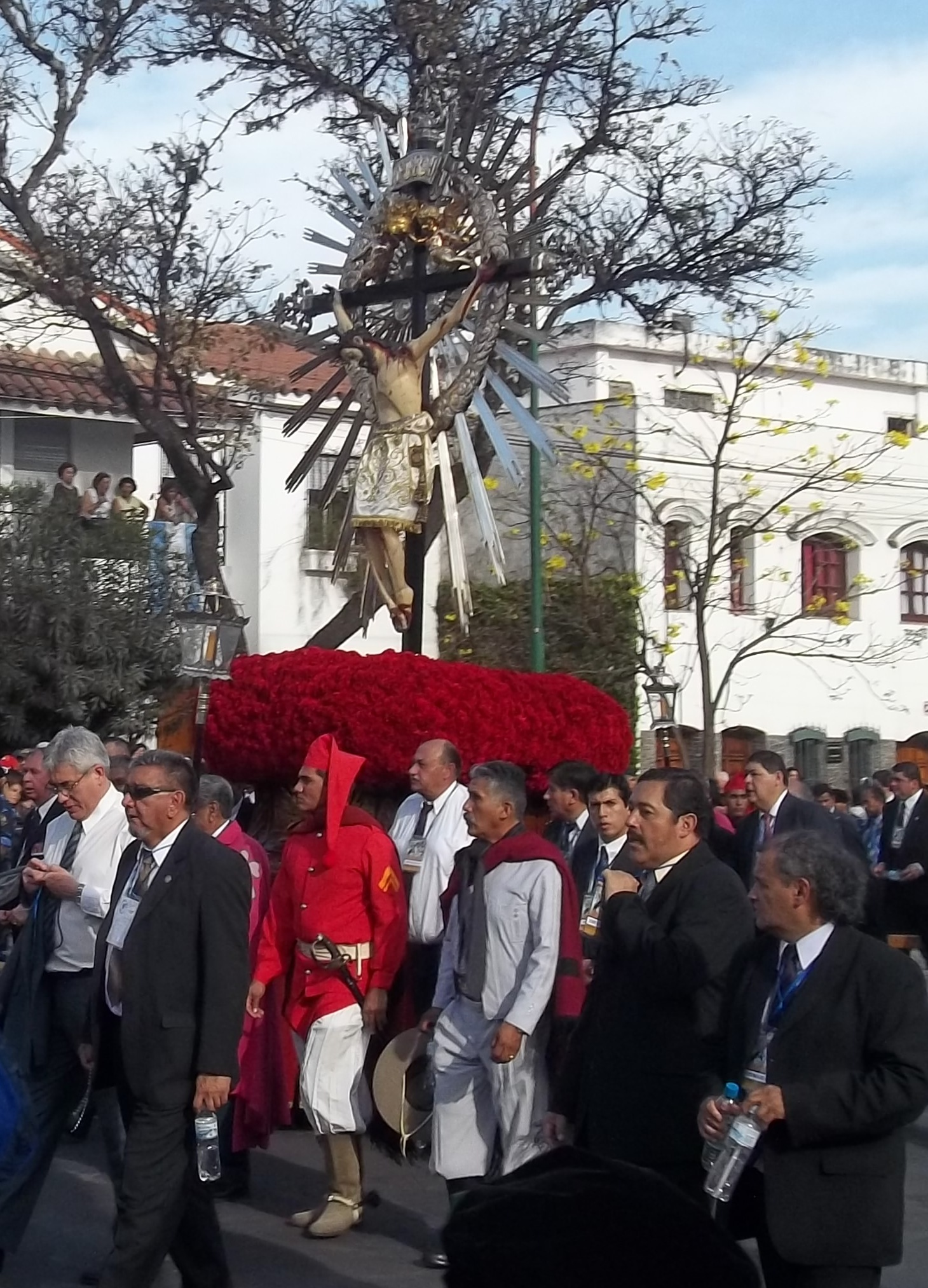
Imagen del "Señor del Milagro" en Salta.
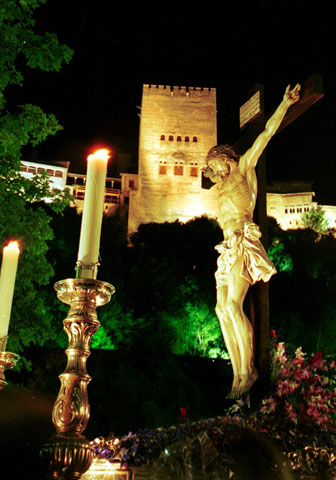
Cristo del Consuelo o "de los gitanos", de la Semana Santa de Granada.
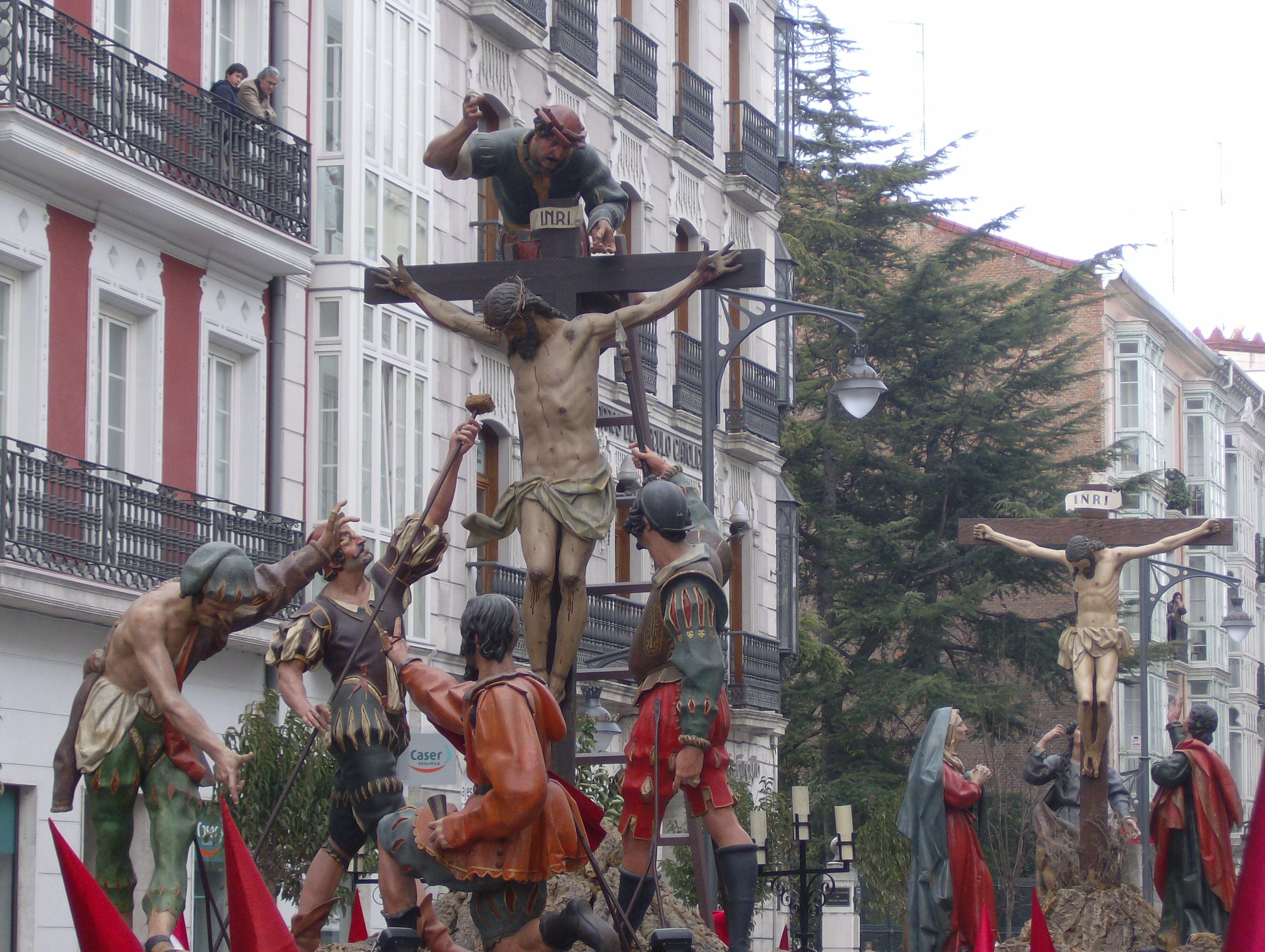
Pasos procesionales de la Cofradía de las Siete Palabras de la Semana Santa de Valladolid.
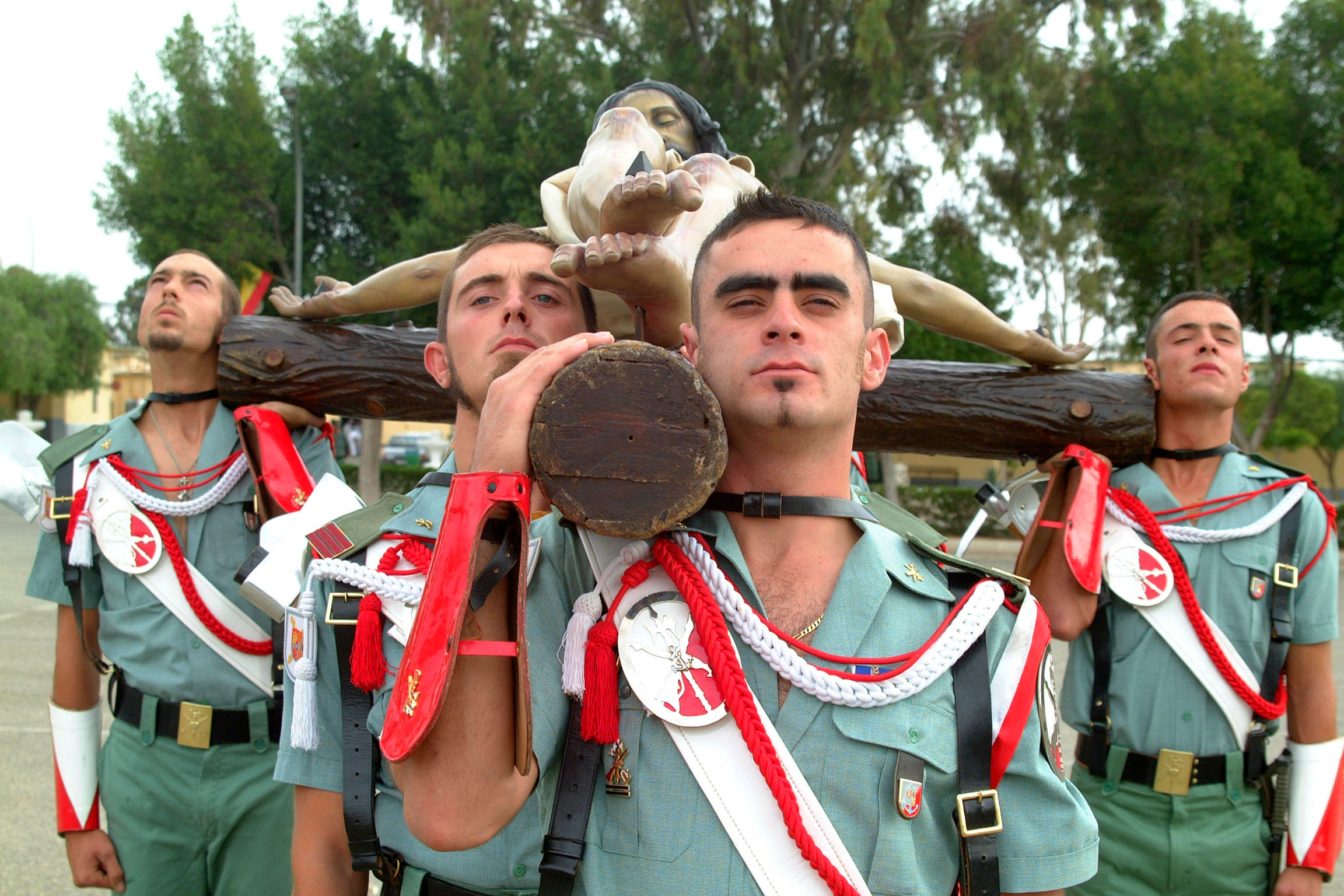
Cristo Legionario.
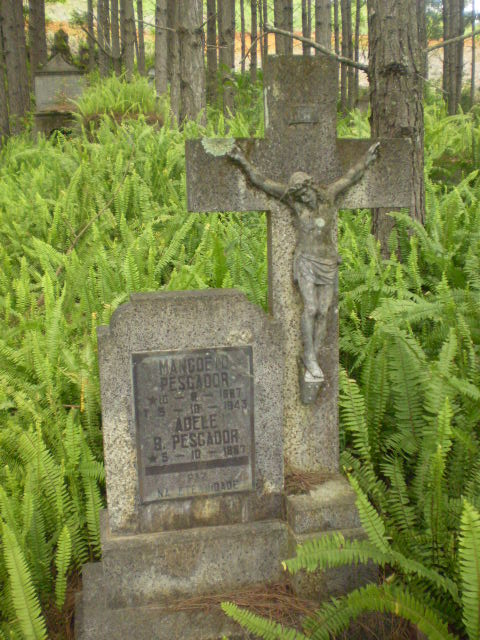
Cristo en la cruz, como cruz funeraria, siglo XIX.
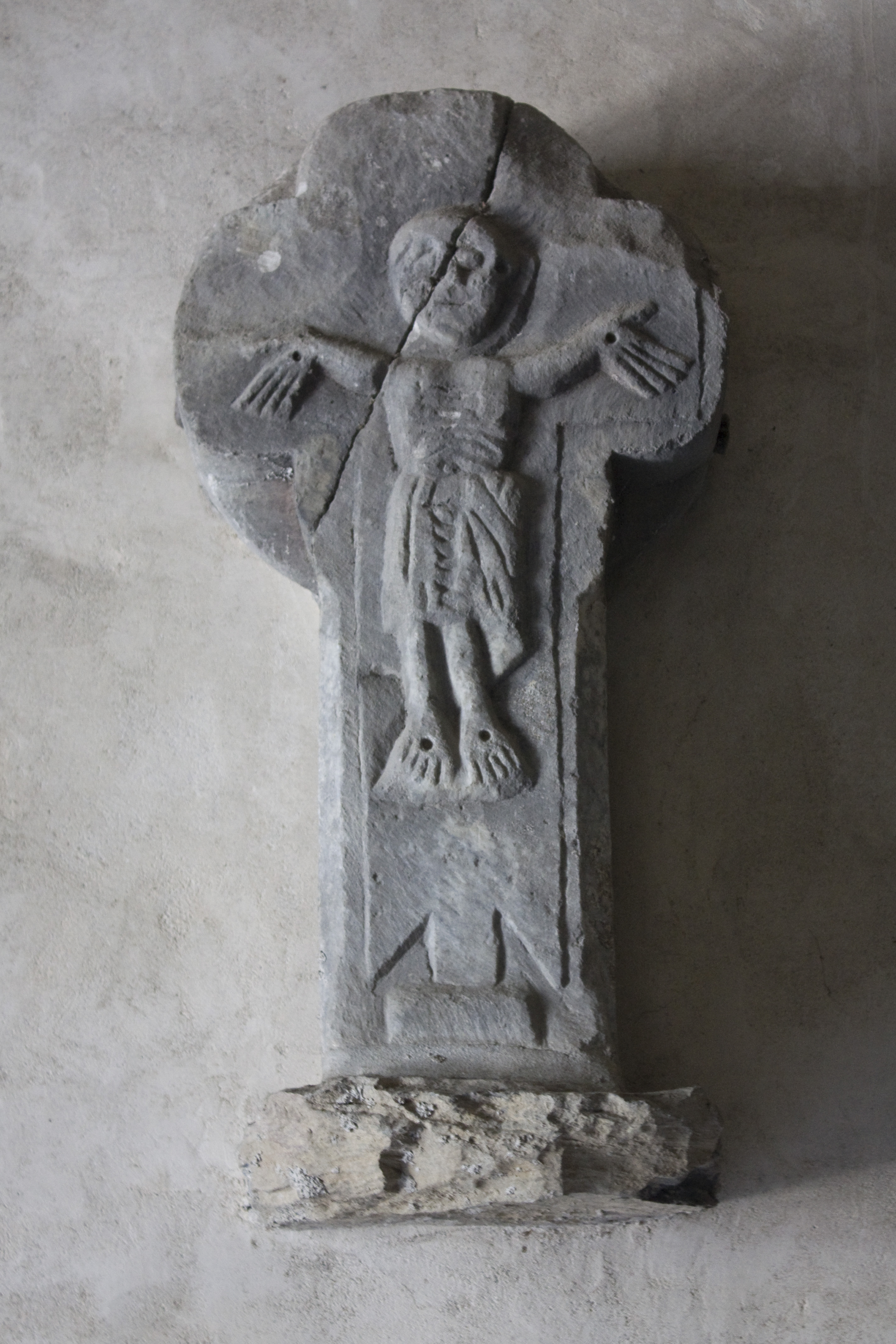
Ídem, siglo XIII.
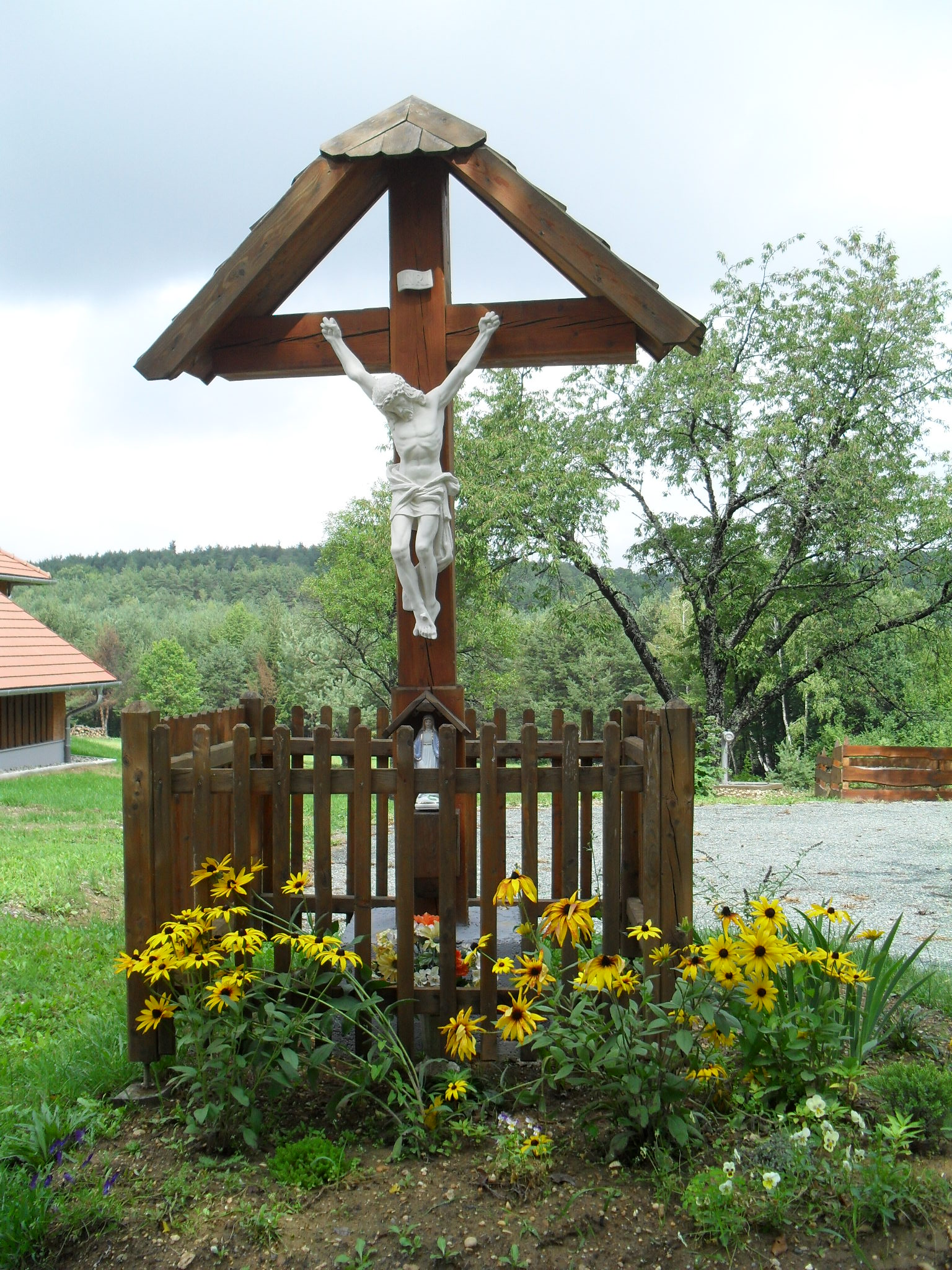
Crucifijo techado húngaro (característico de Centroeuropa).
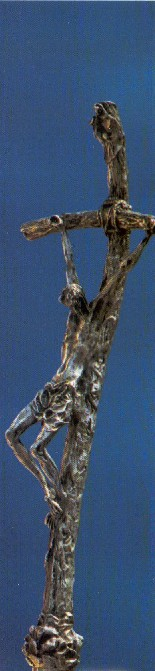
Remate de báculo.
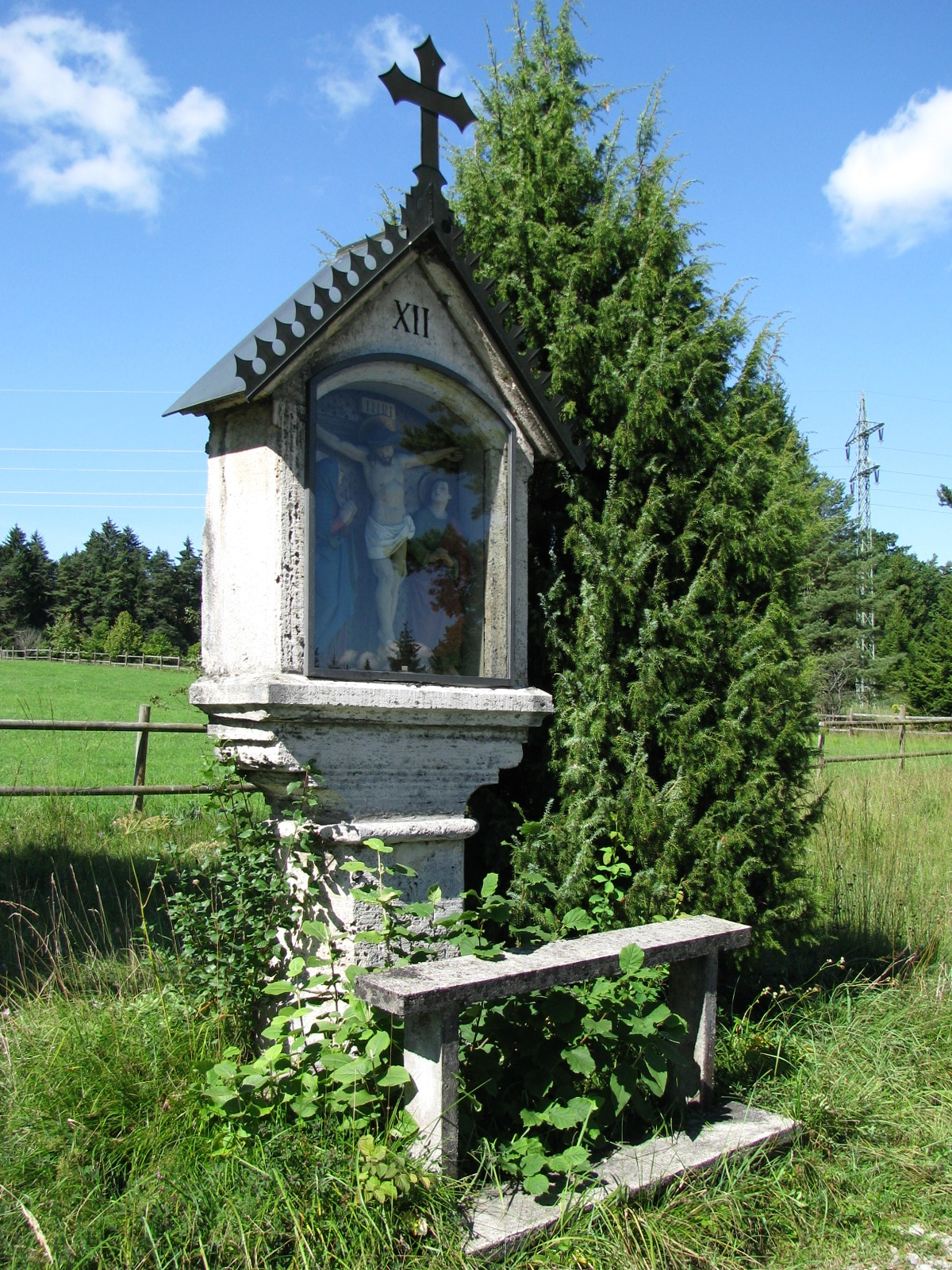
Estación XII de un Viacrucis tradicional.

Cada periodo artístico ha destacado distintos aspectos de acuerdo con las características de su estilo e incluso a sus implicaciones intelectuales, sociales e ideológicas en una época histórica determinada.

## Cristo en la cruz a lo largo de la historia del arte
Previamente a la representación de Cristo en la cruz, en el arte antiguo se había representado la muerte y la tortura de distintas formas, incluyendo la crucifixión. Temas clásicos de la escultura griega, como el de Laocoonte o el de Marsias, son claros precedentes de la representación de la anatomía masculina en tensión extrema.
| El Graffiti Alexamenos y el Orpheos Bakkikos |
| A la izquierda, el Graffiti Alexamenos, una burla anticristiana, precoz representación del Crucificado (en el centro, croquis aclaratorio). A la derecha, el Orpheos Bakkikos, un sello de hematita de interpretación debatida, inicialmente clasificado como una imagen cristiana, con lo que sería una de las primeras representaciones de Cristo en la cruz; mientras que desde la década de 1920 se duda de tal identificación, pudiendo representar otros cultos mistéricos, como el orfismo, o elementos simbólicos del flamen Divi Iulii (el sacerdote dedicado al culto de Julio César divinizado). También se ha denunciado como un posible fraude. Estuvo en el Altes Museum de Berlín, y se perdió o fue destruido durante la Segunda Guerra Mundial. |

### Paleocristiano, bizantino y prerrománico
En el arte paleocristiano de la Antigüedad Tardía no es un tema muy tratado. La figura de Cristo a veces se acompaña de la cruz, pero no representando la escena de su muerte (patena de Cástulo, siglo IV). Un panel de marfil, procedente, probablemente, de Roma (ca. 420-430) es considerada la primera representación narrativa de la crucifixión. Además del Crucificado se identifican otros personajes: Longinos, la Virgen y San Juan, y en una escena separada el suicidio de Judas. Reecientemente (2006) se publicaron unos polémicos restos arqueológicos del yacimiento de Iruña-Veleia, que de poderse verificar y datarse en el siglo III, como defienden los responsables de la excavación, serían la primera representación de un calvario, aunque están cuestionados por distintos expertos.
En el arte bizantino de la Edad Media el tema pasa a tener un gran desarrollo, especialmente en mosaicos e iconos. En general, durante la Alta Edad Media fue más habitual la Crux gemmata (el crucifijo decorado con piedras preciosas, incluso en su representación pictórica) que la representación figurativa de Cristo crucificado.

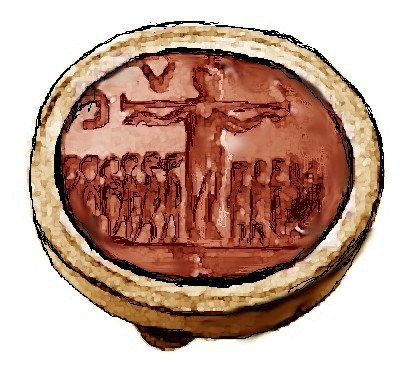
Cornalina tallada del siglo IV o anterior.
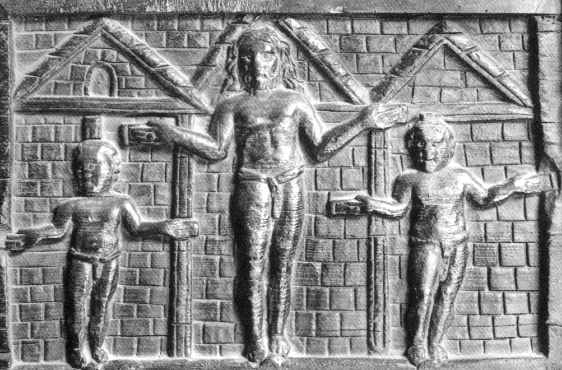
Talla de la puerta de la Basílica de Santa Sabina, siglo V.
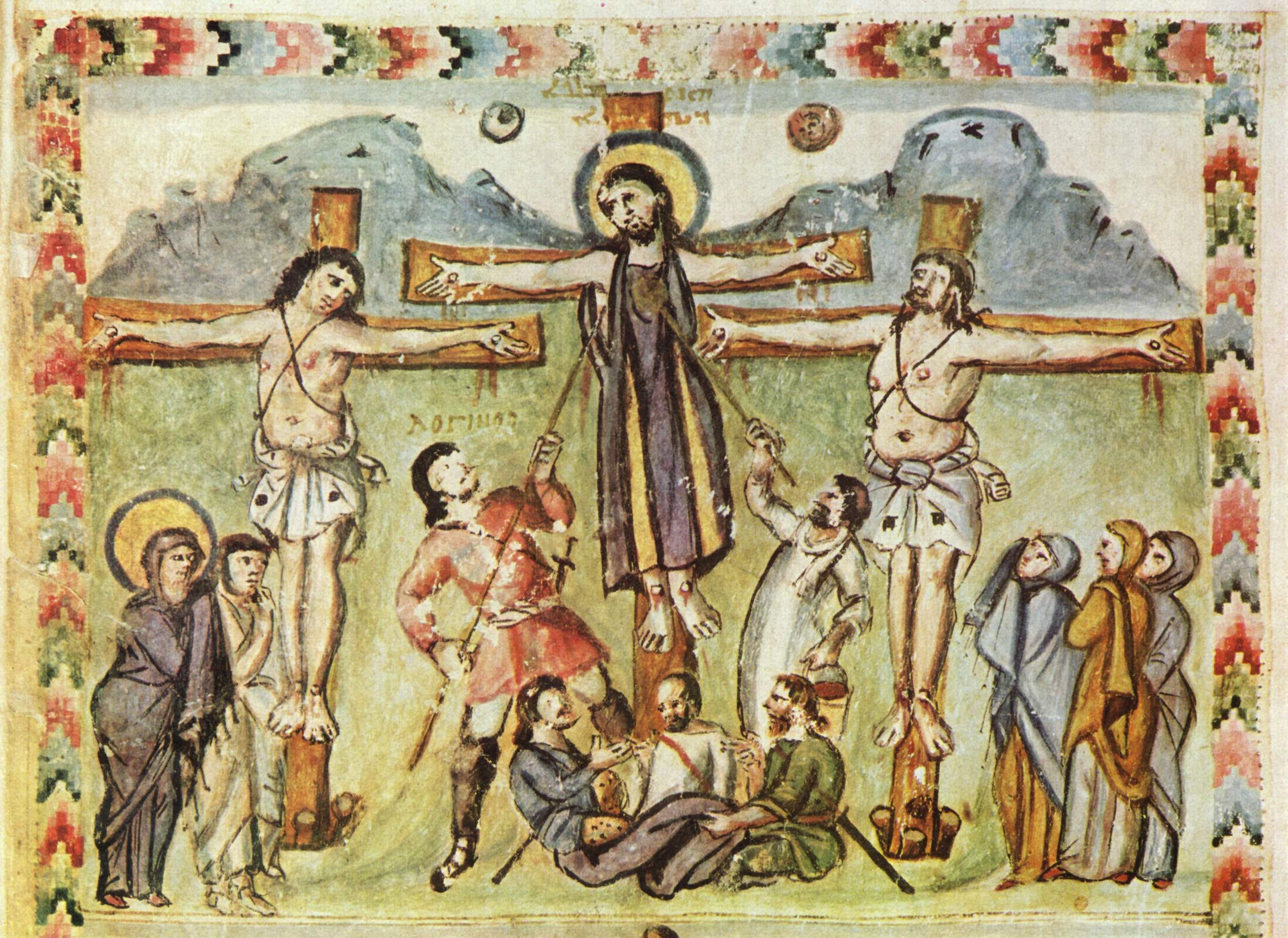
Ilustración del Evangeliario Rabbula,[16] año 586, siríaco, la primera representación de Cristo en la cruz en un manuscrito iluminado.
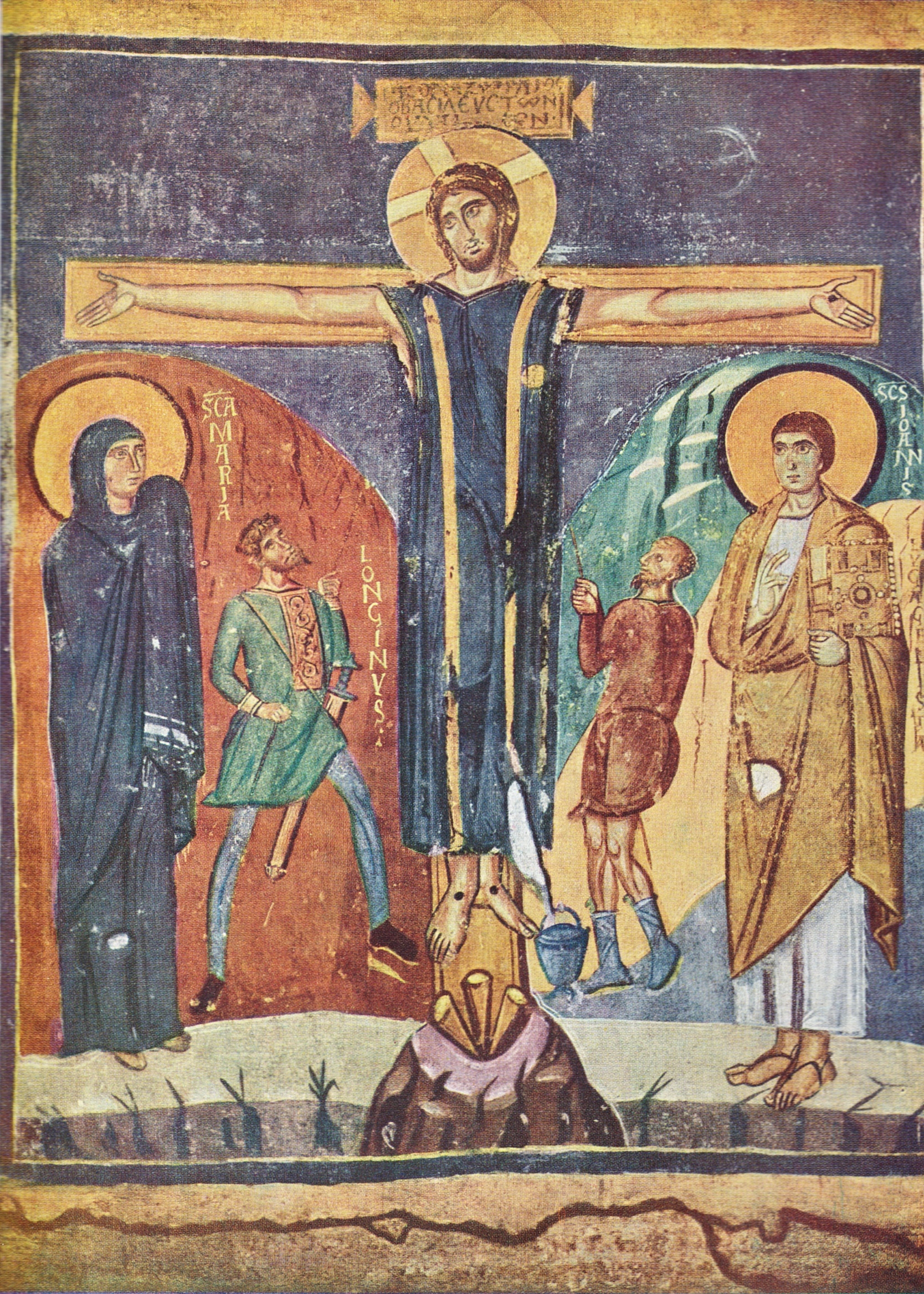
Fresco de Santa Maria Antiqua,[17] italo-bizantino, ca. 741-752.
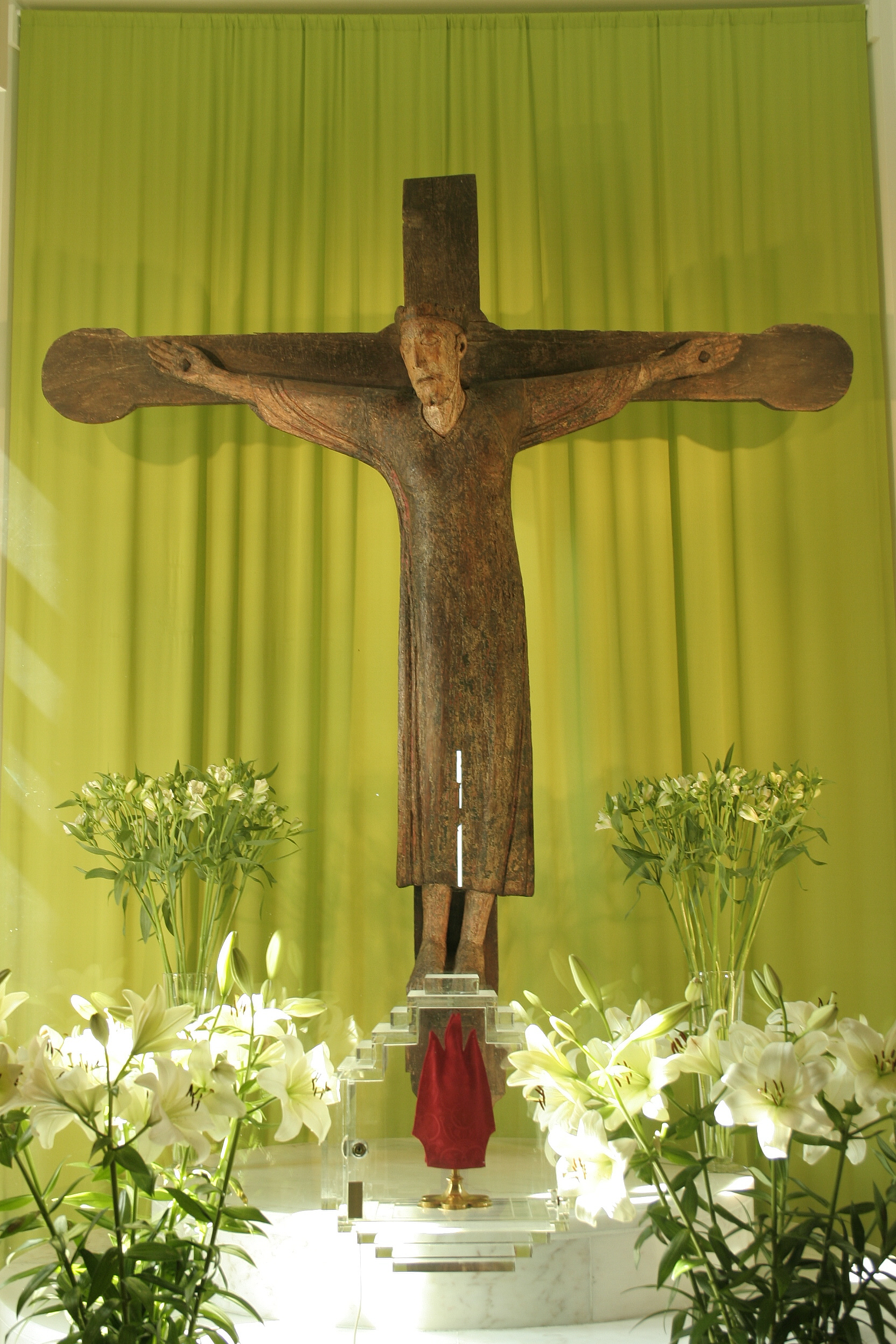
Cristo de Tancrémont, siglo IX, Prerrománico.
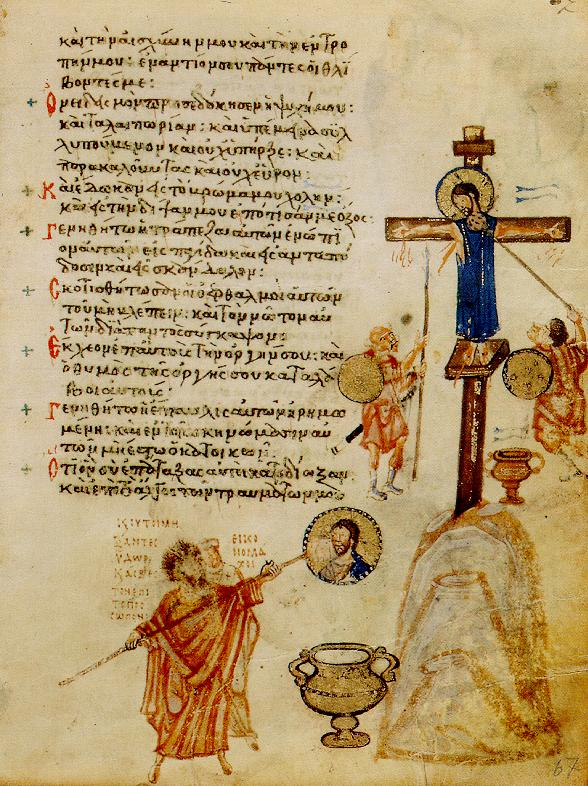
Psalterio Chludov,[19] siglo IX, manuscrito bizantino.
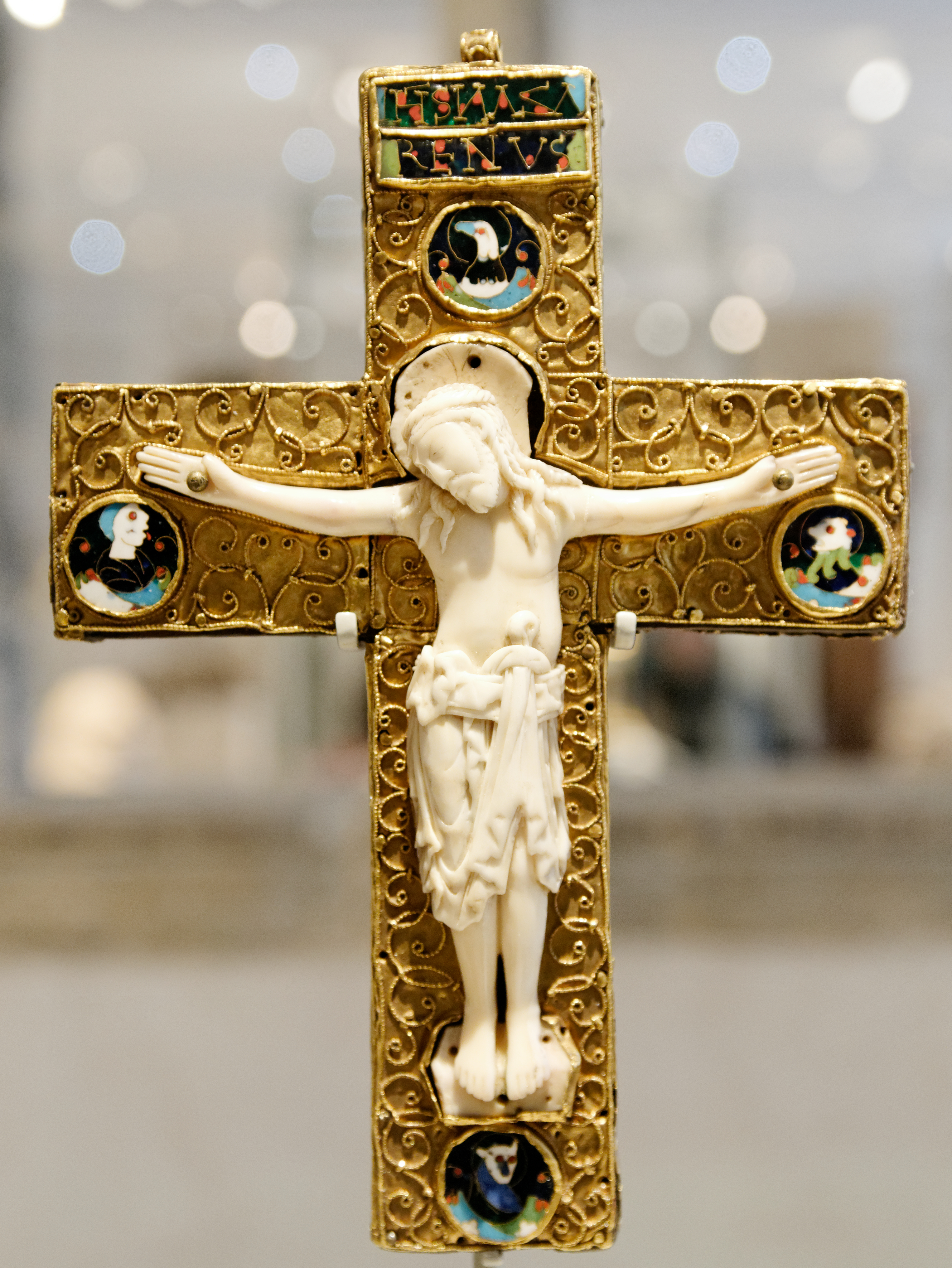
Cruz-relicario (probablemente se usó como relicario de un fragmento de la Vera Cruz), siglo X; anglosajón.
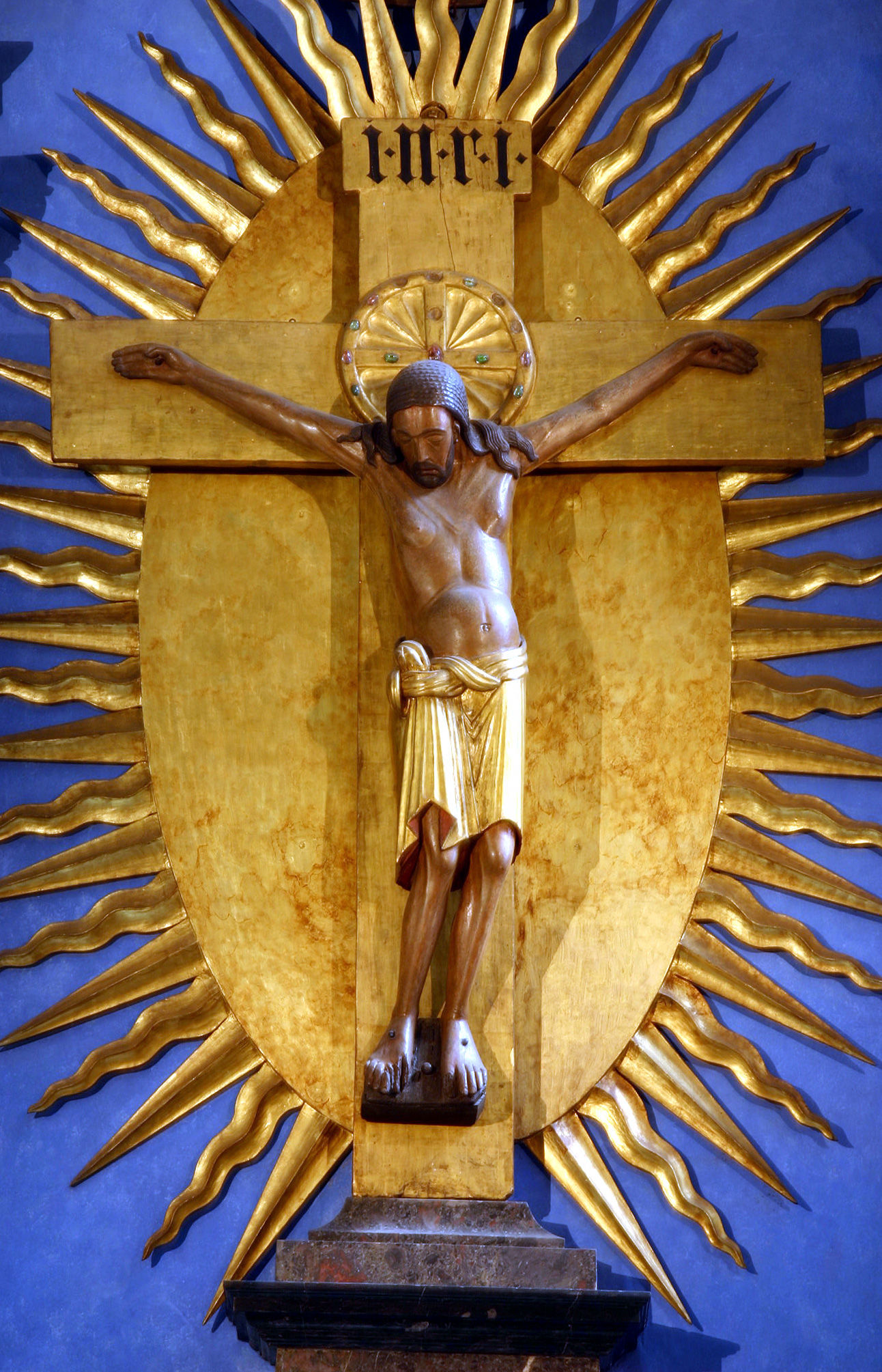
Cruz de Gero (ca. 965-970).
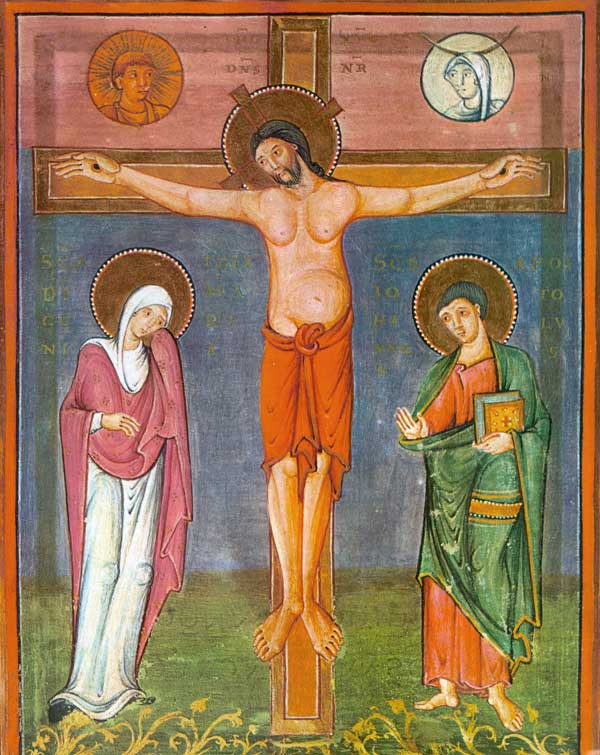
Ilustración de un sacramentario del monasterio de Lorsch, atribuido al Maestro del Registrum Gregorii,[21] ca. 980.
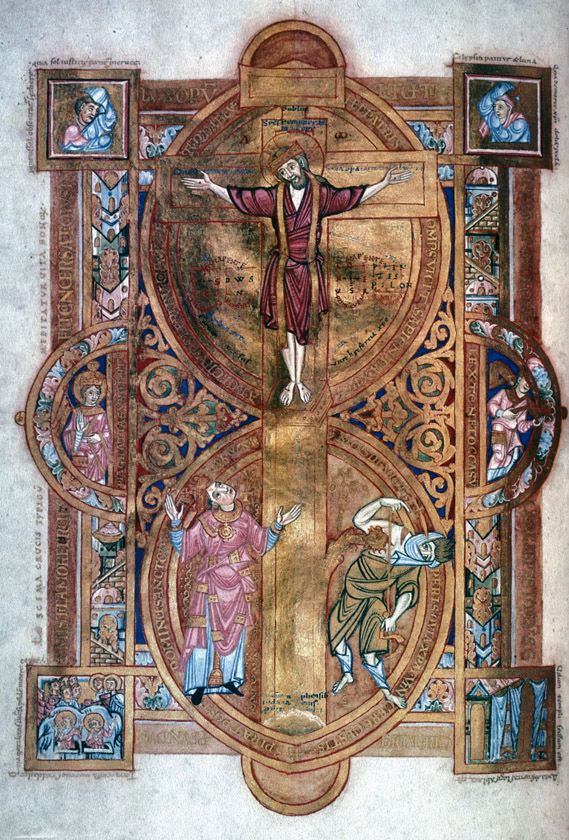
Códice o Leccionario de Uta, otoniano, ca. 1020.
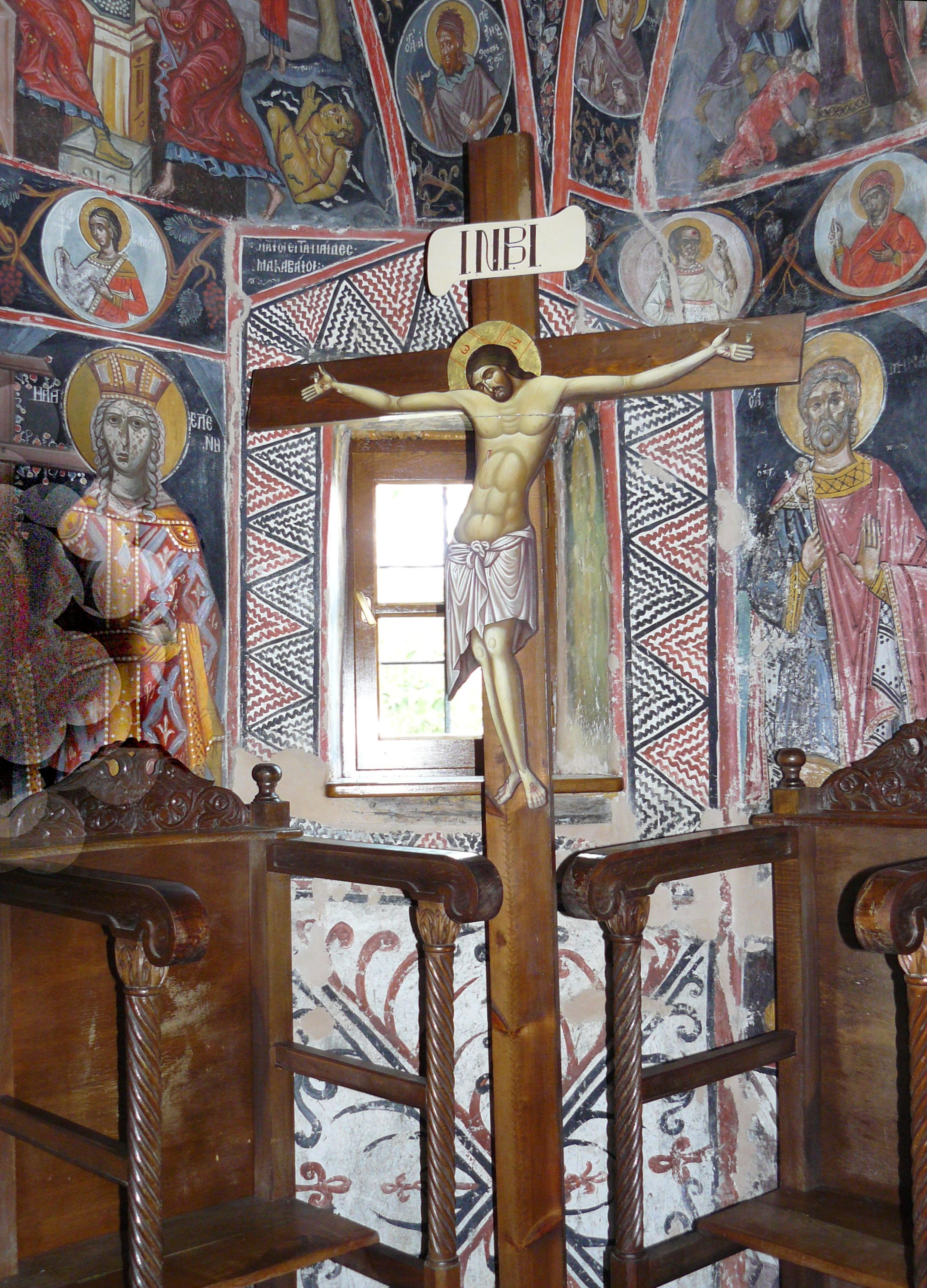
Crucifijo "de Viernes Santo" en el monasterio de Agias Triados, Meteora; bizantino.
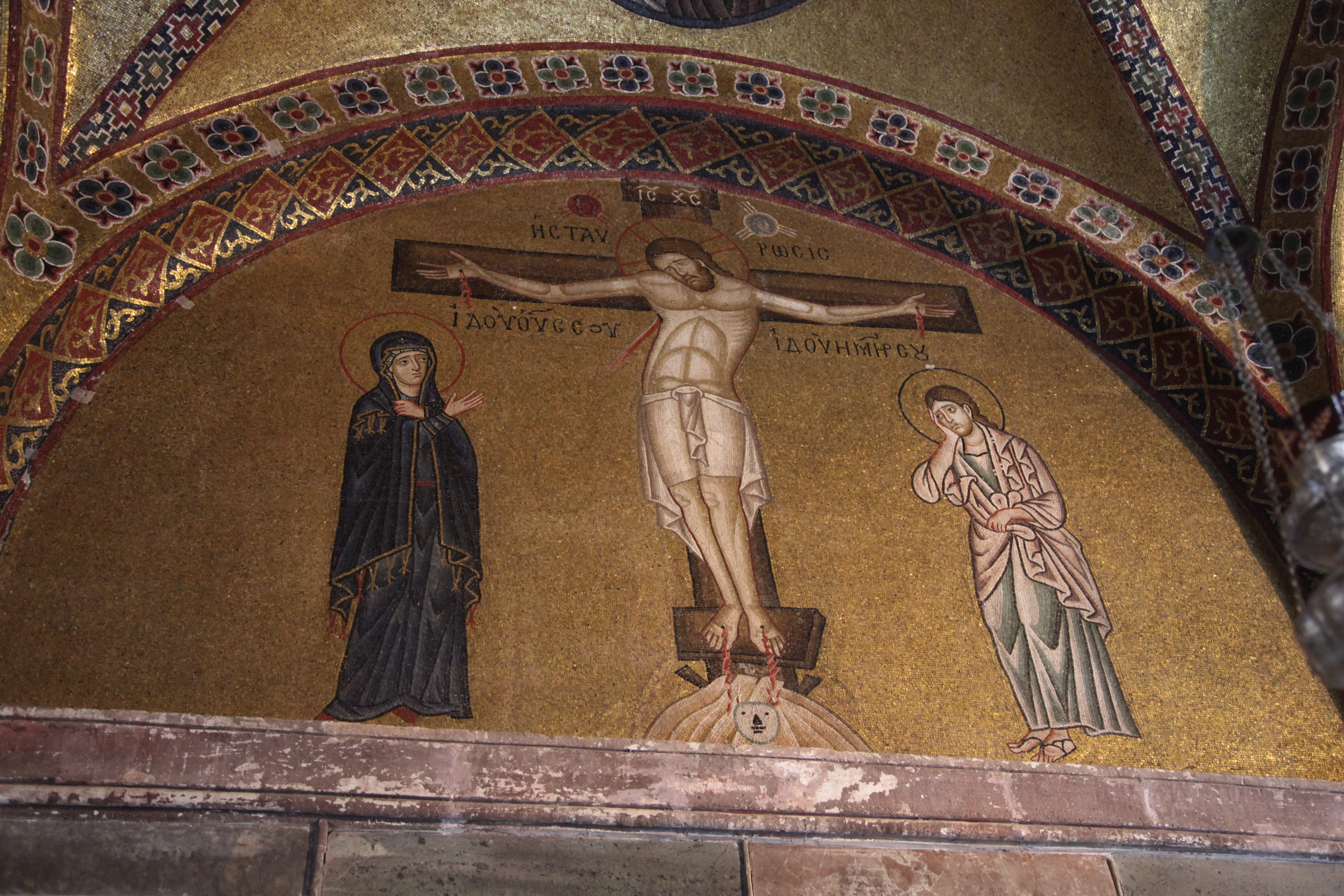
Mosaico del monasterio de Osios Loukás, bizantino.
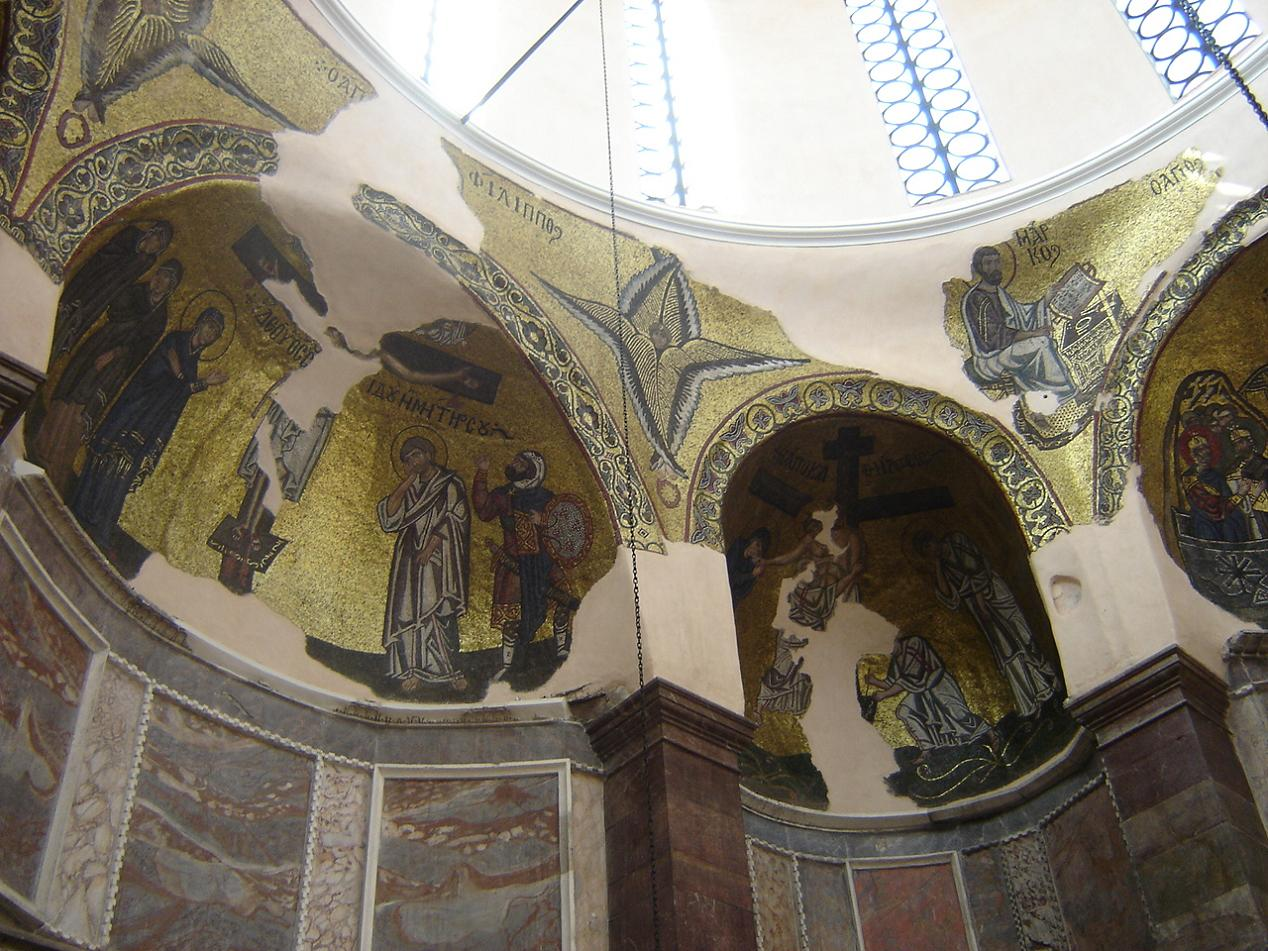
Mosaicos del monasterio de Néa Moní, bizantino.

### Románico y Gótico
El tema en el arte occidental de la Plena Edad Media pasa, de tratarse de una forma hierática en el Románico (Jesús aparece como Cristo en Majestad, vencedor sobre la muerte y completamente vestido a pesar de estar en la Cruz, o en todo caso hierático y solemne), a hacerse de una forma más naturalista en el Gótico (Jesús aparece sufriente, y habitualmente desnudo —cubierto únicamente con el perizonium o paño de pureza—). Para el tema iconográfico de los clavos de Cristo, es característico en el románico la utilización de cuatro clavos, dos para los manos y dos para los pies, cada pie en un clavo diferente; mientras que en el gótico se suele representar con tres, haciendo que un pie esté sobre otro, lo que obliga a una pierna a doblarse de forma diferente a la otra y romper la simetría. Otros símbolos de la Crucifixión o de la Pasión (Arma Christi) que se fijan en época medieval y relacionados con el momento concreto de clavar a Cristo en la Cruz son la escalera, las tenazas y el martillo; además de otros que aparecen durante la Crucifixión, como la lanza de Longinos y la esponja con agua y vinagre. La corona de espinas es, además de un motivo muy usual en la Crucifixión, un símbolo más genérico de la Pasión de Cristo, al asociarse con escenas anteriores, como la flagelación de Cristo y el Ecce Homo. También se fijó convencionalmente el uso de una cartela con las siglas INRI. En la pintura italiana medieval fueron característicos los crucifijos pintados, a los que se añadían también otras escenas en pequeños recuadros.
La separación entre los dos siglos del Románico (XI y XII) y los dos siguientes del Gótico (XIII y XIV, Duecento y Trecento en Italia), aunque se ajusta aproximadamente a la evolución formal de un estilo a otro, no deja de ser una convención con muchas excepciones y divergencias entre las distintas escuelas locales.

Cristos de los siglos y (Románico)
Cristos de los siglos XI y XII (Románico)
- Majestad de Batlló, Románico.
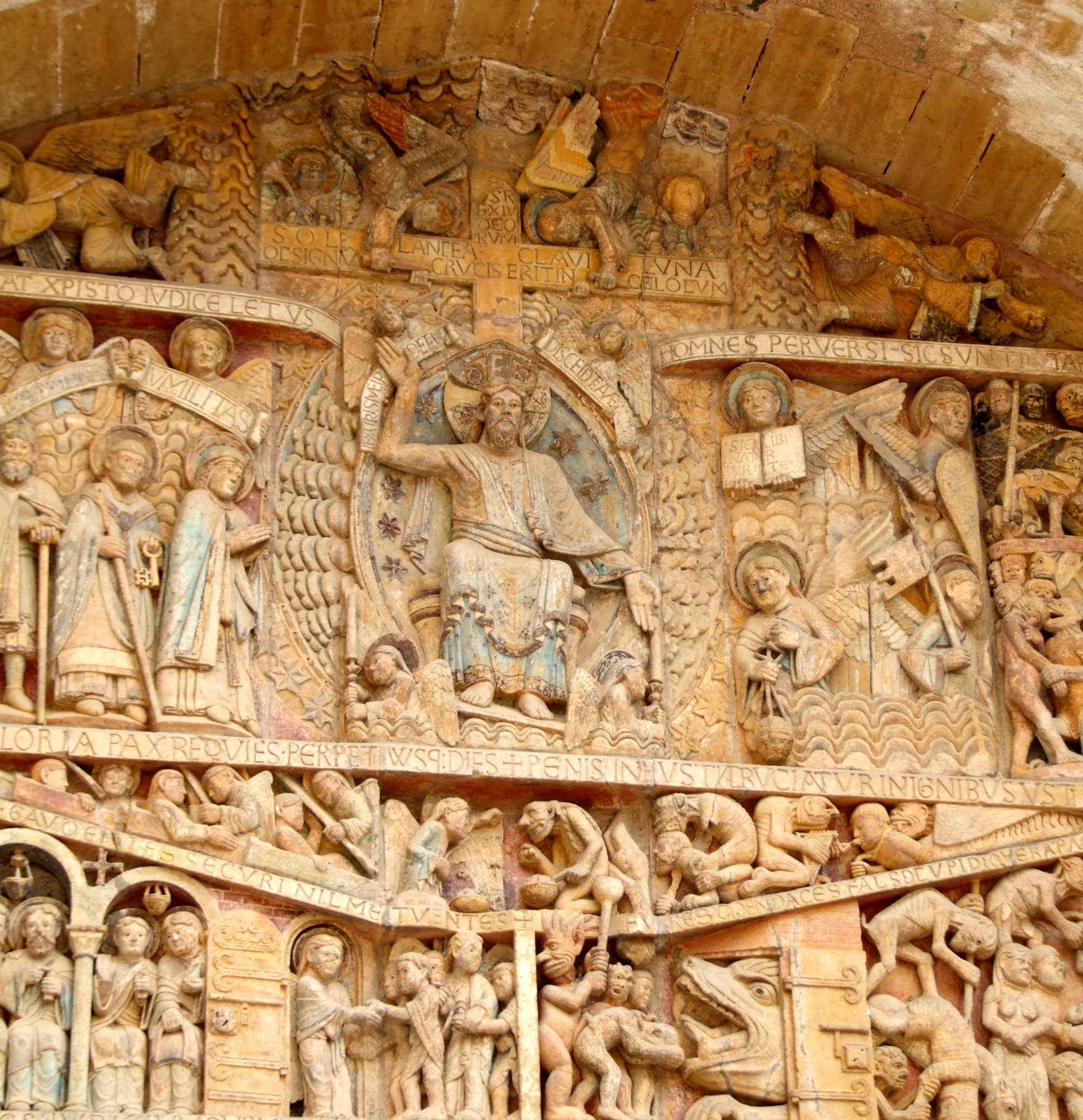
Tímpano de Santa Fe de Conques, Románico. Sobre la cruz no se representa a un Crucificado, sino un Pantocrátor.
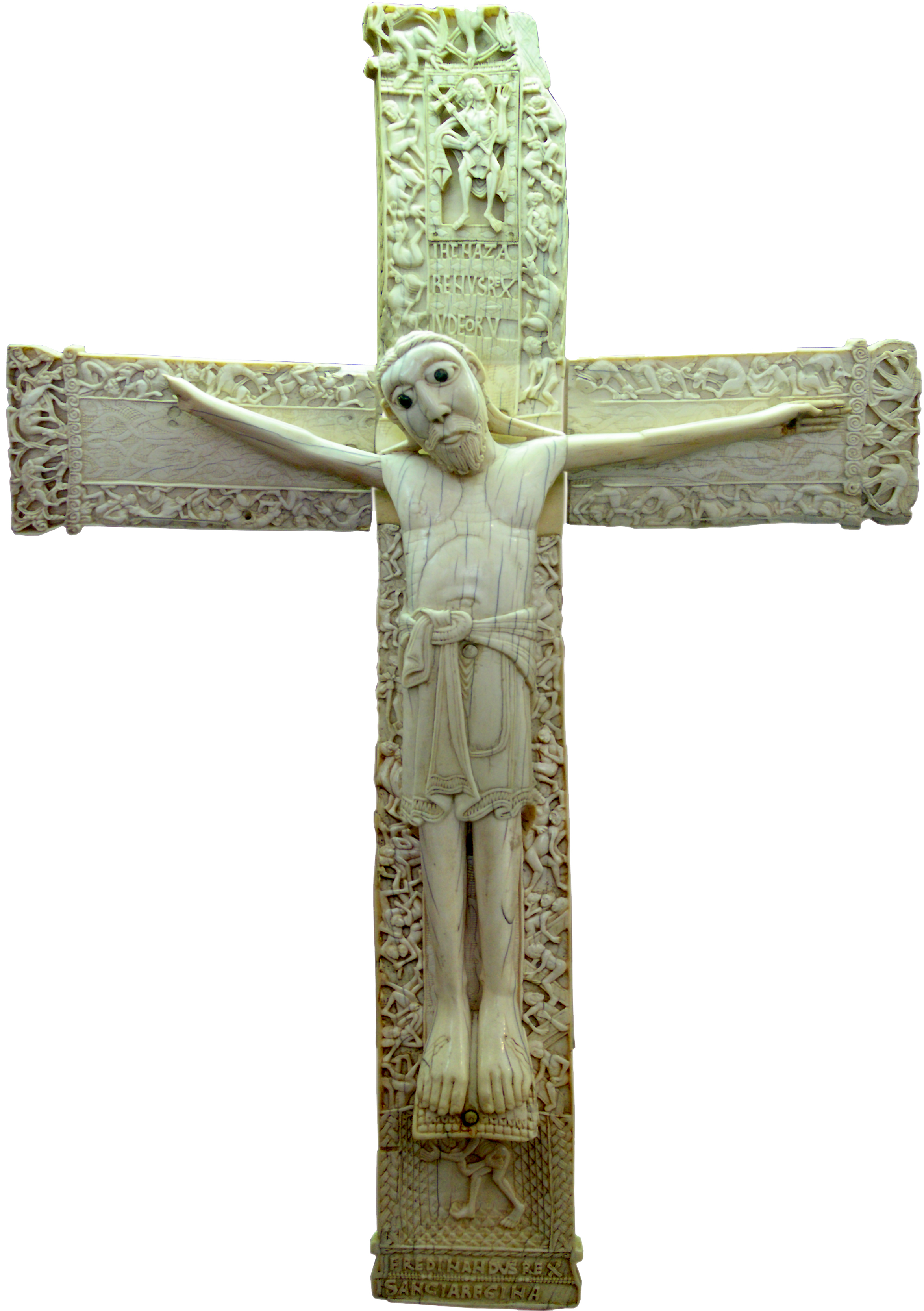
Crucifijo de don Fernando y doña Sancha, Románico.
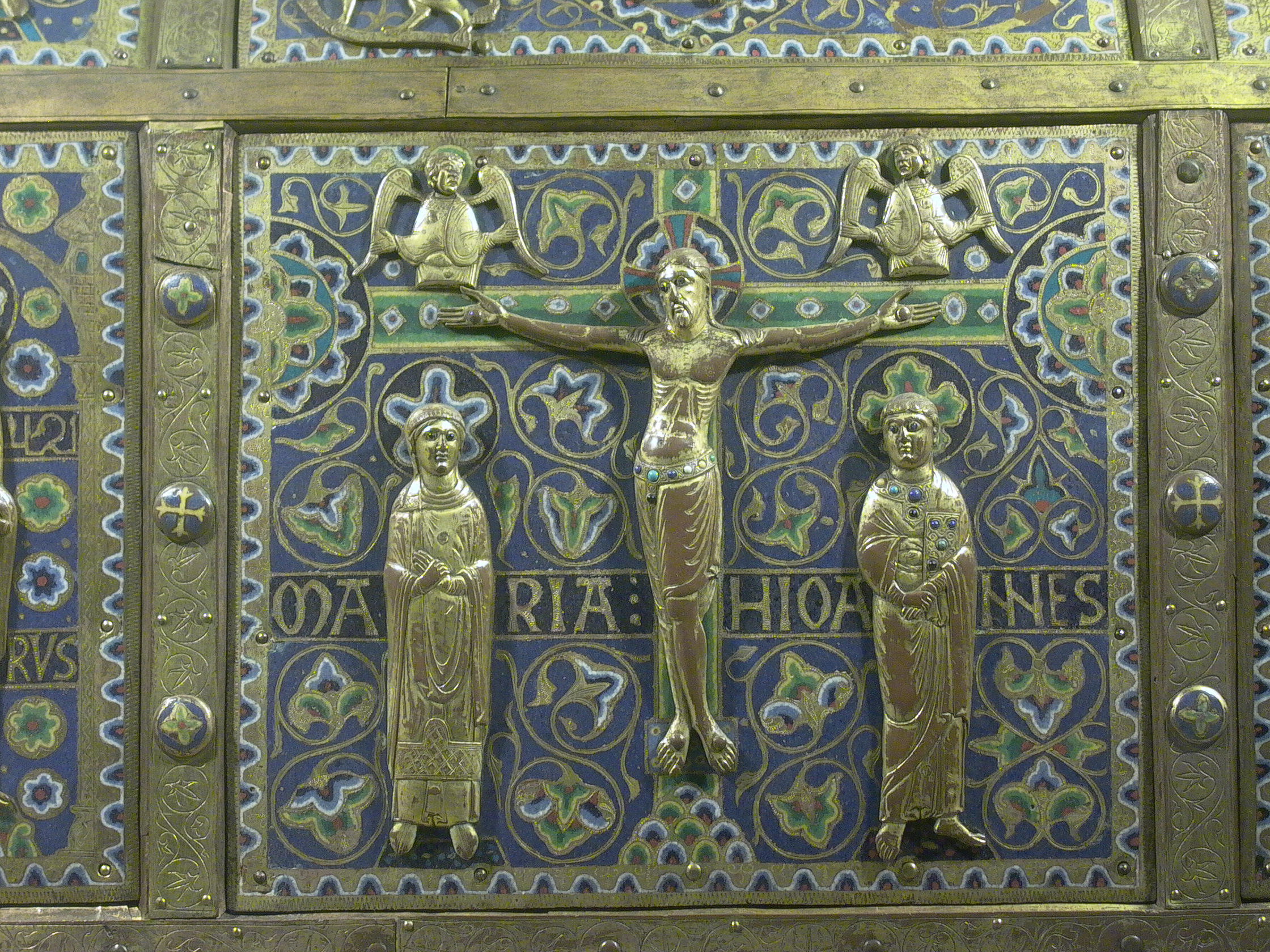
Relicario de San Calmin, Románico.
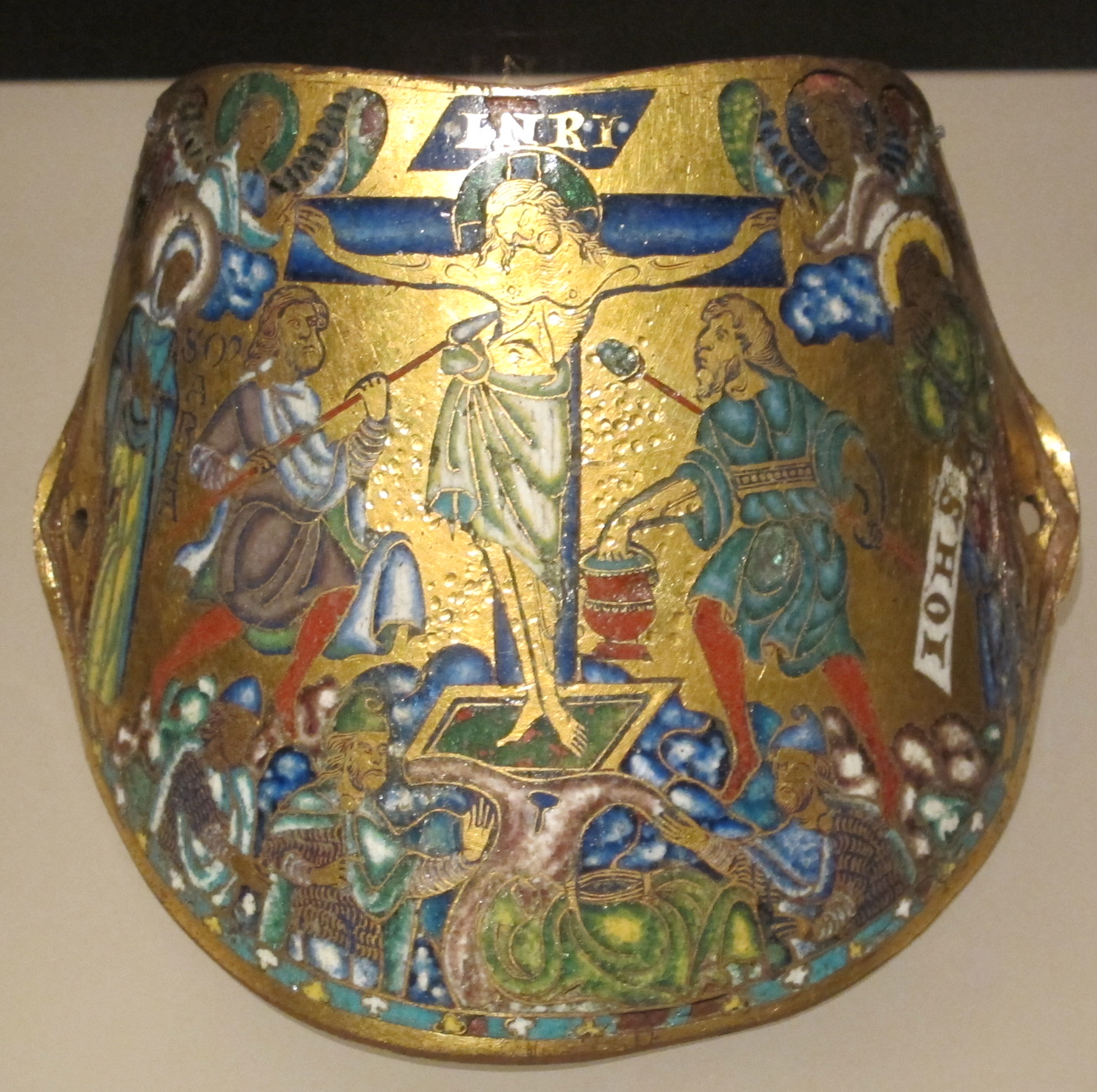
Guardabrazo de Andréi Bogoliubski.
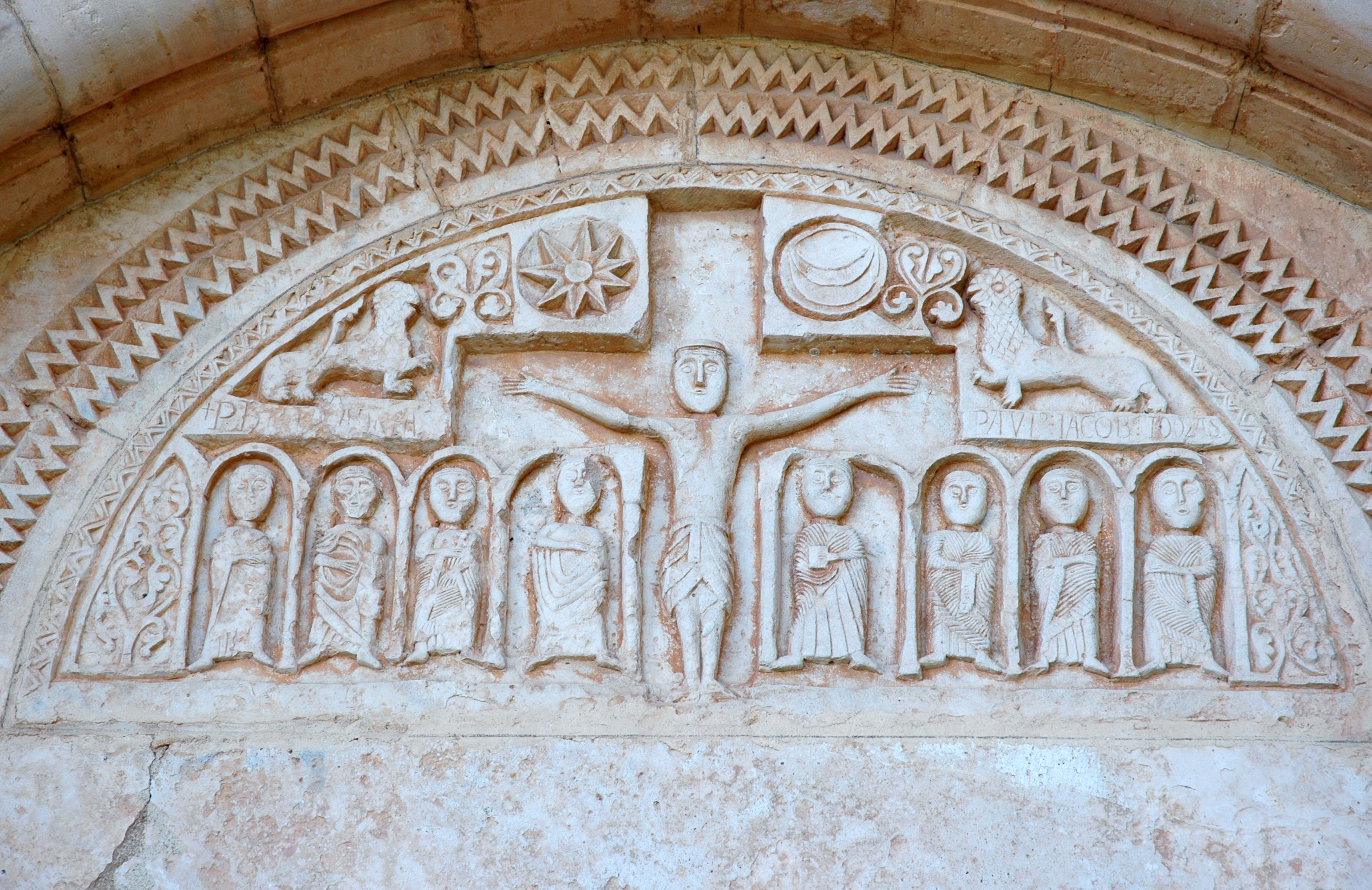
Tímpano de Santa María de Siurana, Románico.
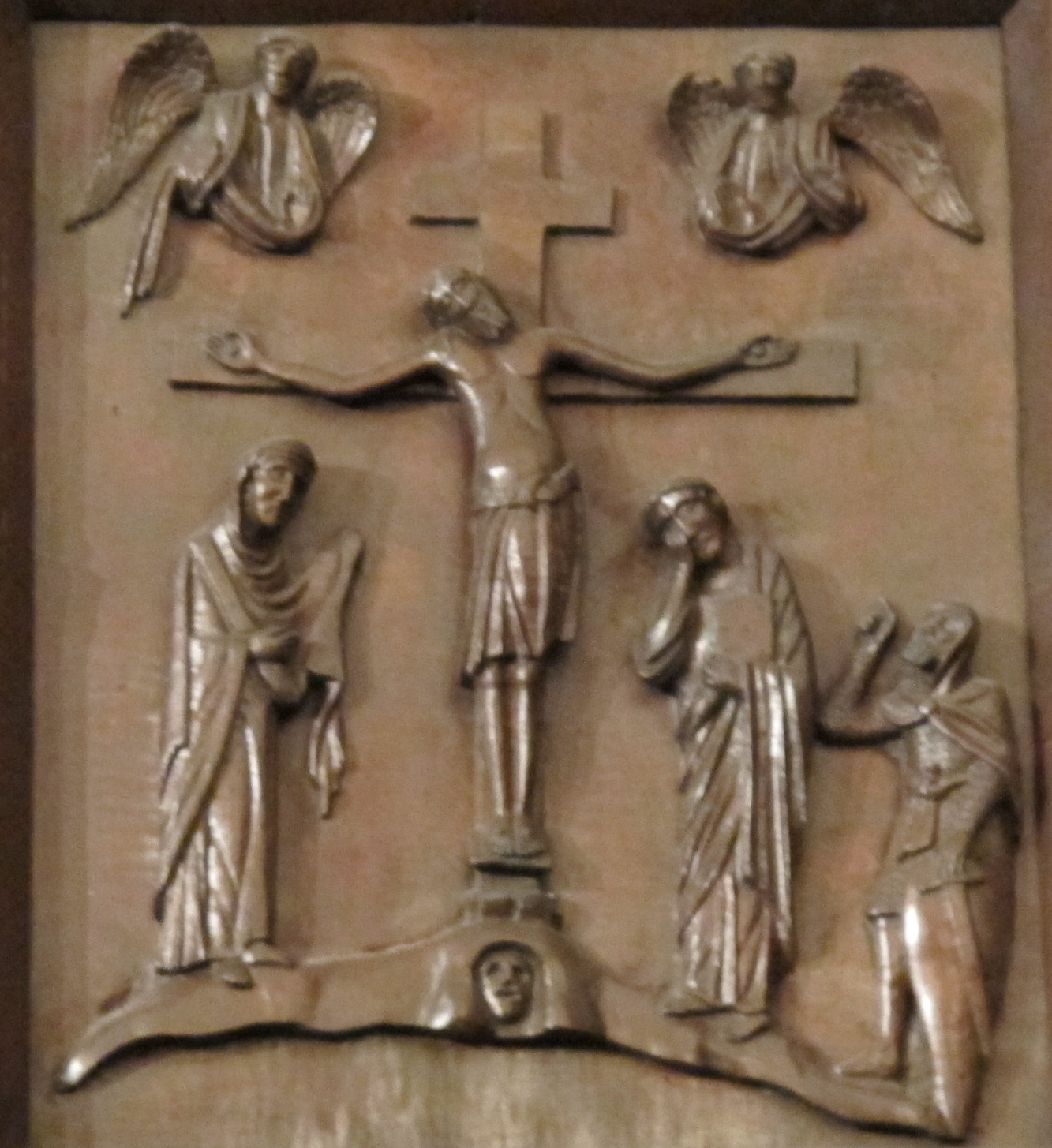
Detalle de la Porta di San Ranieri,[28] en el trasepto de la catedral de Pisa, Bonanno Pisano, finales del siglo XII.
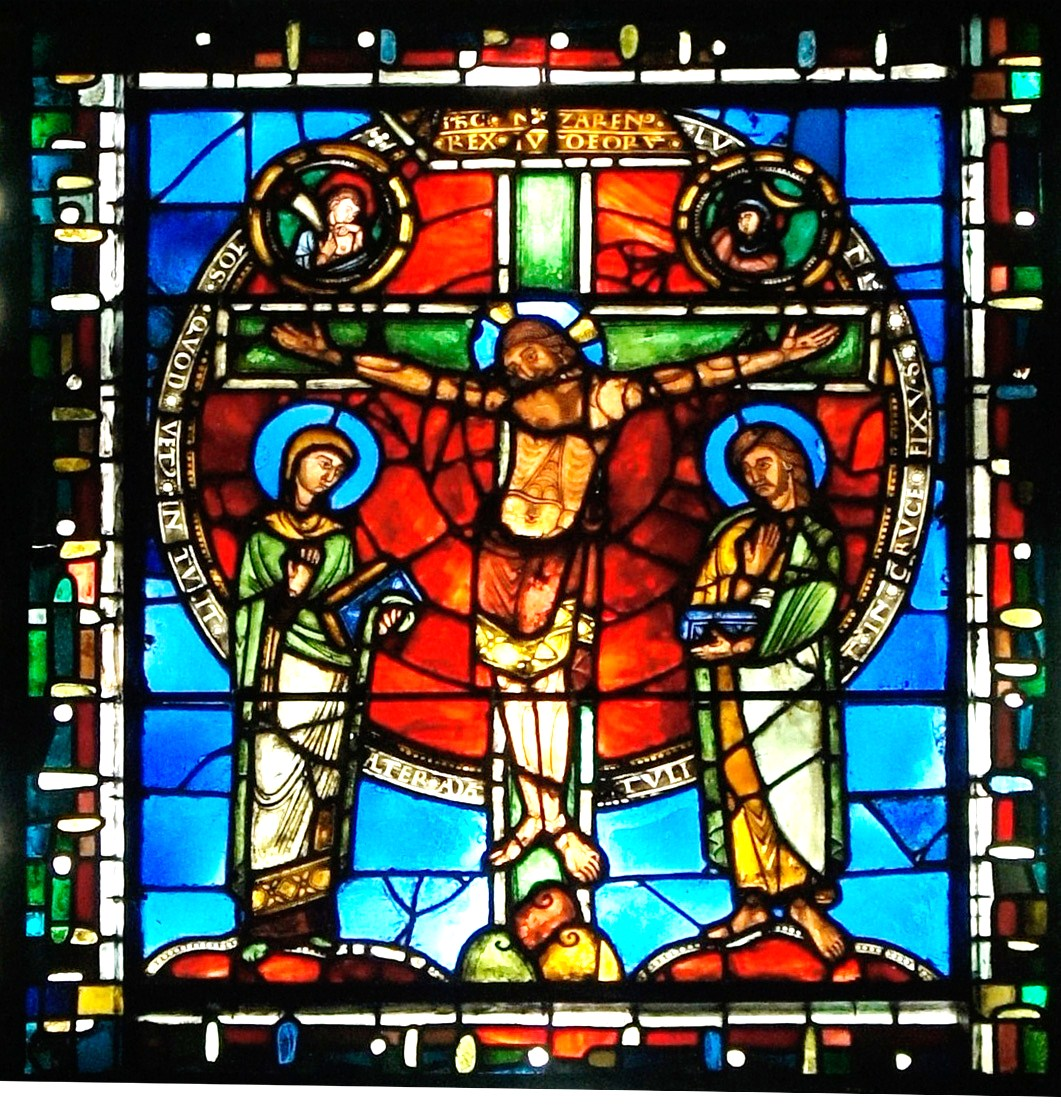
Vidriera de la catedral de Saint-Étienne de Châlons, transición del Románico al Gótico.
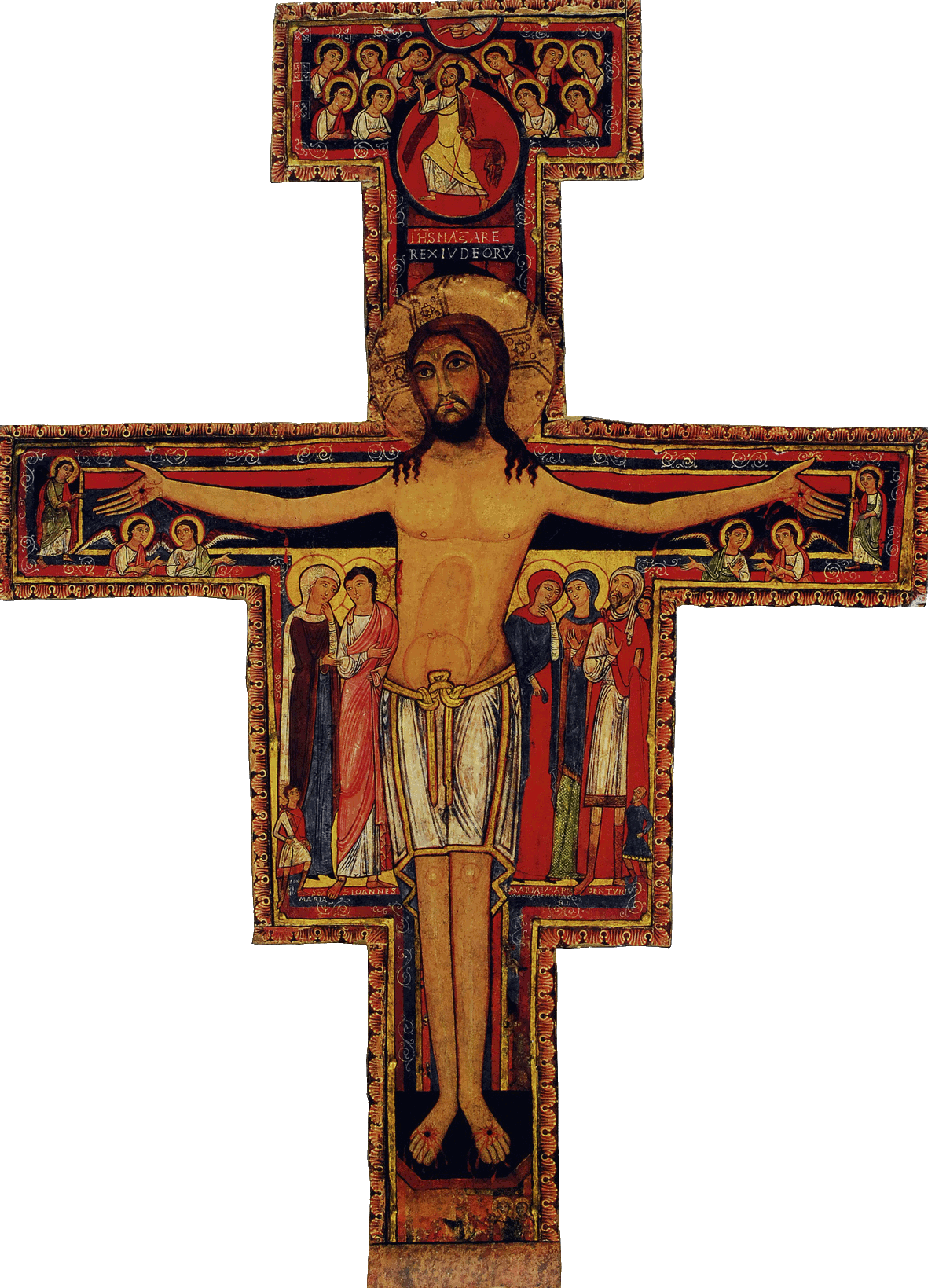
Cruz de San Damiano, ca. 1100.
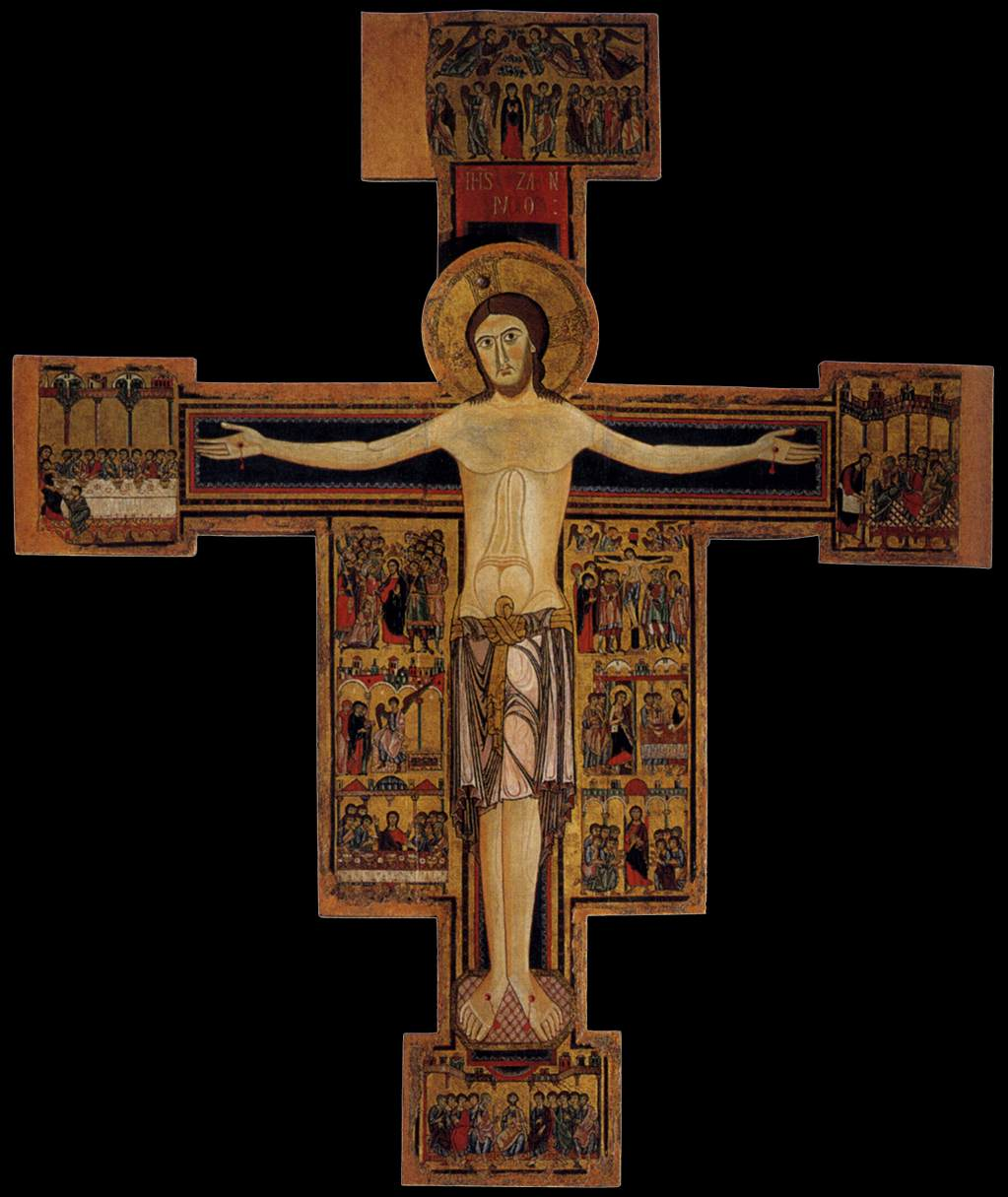
Anónimo italiano del siglo XII (Duecento).

- Cristos de los siglos XIII y XIV (Gótico)

Cristos de los siglos y (Gótico)
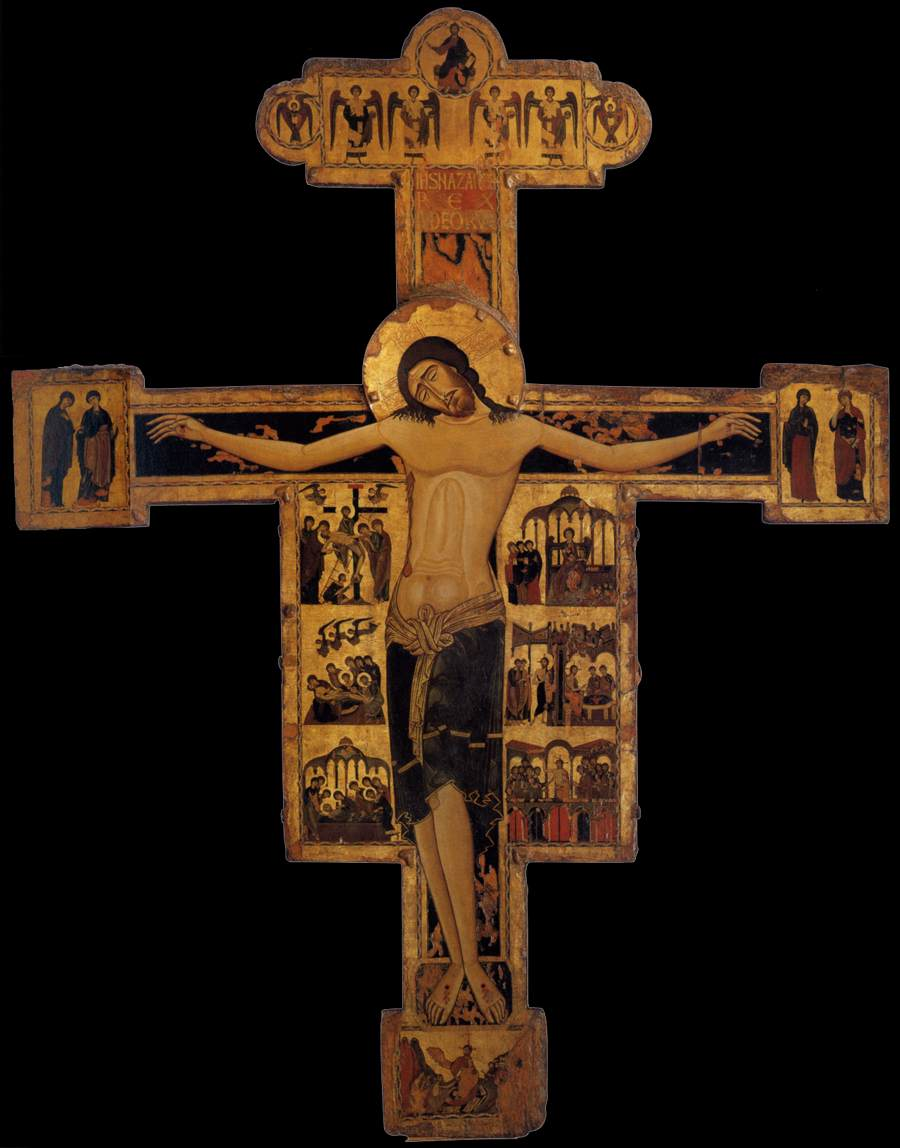
Crucifijo de Pisa o n.º 20, del Maestro bizantino del Crucifijo de Pisa, ca. 1210.
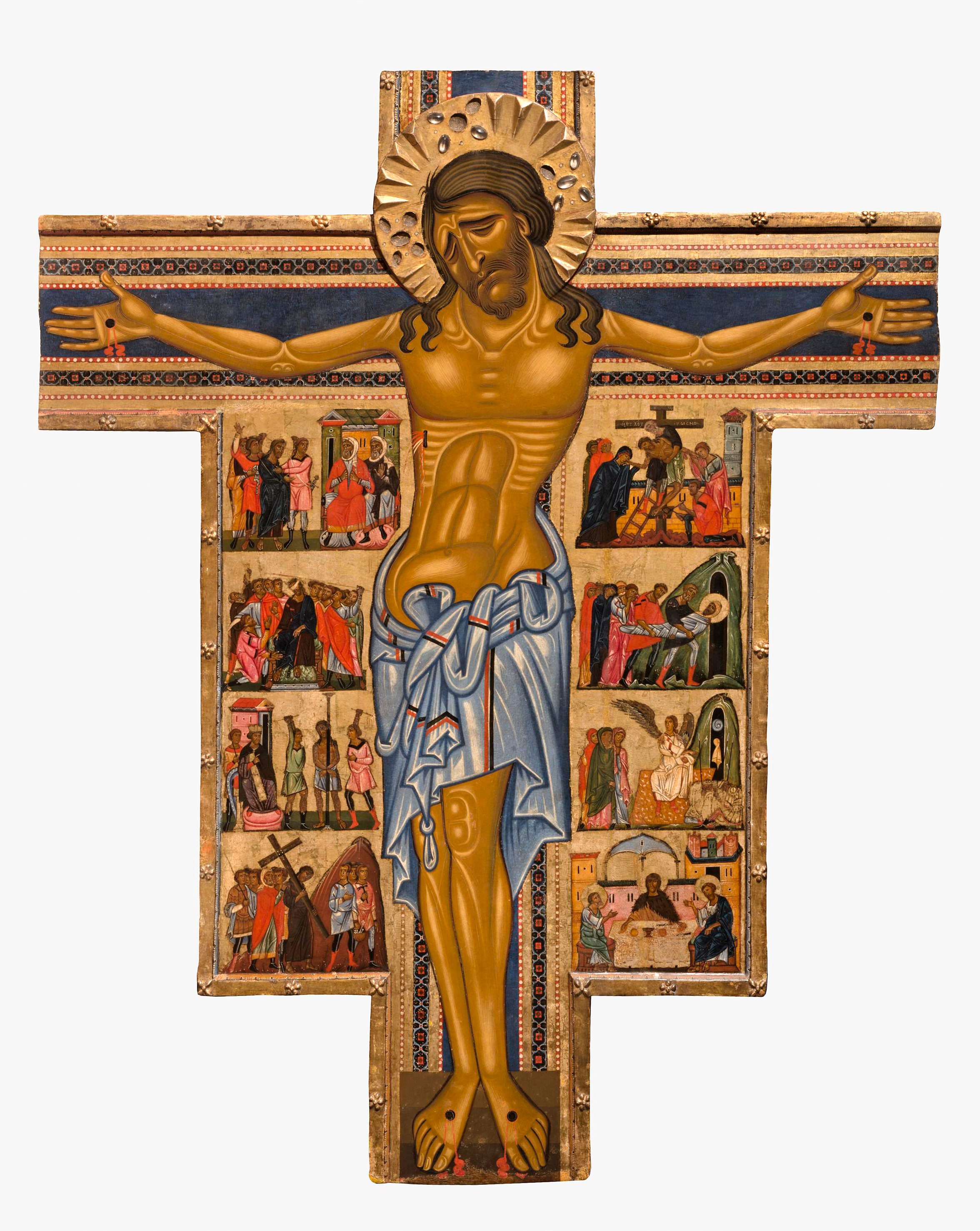
Crucifijo 434, del llamado Maestro del Crucifijo 434, ca. 1240-1245.
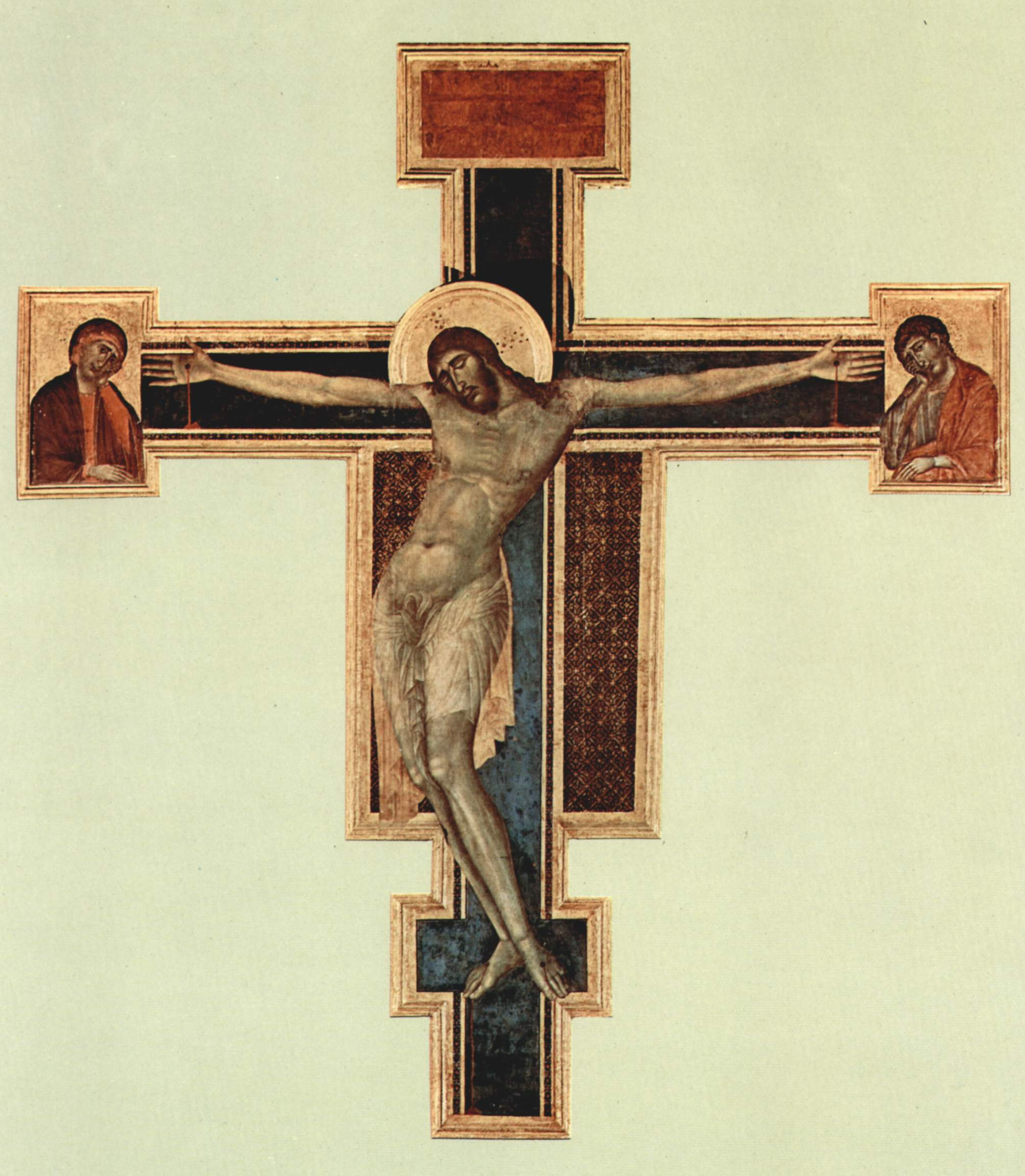
Crucifijo de Santa Croce,[32] de Cimabue, ca. 1280.
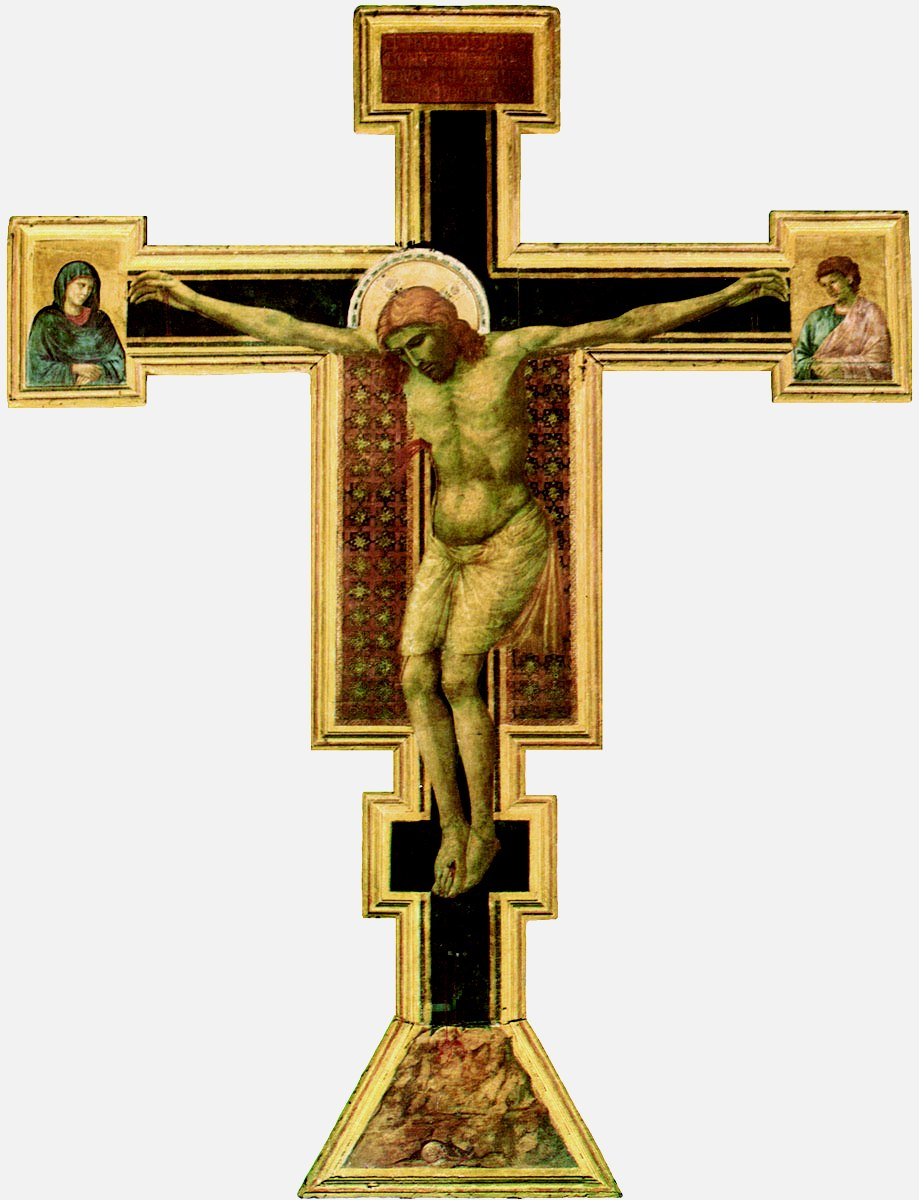
Crucifijo de Santa Maria Novella,[33] de Giotto, ca. 1290-1295.
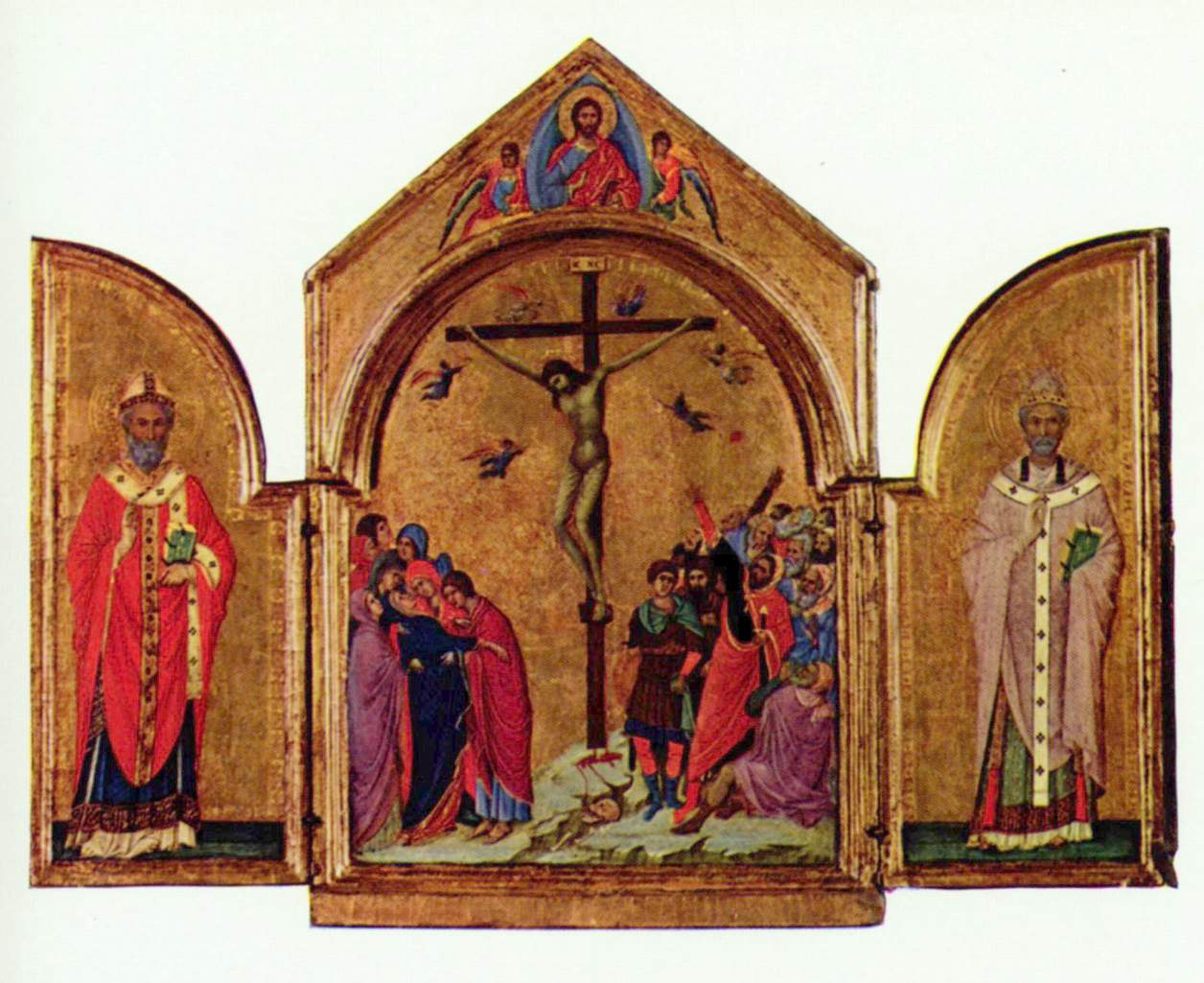
Duccio di Buoninsegna, ca. 1305
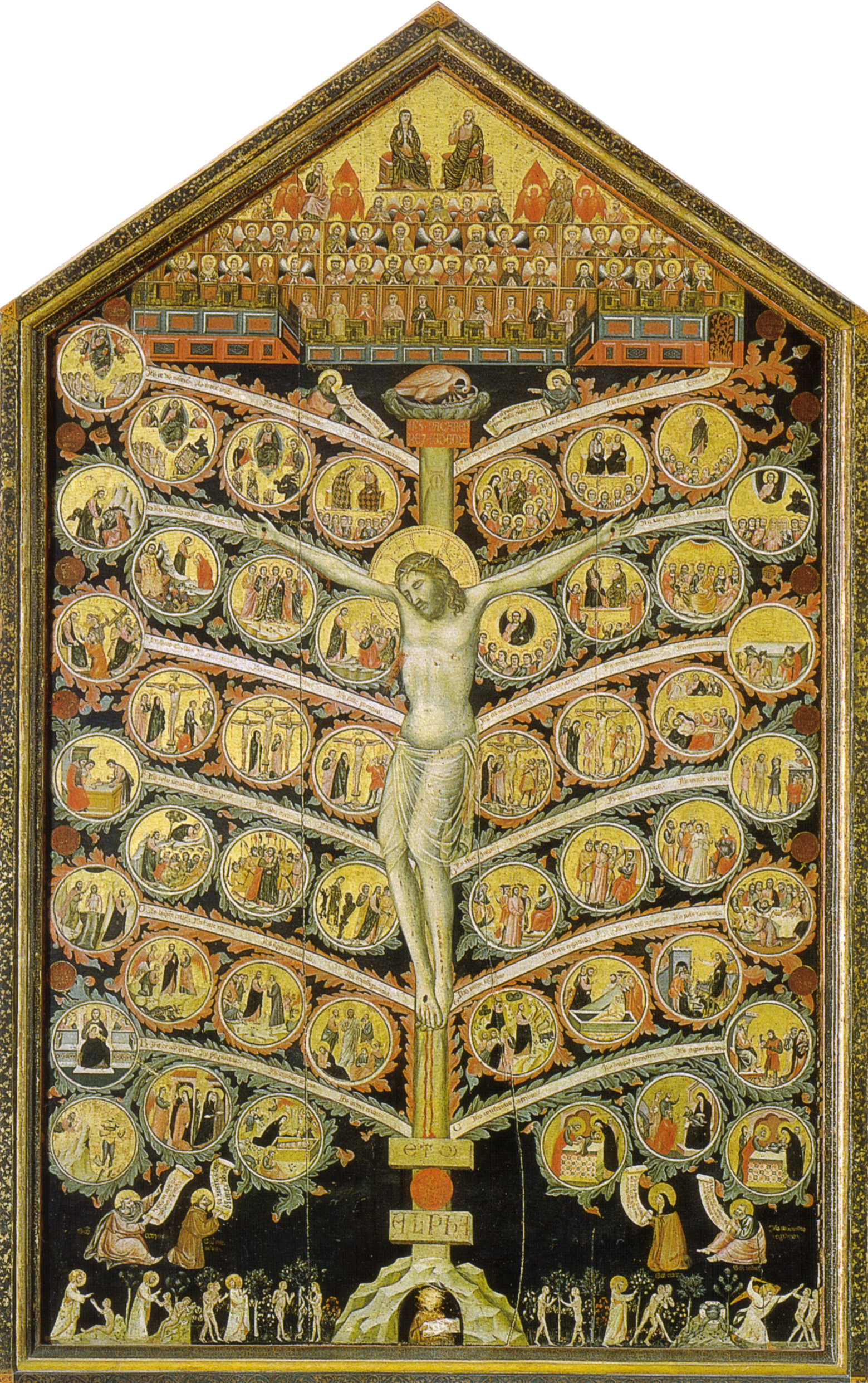
Pacino di Buonaguida,[34] ca. 1305-1310.
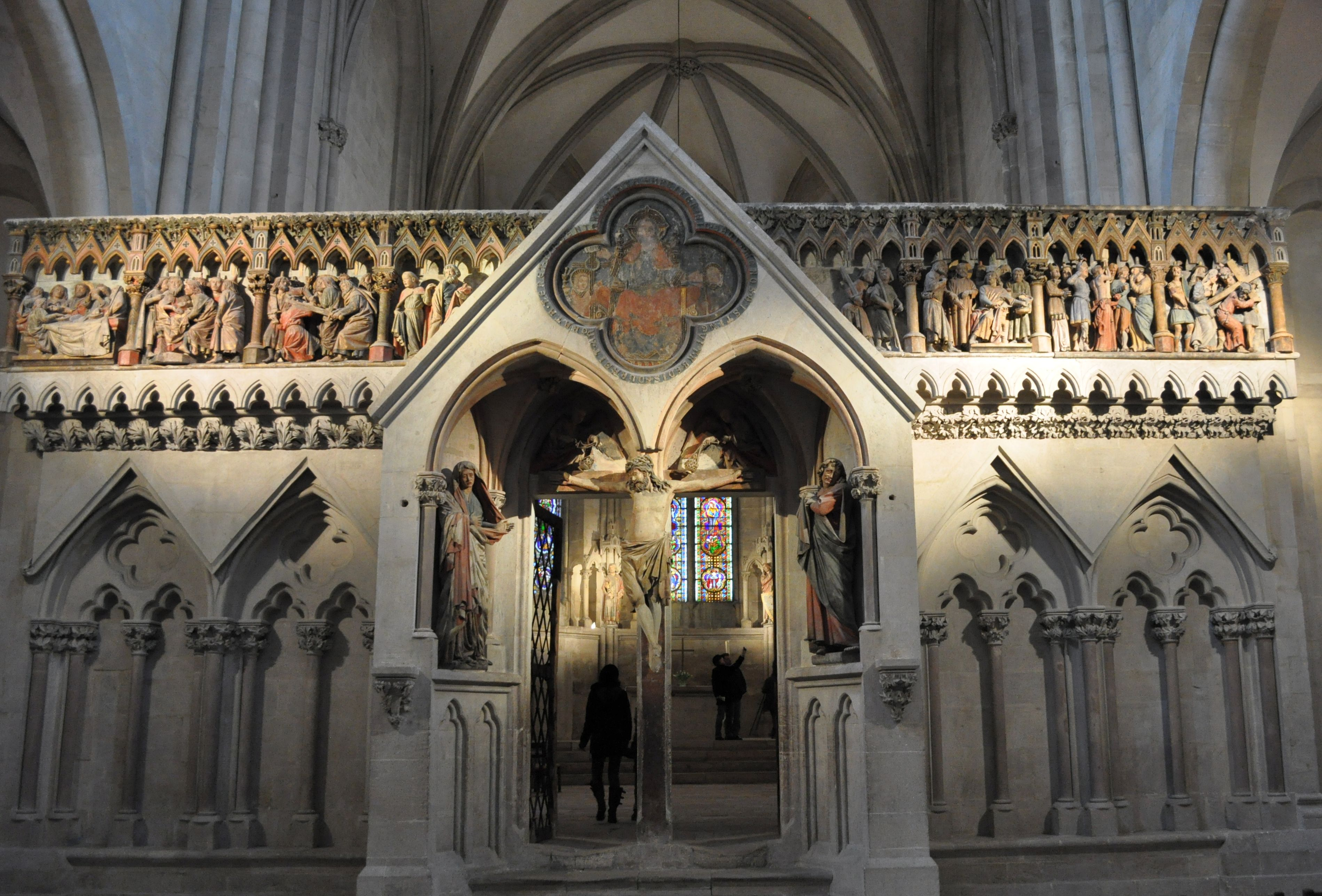
Catedral de Naumburgo, mediados del siglo XIII.
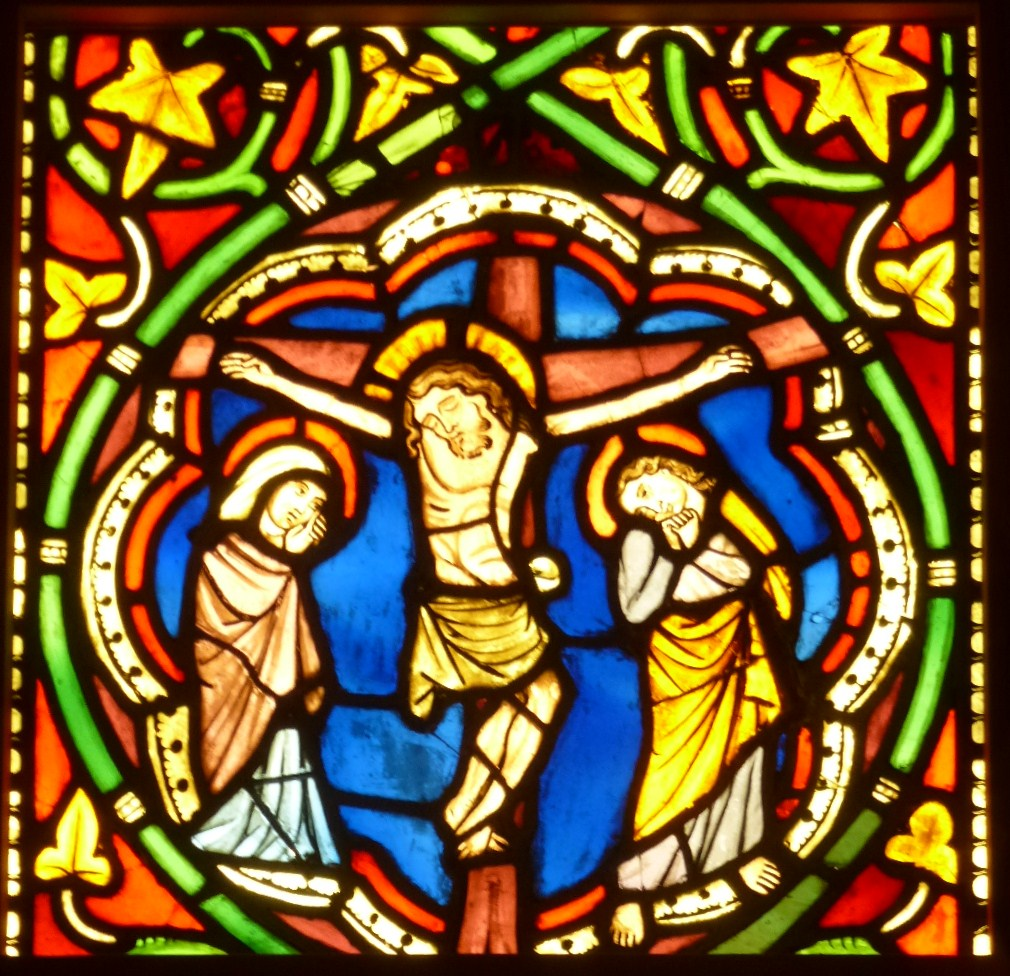
Vidriera de la iglesia de los dominicos de Estrasburgo, Gótico.
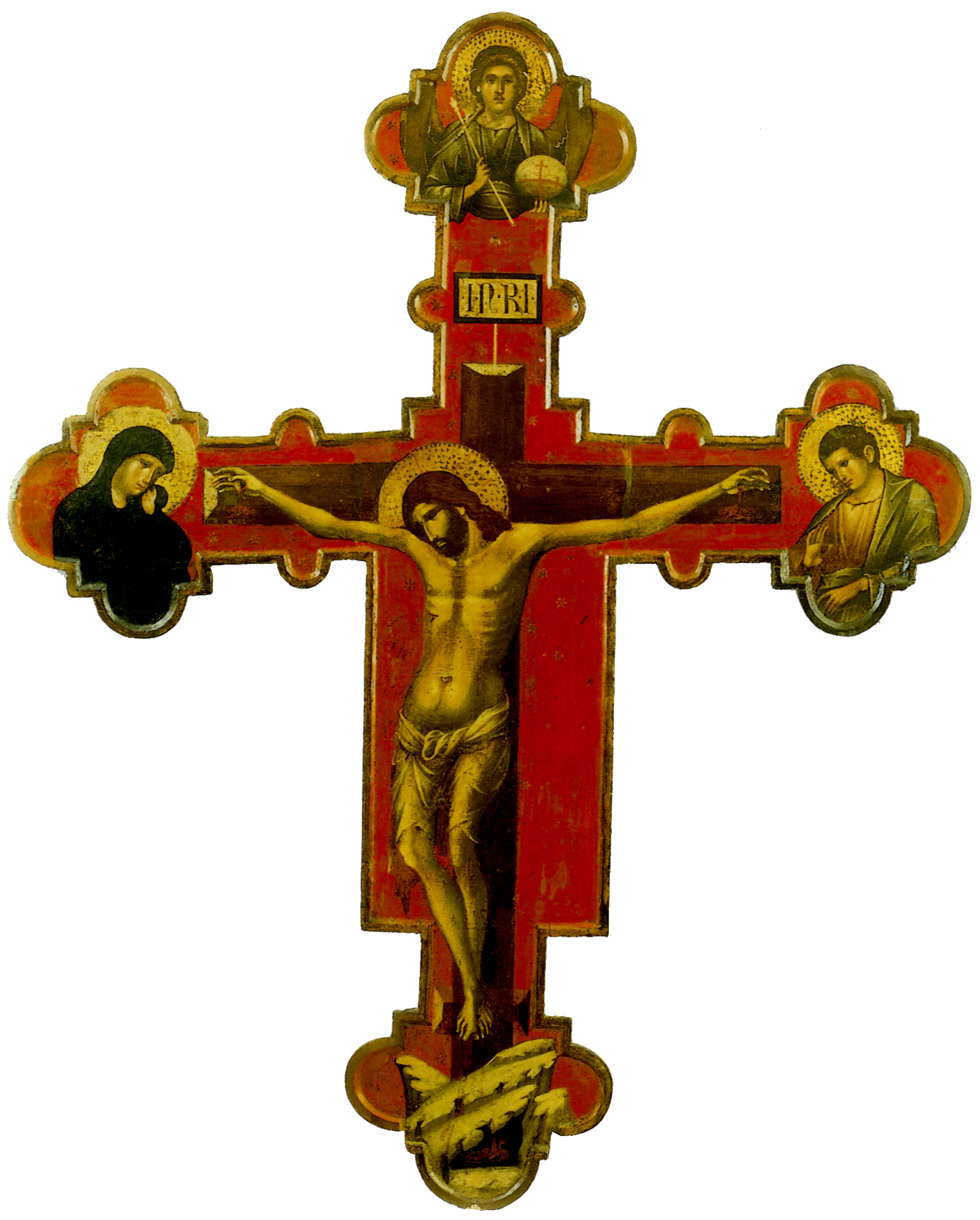
Paolo Veneziano, Gótico italiano del siglo XIV (Trecento).
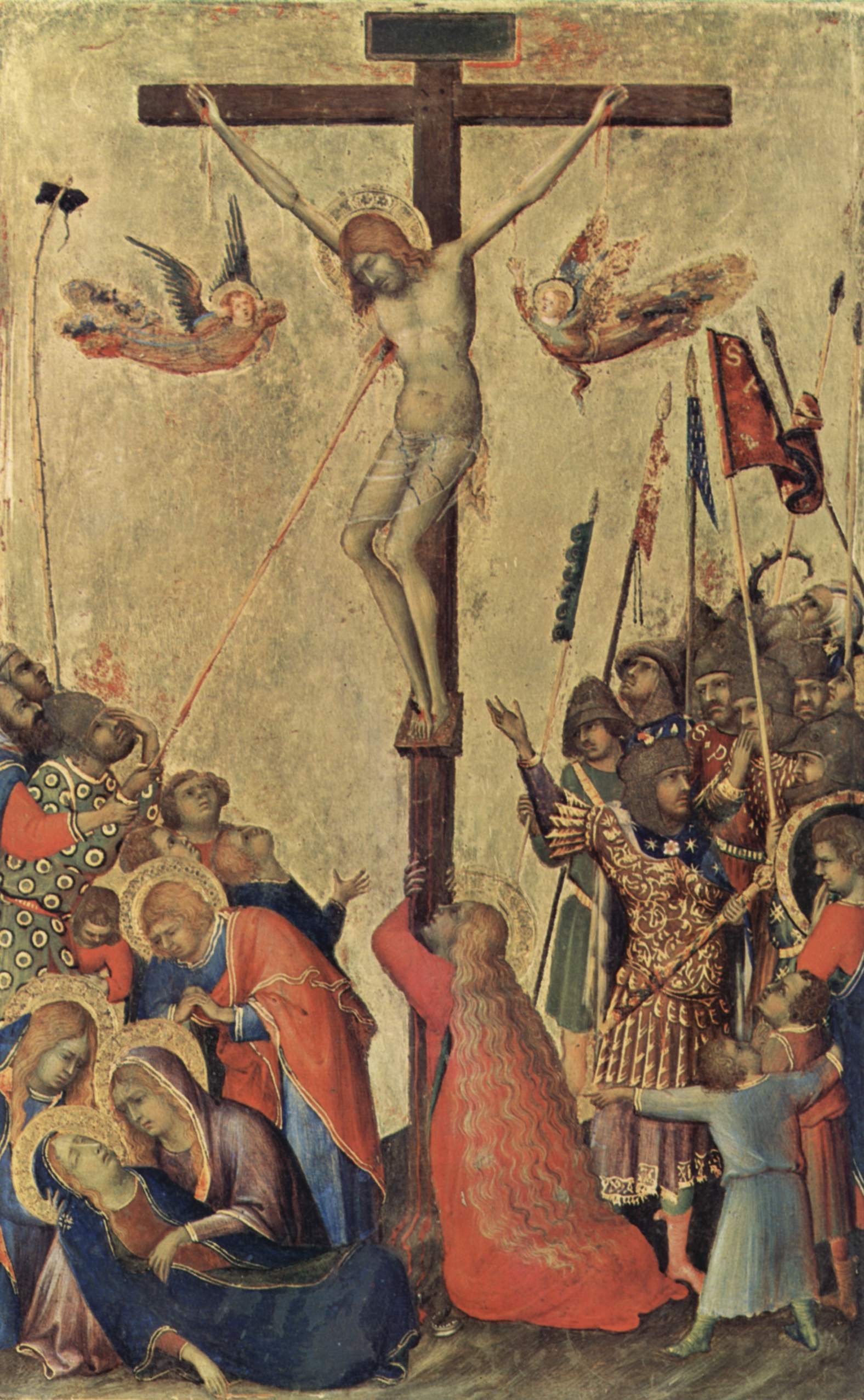
Simone Martini, Gótico italiano del siglo XIV (Trecento).
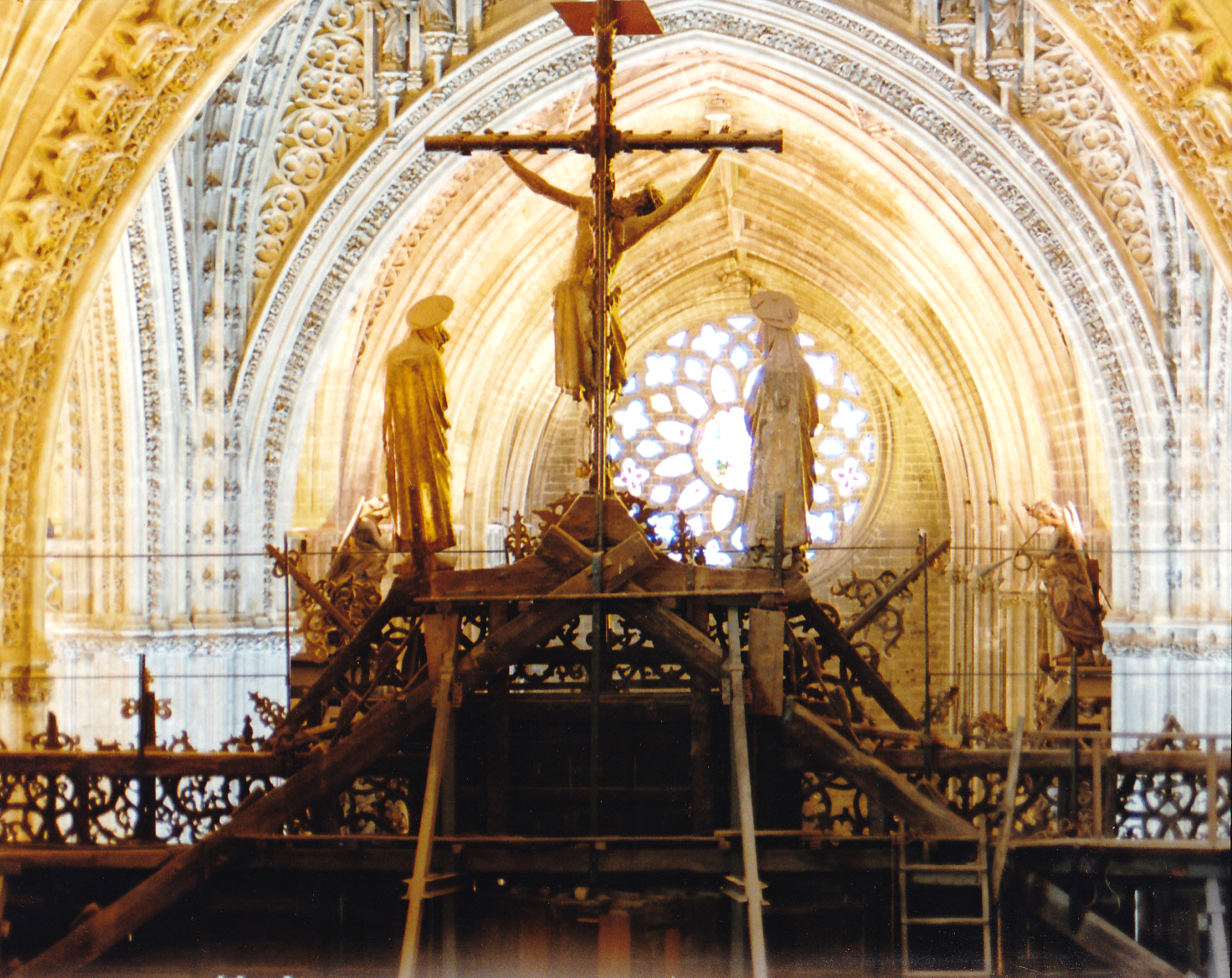
Cristo del Millón, catedral de Sevilla, siglo XIV.
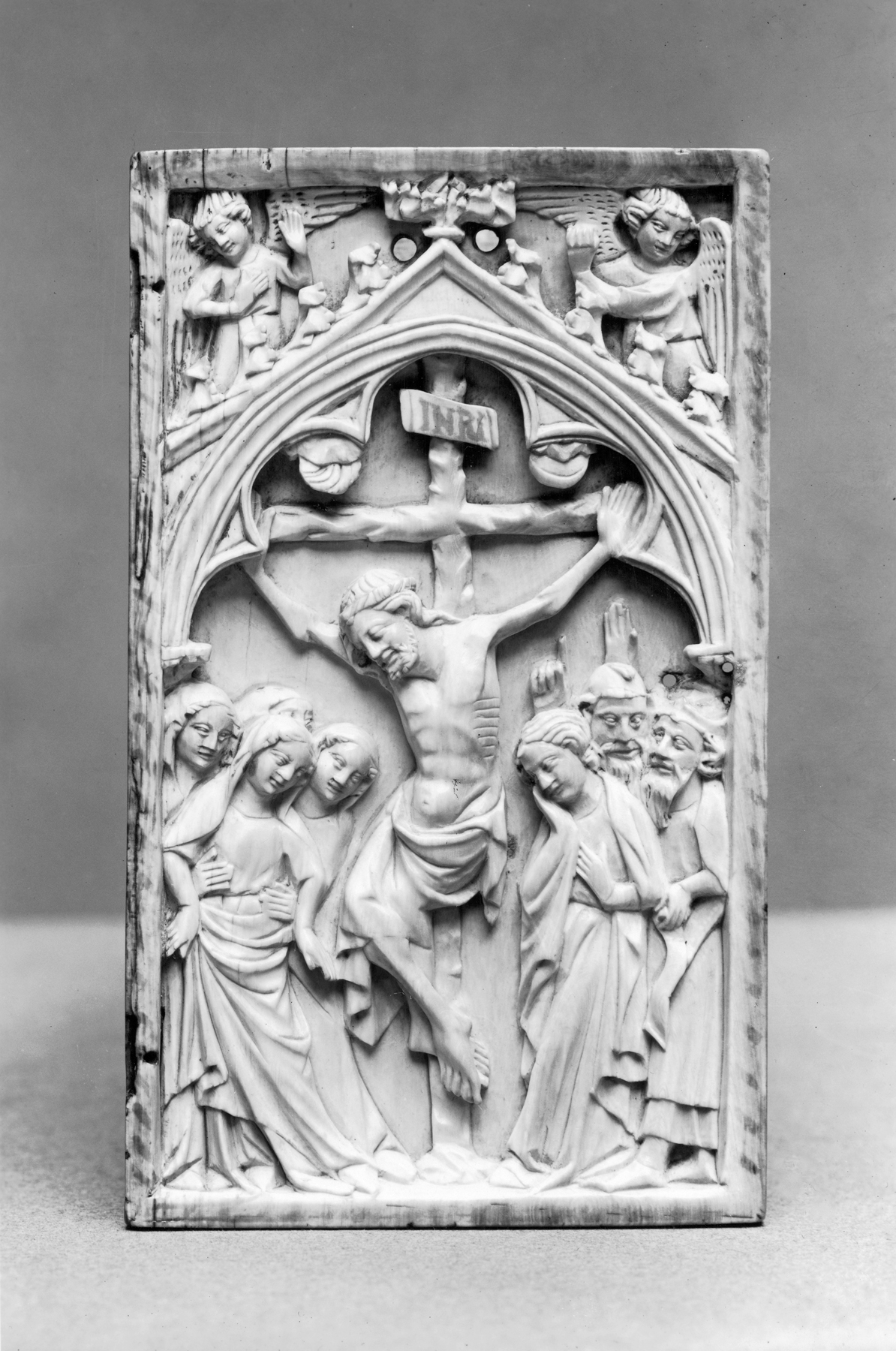
Hoja de díptico (anónimo alemán, ca. 1350-1375), Gótico.
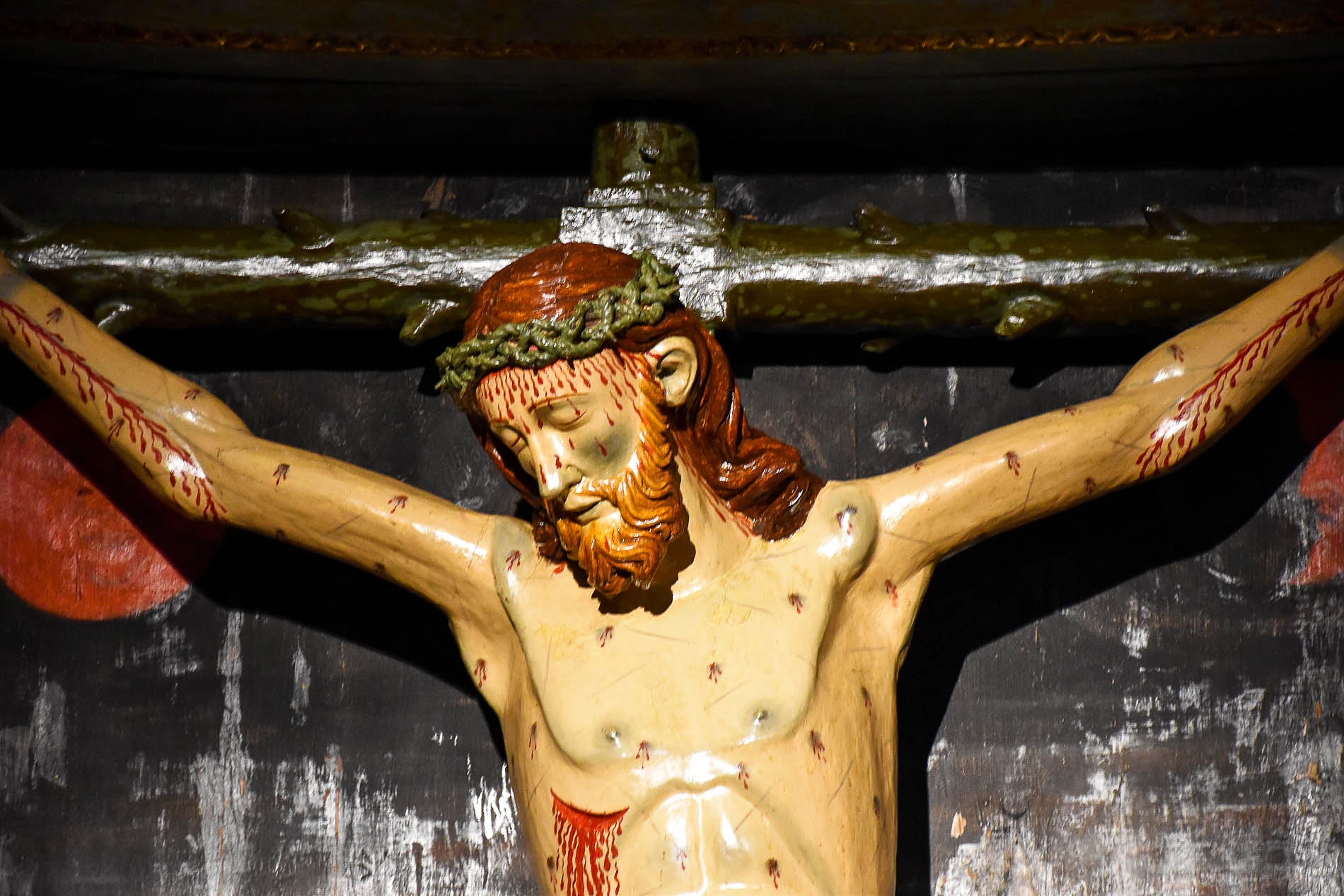
Cristo gótico. Sandoval de la Reina, siglo XV.

### SigloXV
El siglo XV significó la transición entre el arte medieval y el arte de la Edad Moderna. Las convenciones del tema de Cristo crucificado, que se habían fijado en el Gótico, fueron objeto de diferentes adaptaciones a las nuevas técnicas, como la perspectiva italiana (Masaccio), o el óleo flamenco (Van der Weyden).

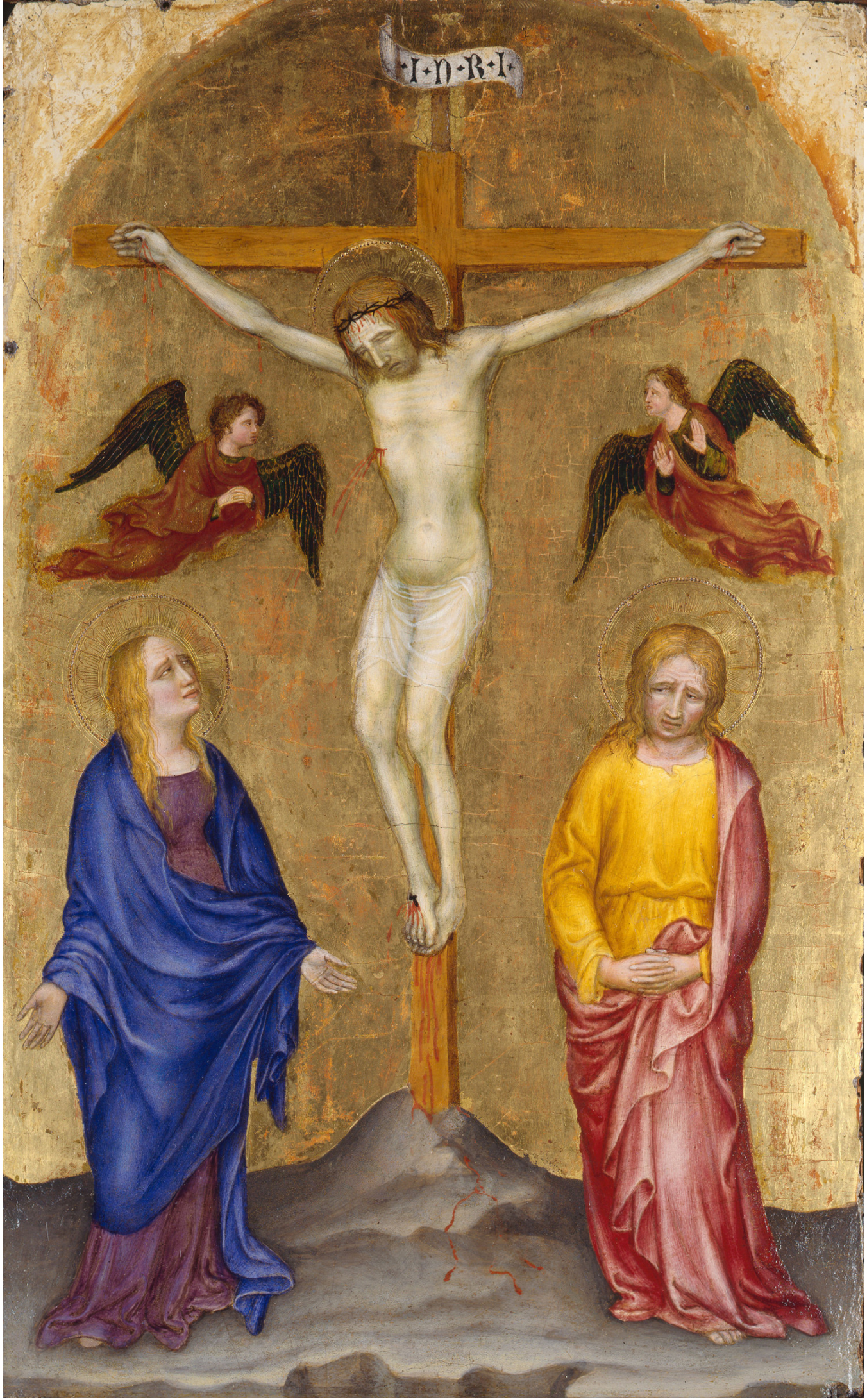
Gentile da Fabriano, transición entre el Gótico internacional y el Renacimiento italiano (Quattrocento).
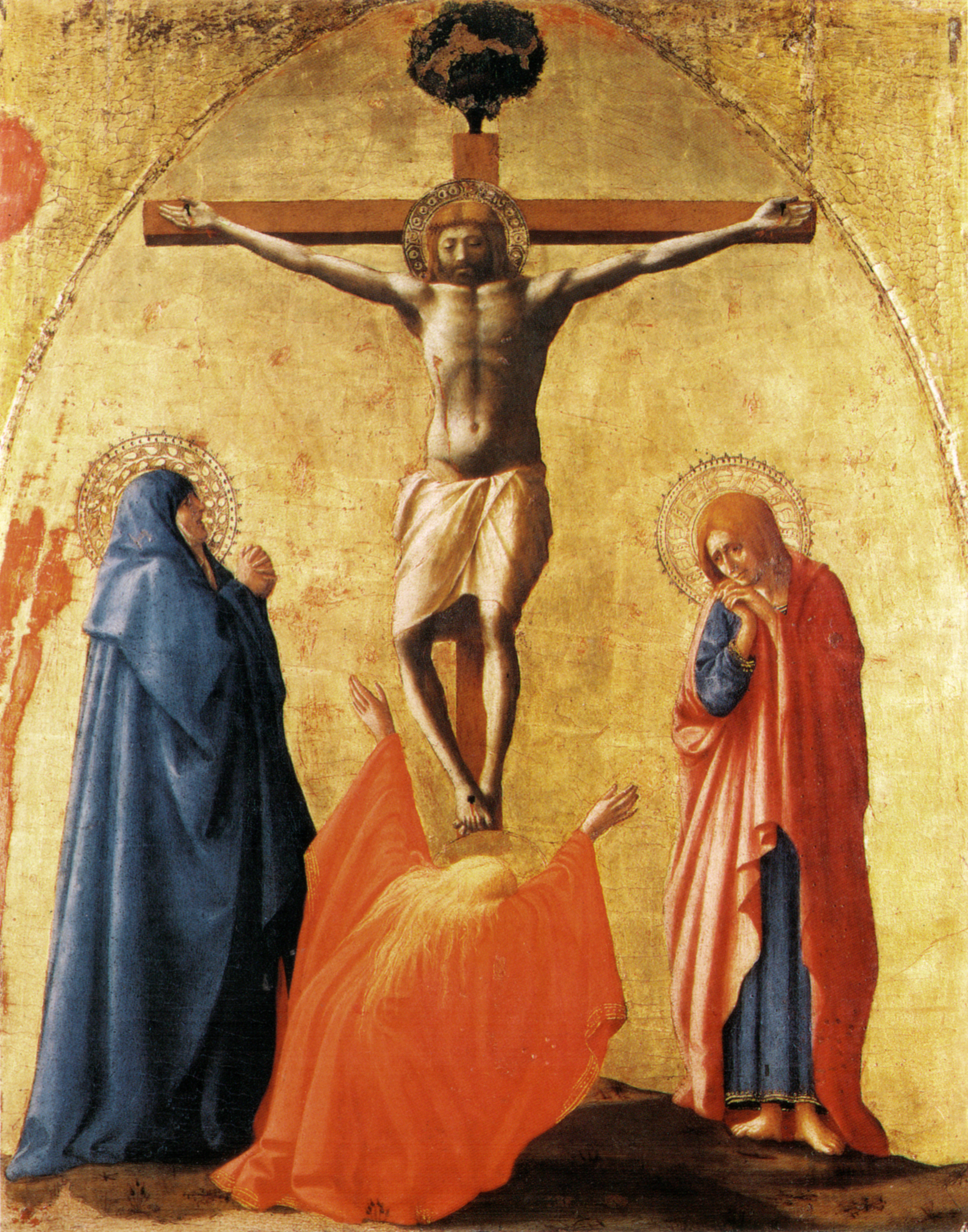
Masaccio, Renacimiento italiano (Quattrocento).
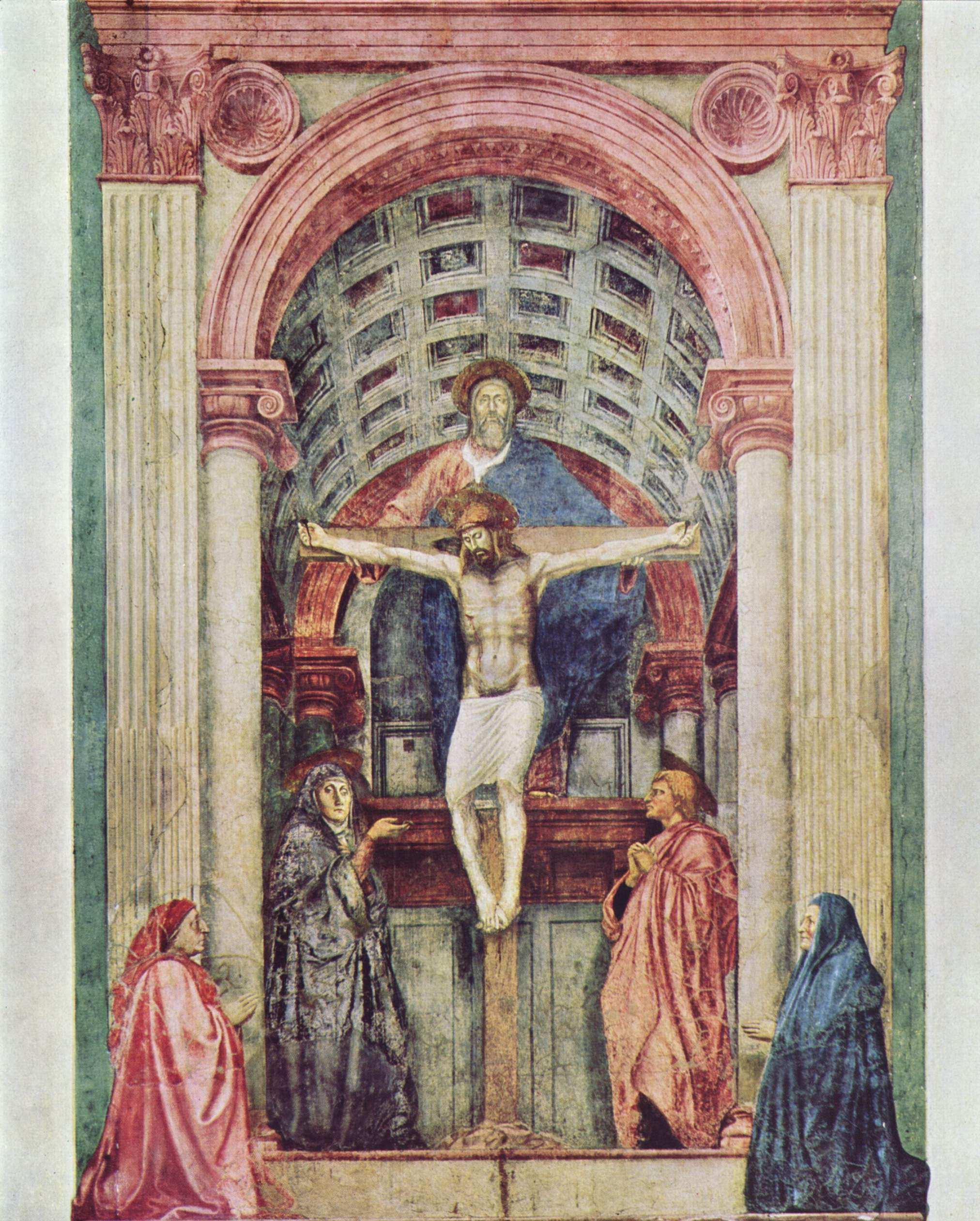
Trinidad (Masaccio), Renacimiento italiano (Quattrocento). La tipología es la de un Thronum Gratiae.
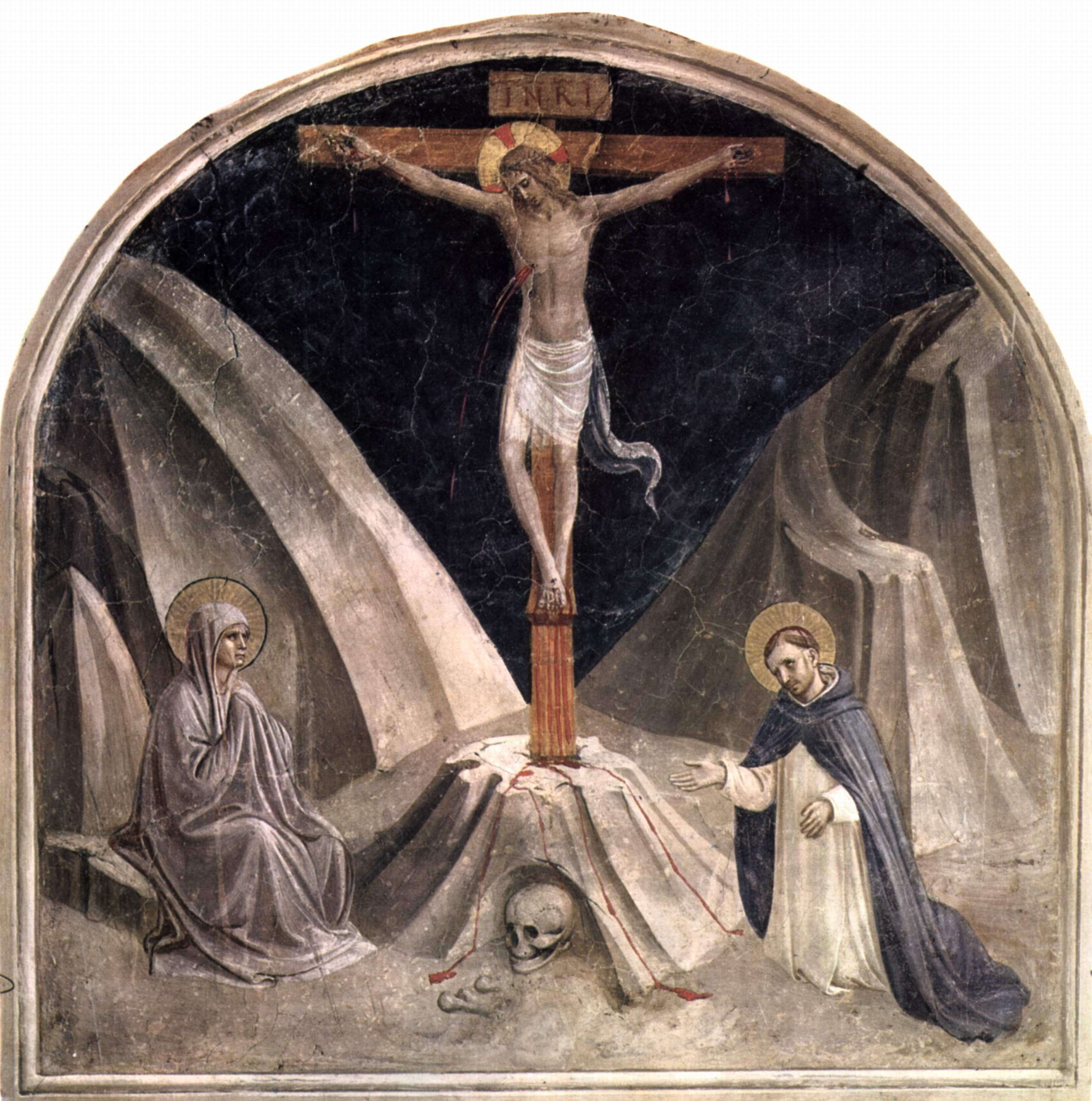
Fra Angelico, Renacimiento italiano (Quattrocento).
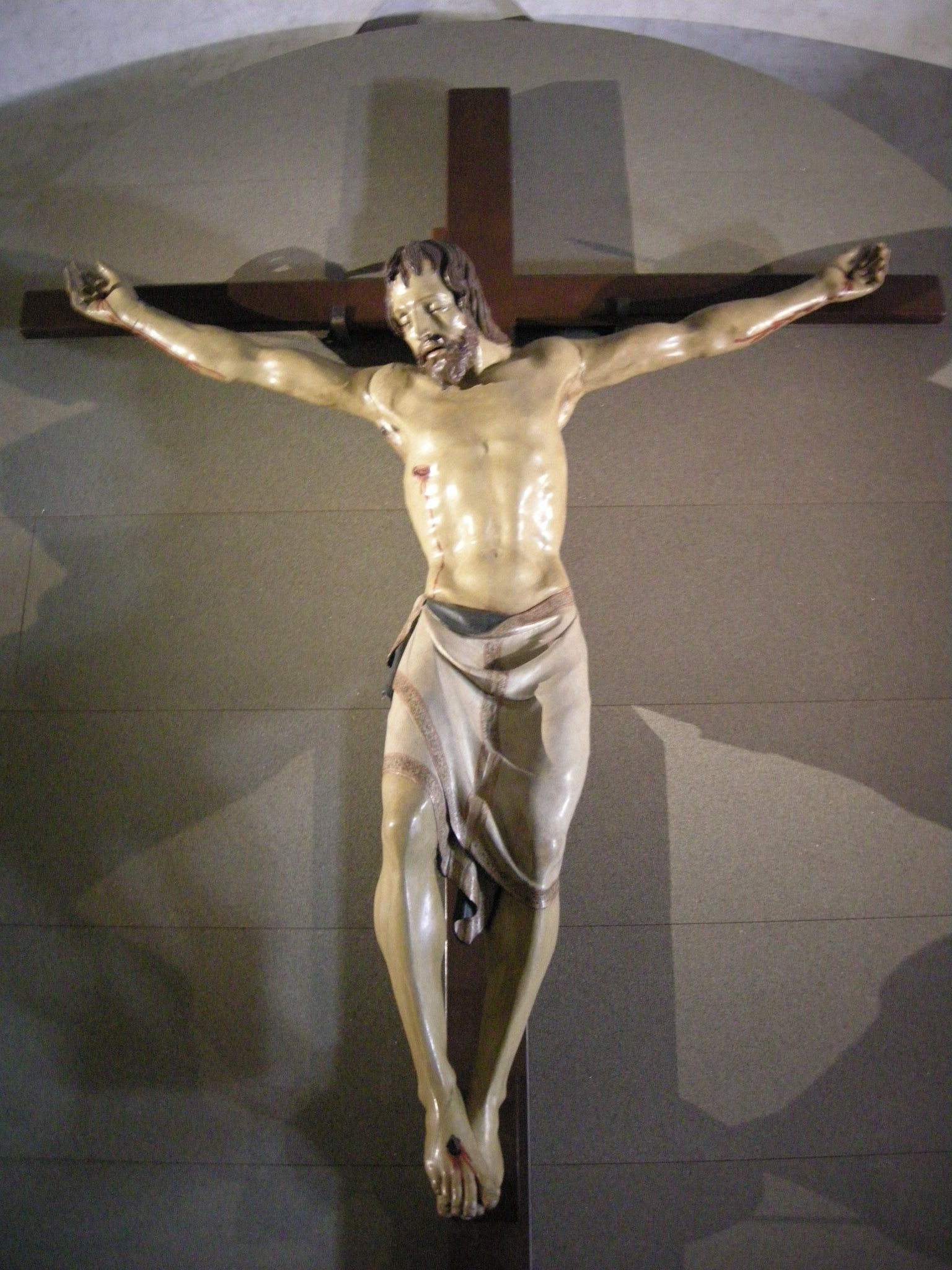
Crucifijo de Santa Croce llamado contadino ("campesino"), de Donatello, Renacimiento italiano   (Quattrocento).
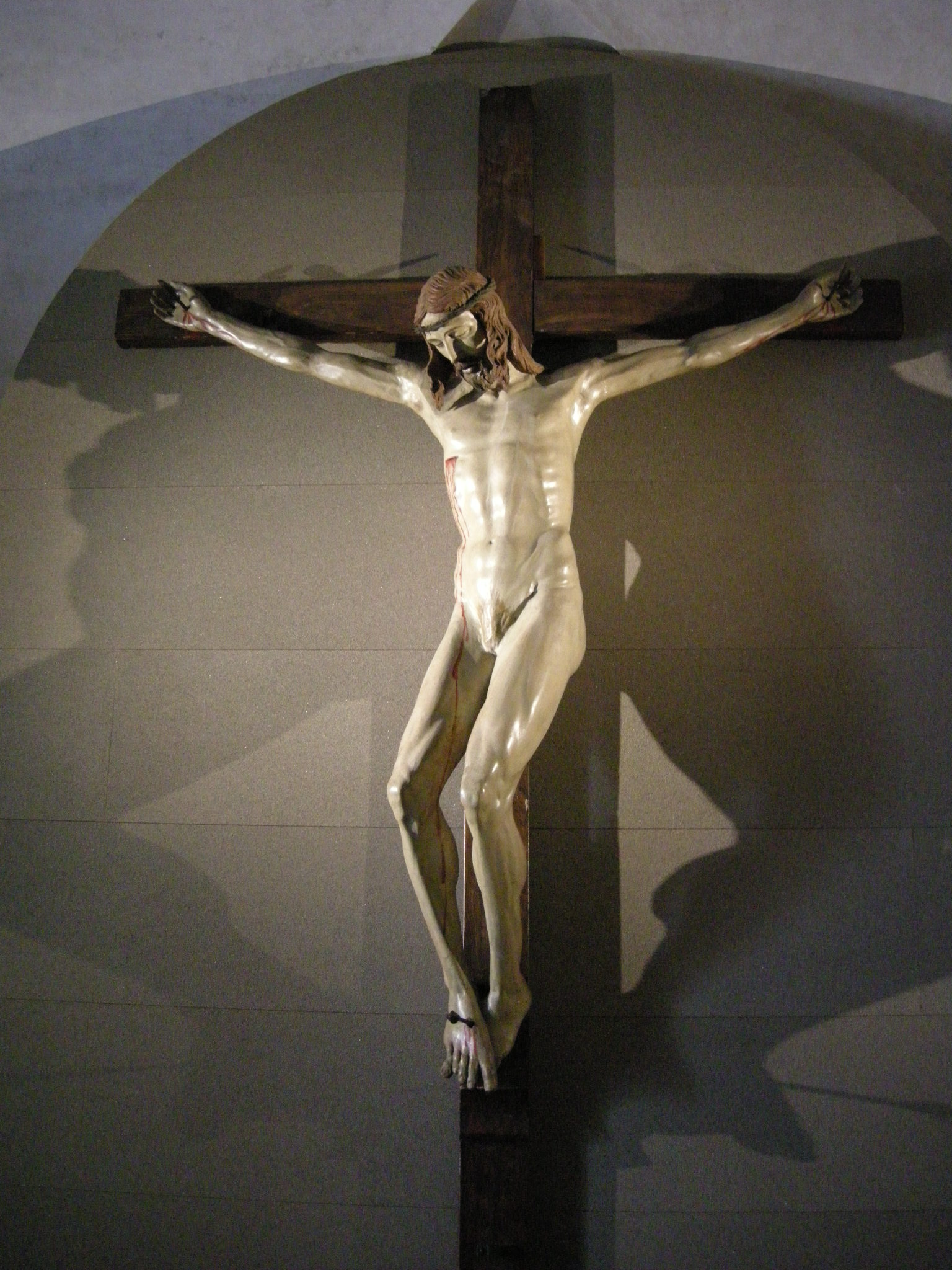
Crucifijo de la capilla Gondi, de Brunelleschi, realizado en respuesta al de Donatello; Renacimiento italiano (Quattrocento).
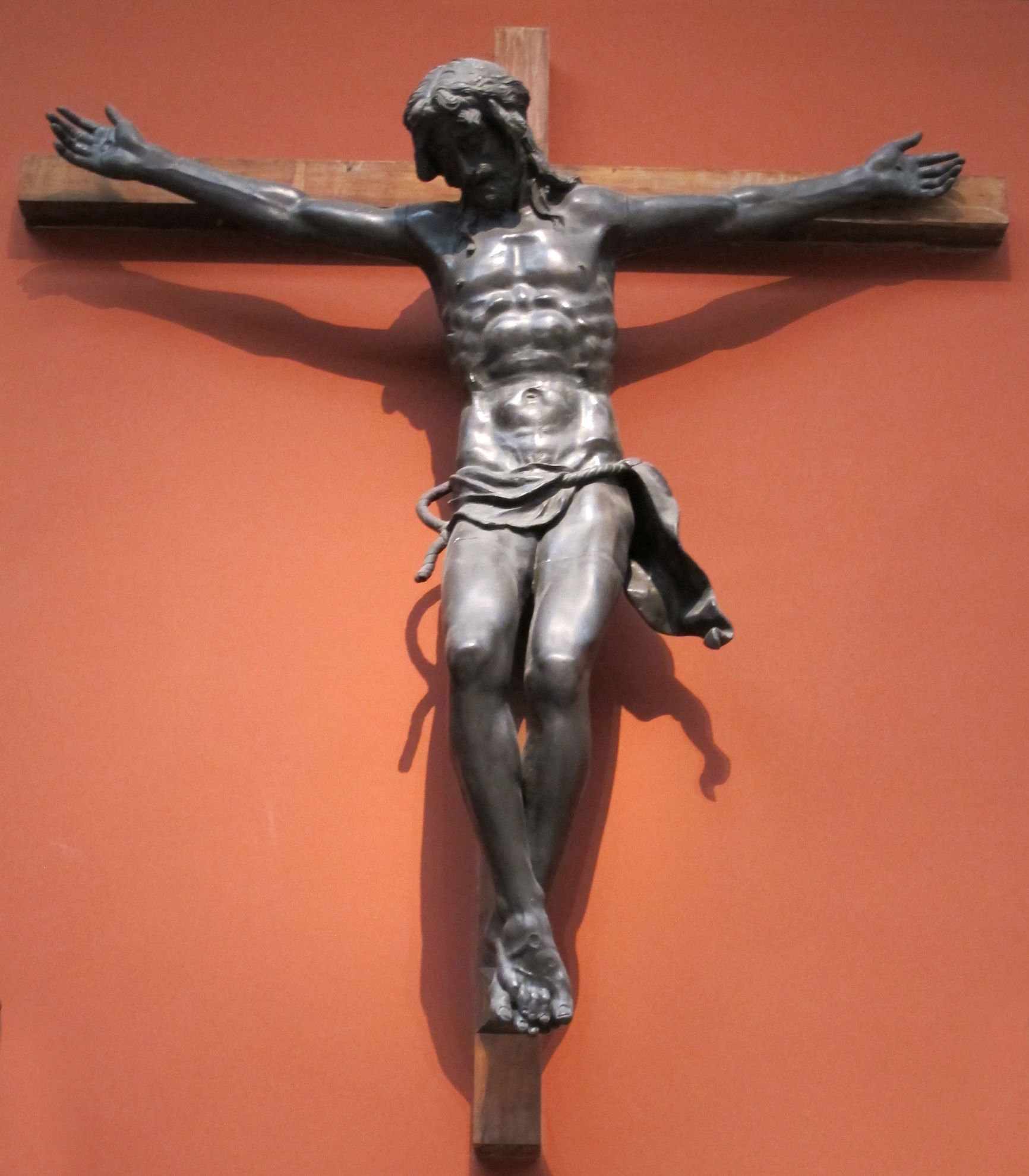
Crucifijo de la basílica del Santo,[35] de Donatello, Renacimiento italiano  (Quattrocento).
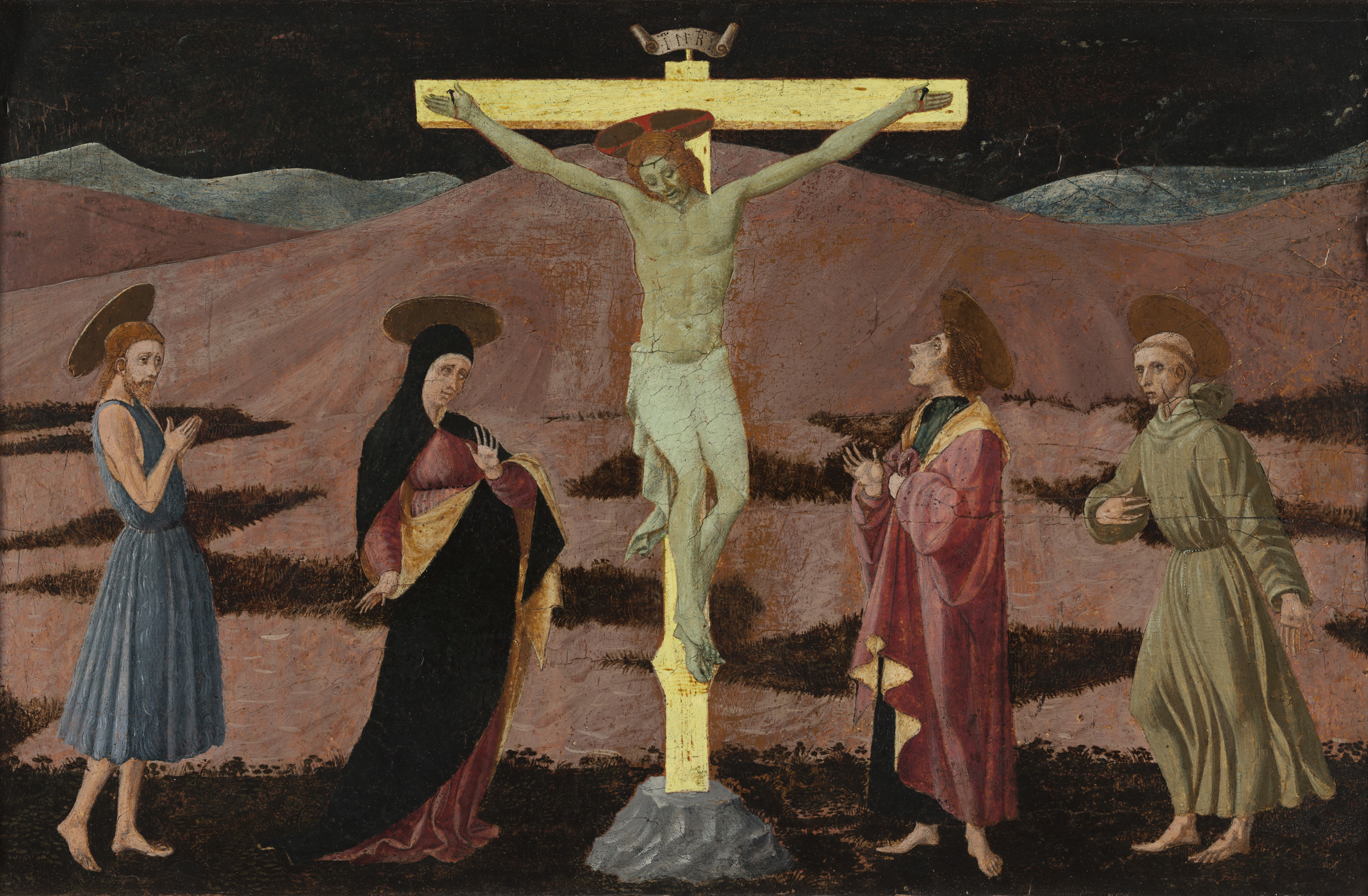
Paolo Ucello, Renacimiento italiano (Quattrocento).
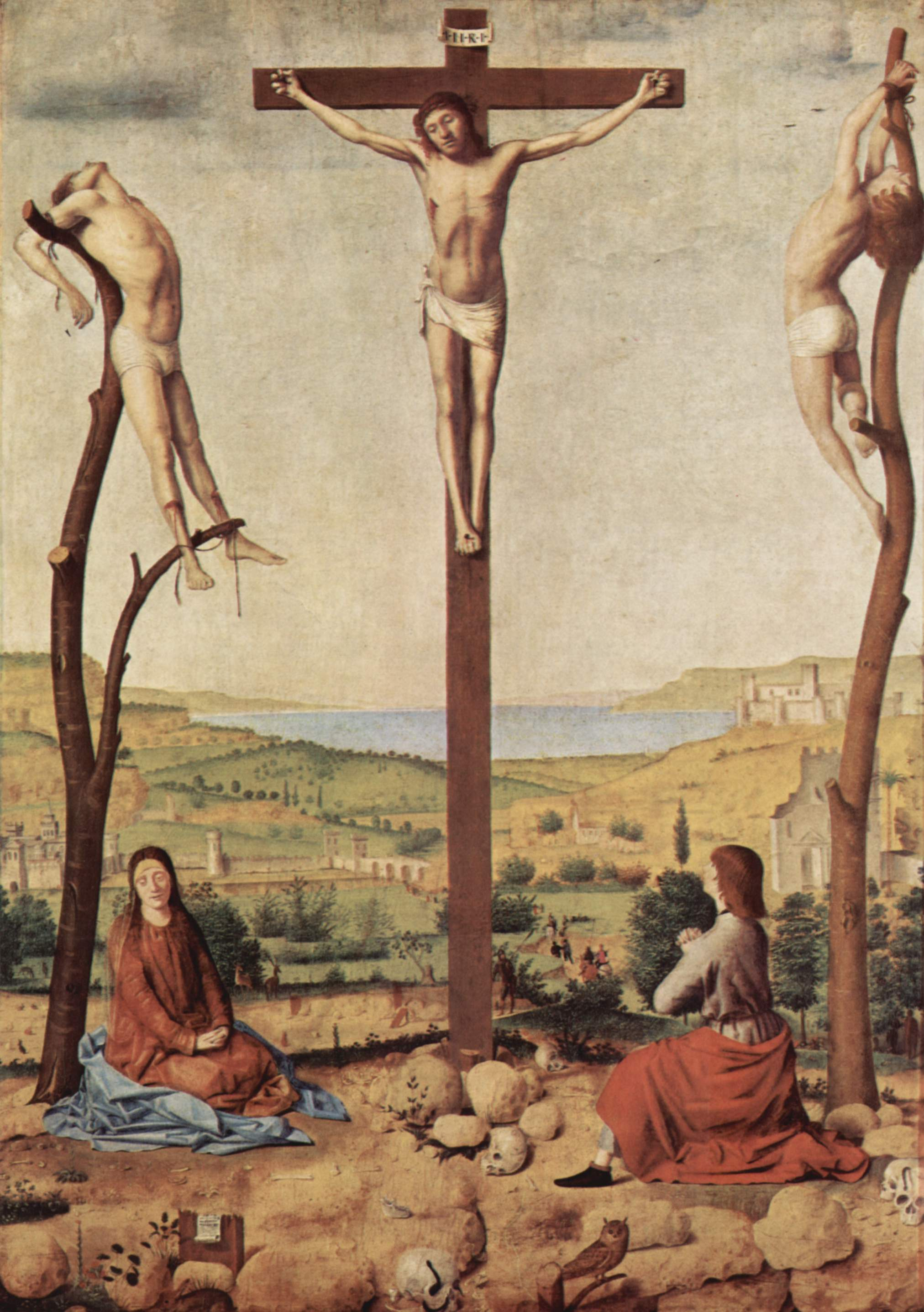
Antonello da Messina, Renacimiento italiano (Quattrocento).
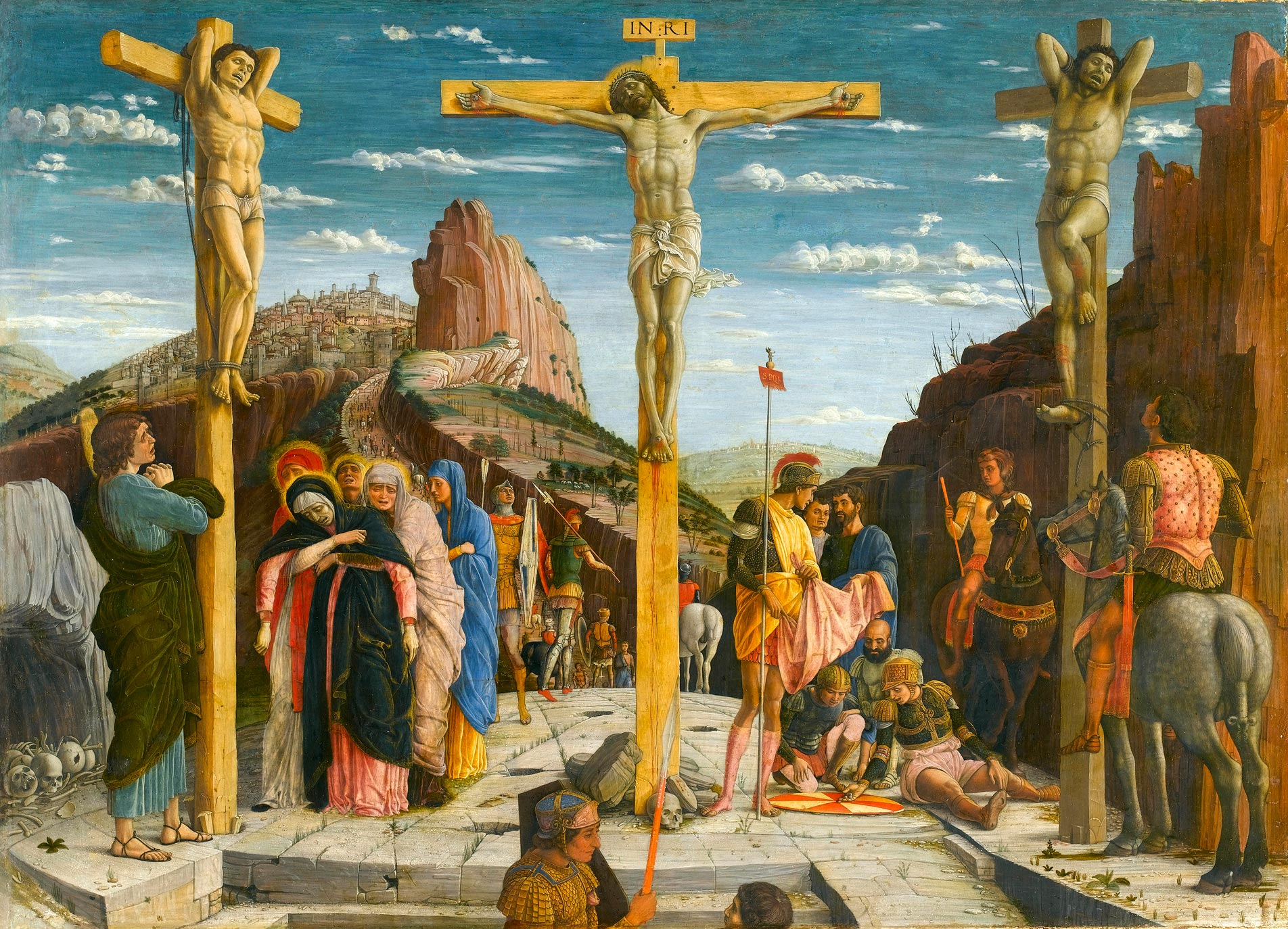
Andrea Mantegna, Renacimiento italiano (Quattrocento).
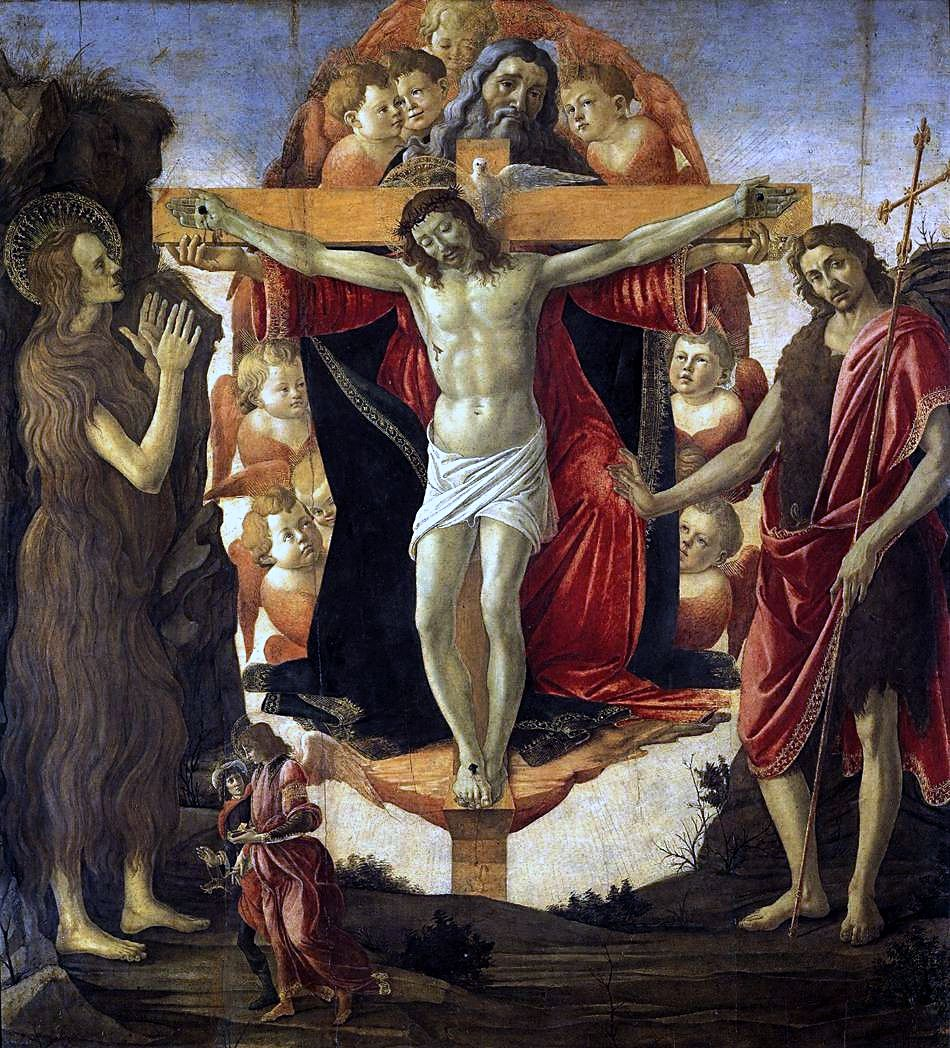
Botticelli, Renacimiento italiano (Quattrocento). La tipología es la de un Thronum Gratiae.

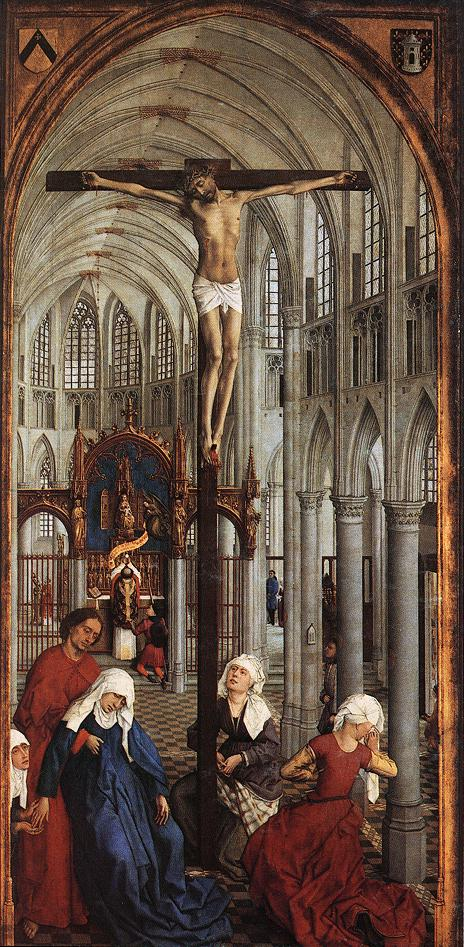
Van der Weyden, Gótico final o Renacimiento inicial flamenco (primitivos flamencos).
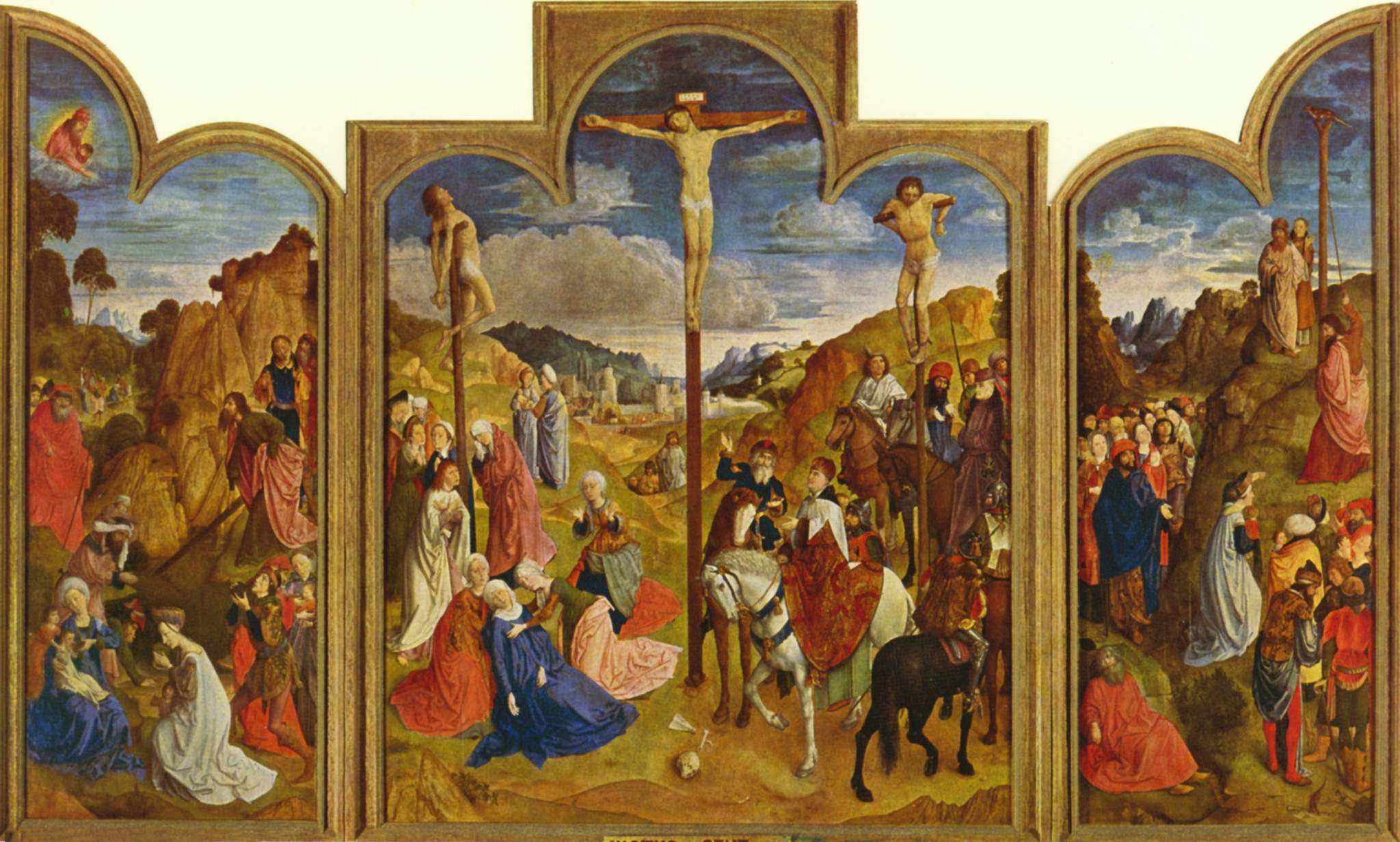
Justo de Gante, Gótico final o Renacimiento inicial flamenco o italo-flamenco.
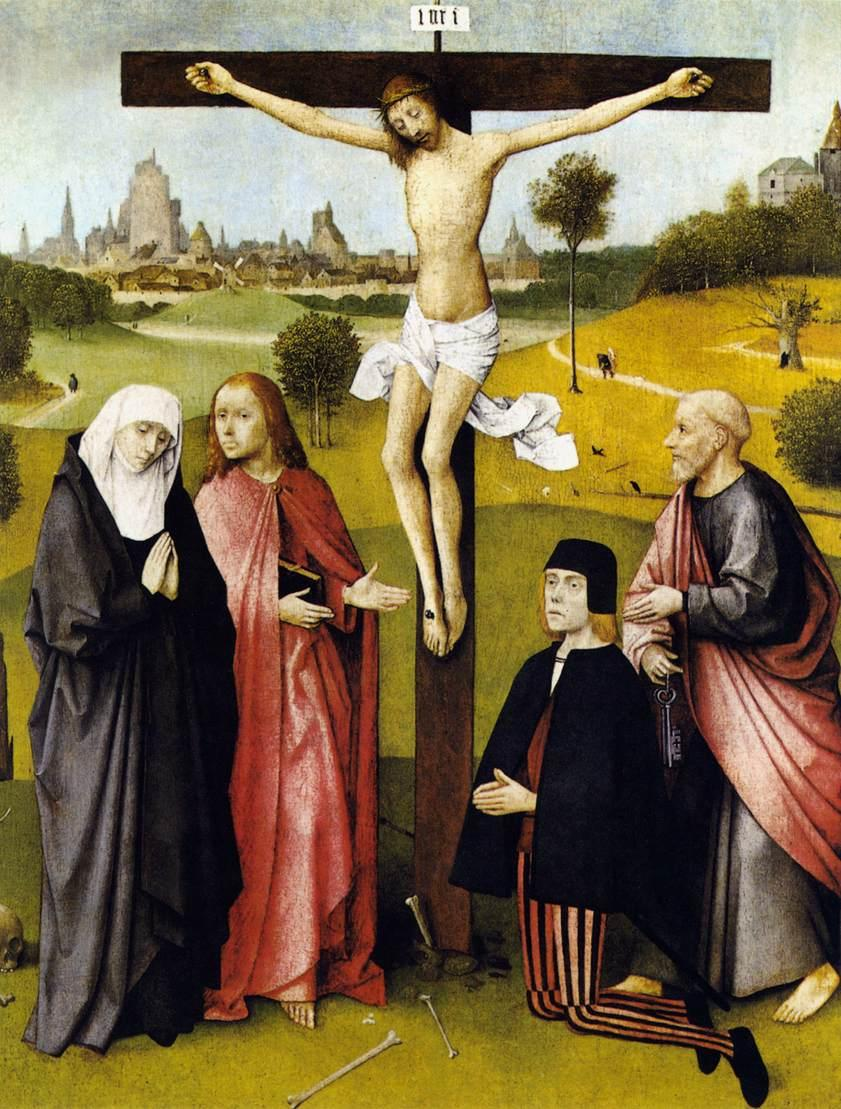
El Bosco, Gótico final o Renacimiento inicial flamenco (primitivos flamencos).
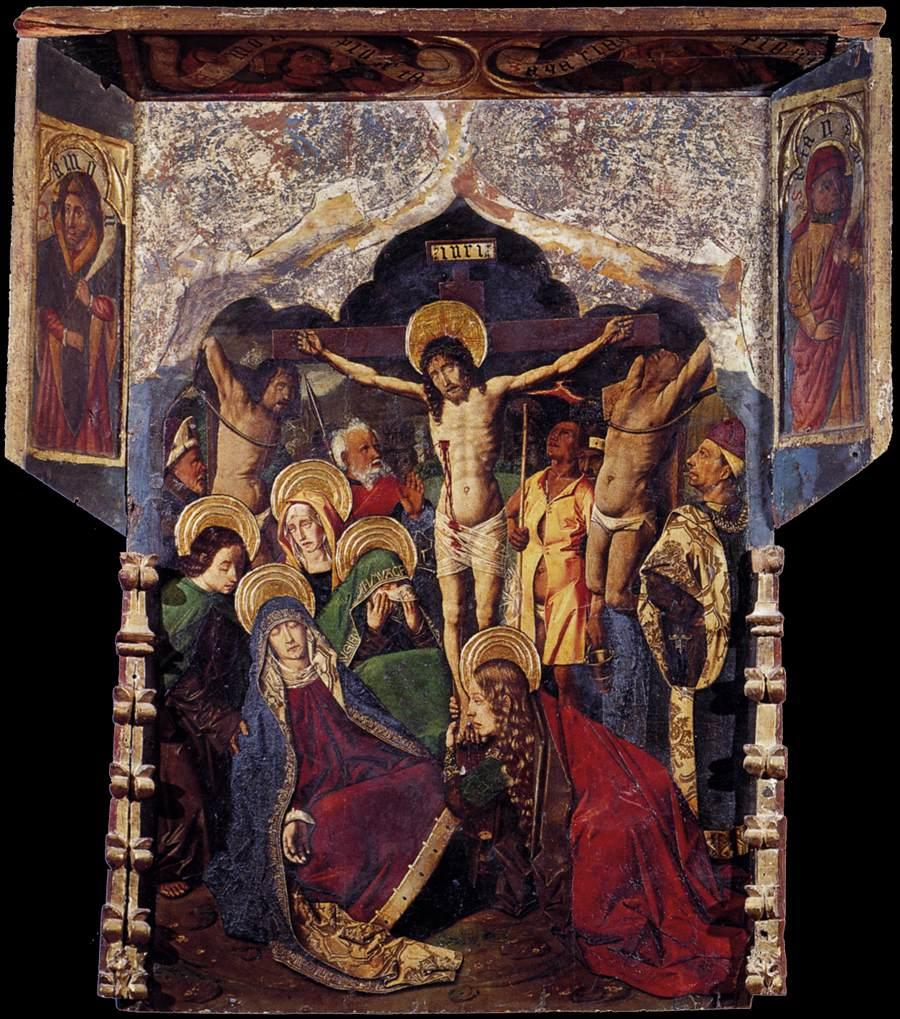
Bartolomé Bermejo; Gótico final o Renacimiento inicial español o hispano-flamenco.
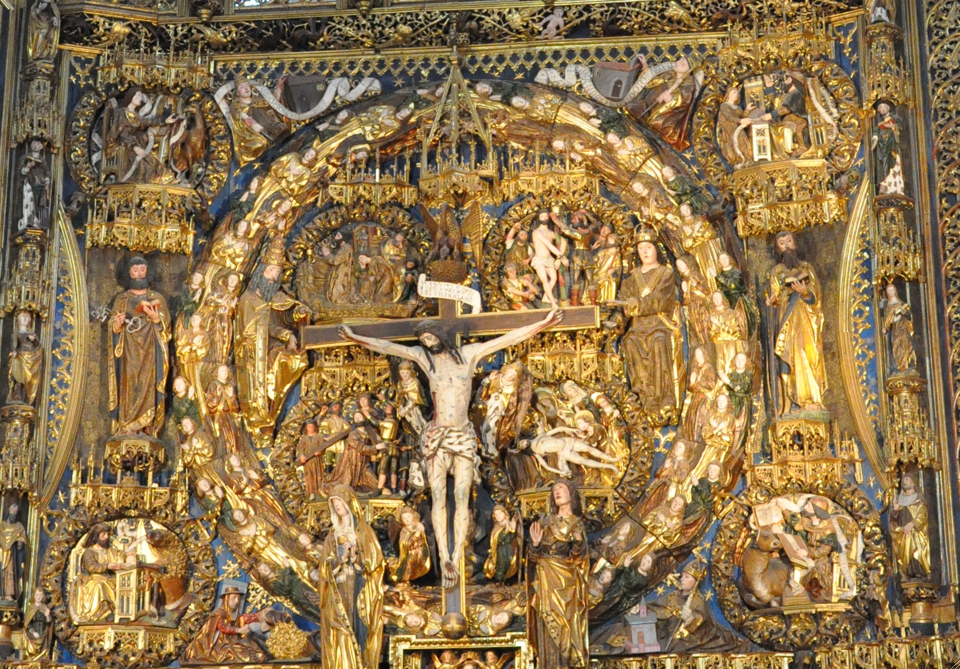
Retablo de la Cartuja de Miraflores, Gil de Siloé; Gótico final o Renacimiento inicial español o hispano-flamenco.
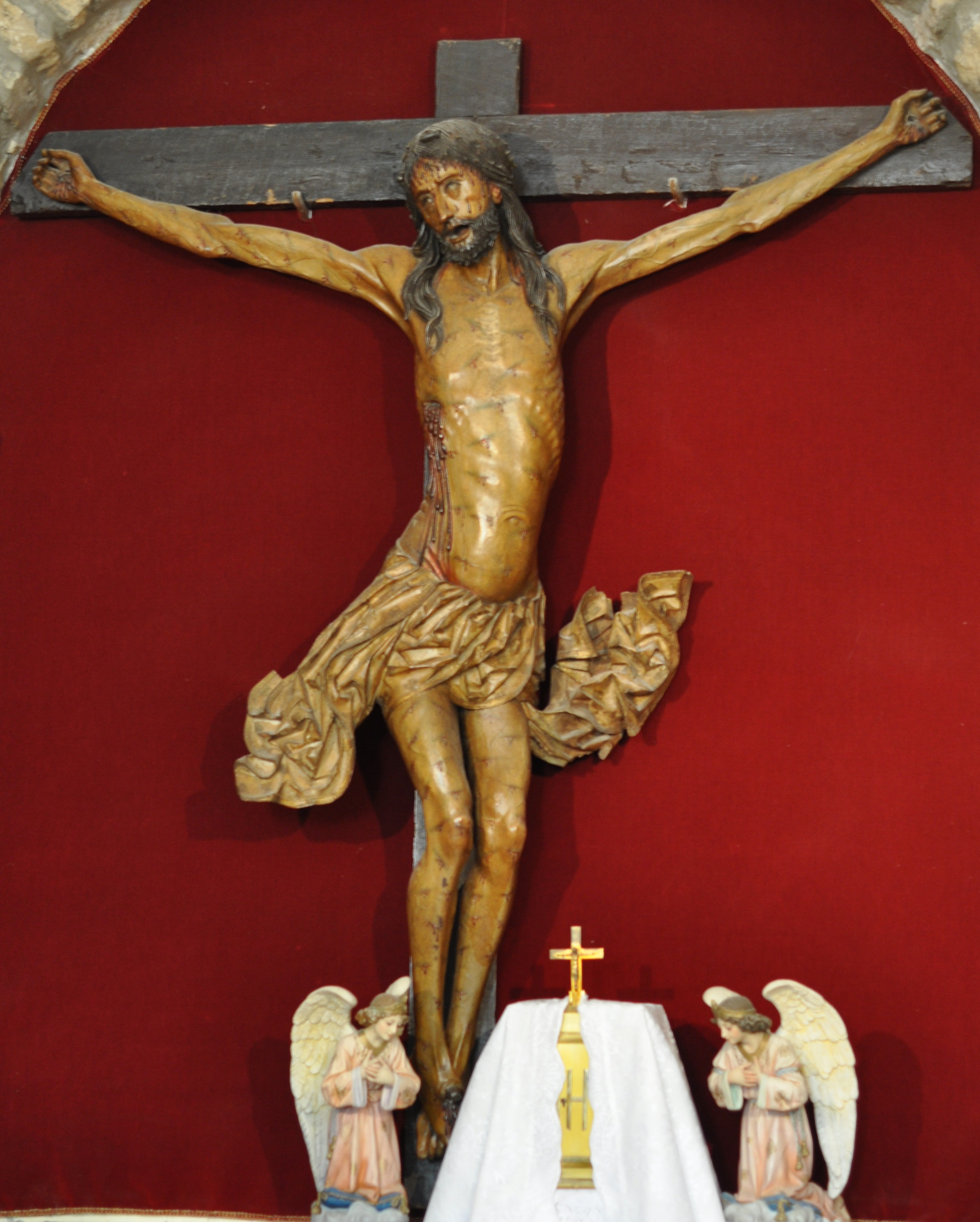
Cristo del retablo de la capilla del Colegio de San Gregorio, de Gil de Siloé.
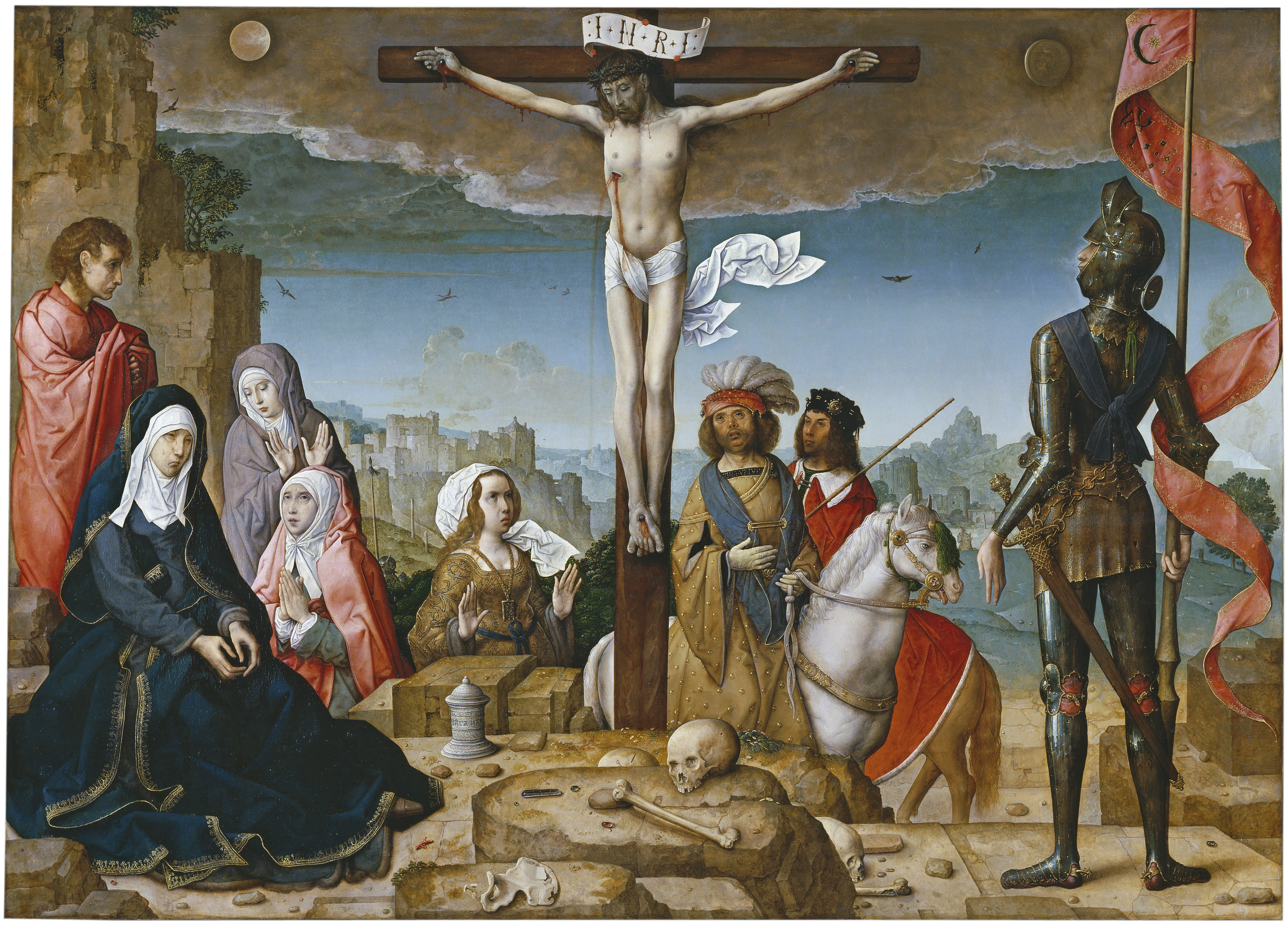
Juan de Flandes, Gótico final o Renacimiento inicial español o hispano-flamenco.
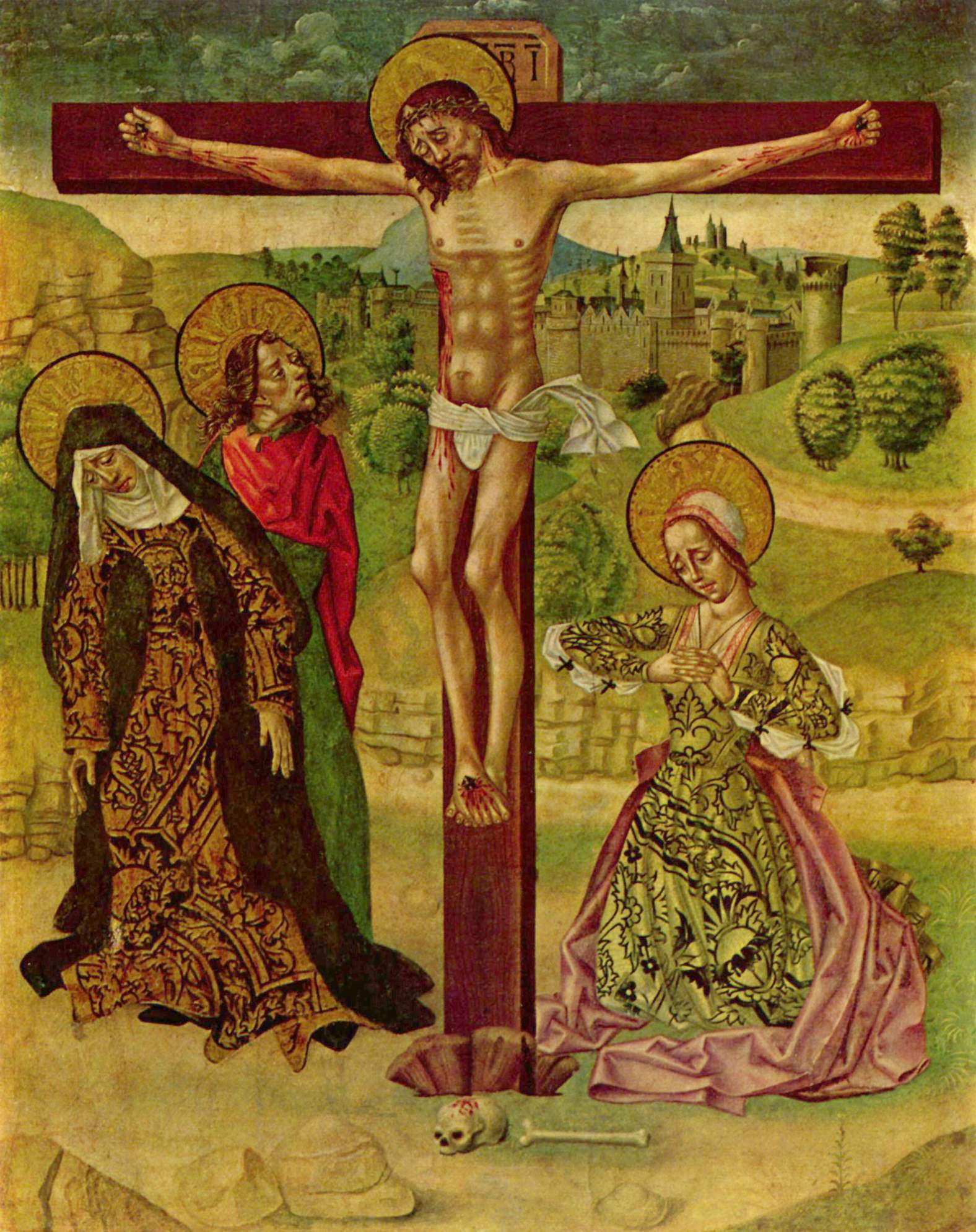
Maestro de Budapest, Gótico final o Renacimiento inicial húngaro.
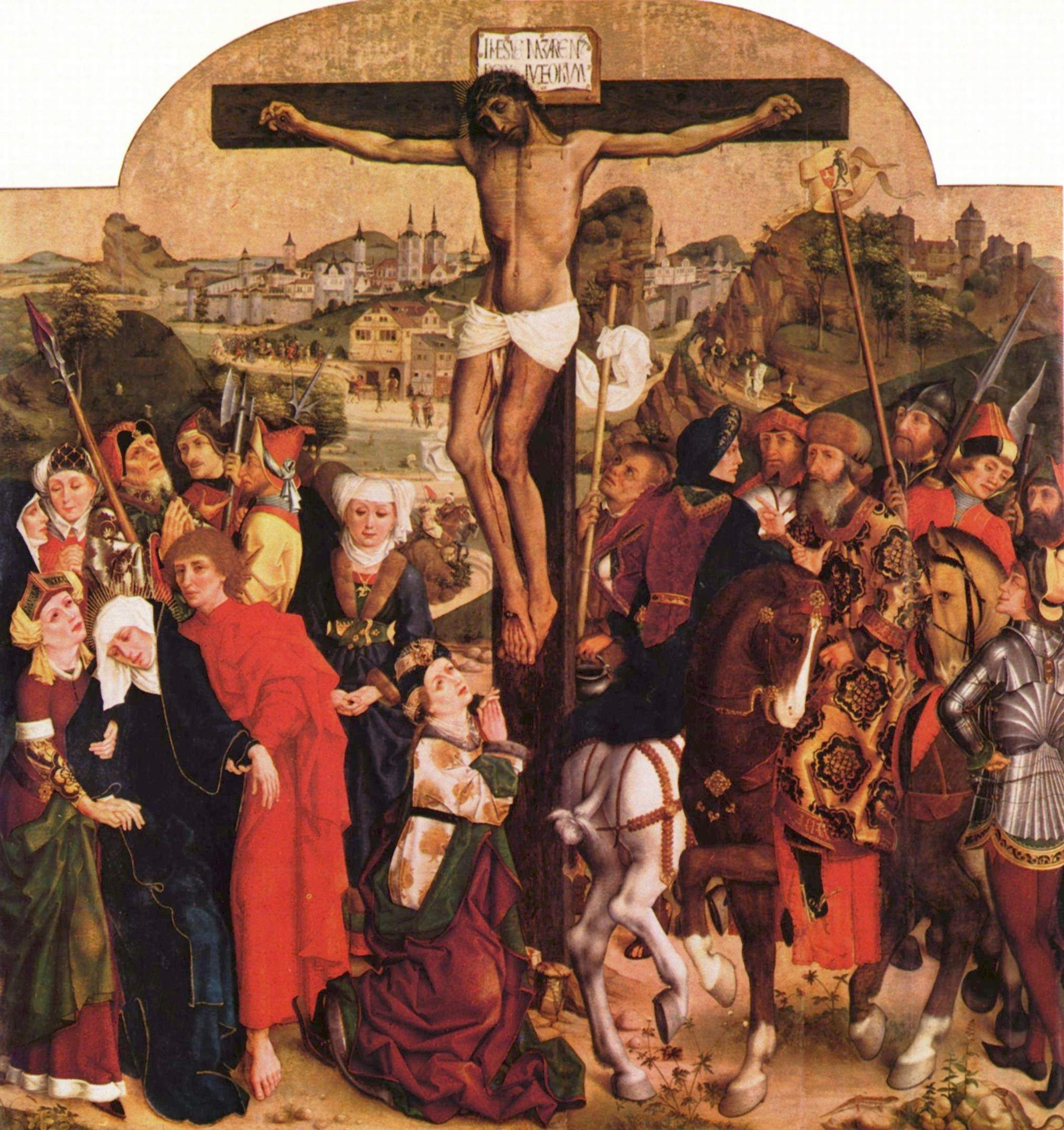
Hans Pleydenwurff, Gótico final o Renacimiento inicial alemán.
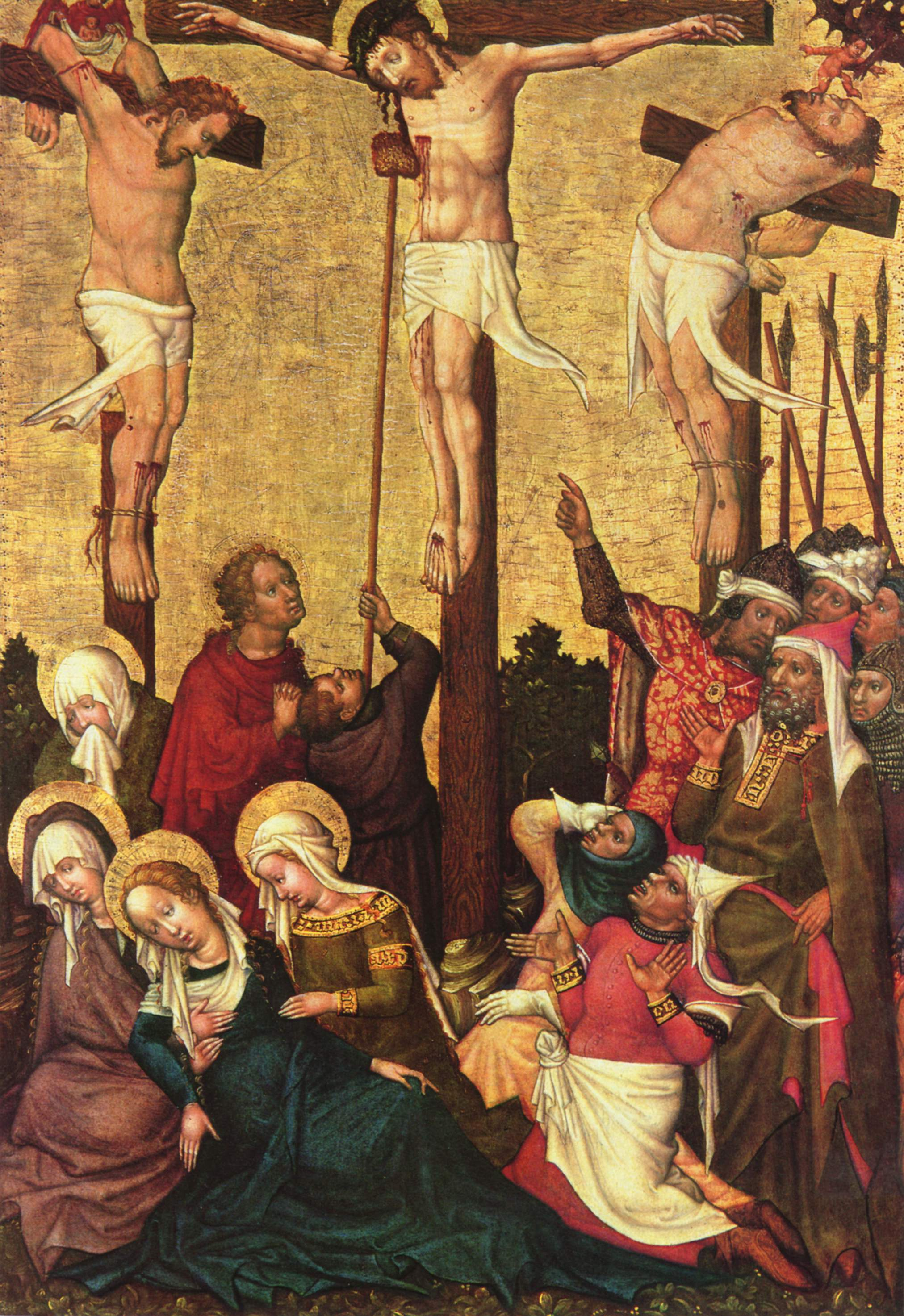
Hans de Tubinga, Gótico final o Renacimiento inicial alemán.
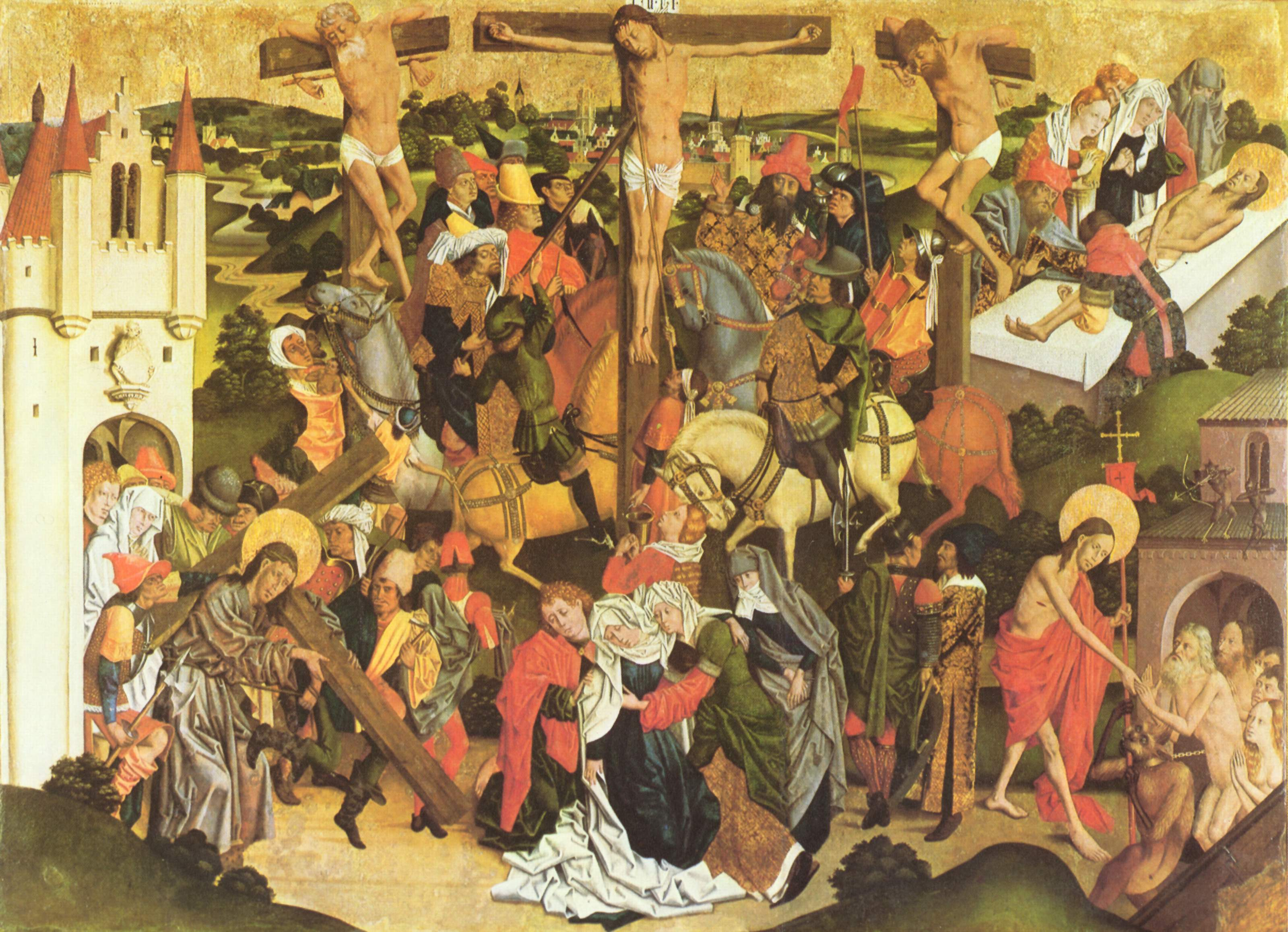
Johann Koerbecke, Gótico final o Renacimiento inicial alemán. Se representa simultáneamente todo el ciclo de la muerte y resurrección de Cristo.

### SigloXVI
El Renacimiento pleno se identifica con los grandes maestros de los años finales del Quattrocento e iniciales del Cinquecento, tanto en Italia (Leonardo -único de ellos que no pintó ningún Crucificado, aunque sí un Cristo cargando la cruz-, Rafael, Miguel Ángel, Tiziano) como en el llamado Renacimiento nórdico (al norte de los Alpes, principalmente el francés, el alemán —Durero, Altdorfer, Grünewald—, y el flamenco). La Reforma protestante, que supuso una radical ruptura en la representación iconográfica de la Virgen y los santos, centró la pintura religiosa en la representación del Cristo crucificado, en ocasiones vinculada a la propia figura de los reformadores (Cranach).

Cristos del primer cuarto del XVI (Renacimiento Pleno en Italia)
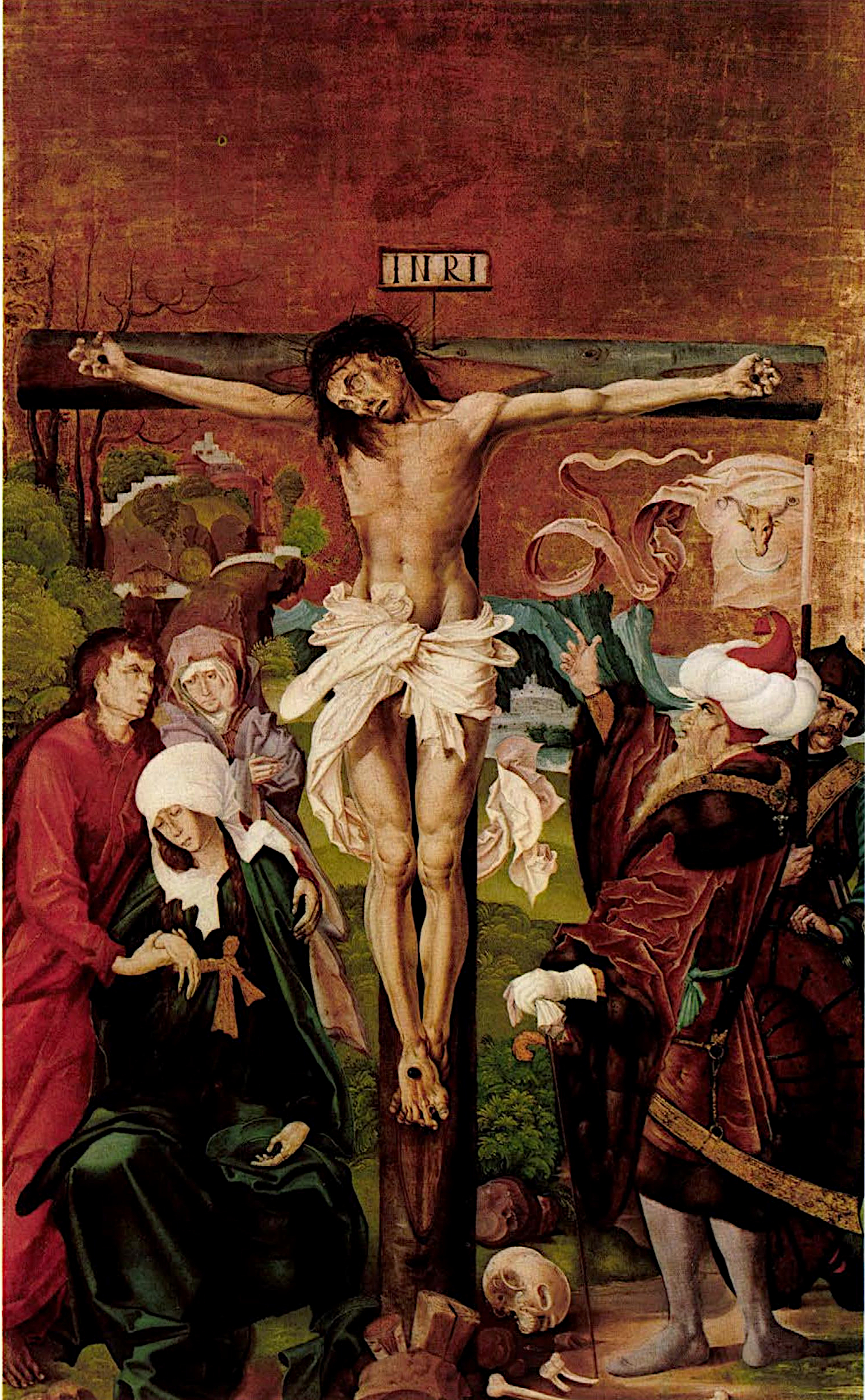
Maestro M. S., Gótico final o Renacimiento húngaro.
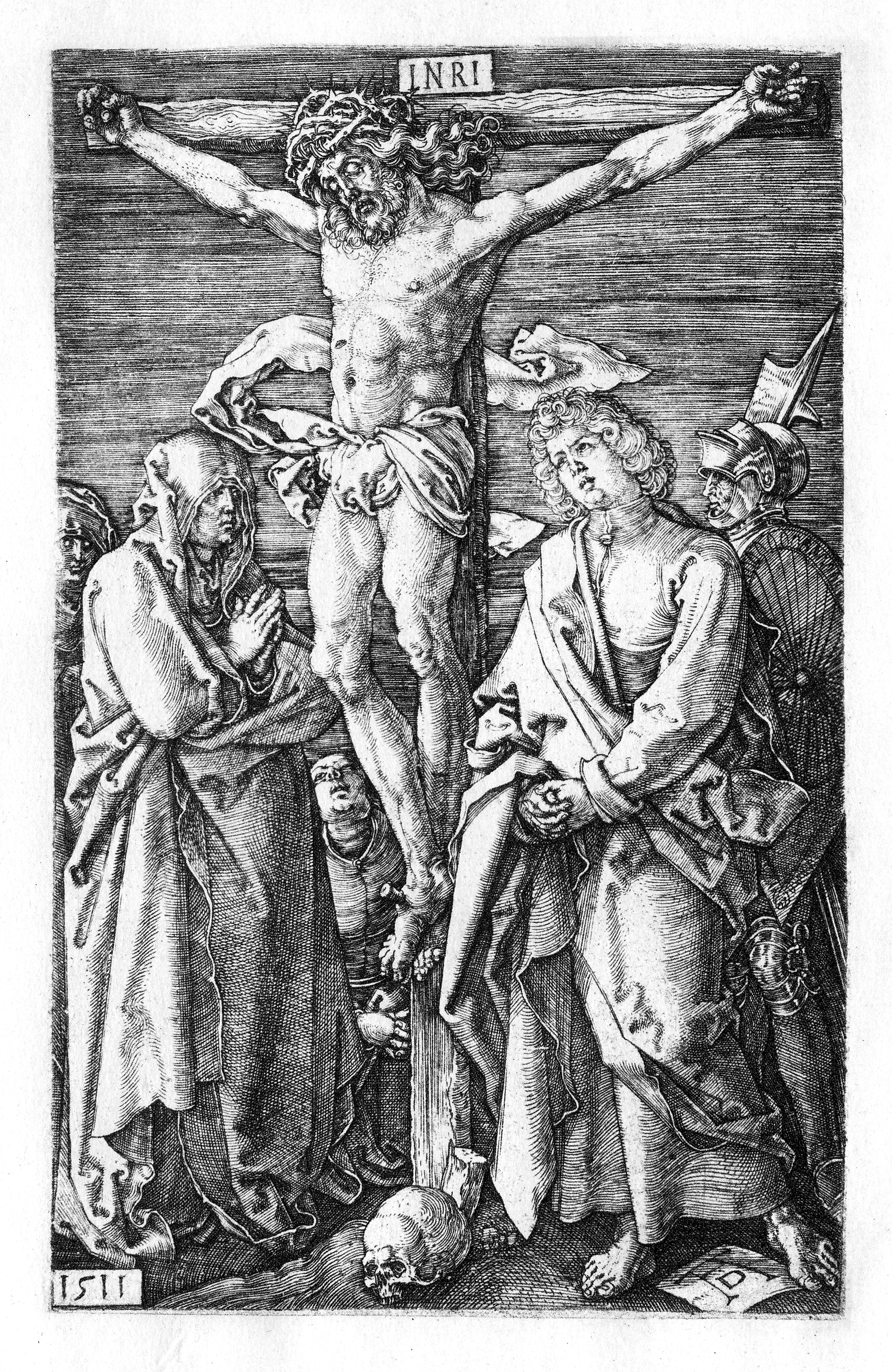
Durero, Gótico final o Renacimiento alemán.
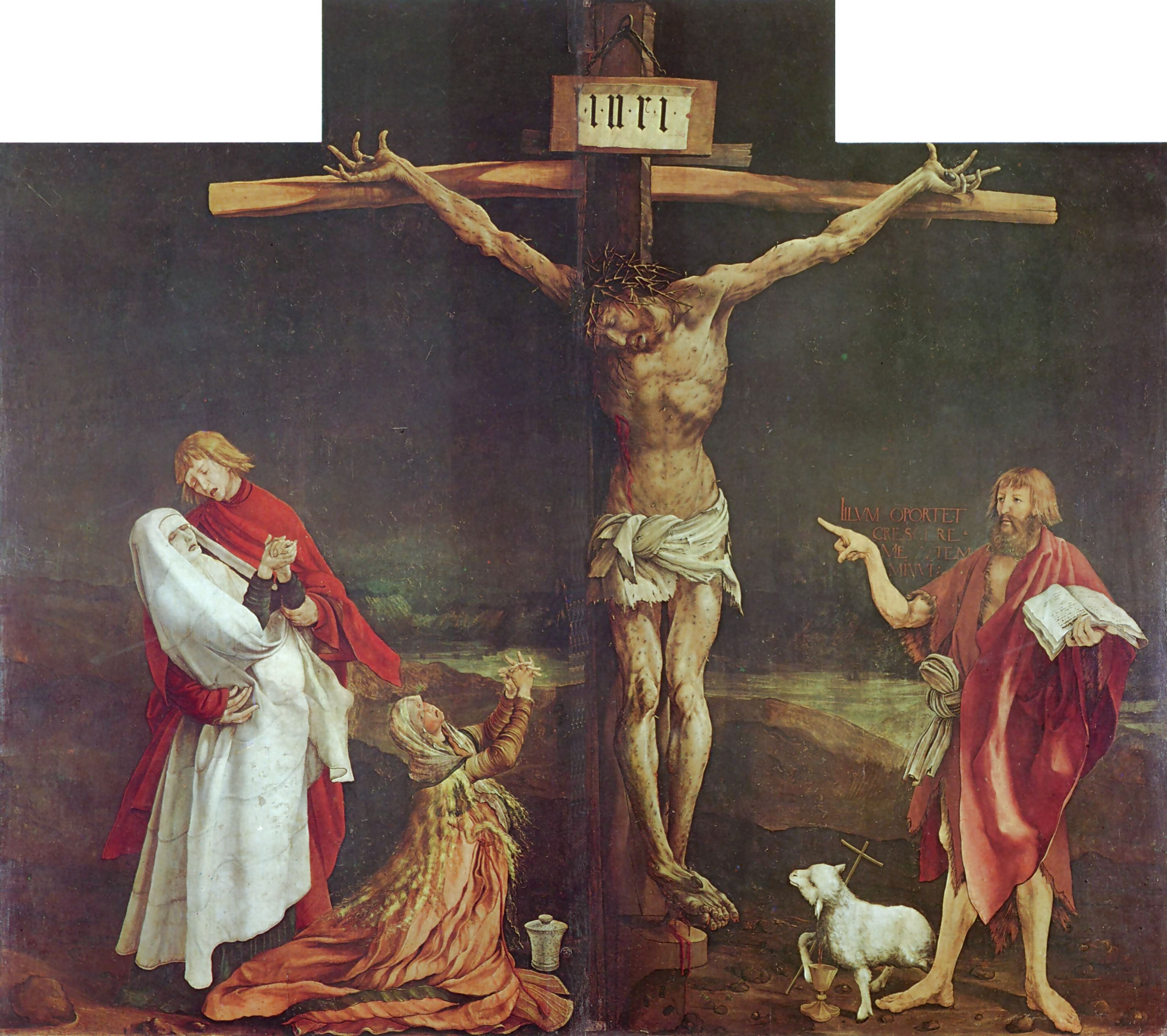
Altar de Isenheim, Grünewald, Gótico final o Renacimiento alemán.
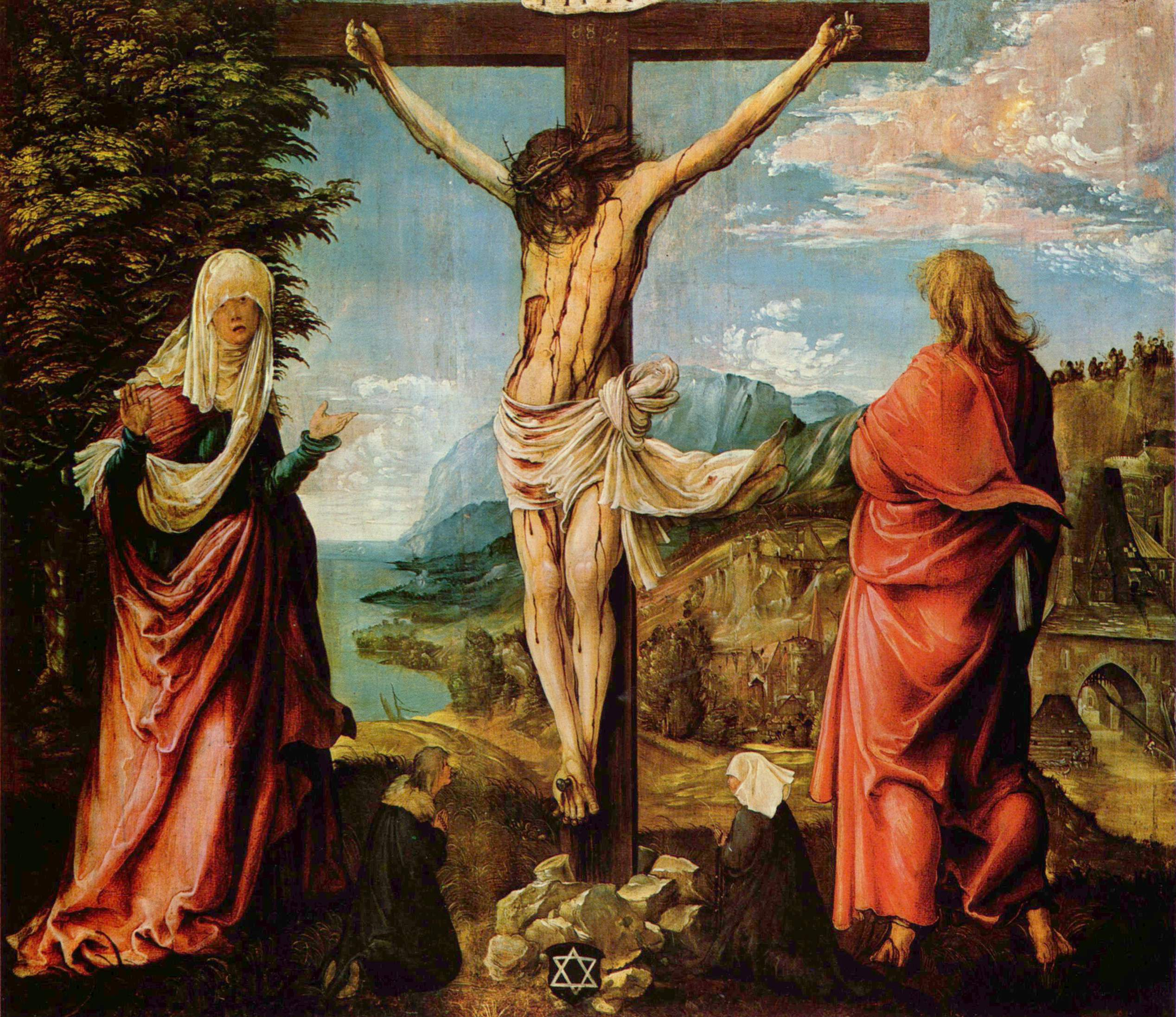
Altdorfer, Gótico final o Renacimiento alemán.
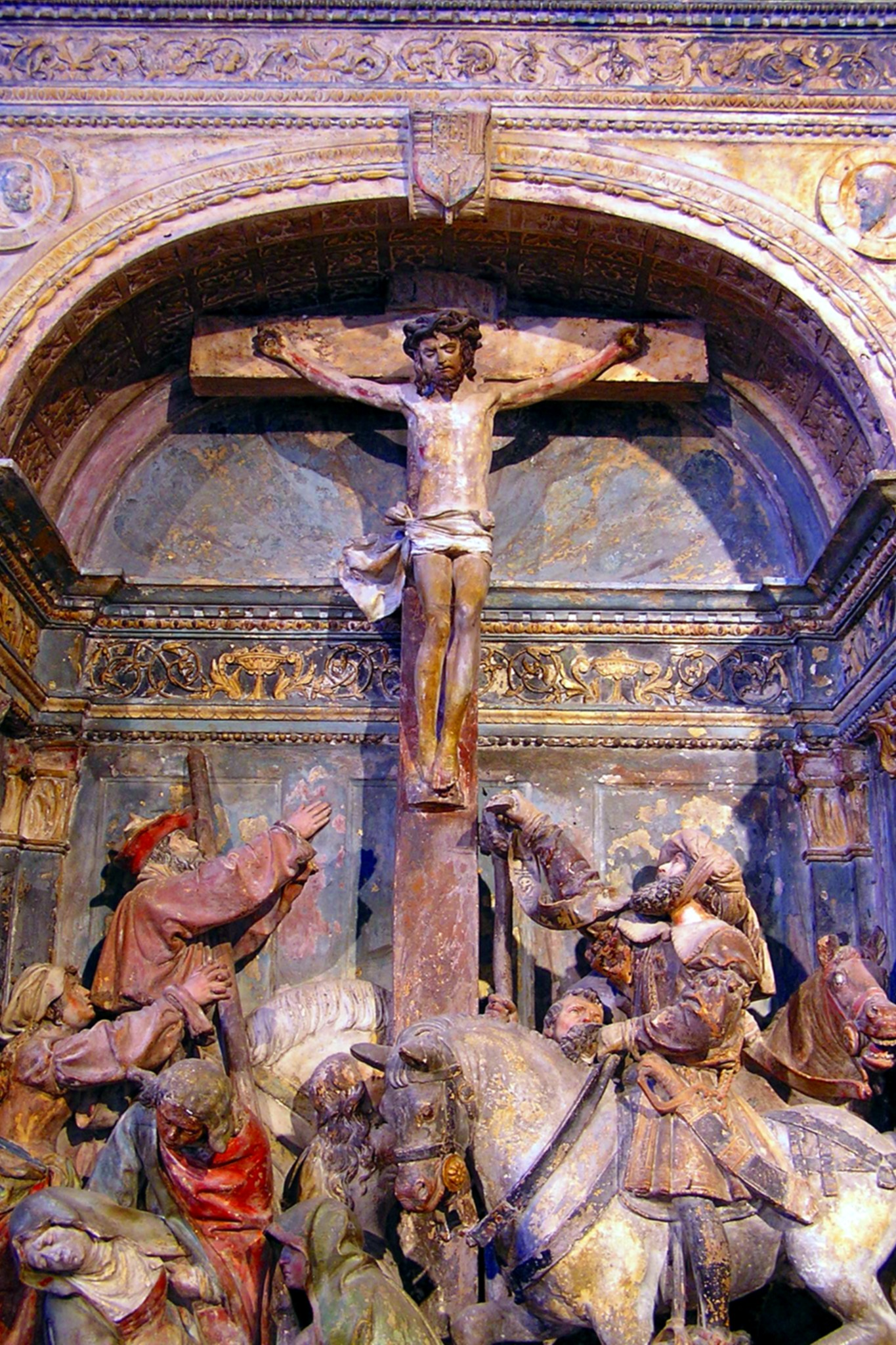
Ligier Richier, Gótico final o Renacimiento francés.
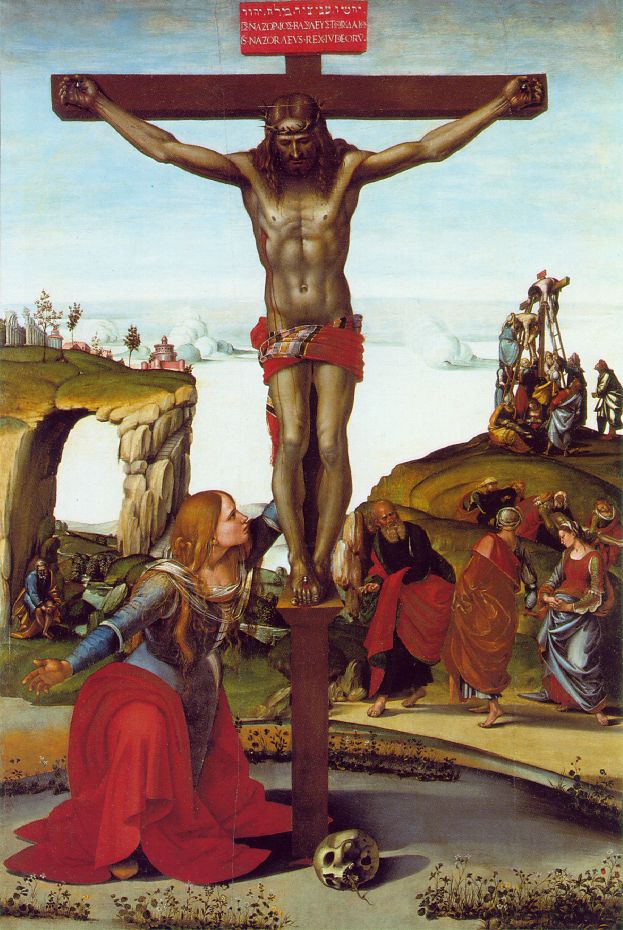
Luca Signorelli, Renacimiento pleno (entre el Cuattrocento y el Cinquecento).
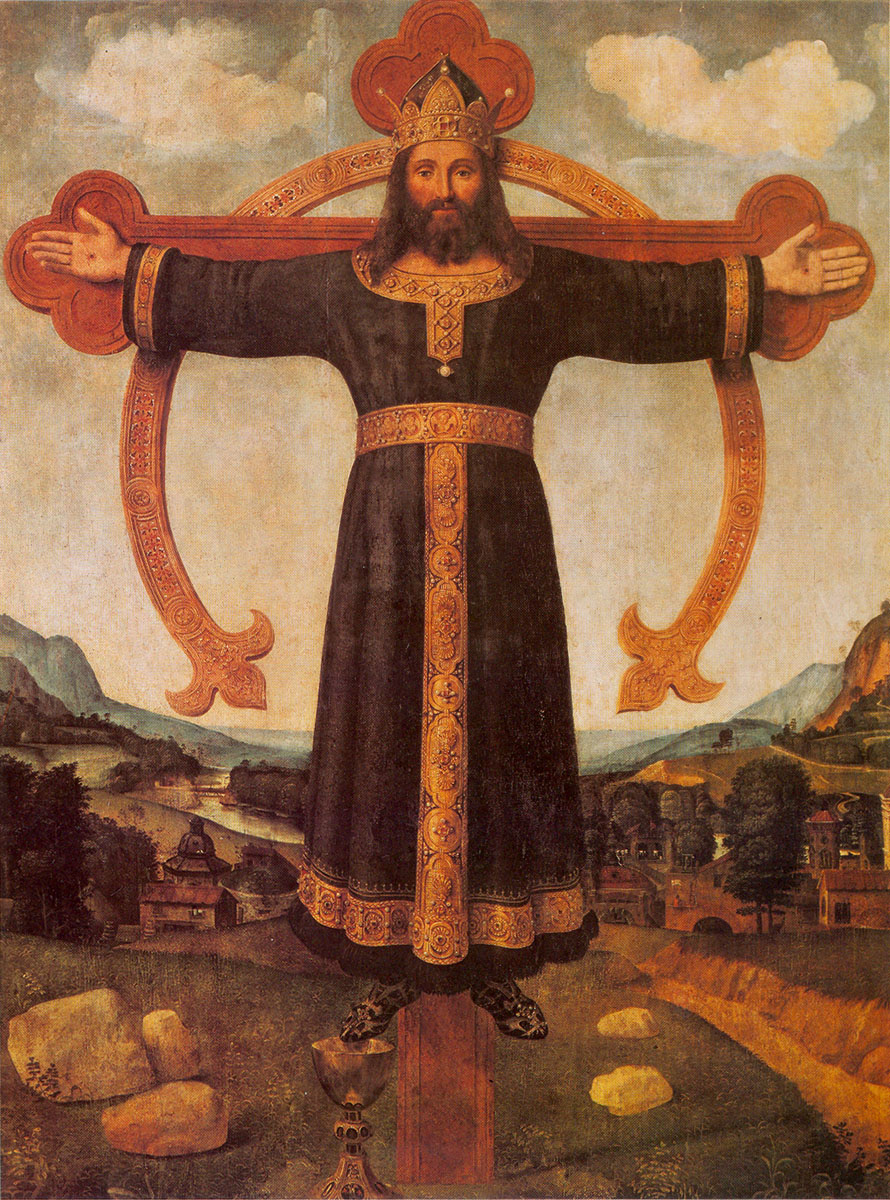
Piero di Cosimo, representación del Volto Santo de Lucca.
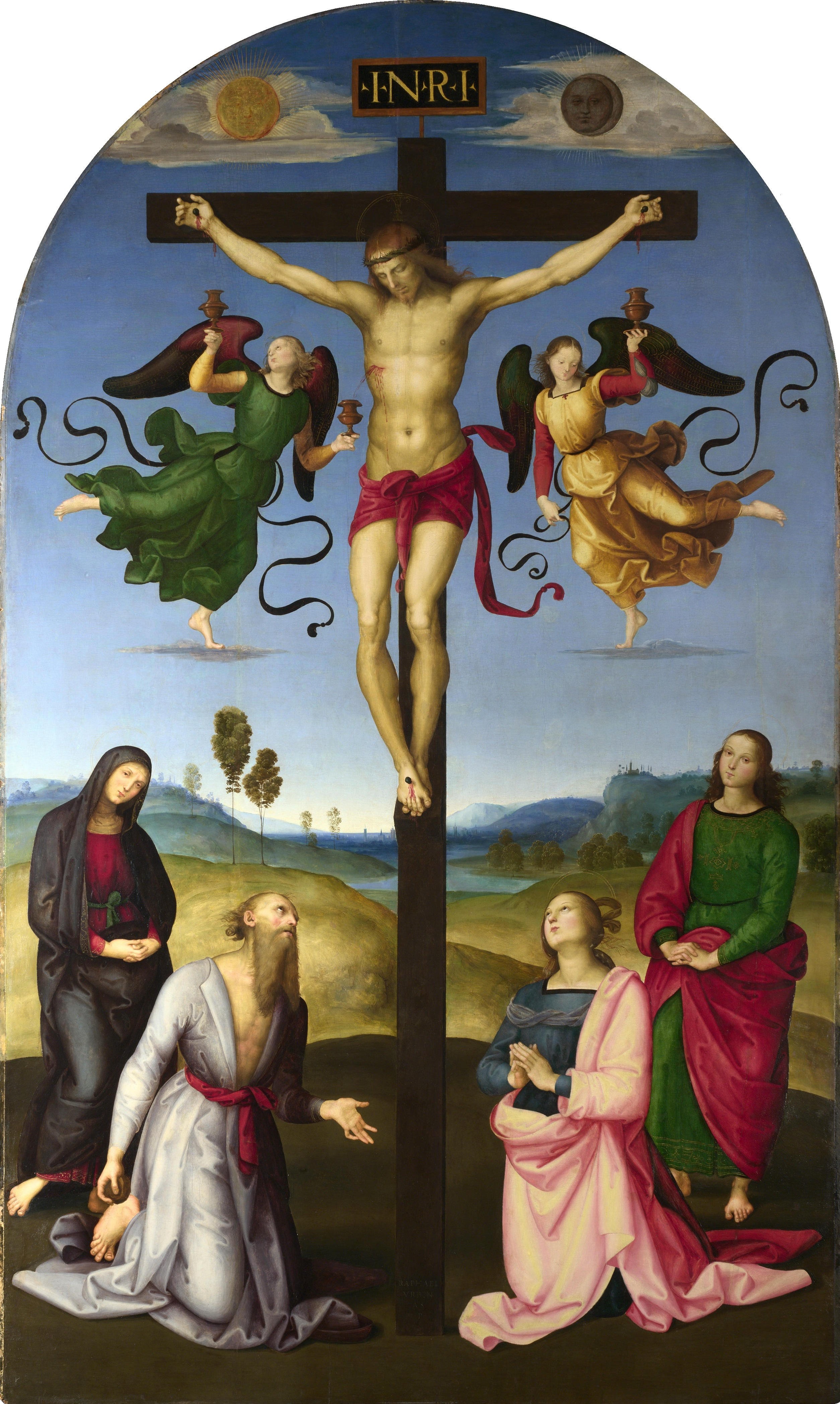
Rafael, Renacimiento Pleno (Cinquecento).
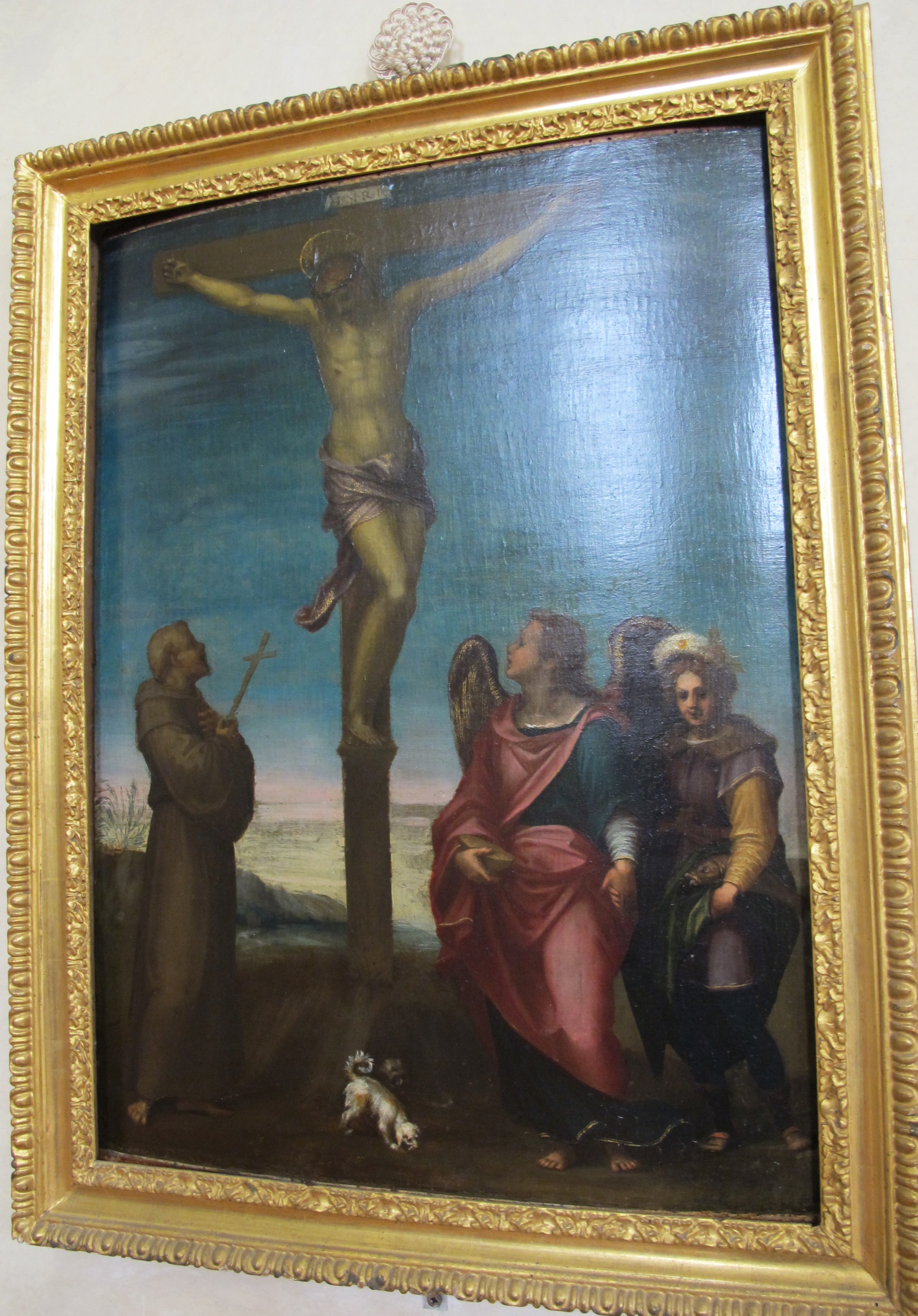
Andrea del Sarto, Renacimiento Pleno (Cinquecento).

- Cristos de mediados y finales del siglo XVI (Manierismo en Italia)

Cristos de mediados y finales del (Manierismo en Italia)
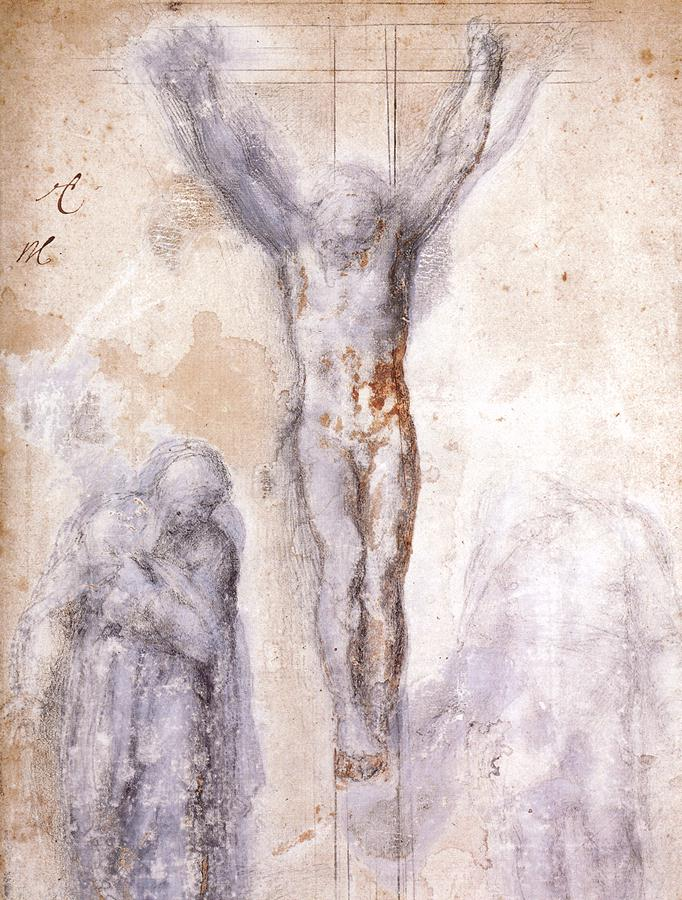
Miguel Ángel (su longevidad le hace vivir el Renacimiento Pleno y el Manierismo).
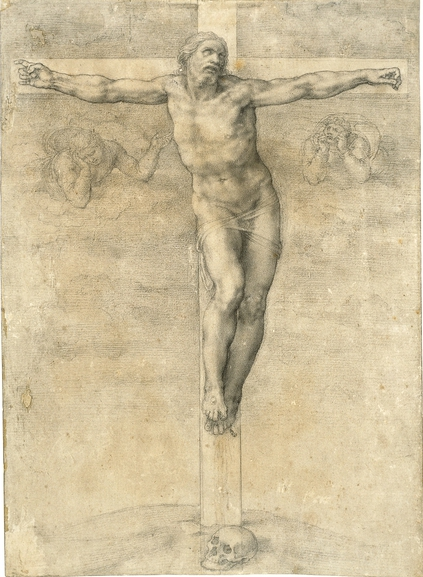
Miguel Ángel.
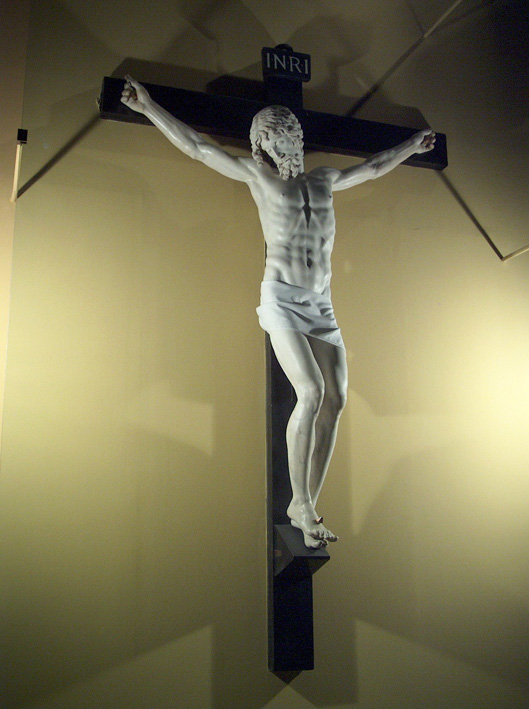
Cristo de El Escorial, Benvenuto Cellini.
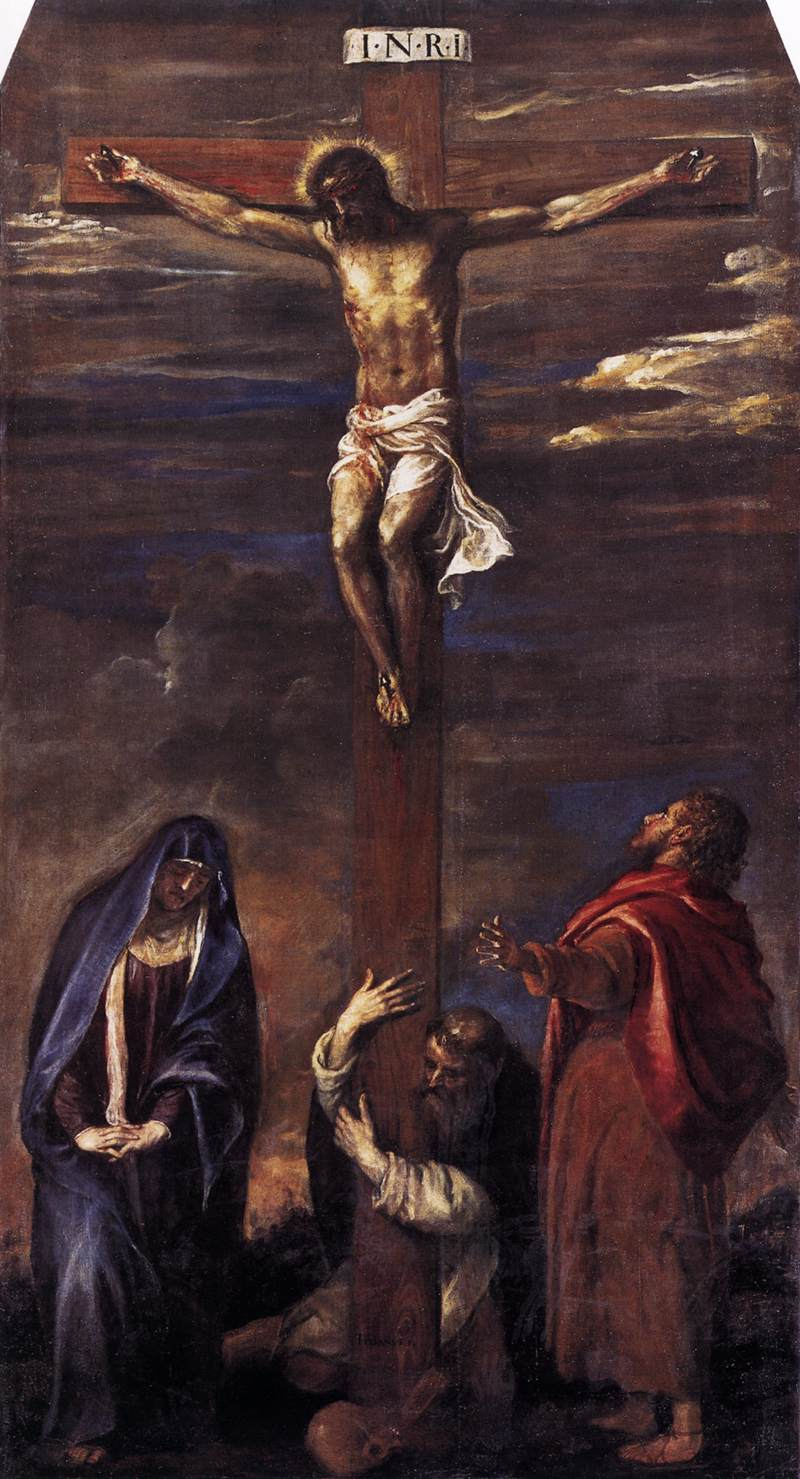
Tiziano (su longevidad le hace vivir el Renacimiento Pleno y el Manierismo).
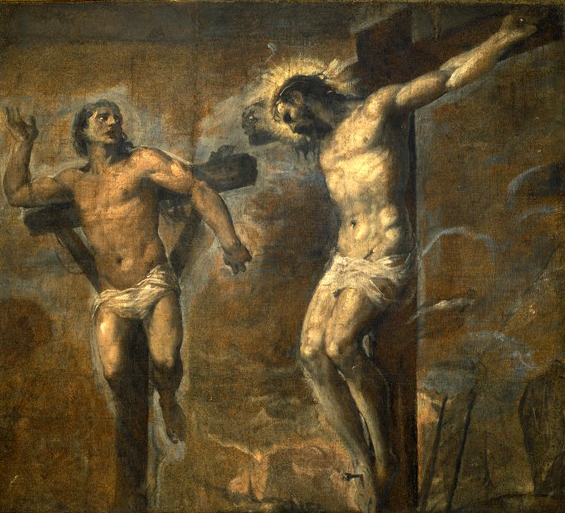
Tiziano.
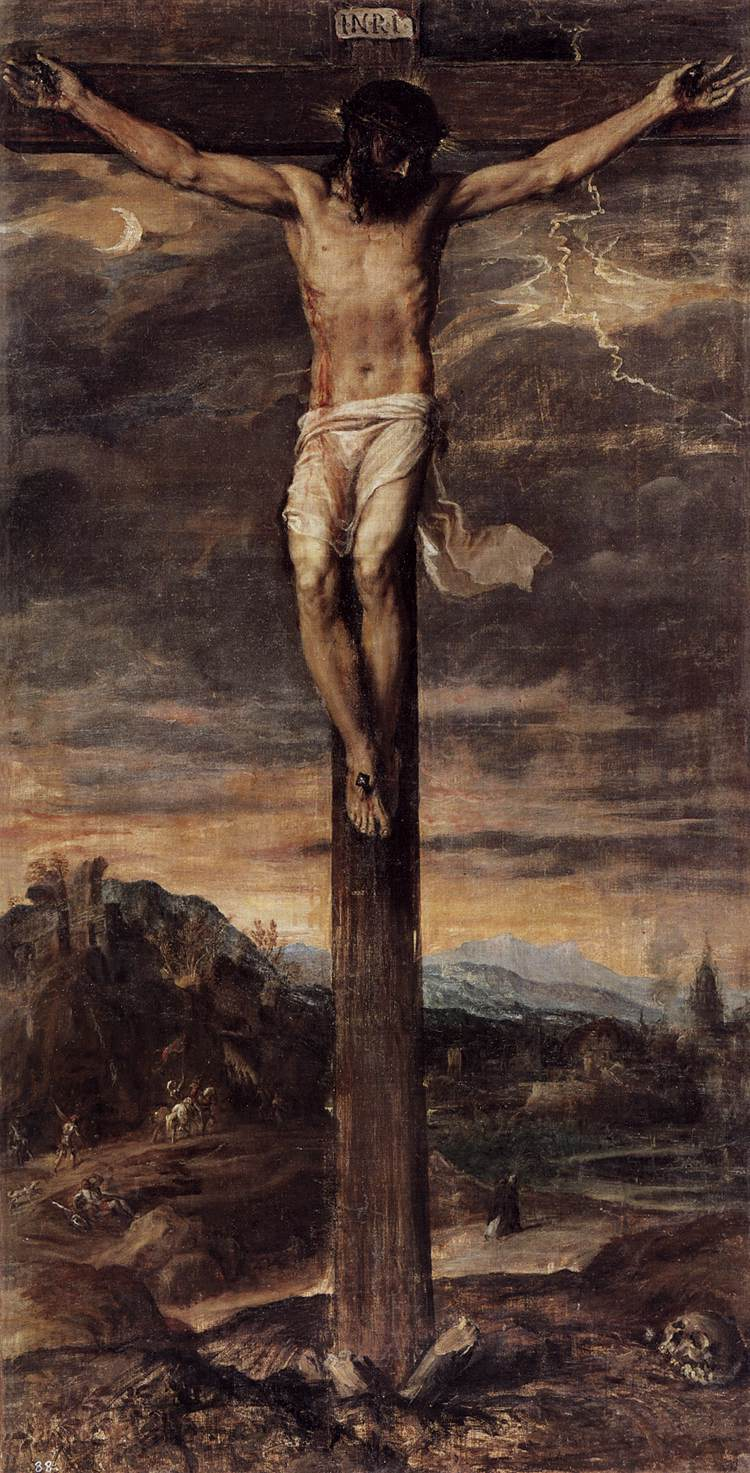
Tiziano.
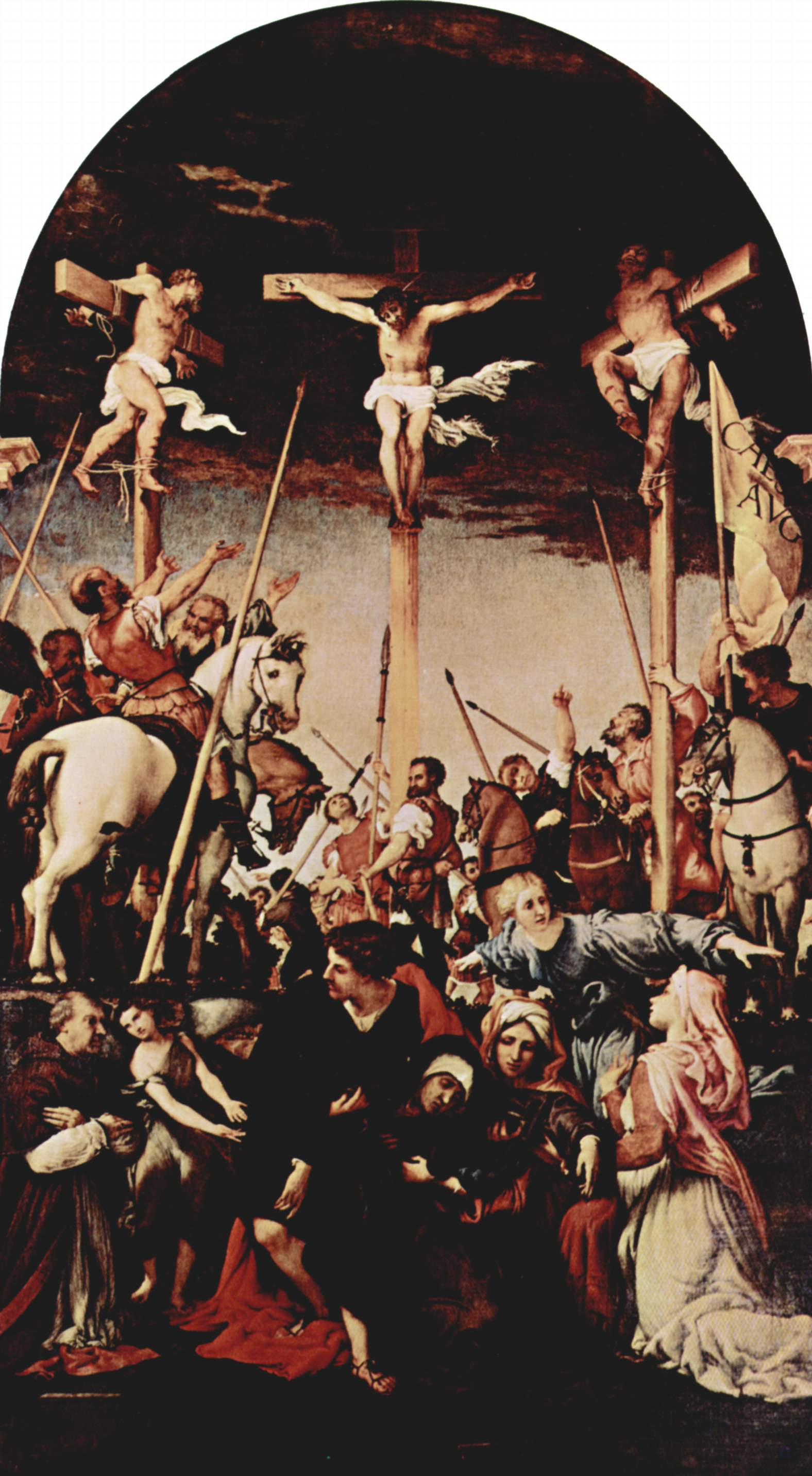
Lorenzo Lotto, Manierismo.
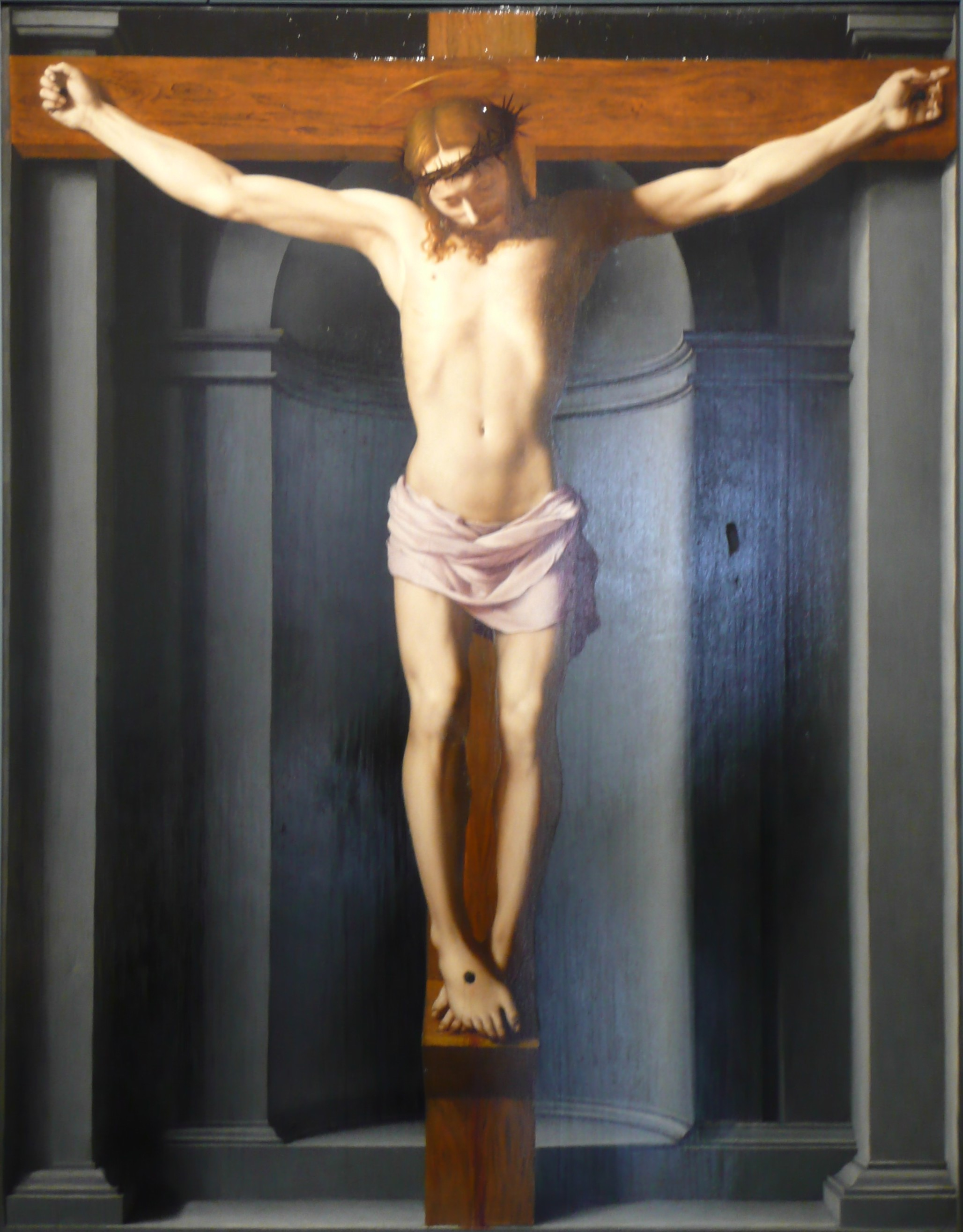
Bronzino, Manierismo.
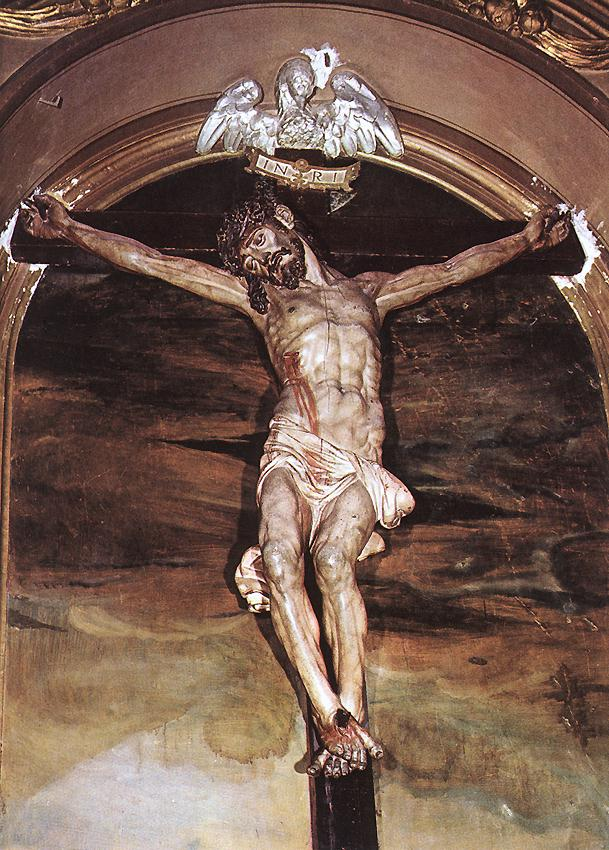
Juan de Juni, Renacimiento o Manierismo español.
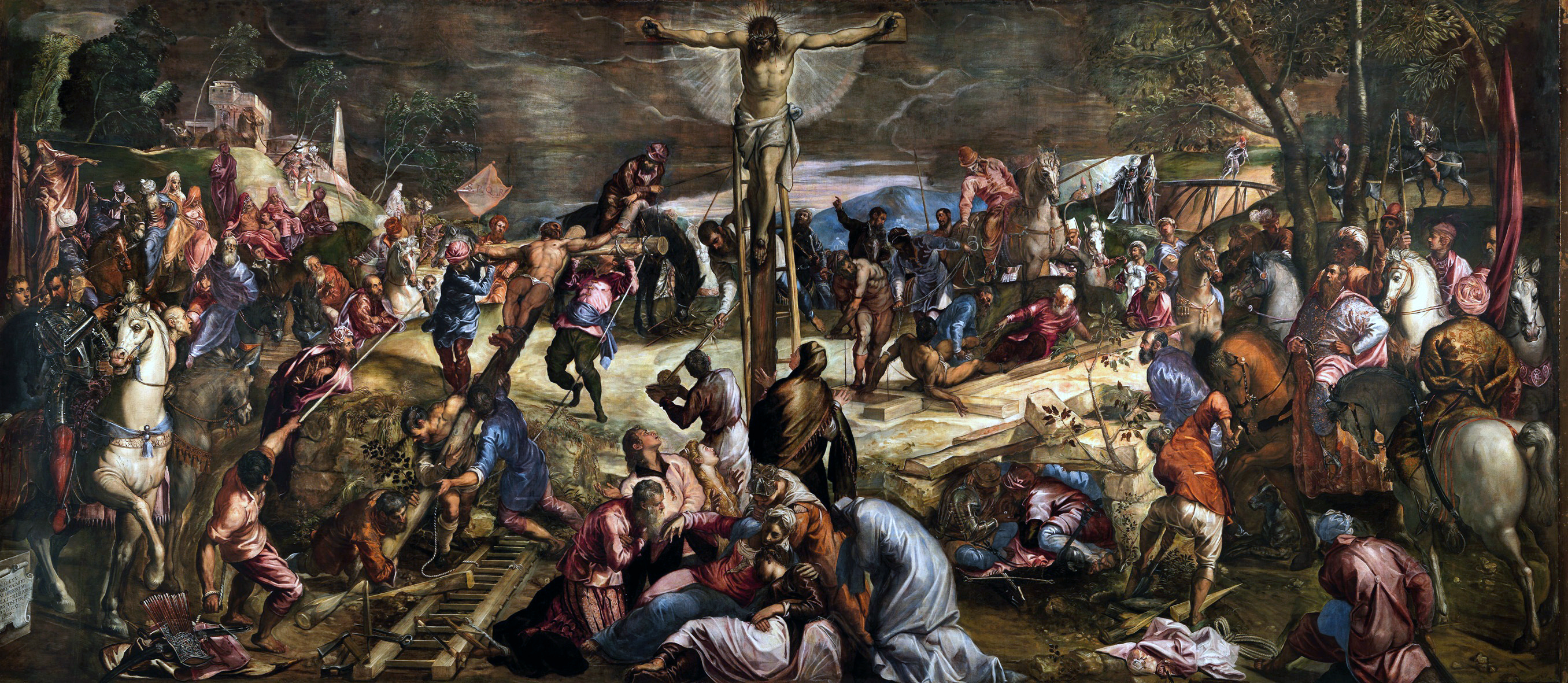
Tintoretto, Manierismo.
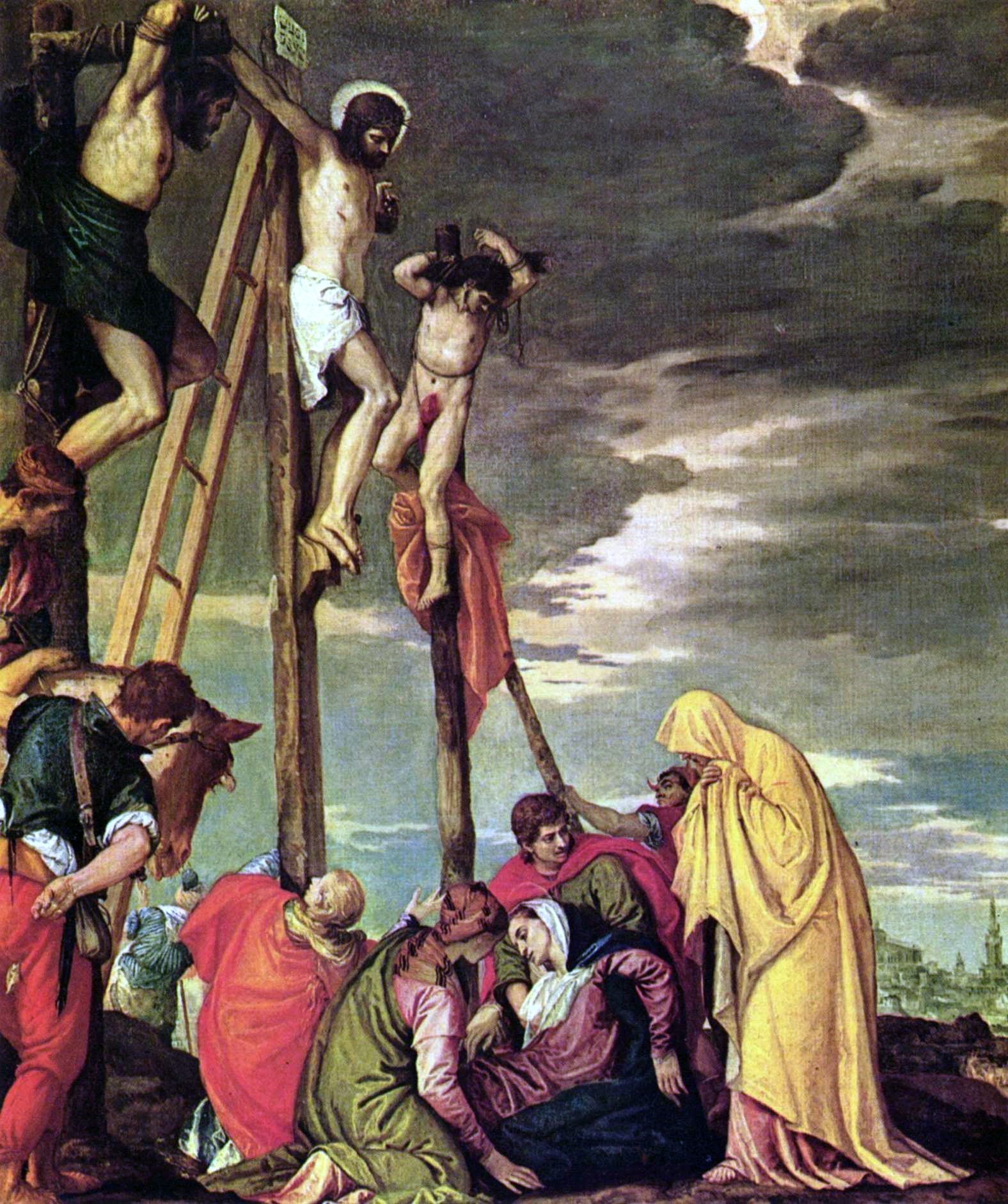
Veronés, Manierismo.
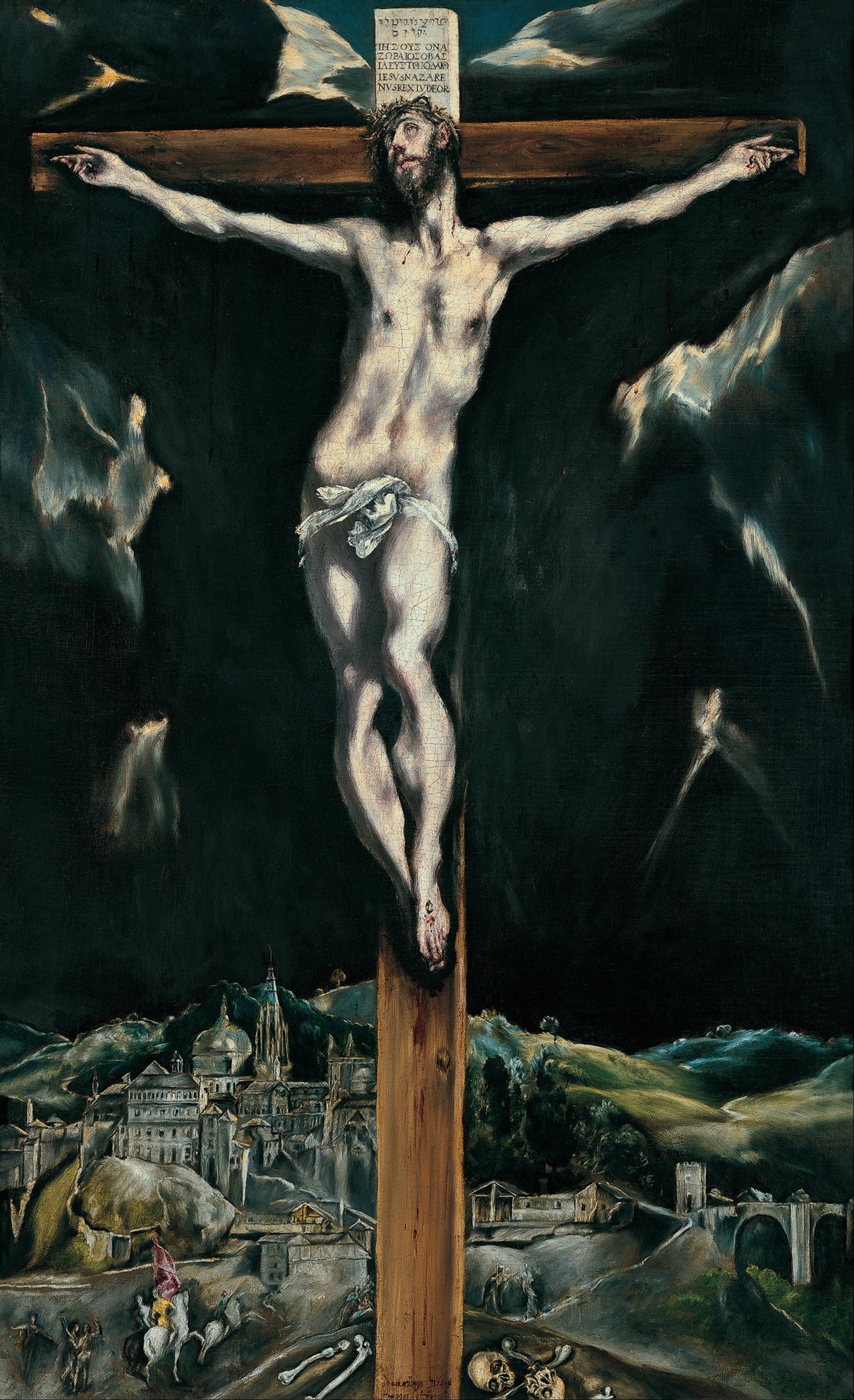
El Greco, Manierismo.
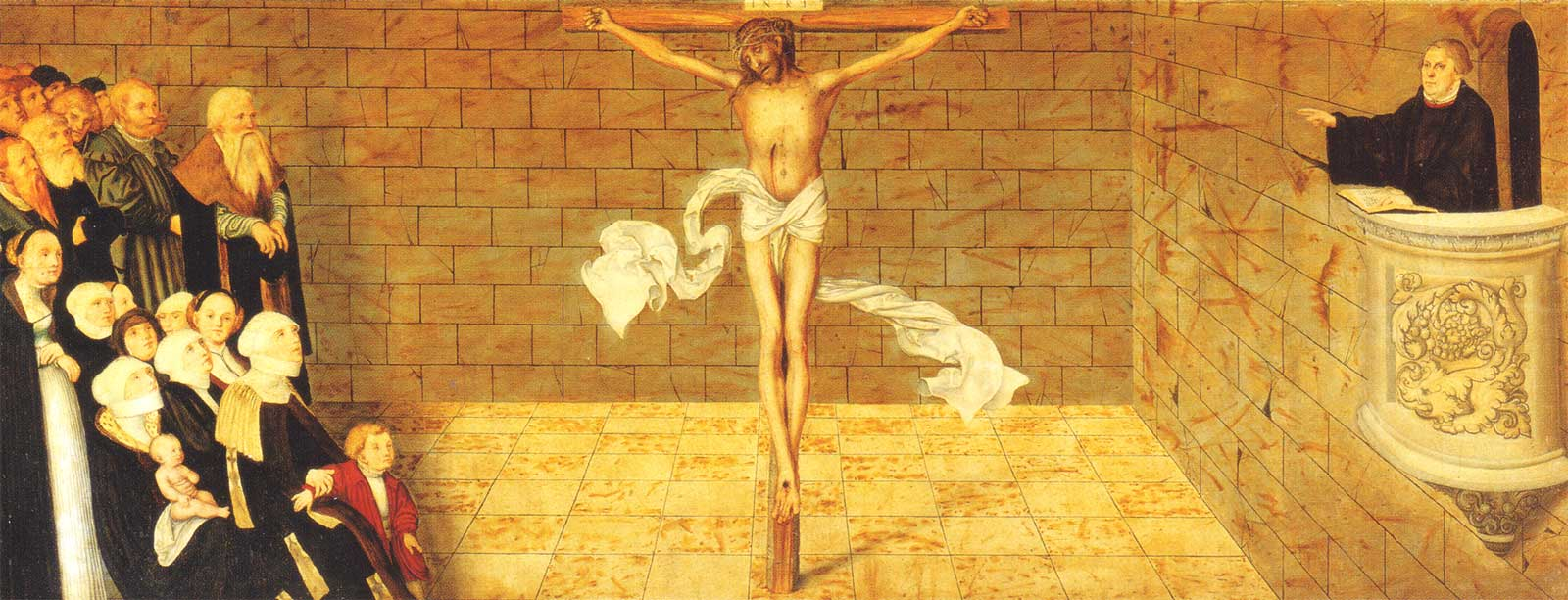
Lucas Cranach el Joven, Renacimiento o Manierismo alemán.

- Cristos del siglo XVI (de diversos lugares del mundo)

Cristos del (de diversos lugares del mundo)
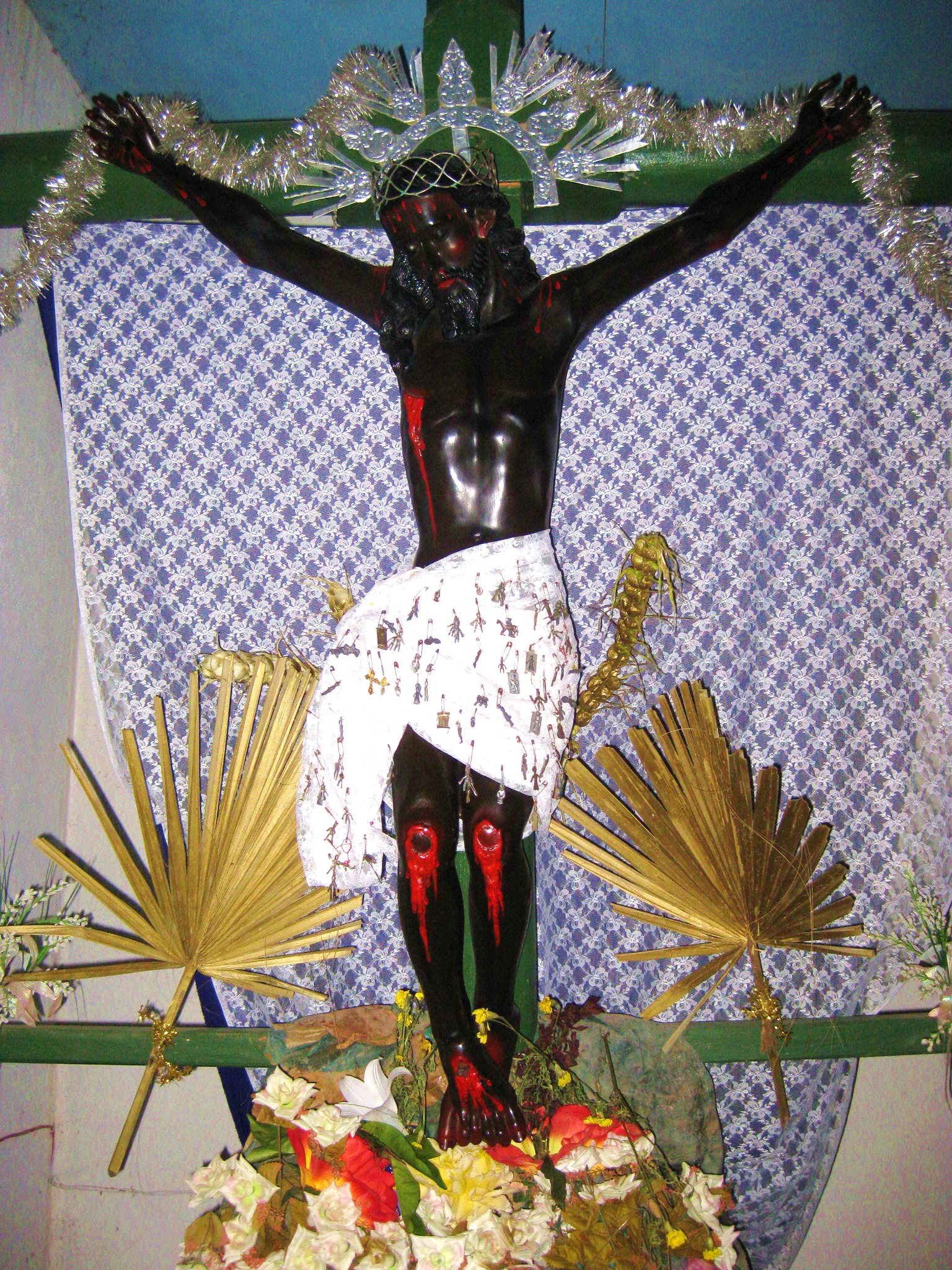
Cristo Negro de Esquipulas. América colonial.
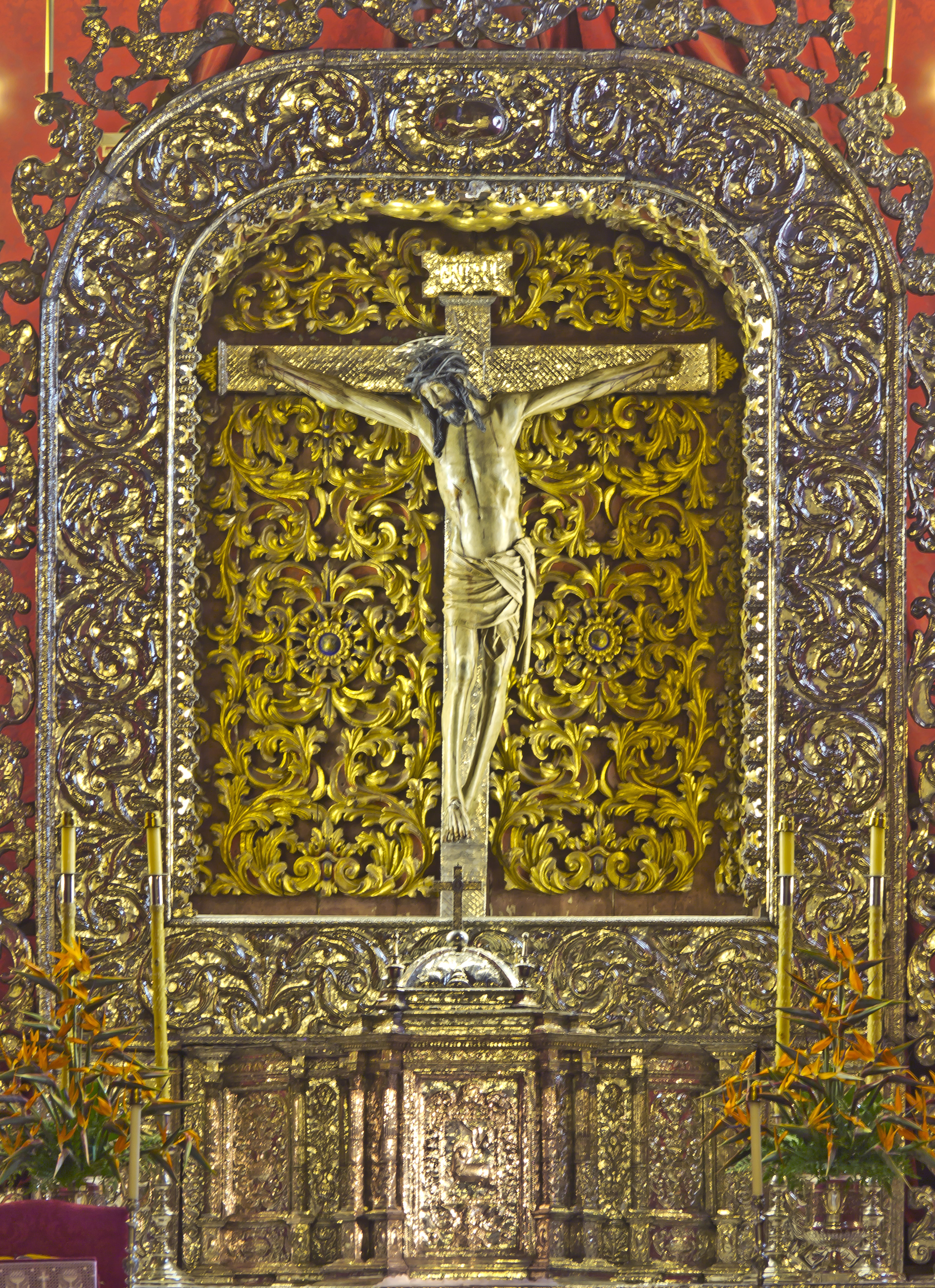
Cristo de La Laguna, origen flamenco-Brabanzón, 1510–14. San Cristóbal de La Laguna

### SigloXVIIy comienzos delXVIII
Tras el Renacimiento pleno, el Manierismo, el Barroco y el Clasicismo (posteriormente Neoclasicismo y Academicismo) continuaron la tradición iconográfica medieval, cuya representación se fue adaptando a las convenciones formales de cada uno de los estilos, con una oposición muy visible, al ser tendencias pendulares con un mayor o menor énfasis en el intelecto o en los sentidos.

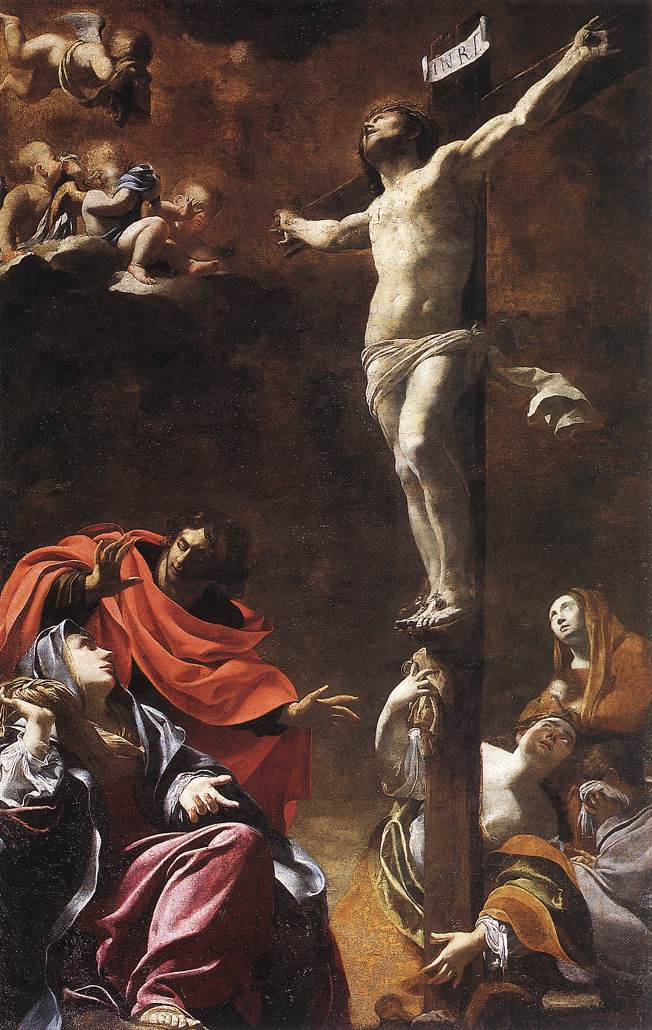
Simon Vouet, Barroco francés.
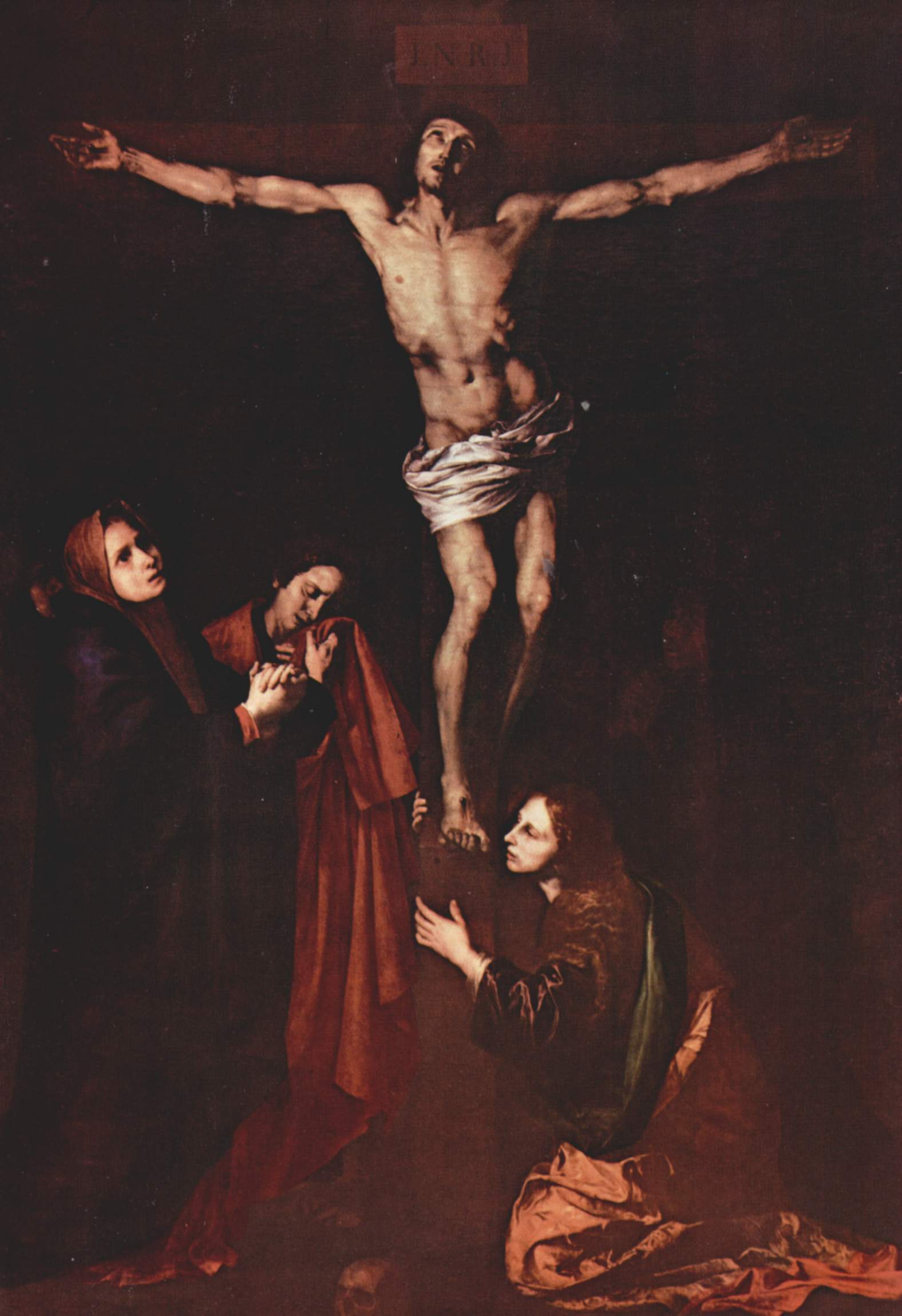
Ribera, Barroco hispano-italiano.
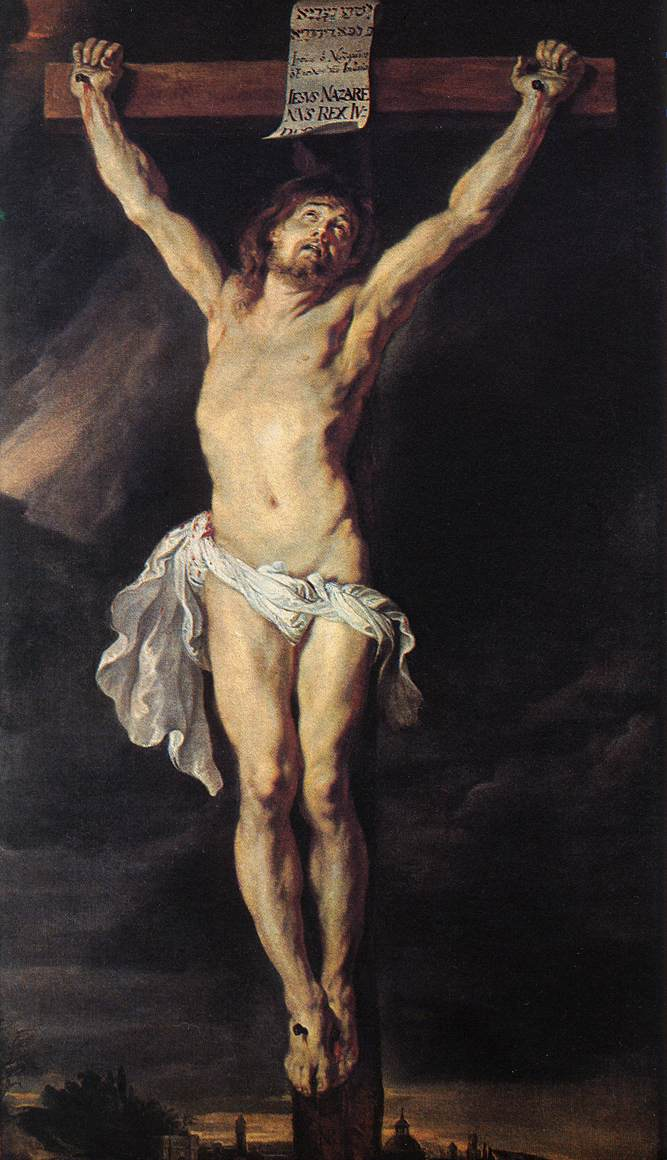
Rubens, Barroco flamenco.
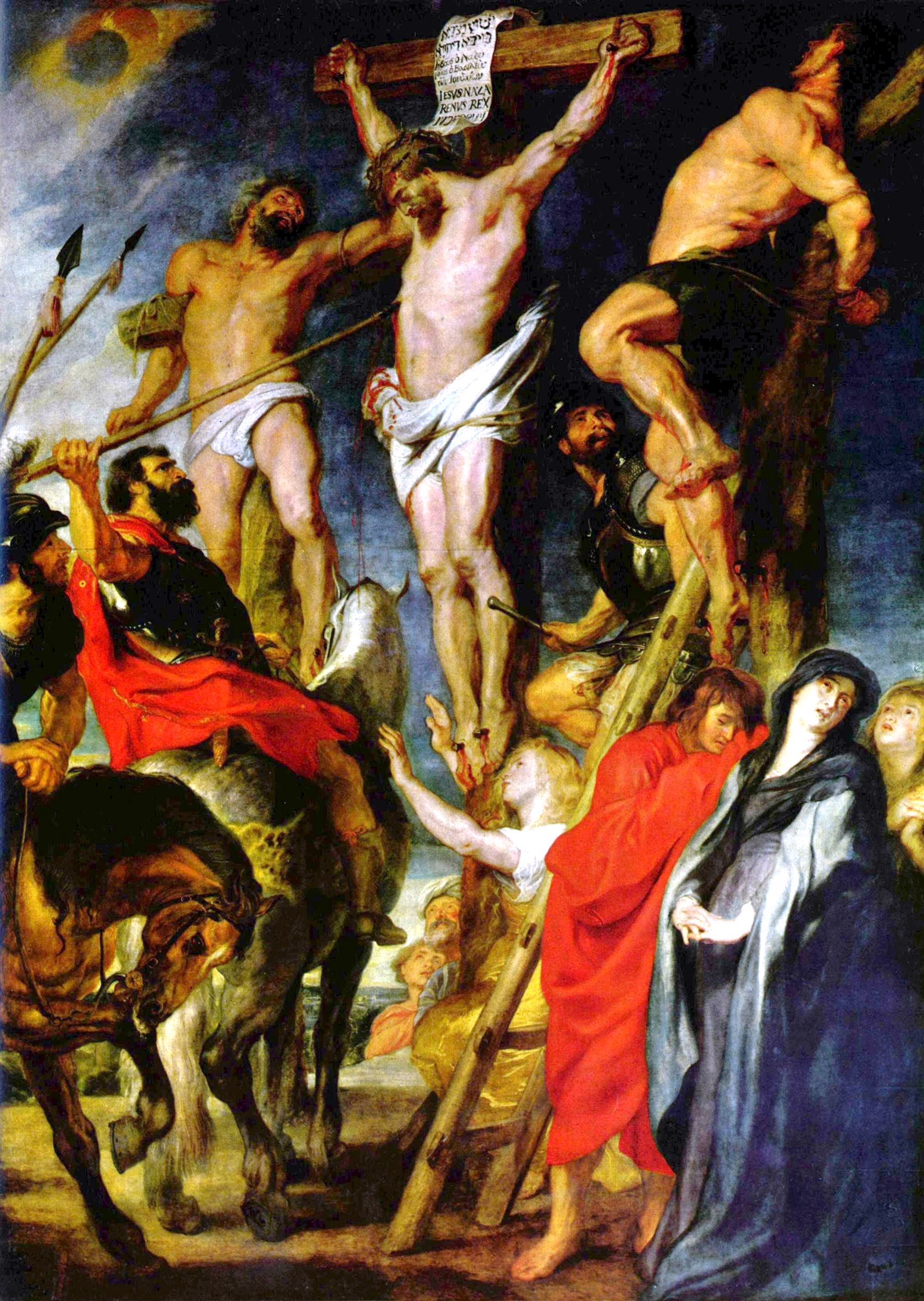
El Cristo de la lanzada, de Rubens.
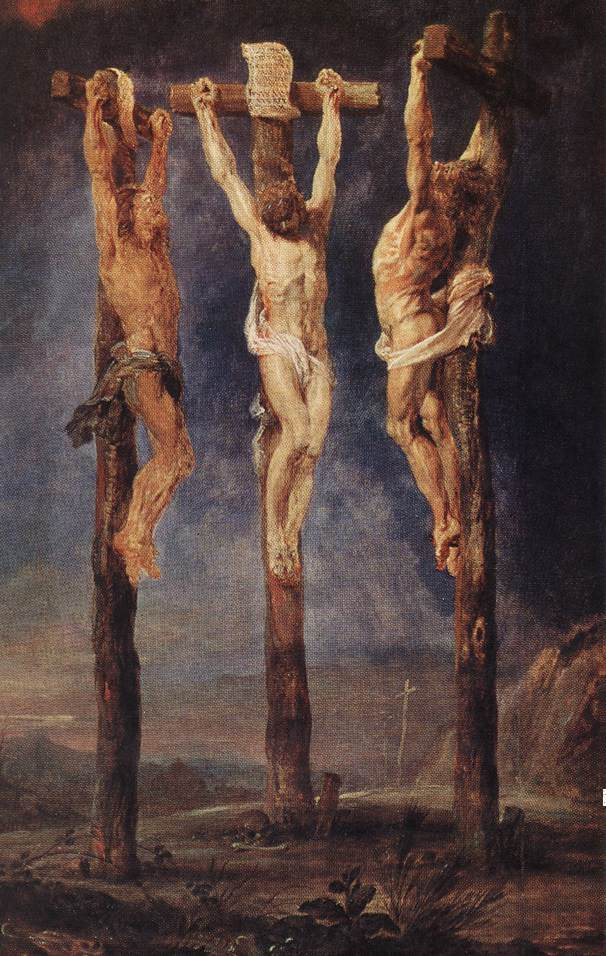
Las tres cruces, de Rubens.
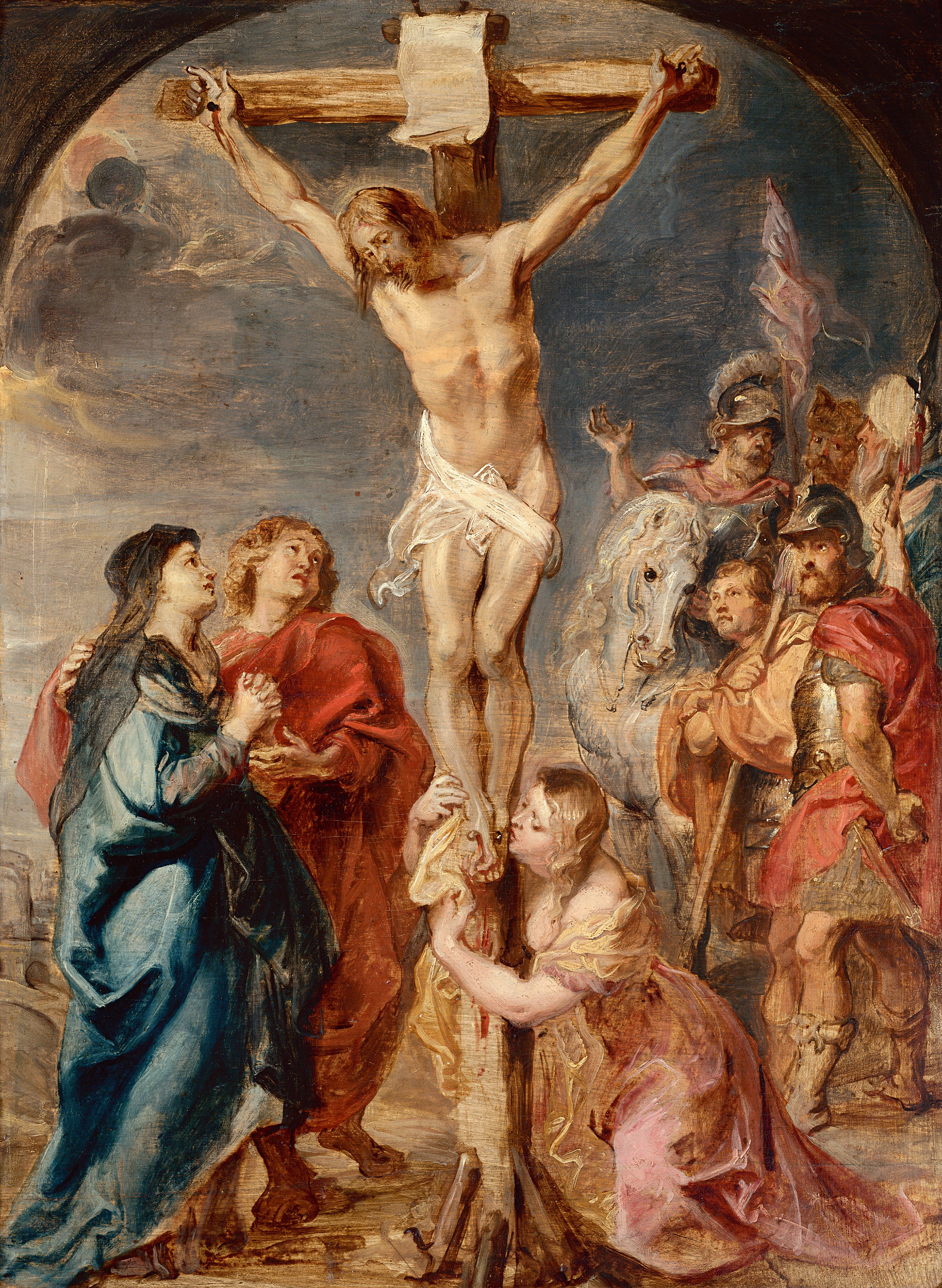
Rubens.
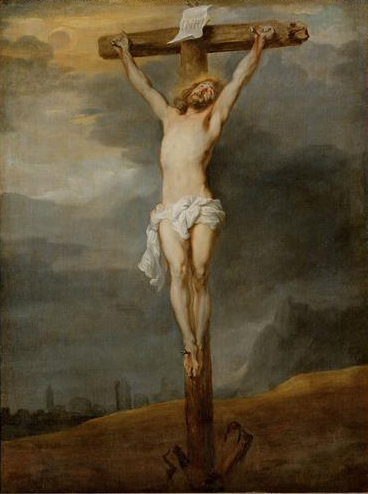
Van Dyck, Barroco flamenco.
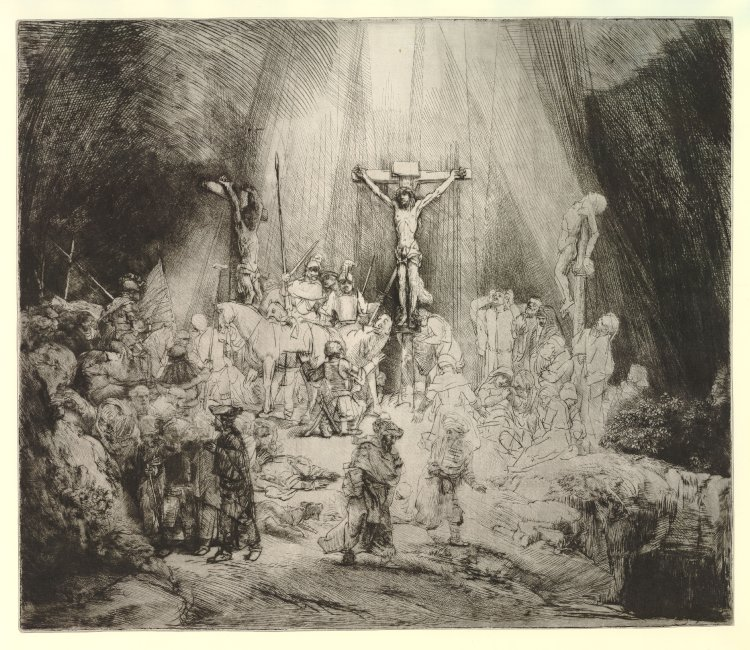
Rembrandt, Barroco holandés.
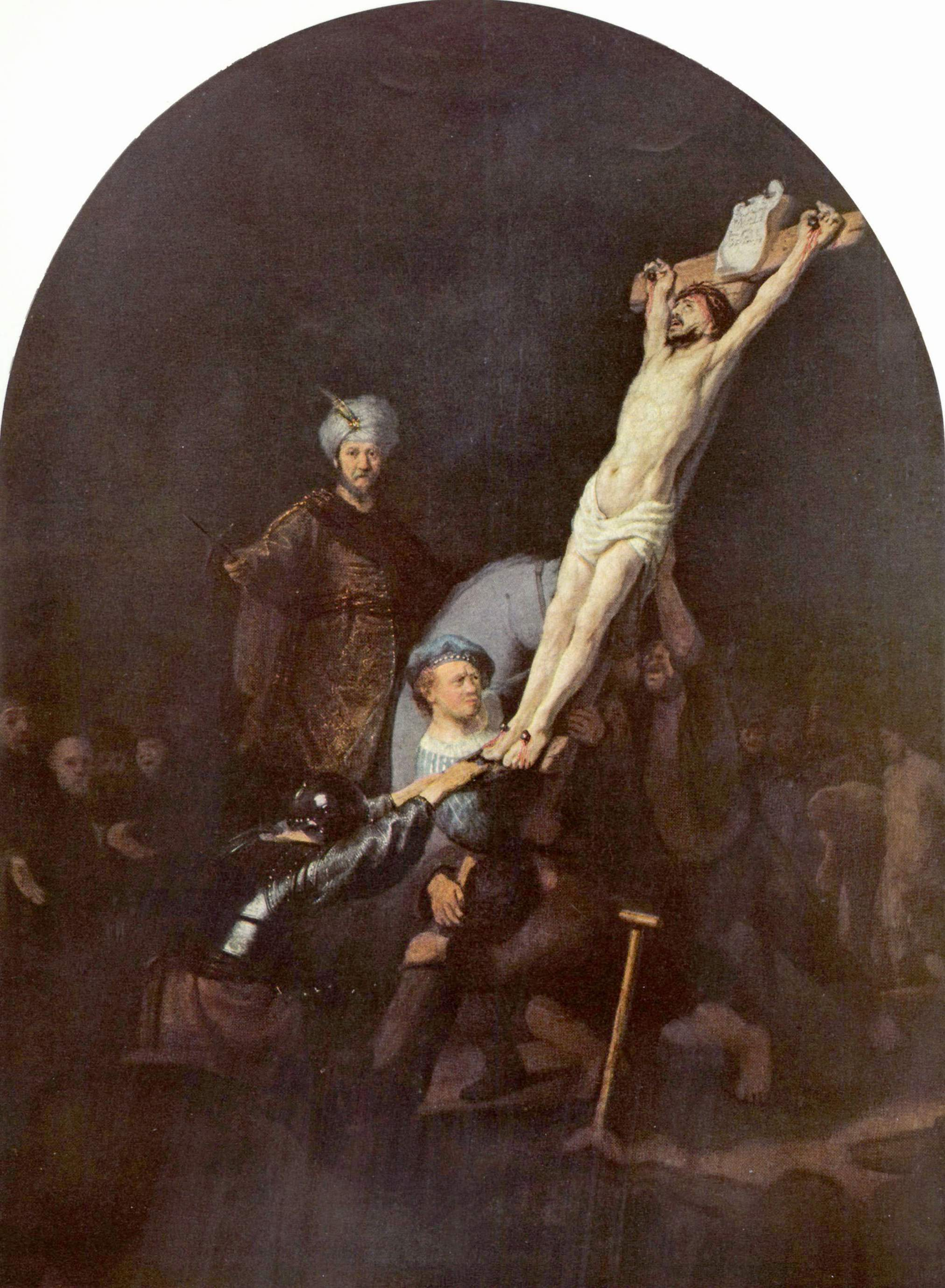
Rembrandt.
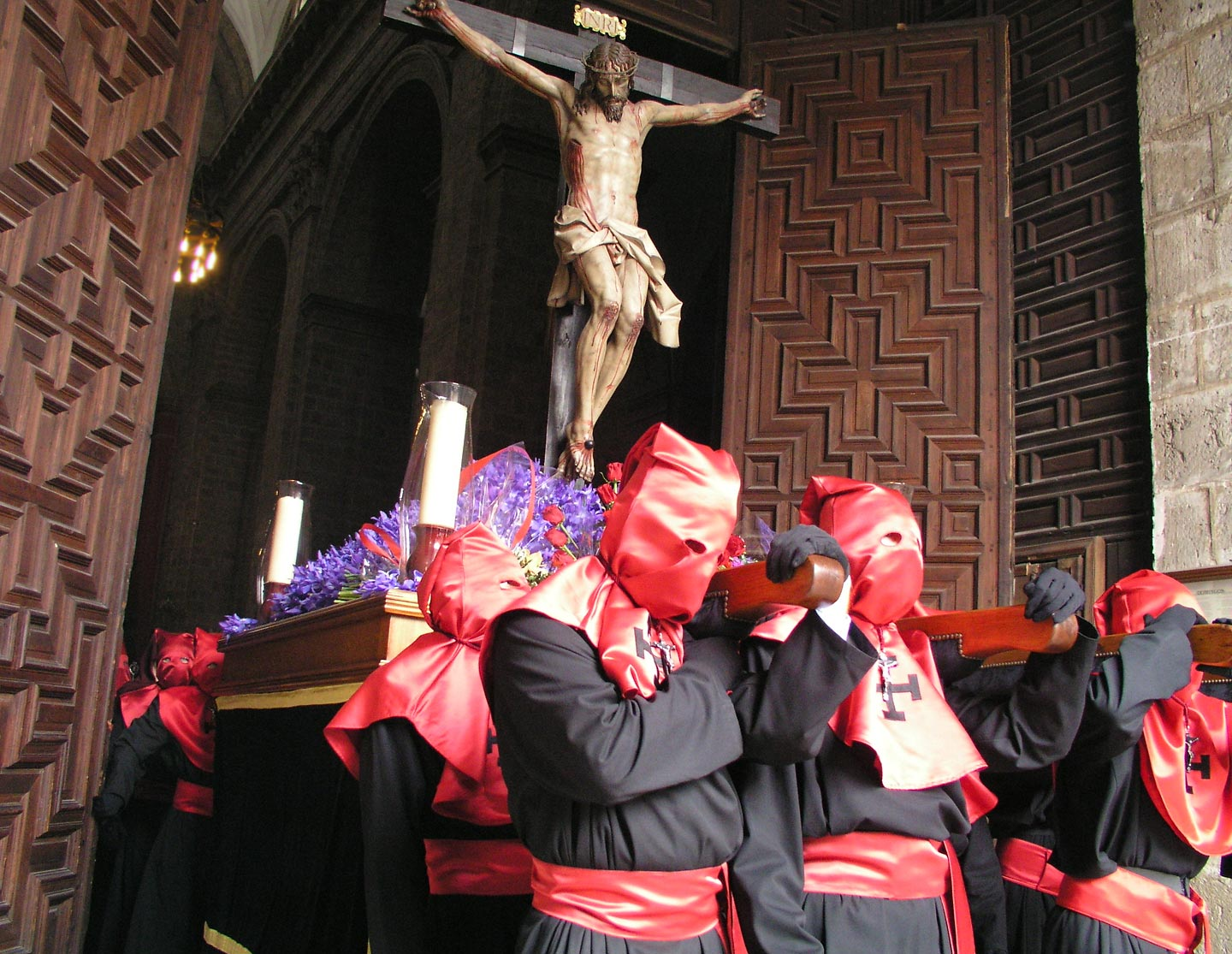
Gregorio Fernández, Barroco español.
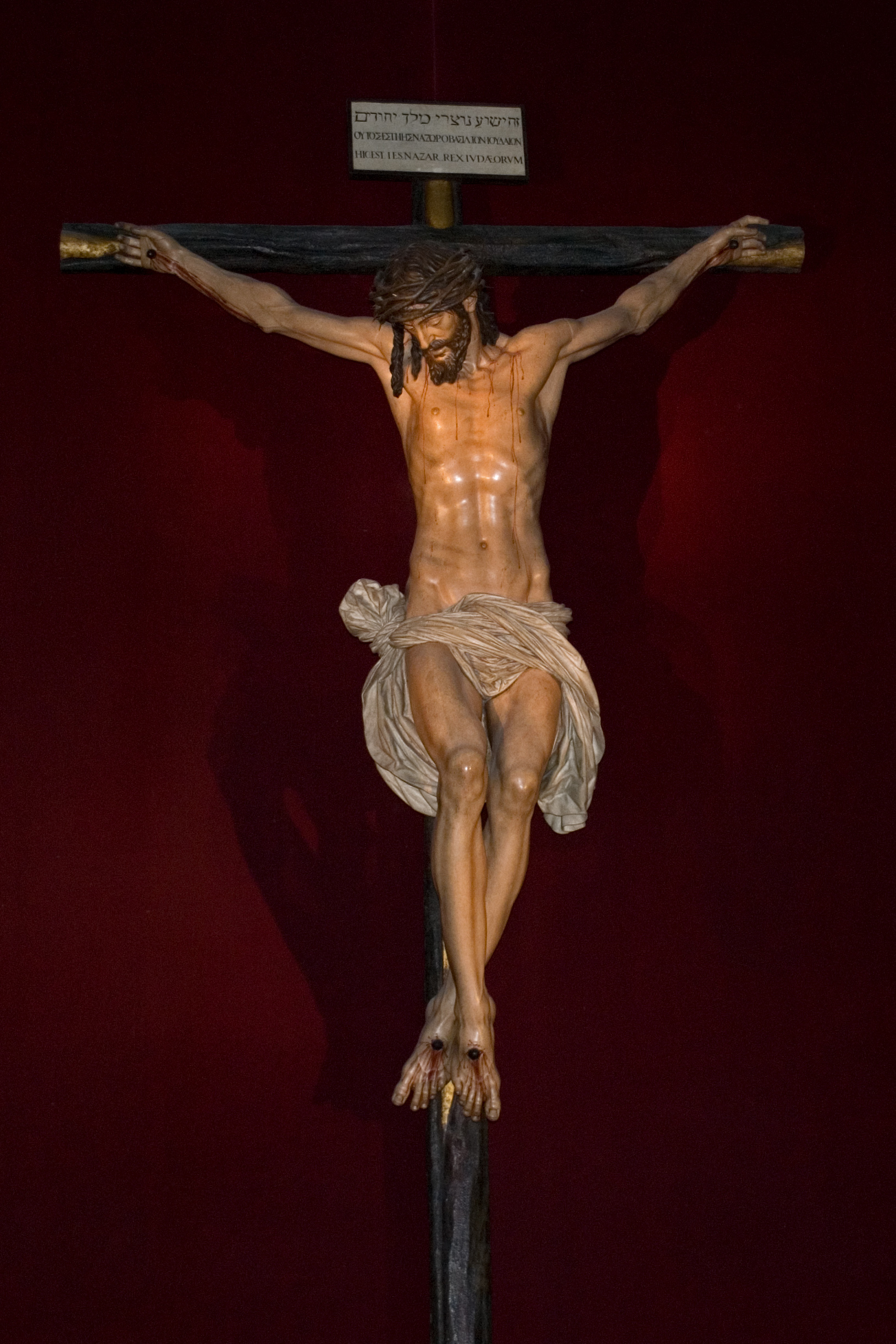
Martínez Montañés, Barroco español.
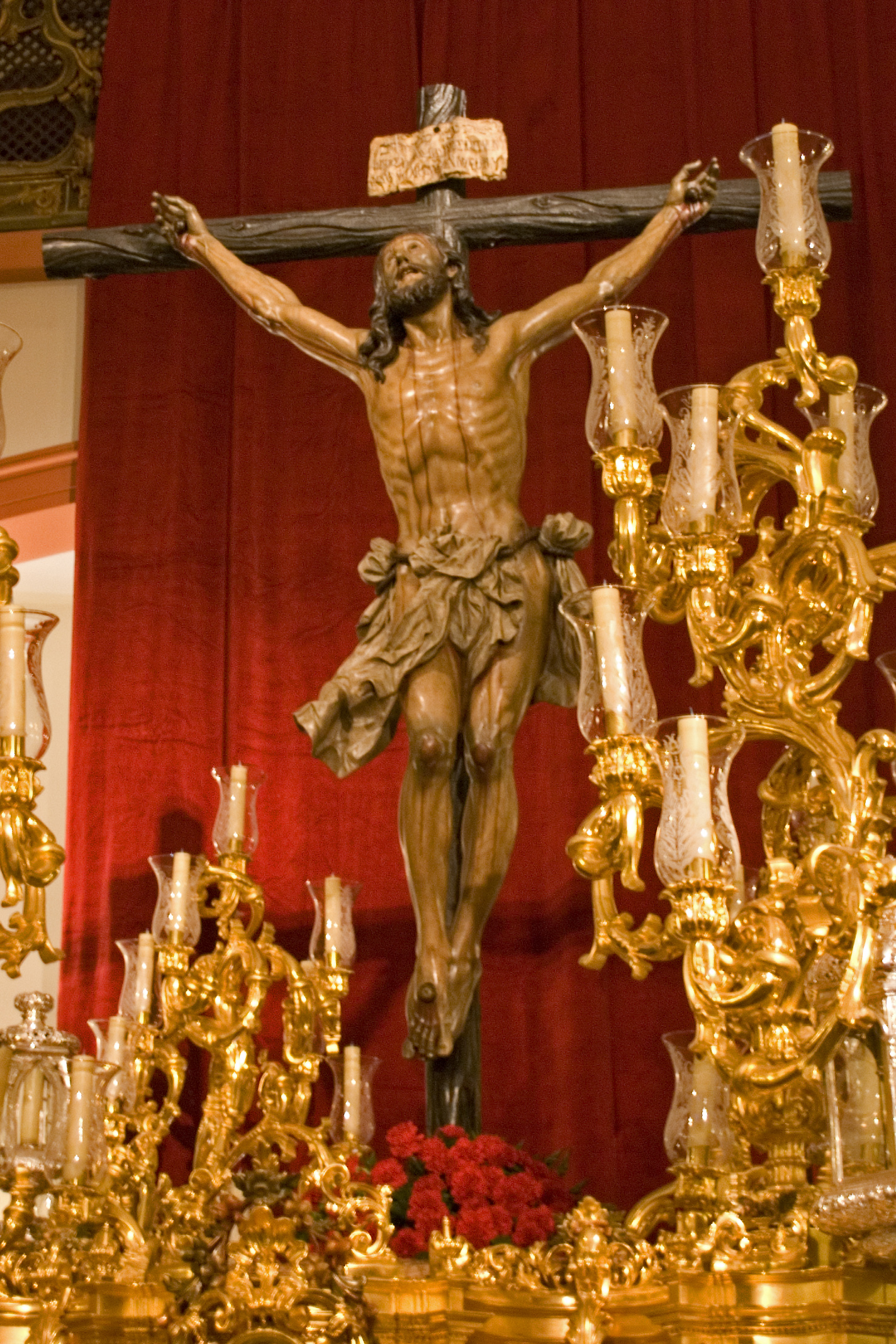
Cristo de la Expiración ("el Cachorro"), Francisco Antonio Ruiz Gijón, Barroco español.
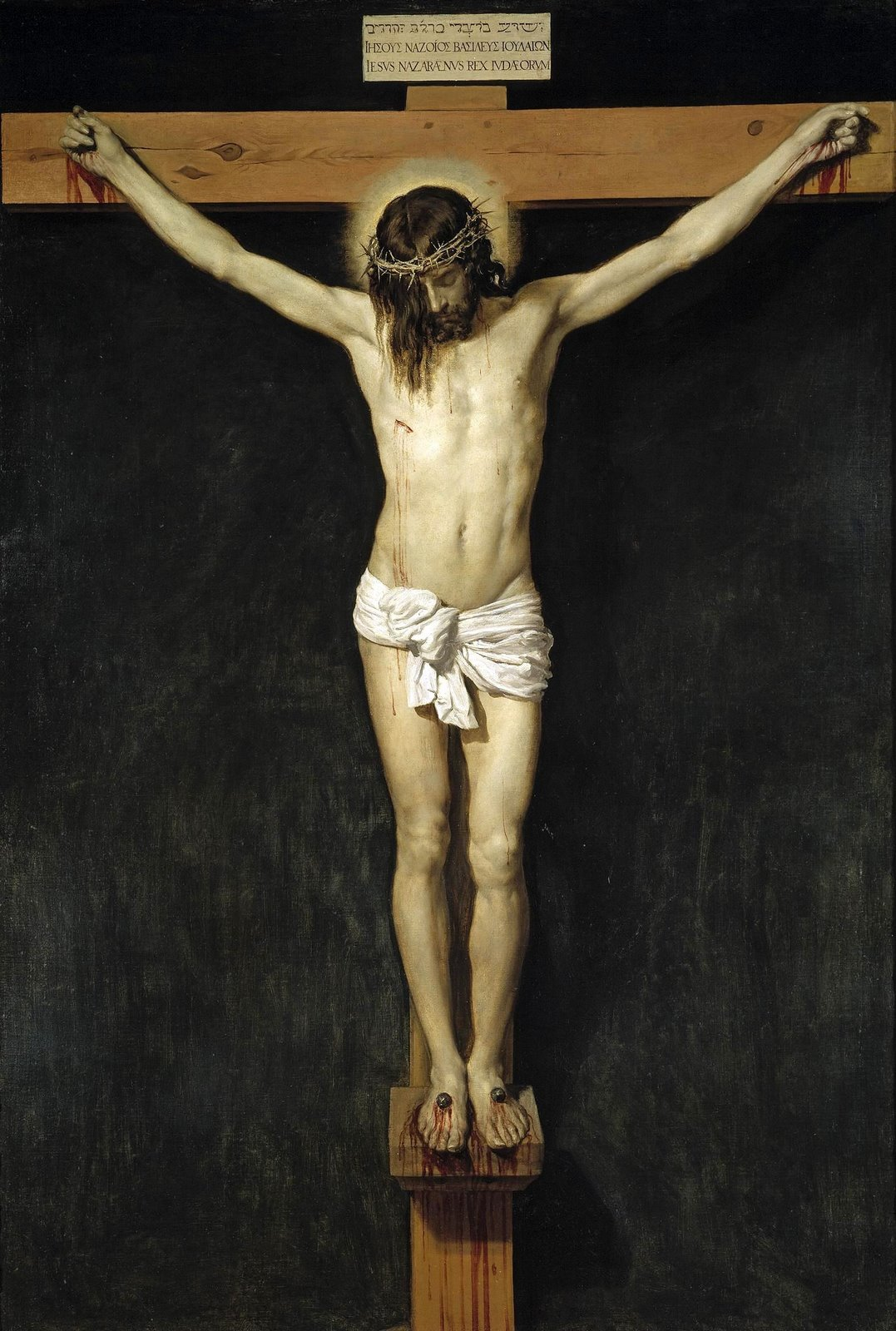
Cristo crucificado (Velázquez), Barroco español.
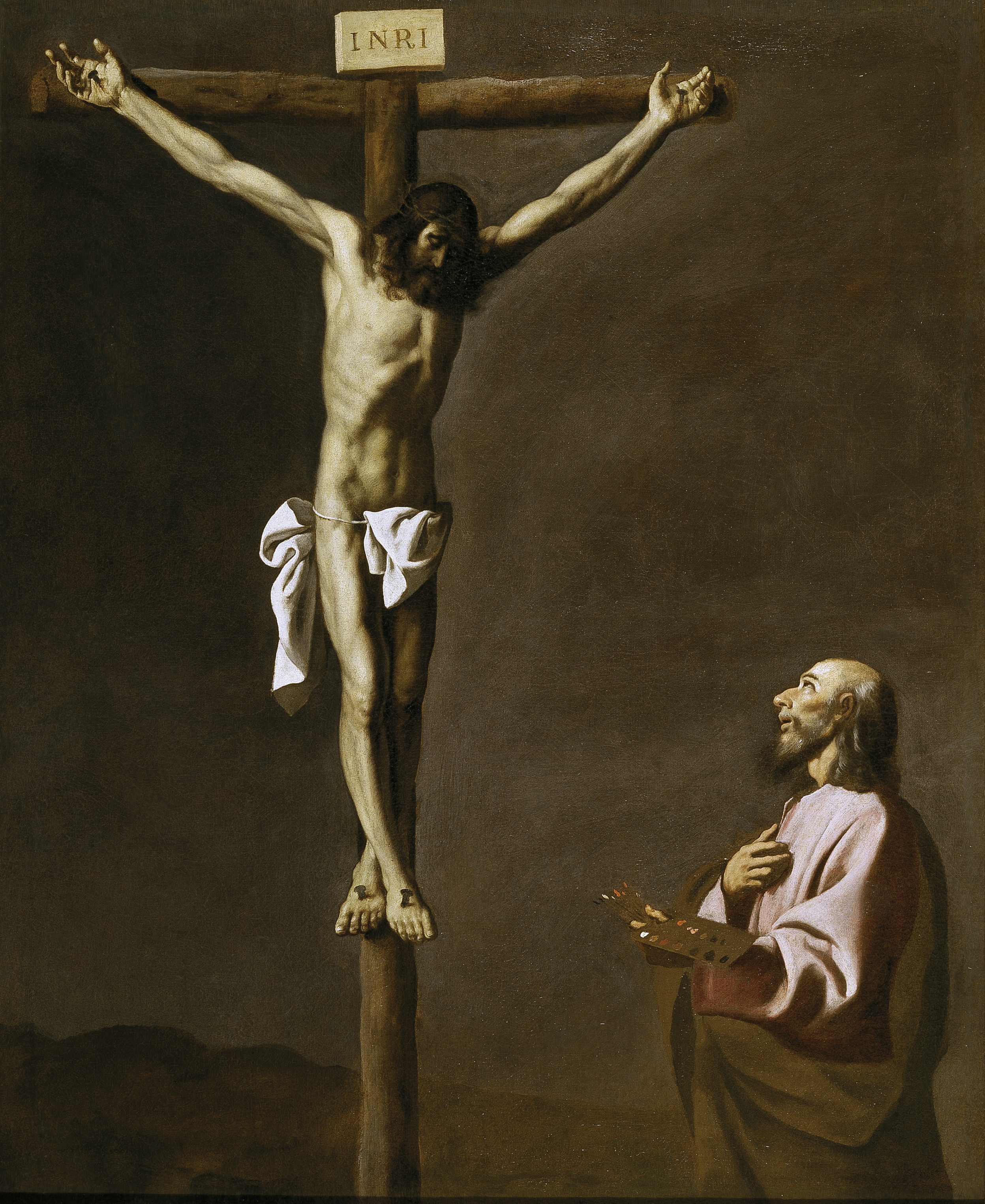
San Lucas como pintor, ante Cristo en la Cruz (Zurbarán), Barroco español.
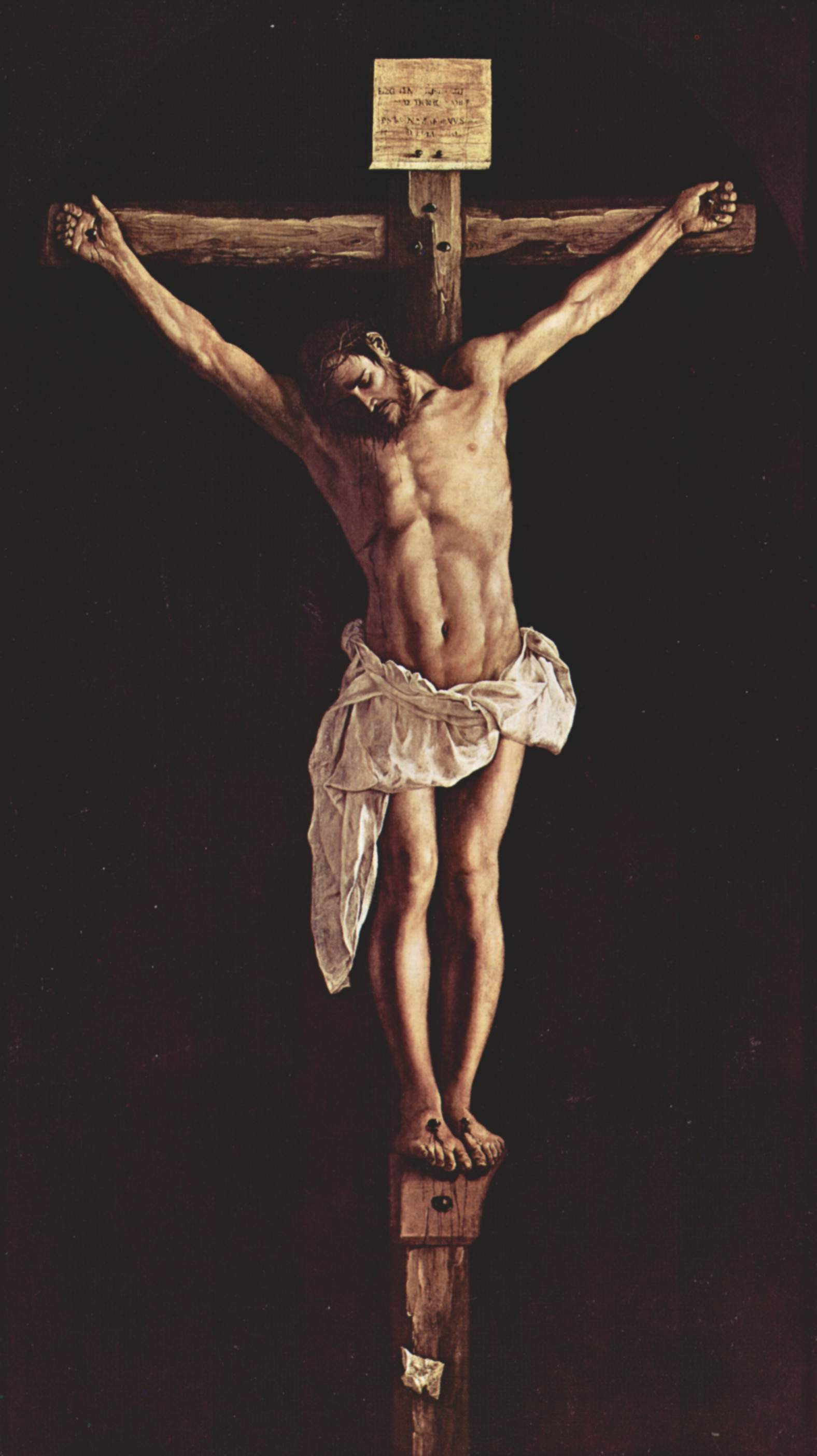
Cristo en la Cruz (Zurbarán).
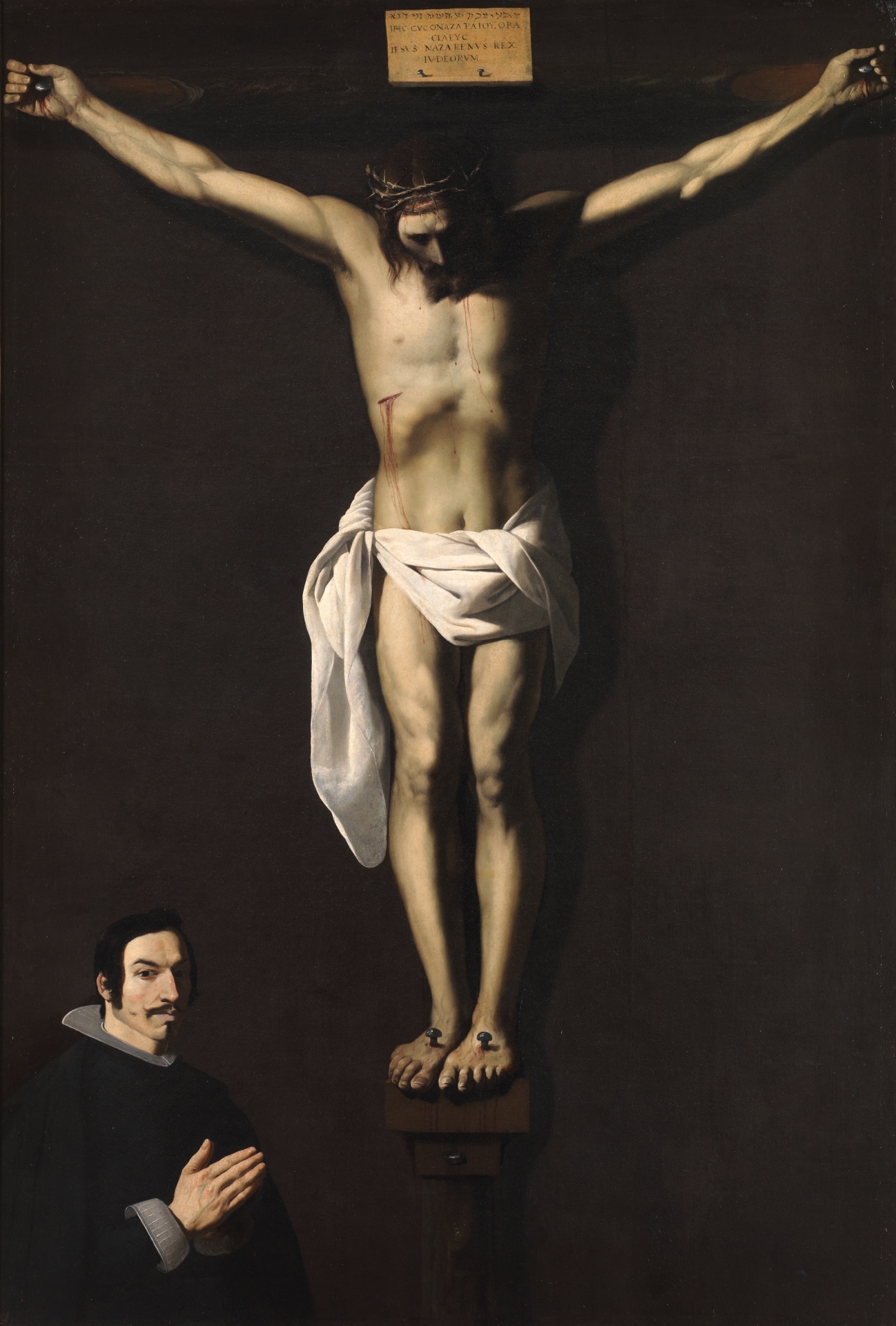
Cristo crucificado con donante, de Zurbarán.
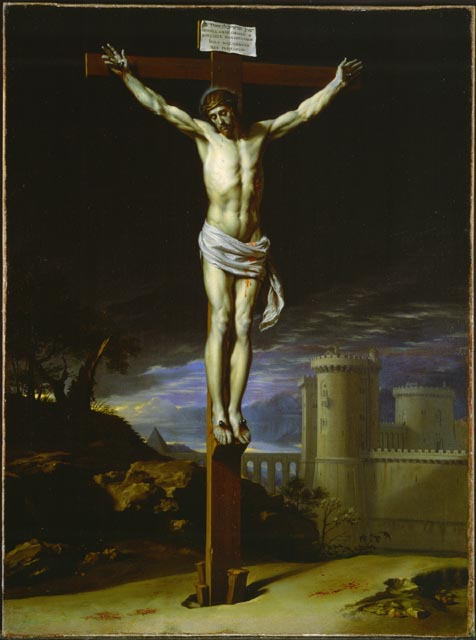
Philippe de Champaigne, Barroco francés.
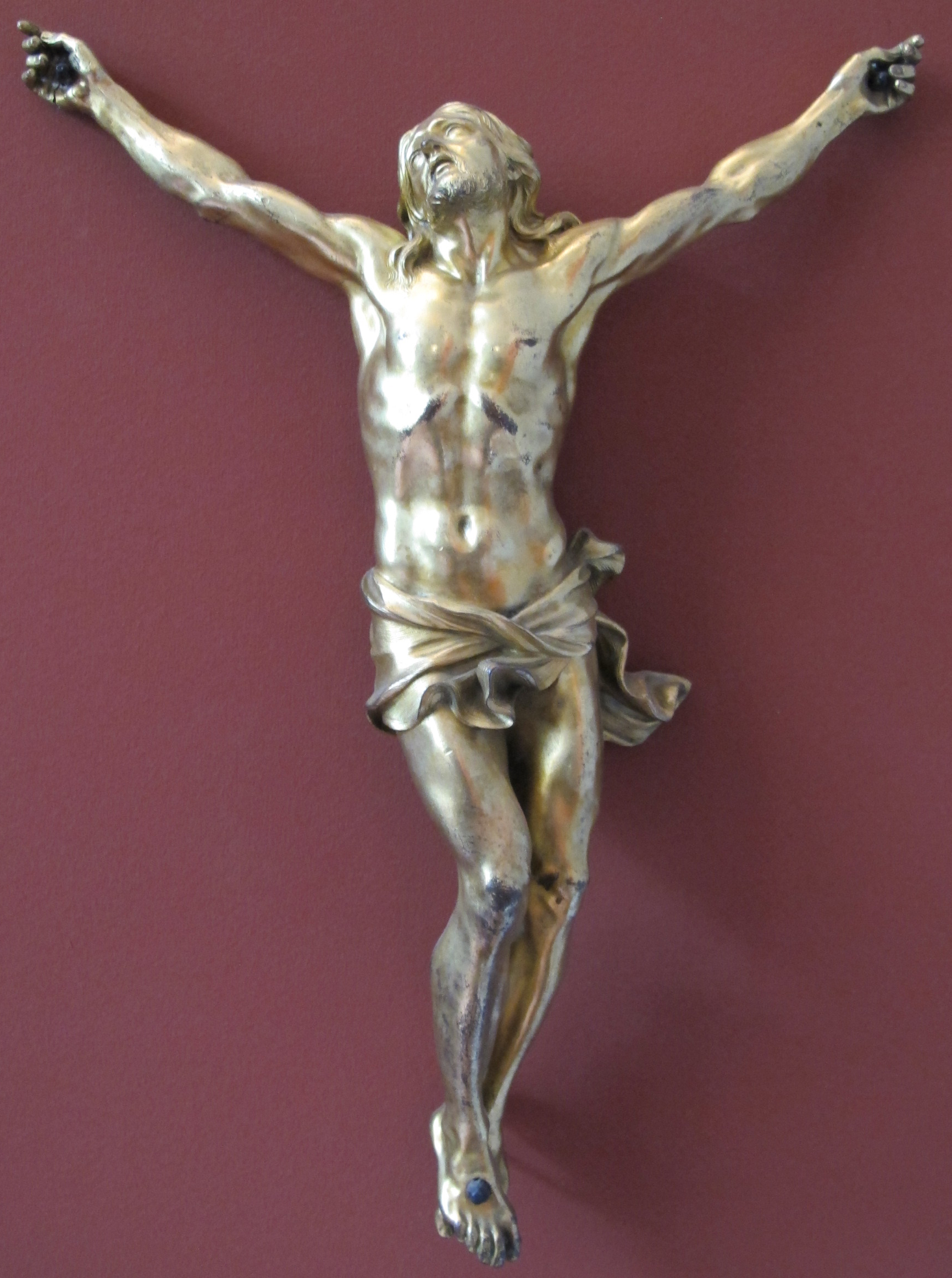
Gianlorenzo Bernini, Barroco italiano.
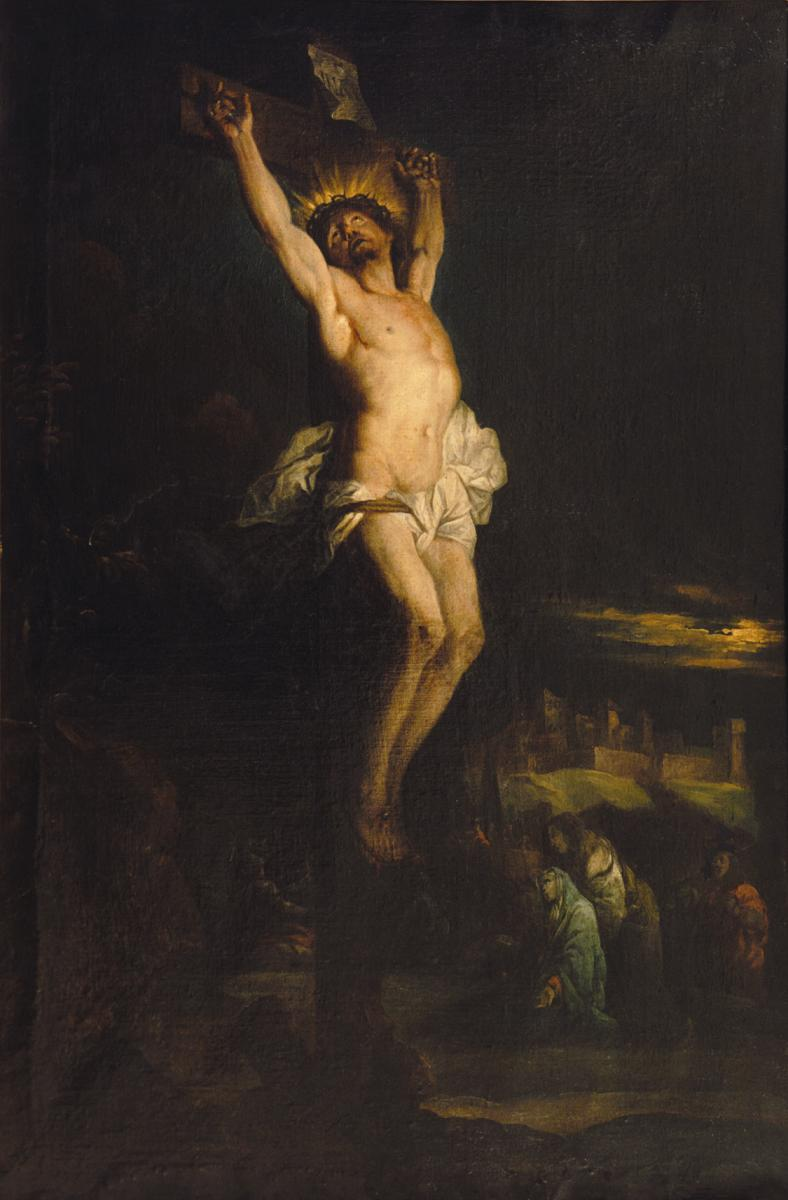
Hyacinthe Rigaud, Barroco francés.
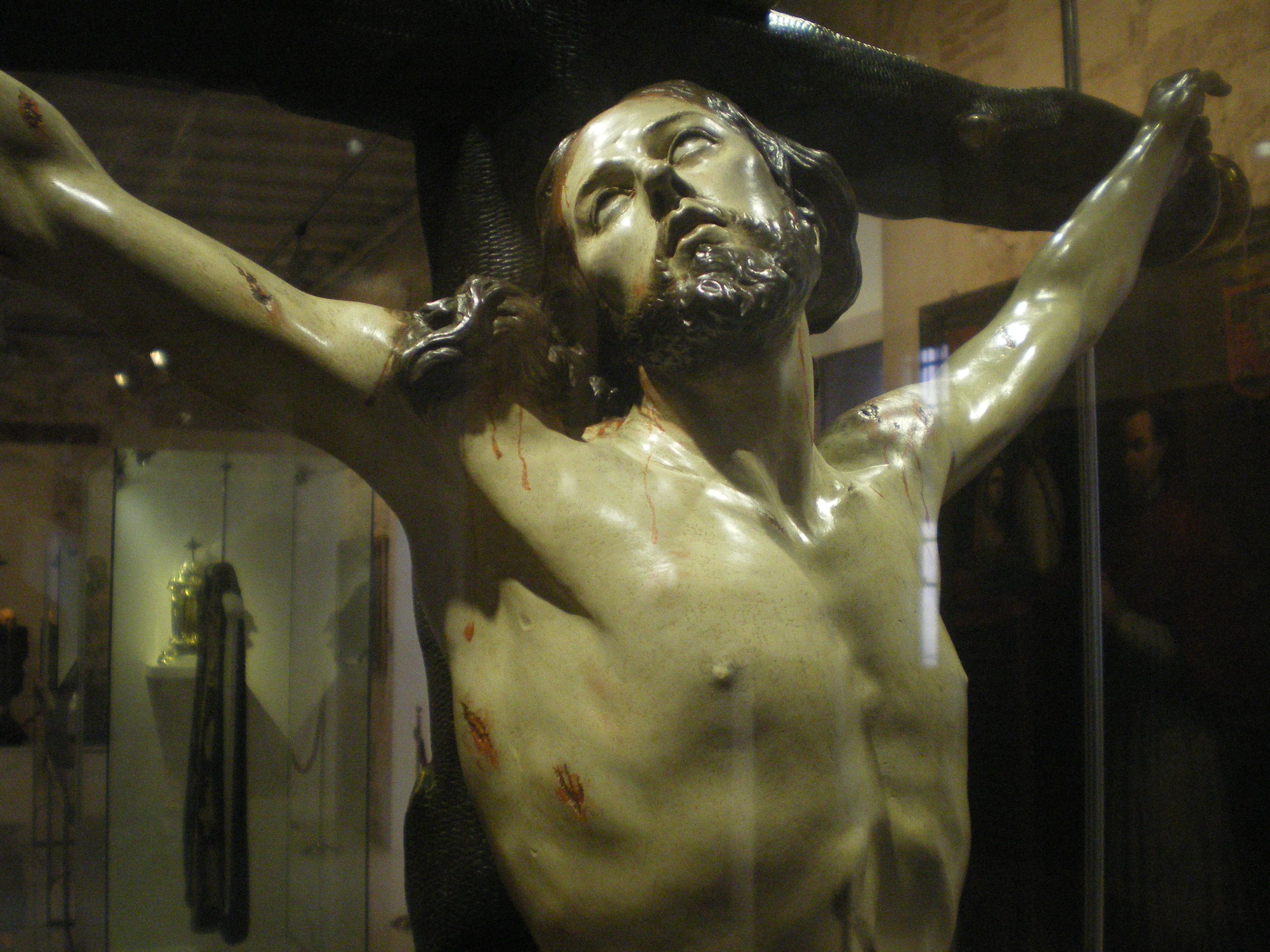
Salzillo, Barroco español.
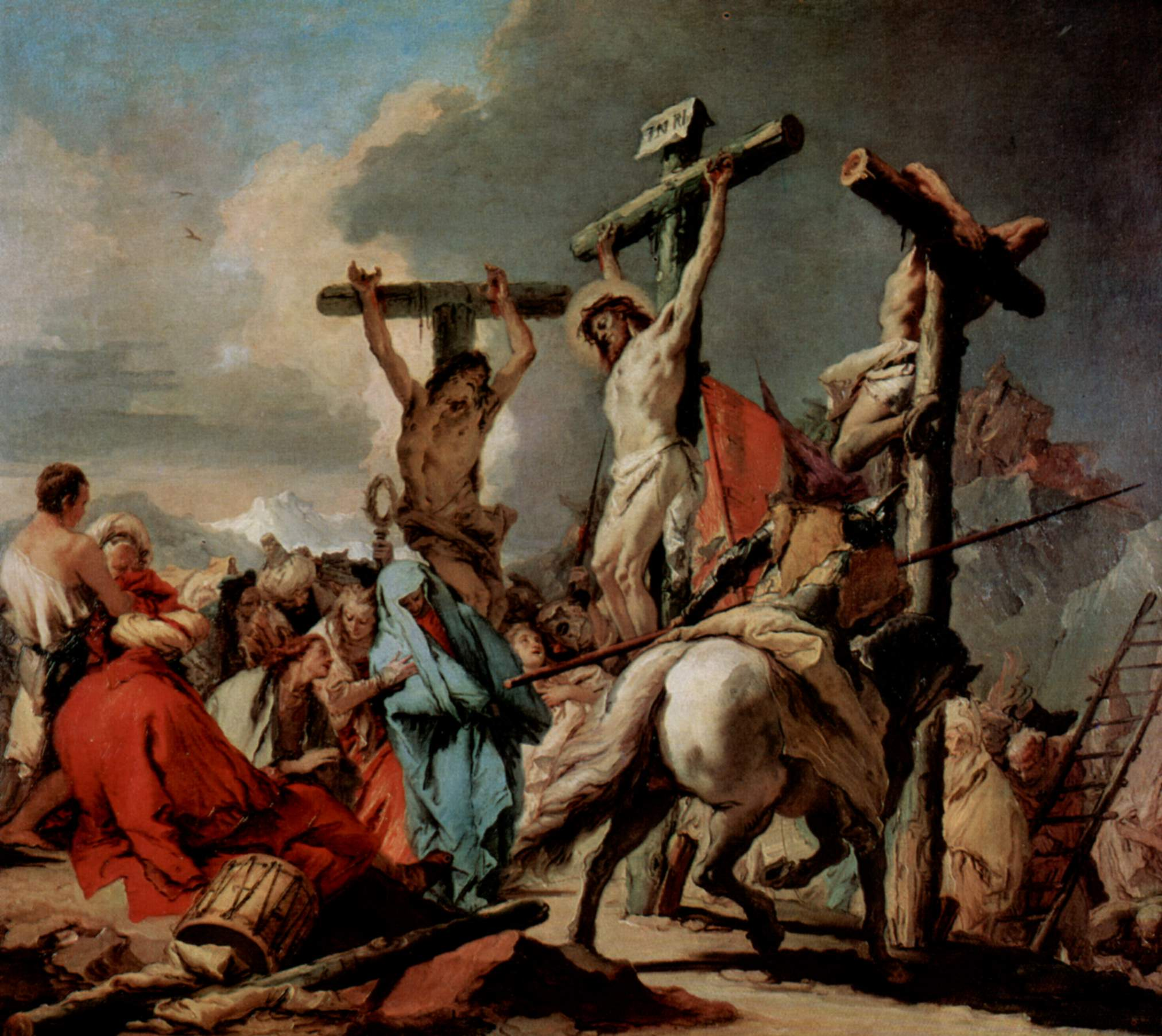
Giovanni Battista Tiepolo, Barroco italiano.

### Arte de la Edad Contemporánea
En el arte de la Edad Contemporánea, las representaciones religiosas dejaron de ser tan dominantes como lo habían sido en el Antiguo Régimen; aunque continuó habiendo numerosos encargos, tanto institucionales como particulares, de arte religioso para los que se ajustaban perfectamente las convenciones académicas fijadas desde el Neoclasicismo. No obstante, a partir del siglo XIX son destacables las reformulaciones del concepto de Cristo en la cruz que realizan con criterios muy personales diversos artistas: en el Romanticismo, Caspar David Friedrich (Altar de Tetscher -donde el nuevo concepto de belleza sublime de la naturaleza se convierte en protagonista-), en el Prerrafaelismo, William Holman Hunt (La sombra de la muerte -una escena premonitoria en la carpintería-), o el Postimpresionismo, Paul Gauguin (Cristo amarillo).

Cristos de finales del siglo XVIII
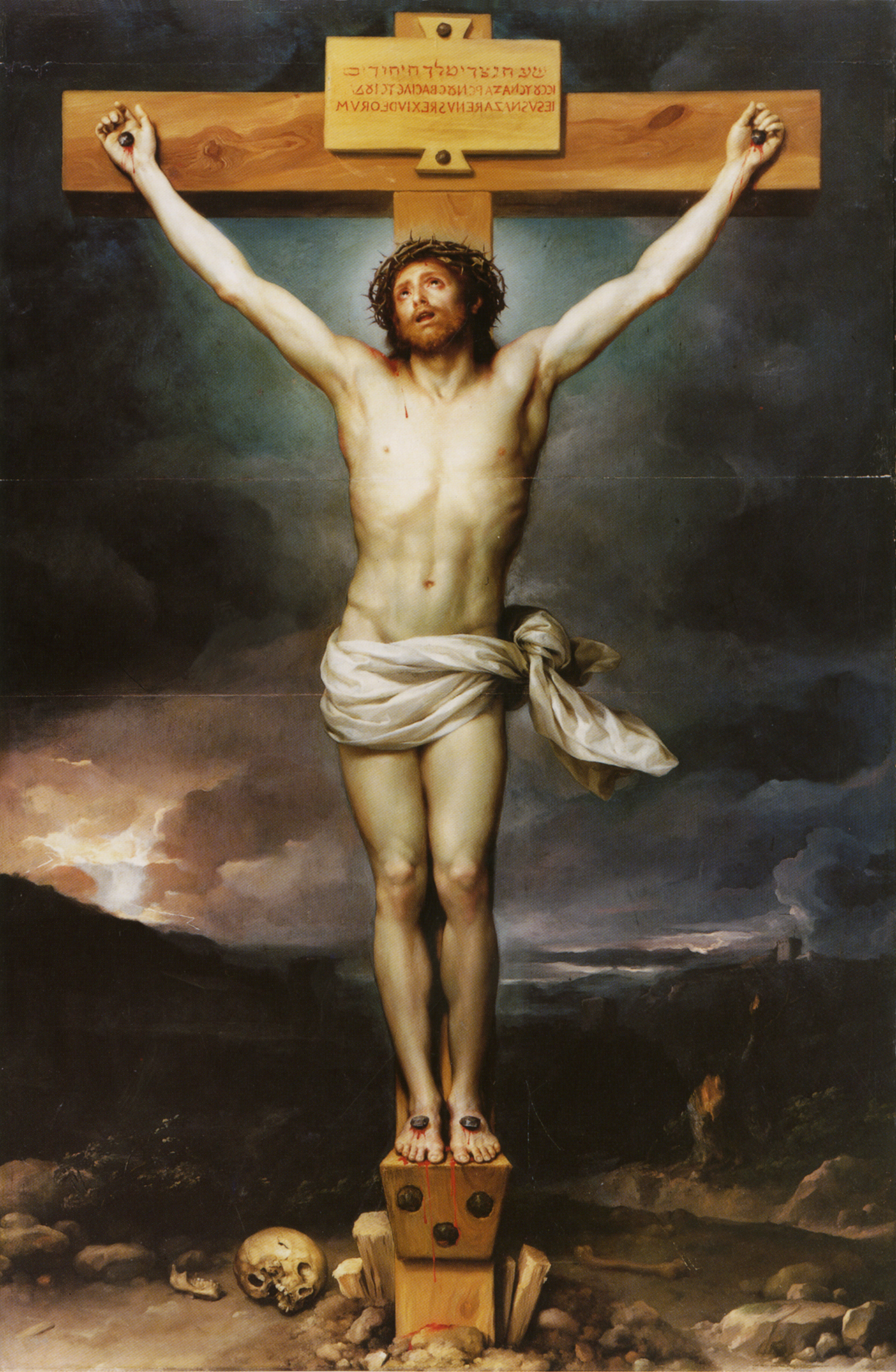
Anton Raphael Mengs, Neoclasicismo.
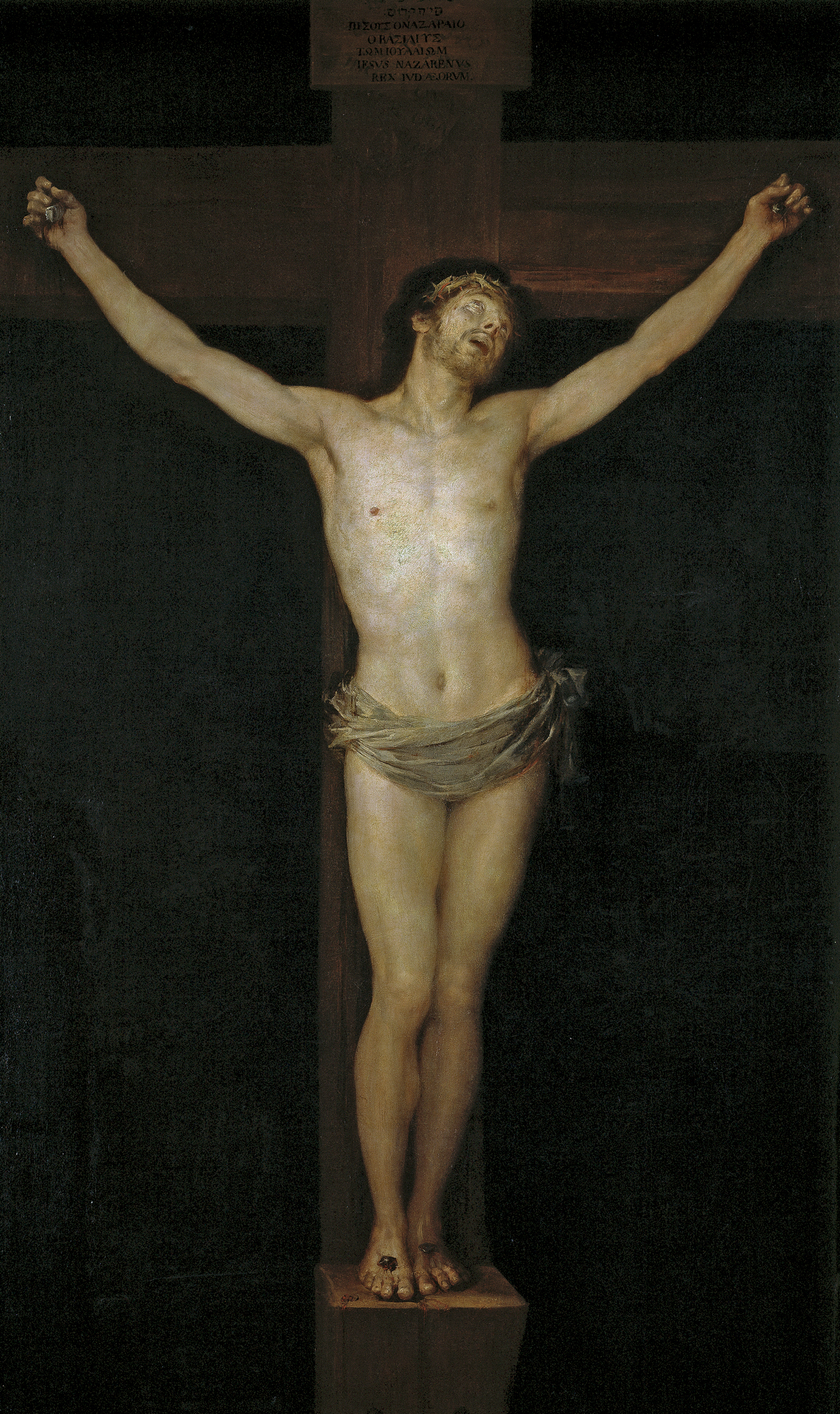
Cristo crucificado (Goya), Neoclasicismo.
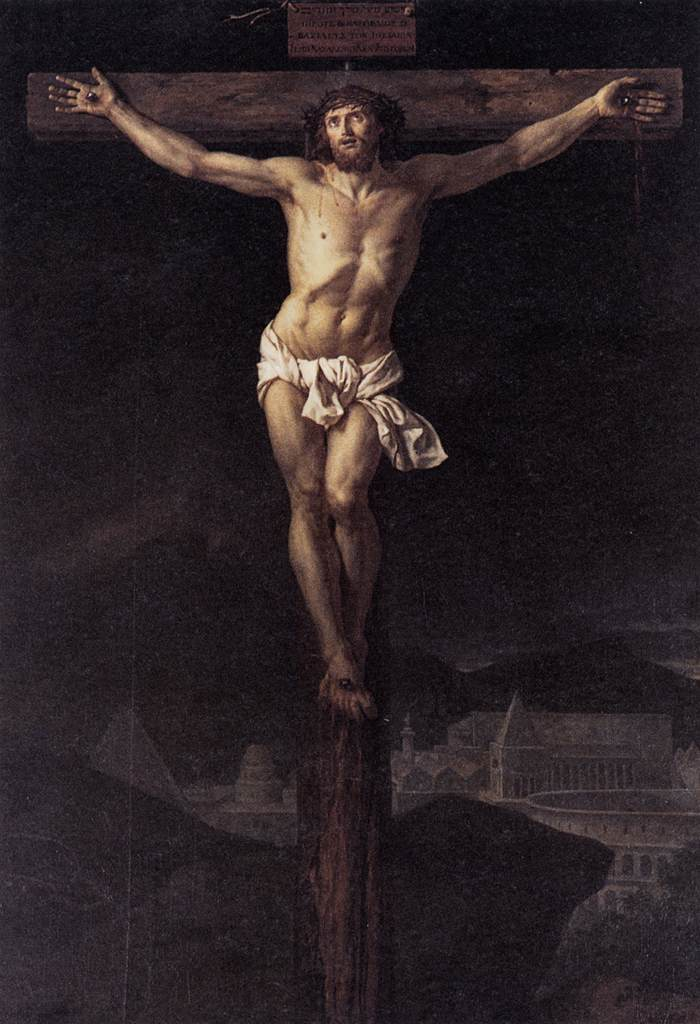
Jacques-Louis David, Neoclasicismo.
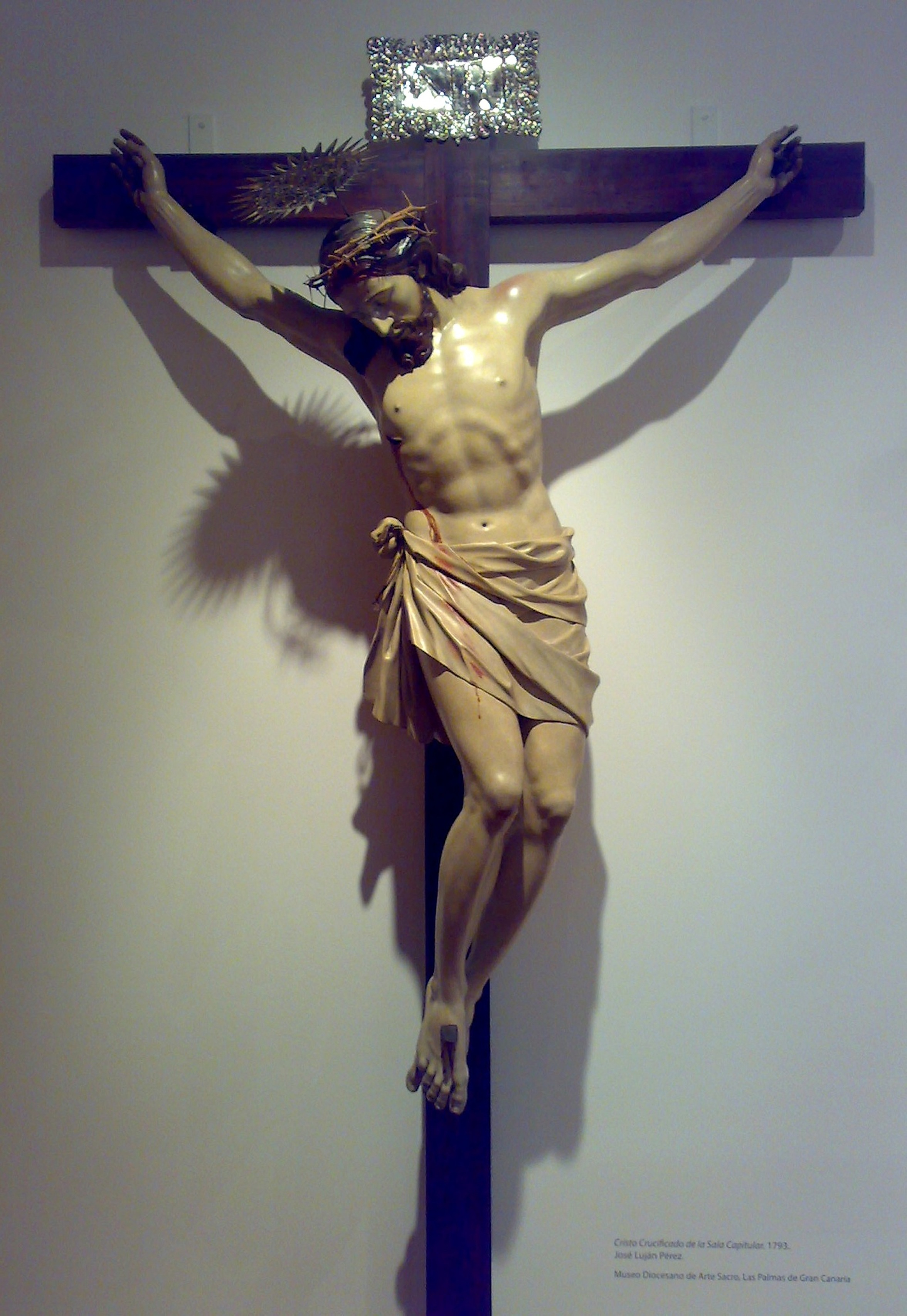
José Luján Pérez, Neoclasicismo.

Cristos del siglo XIX
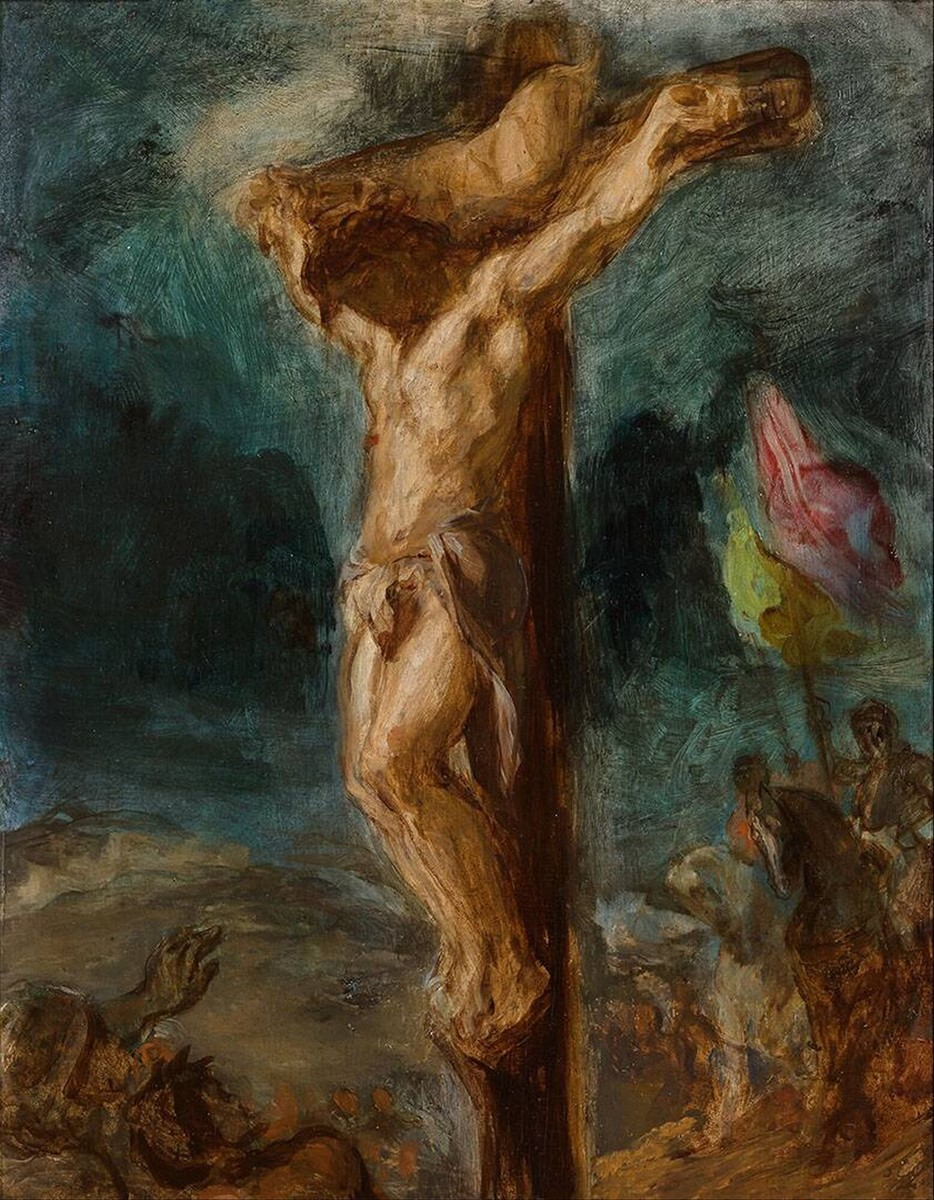
Delacroix, Romanticismo.
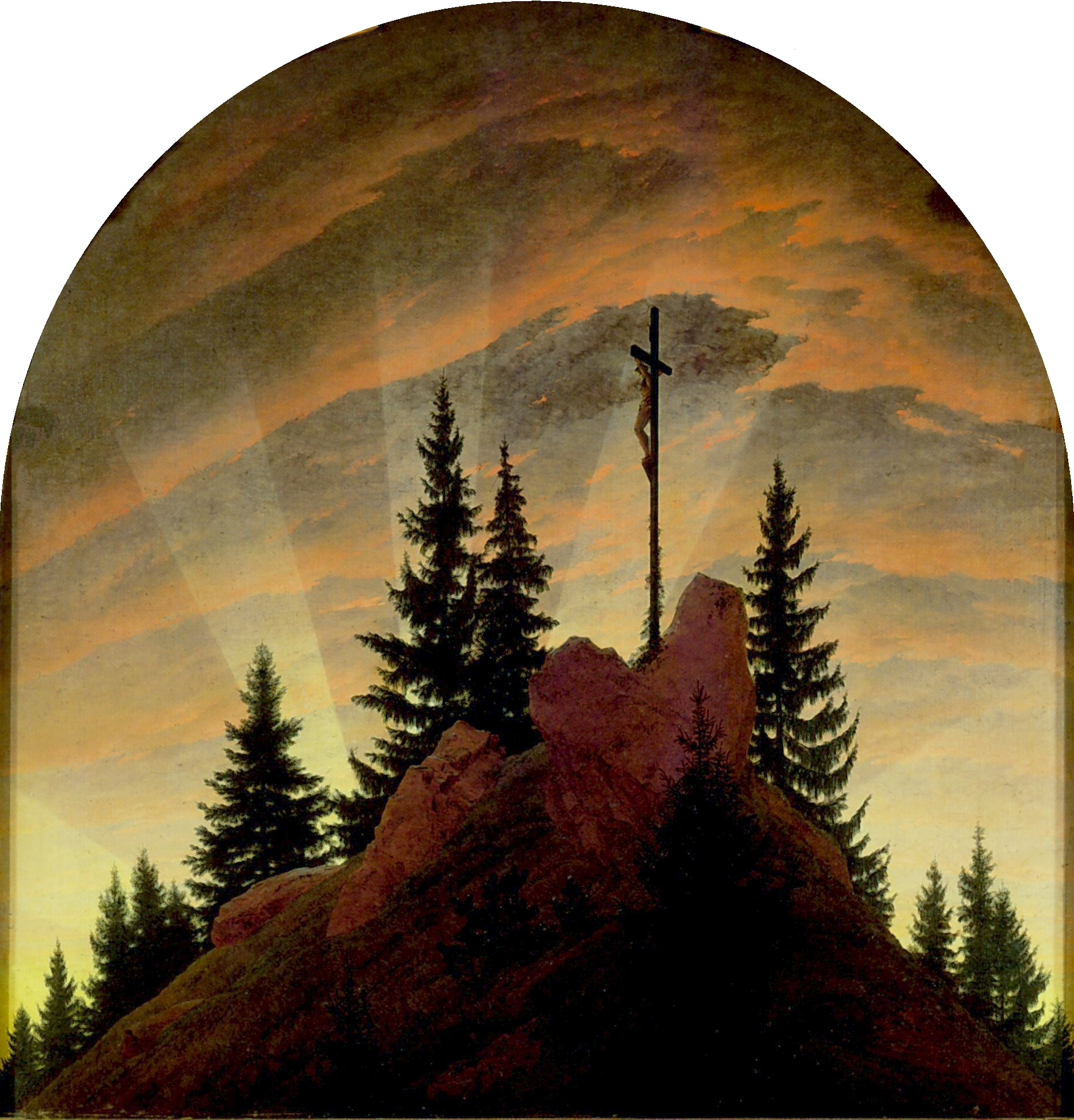
Caspar David Friedrich, Romanticismo.
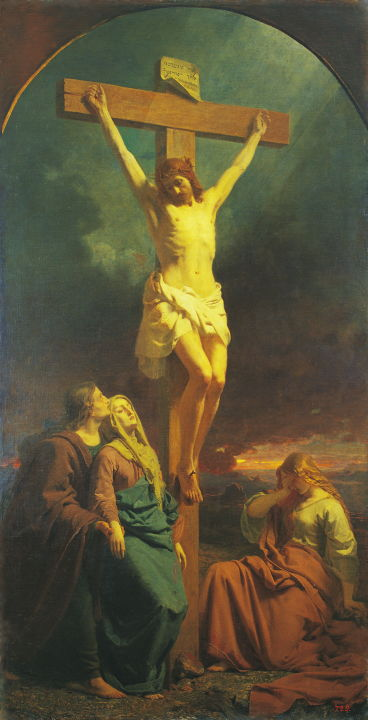
Johann Köler, Academicismo.
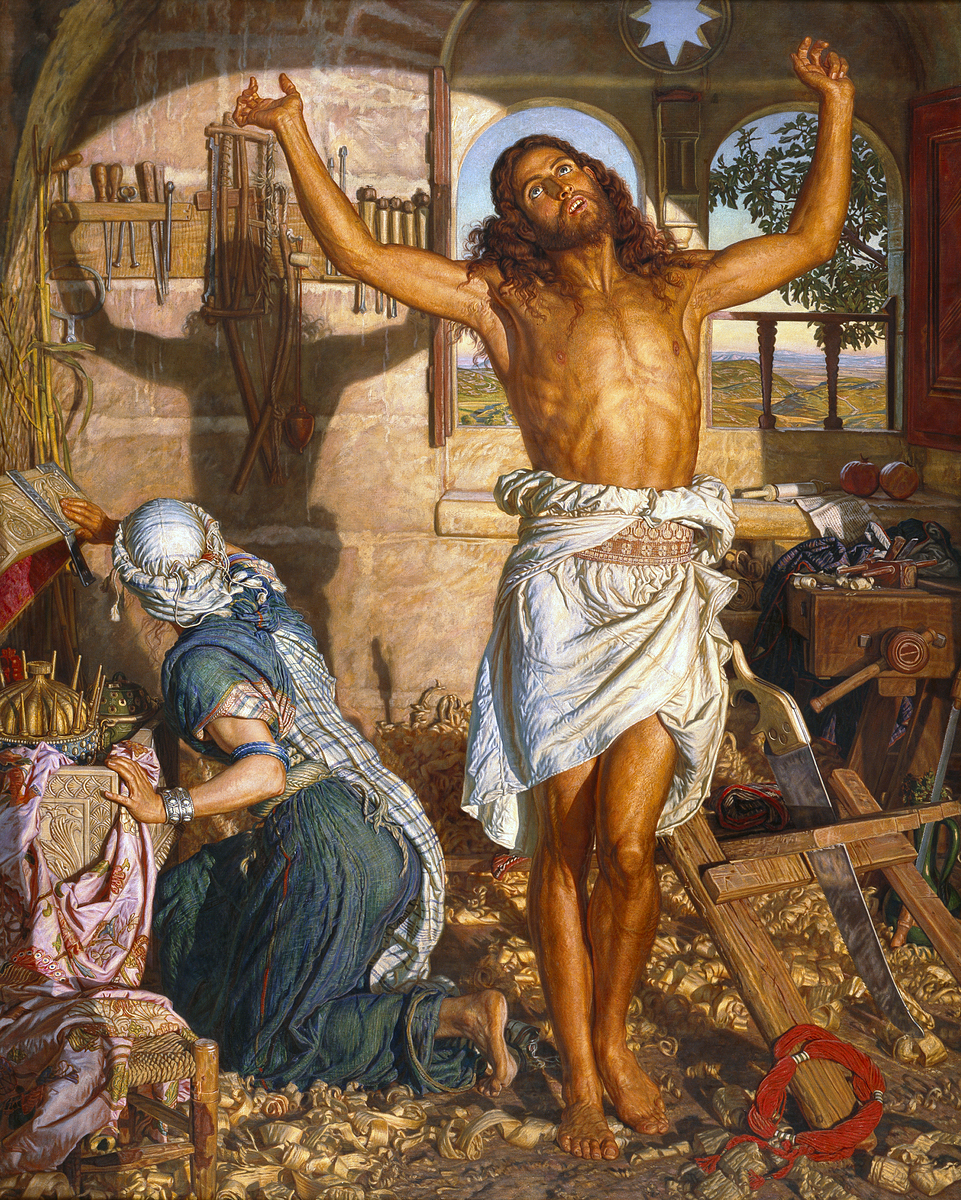
William Holman Hunt, Prerrafaelismo.
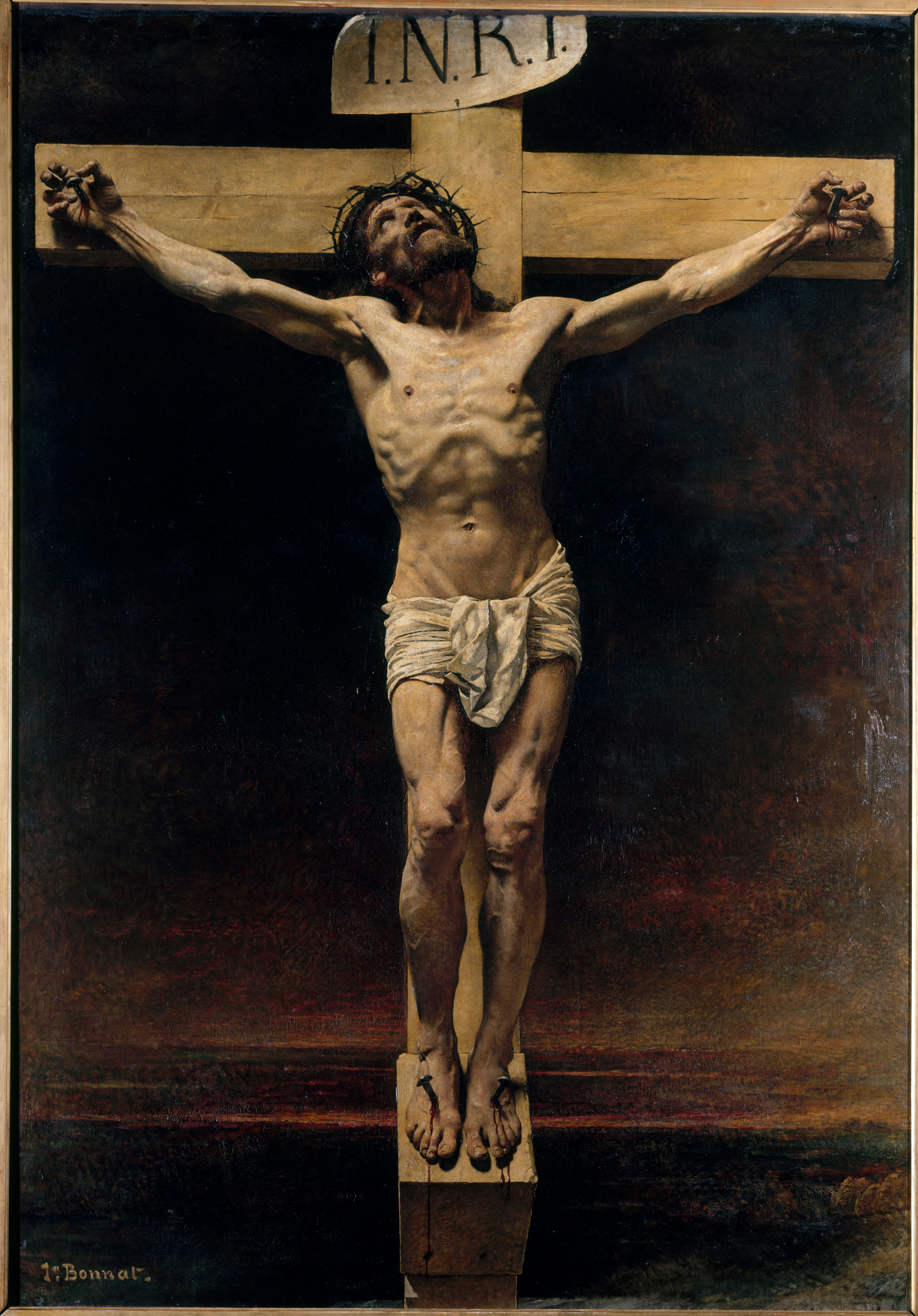
Léon Bonnat, Realismo.
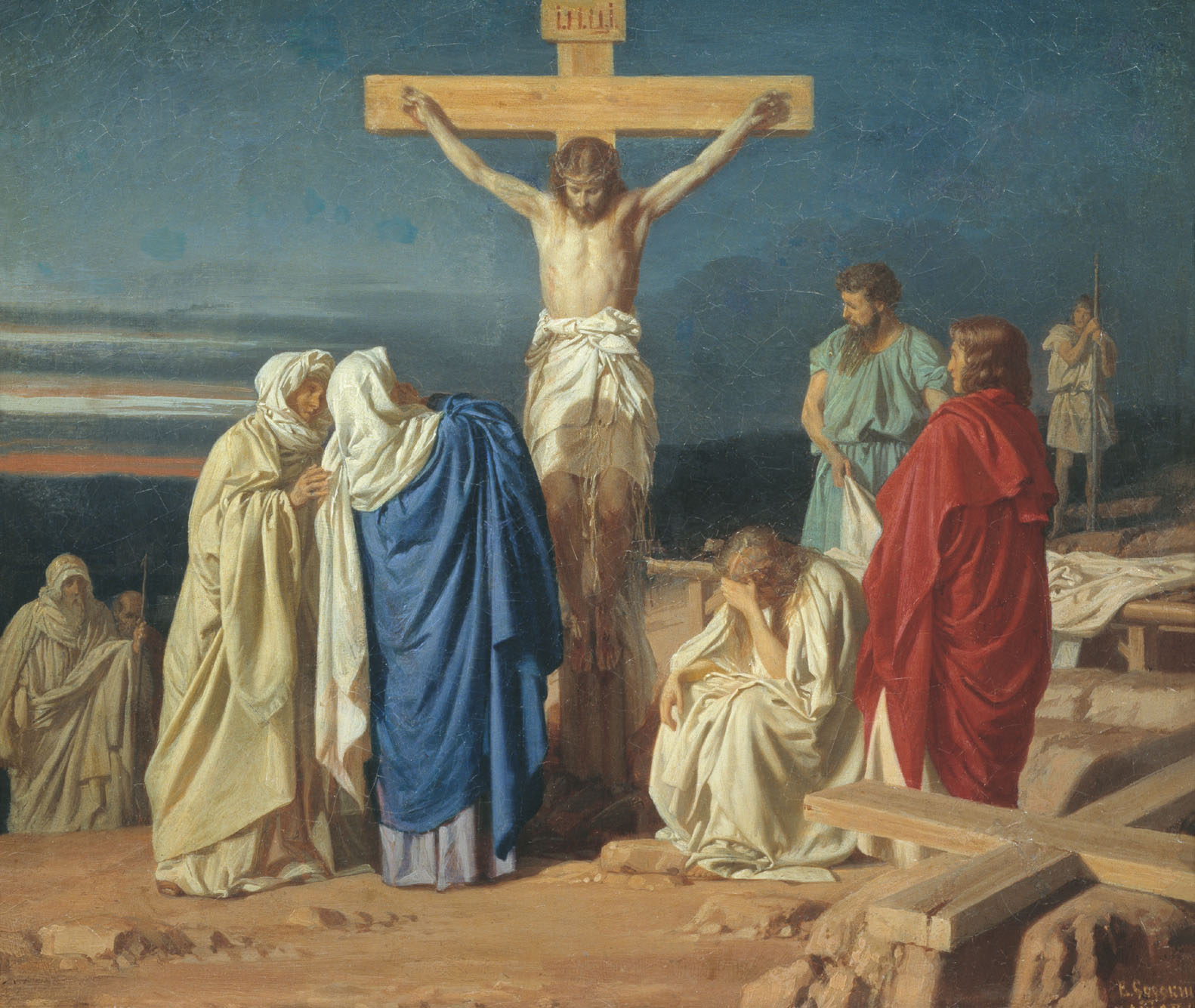
Evgraf Semenovich Sorokin, Academicismo.
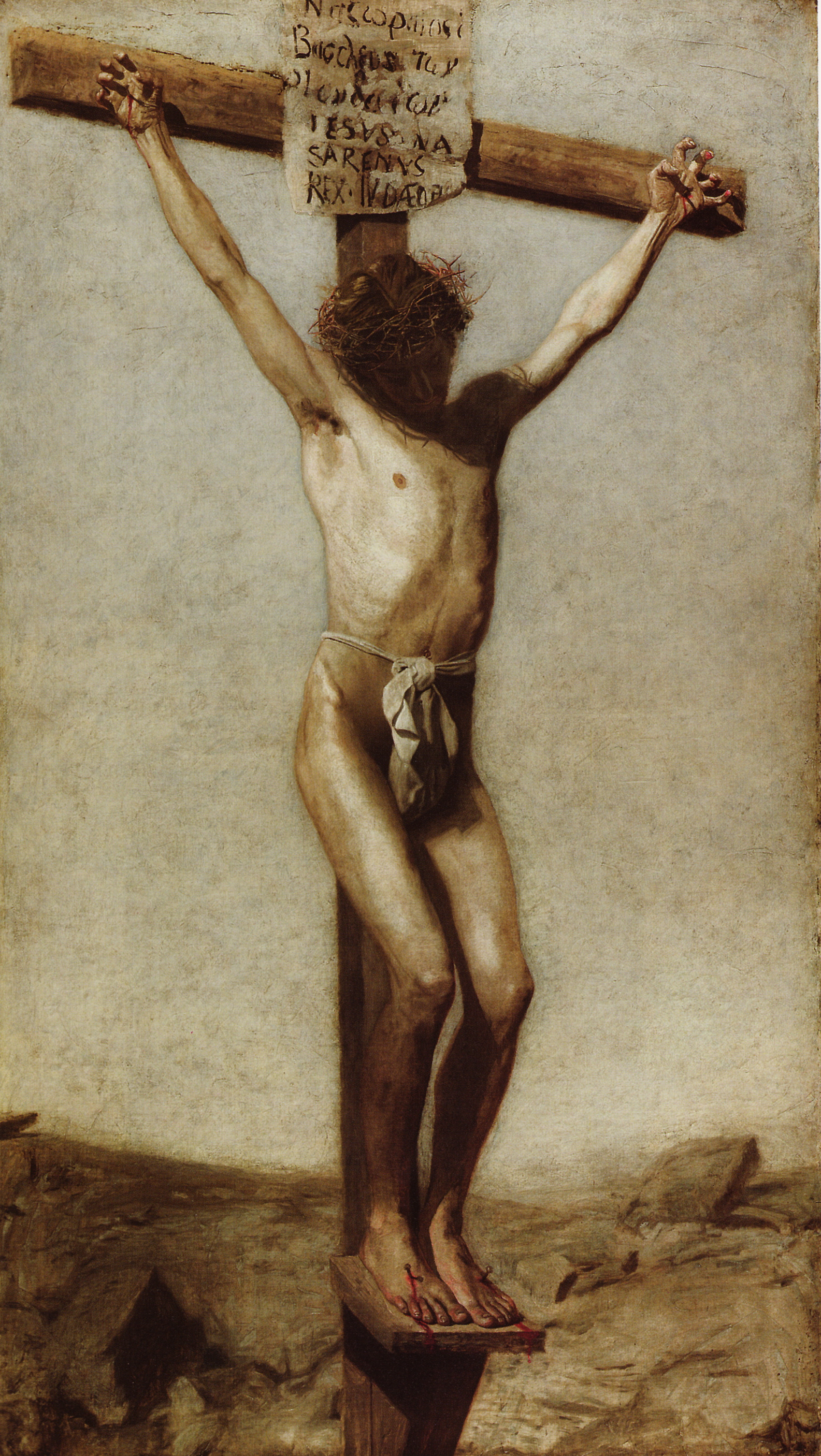
Thomas Eakins.
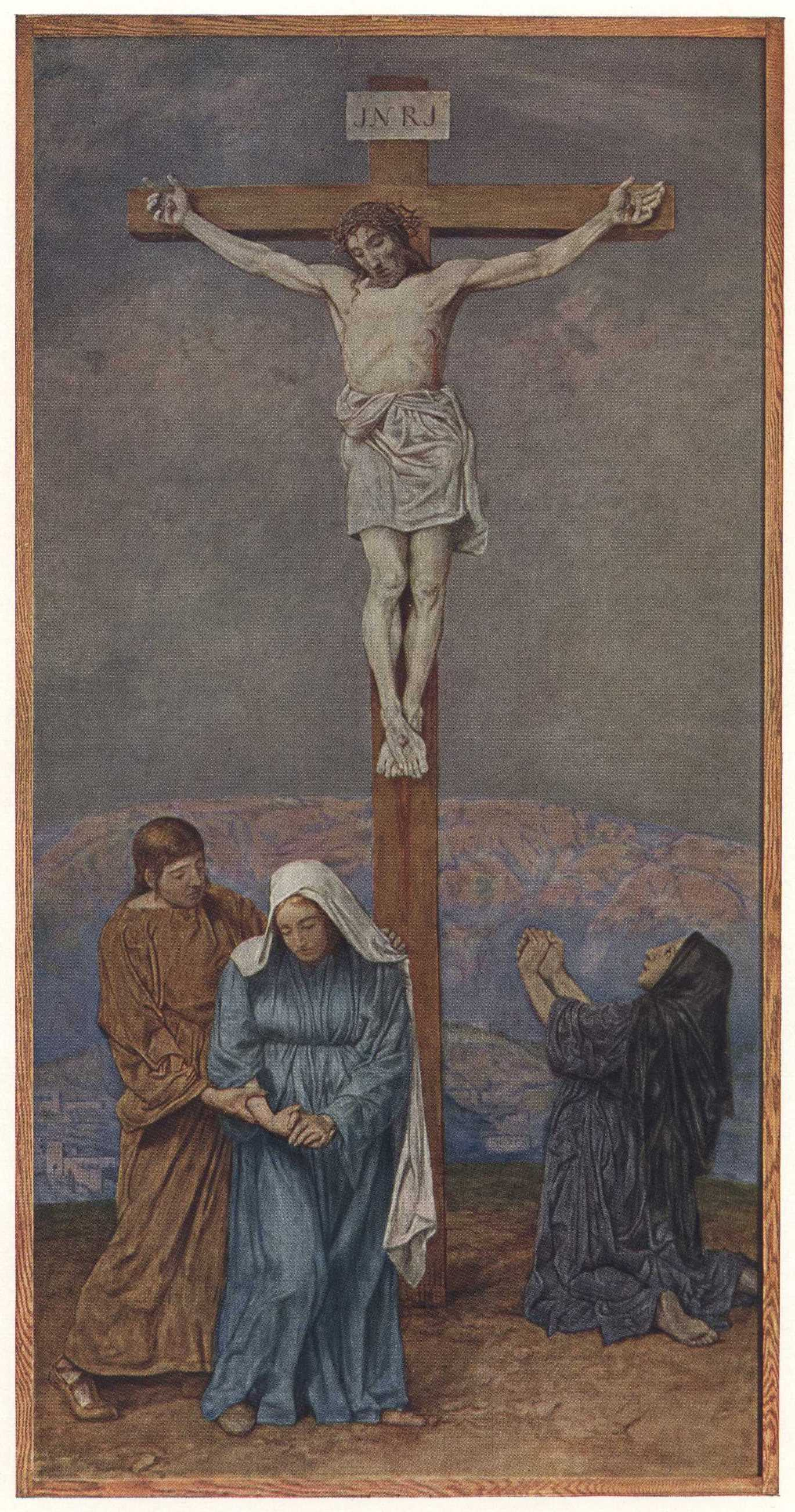
Hans Thoma.
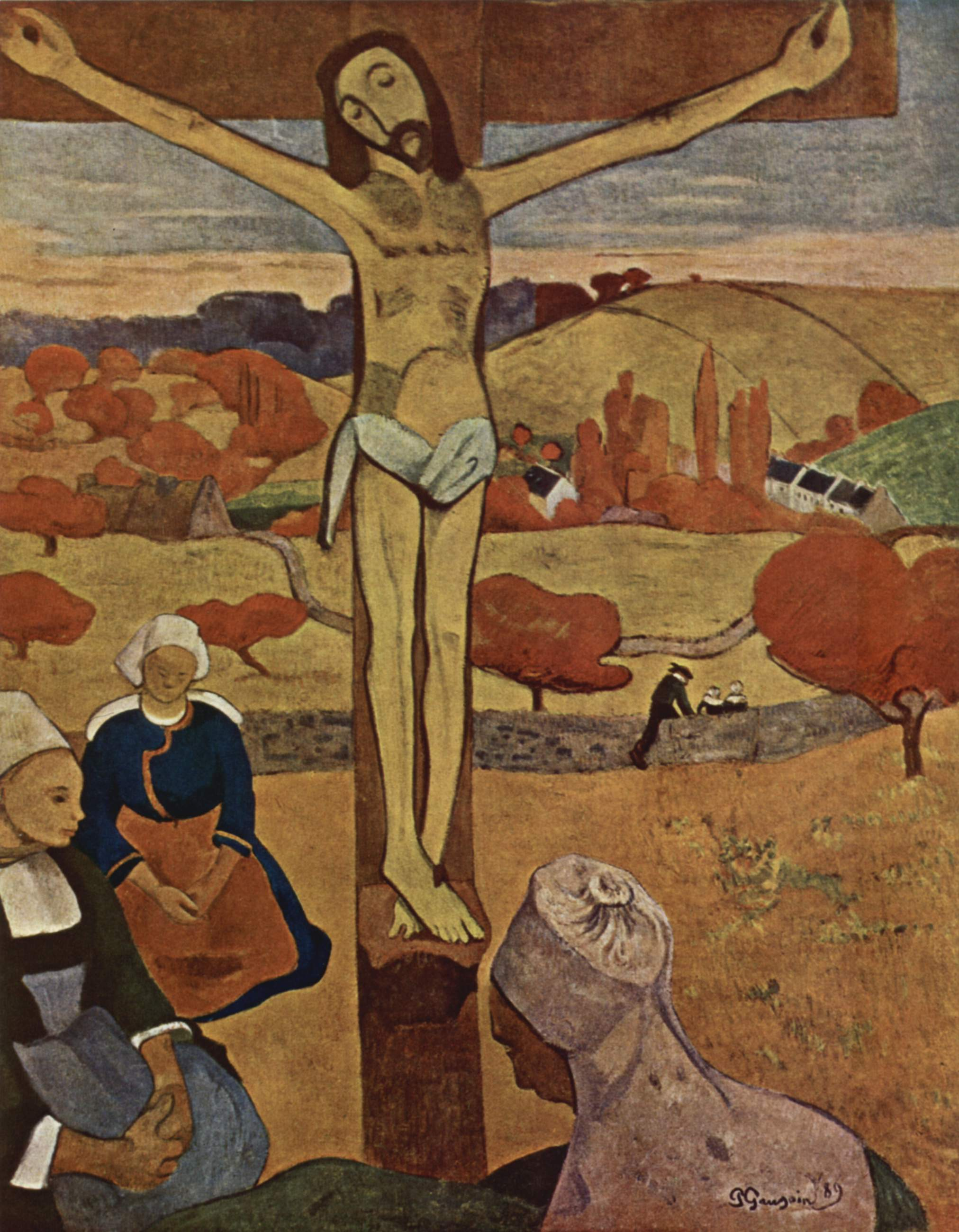
Cristo amarillo, de Paul Gauguin, Postimpresionismo.

siglo XX

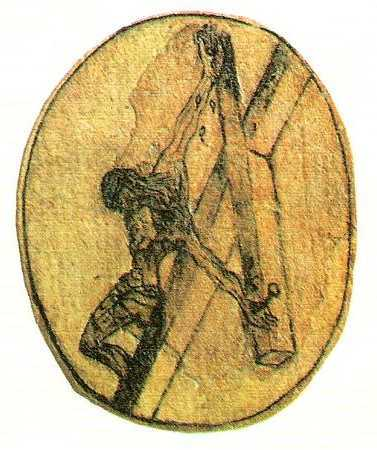
Dibujo atribuido a San Juan de la Cruz (ca. 1550) en el que Dalí dijo inspirarse para su famoso Cristo En realidad, un plano mucho más parecido al daliniano es el de Trinidad con santos, de Andrea del Castagno (1453-1454).

En el siglo XX se puede destacar la originalidad de Dalí que muestra a Jesús en un escorzo de picado en su cuadro Cristo de San Juan de la Cruz; o sobre una cruz en forma de hipercubo en Corpus hypercubus.

Cristos del siglo XX
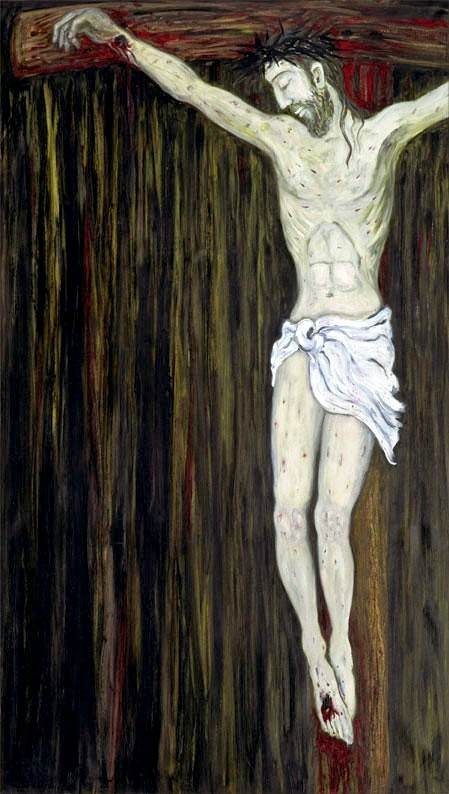
Jacek Andrzej Rossakiewicz.
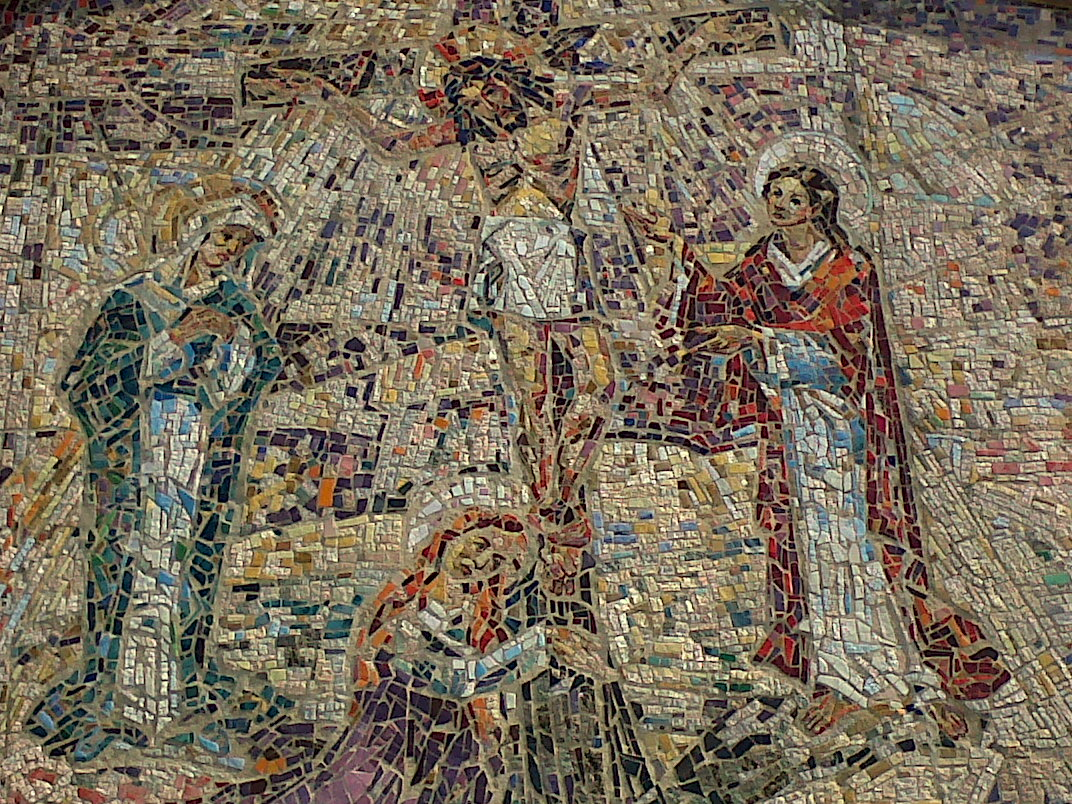
Mosaico contemporáneo en una iglesia estadounidense.
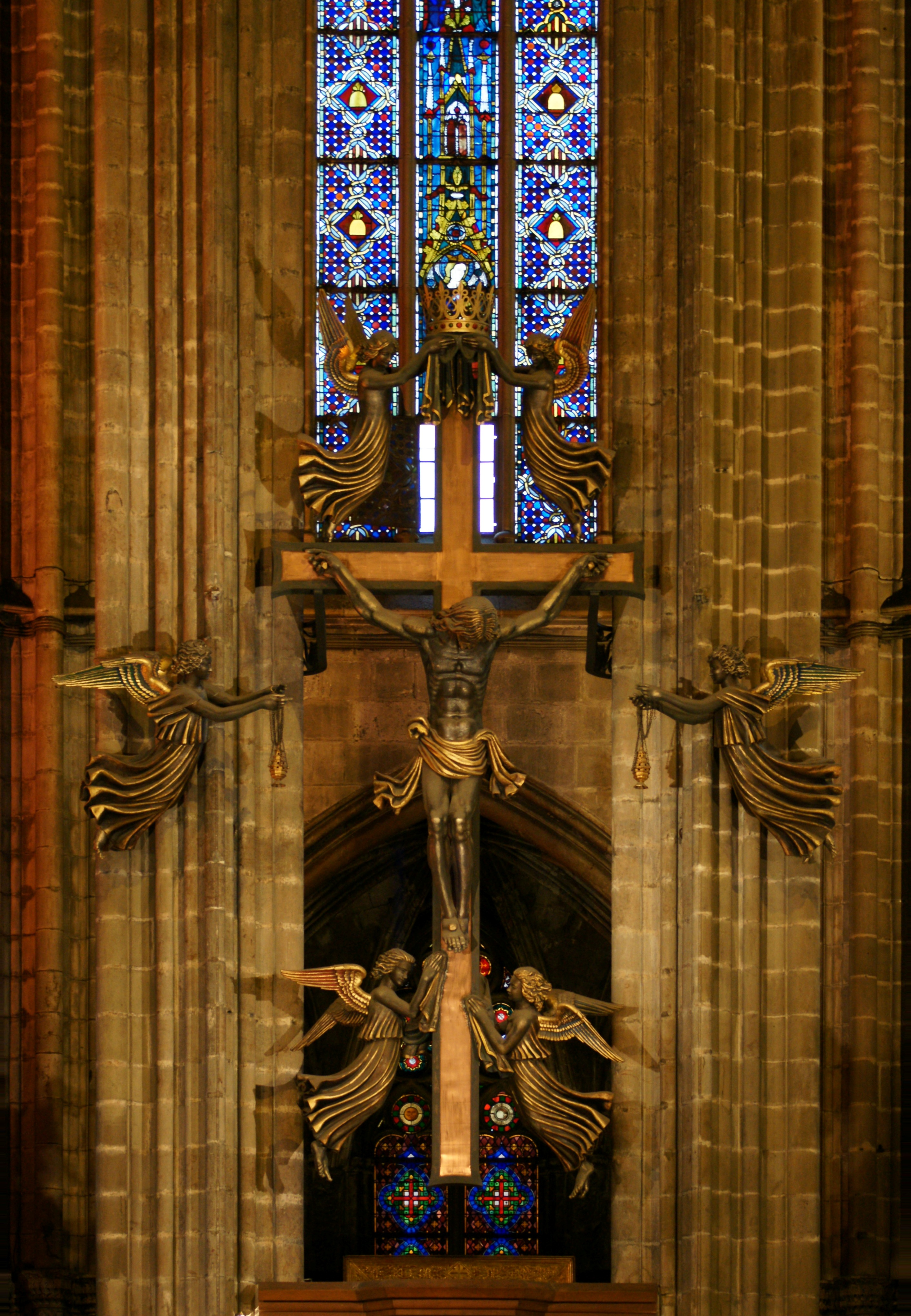
Exaltación de la Cruz, de Federico Marés, en el altar mayor de la Catedral de Barcelona.
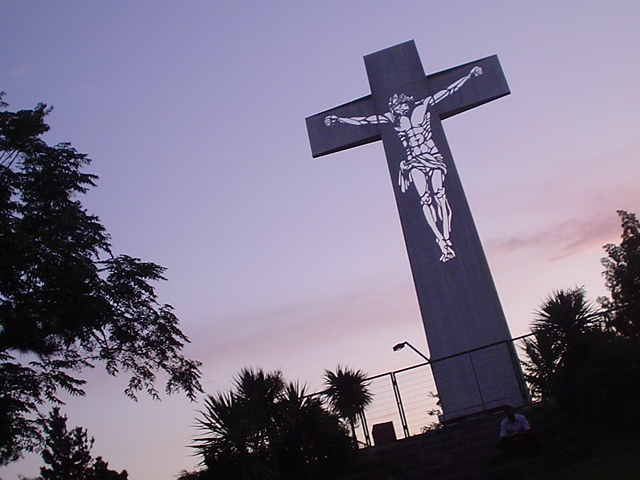
Cruz del Cerro de Maipú.
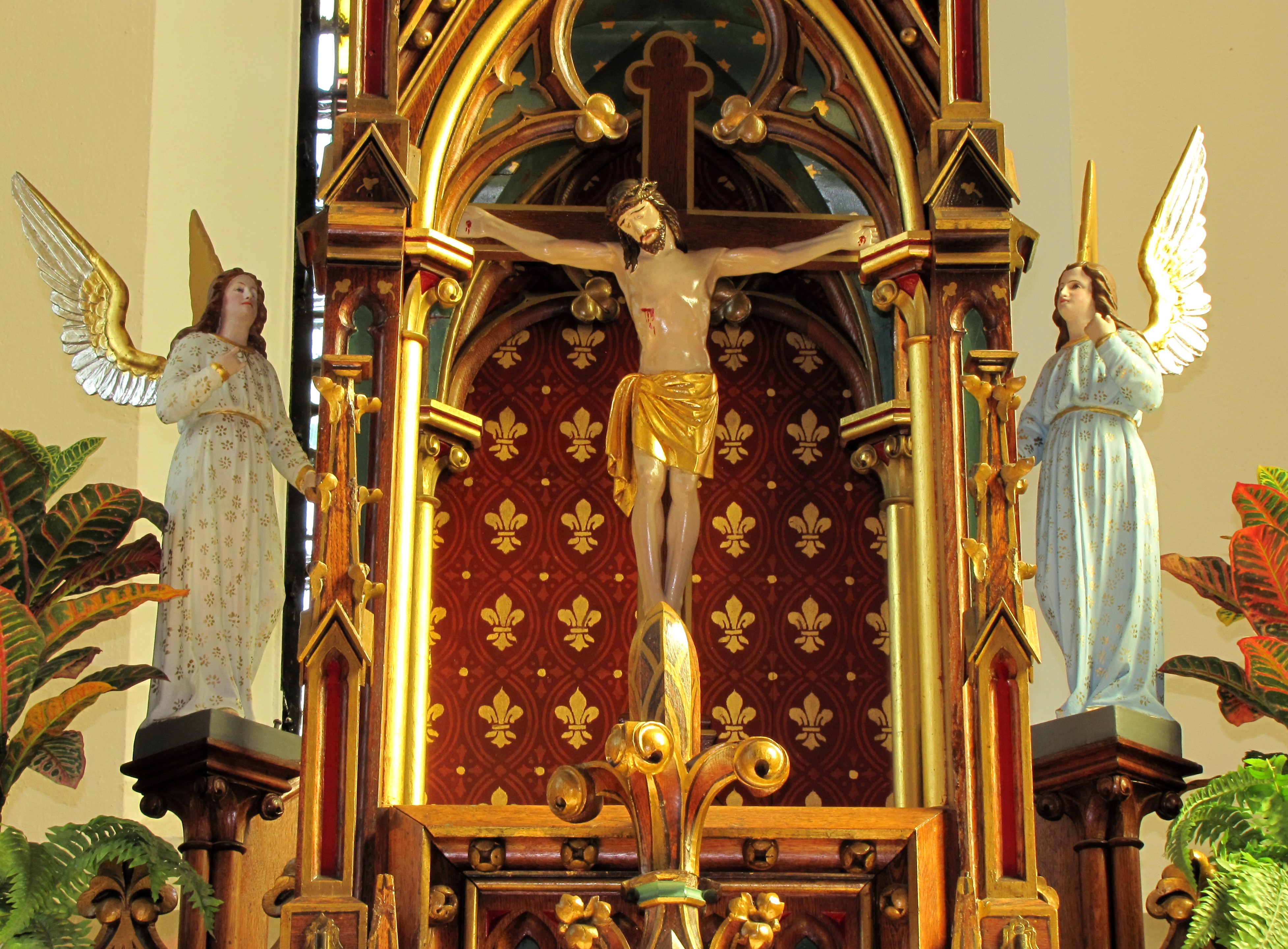
Altar de estilo devocional popular (kitsch o naif).
"Crocifisso di Luce" o Crucifijo de la Luz (Iglesia de Santo Stefano, Italia) de Filippo Biagioli[46]

### Cristo crucificado en el cine
Las películas que tratan la vida de Cristo constituyen un subgénero cinematográfico. El momento de la crucifixión suele ser la culminación dramática de casi todas ellas, incluso aunque se prolonguen con escenas posteriores.

### Cristo crucificado en representaciones populares
Las "pasiones" son representaciones dramatizadas de la Pasión de Cristo que implican a comunidades enteras. Aunque sus inicios pueden vincularse al de los autos sacramentales, su extensión es reciente. La inclusión del momento de la crucifixión es común a todas ellas. En algunos casos (como ocurre en algunas localidades filipinas), en cumplimiento de un voto, se infligen heridas verdaderas a quien representa el papel de Cristo.

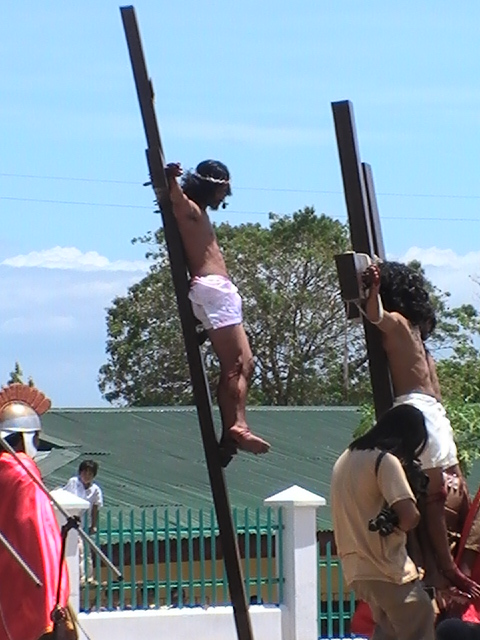
El Pagtaltal de Barotac Viejo, Iloilo, Filipinas.
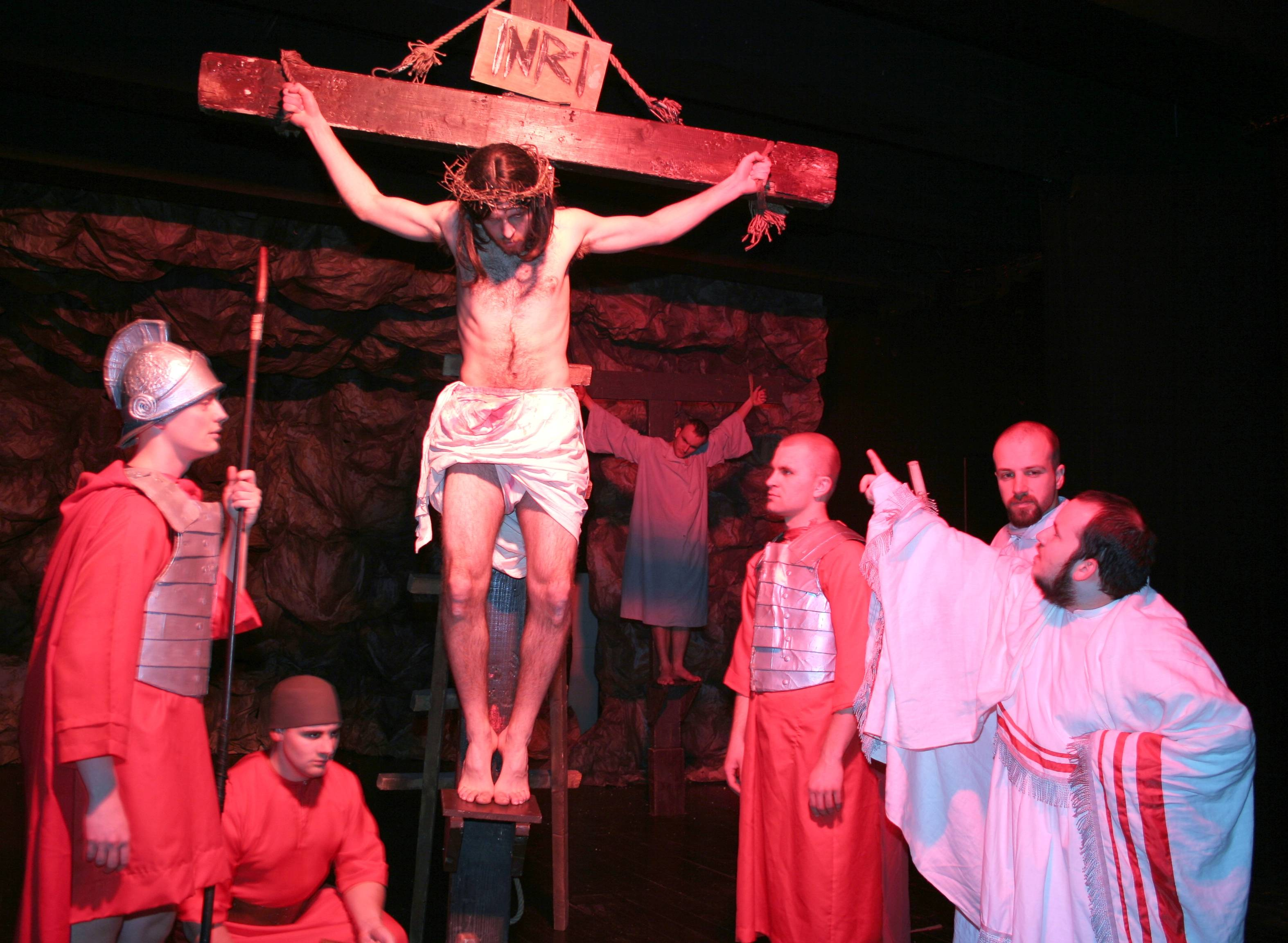
Representación de la Pasión en Ołtarzew, Polonia.
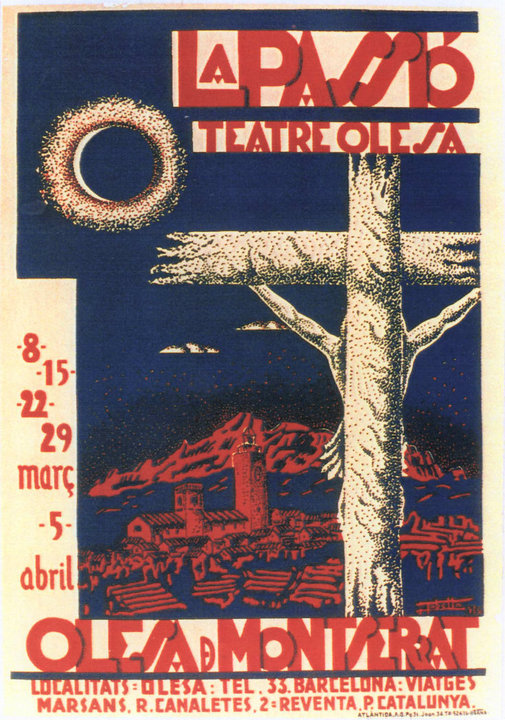
Cartel de la Passió de Olesa.

## Paráfrasis del tema artístico
La fuerza icónica del cuerpo del Crucificado hace muy fácil que la paráfrasis visual del tema artístico de la crucifixión suscite una fuerte impresión en el espectador. Se ha empleado con todo tipo de variaciones, desde las más sutiles a las más evidentes; y en todo tipo de contextos, sagrados y profanos, incluyendo la blasfemia (Félicien Rops, La tentación de San Antonio).

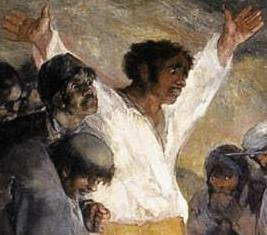
Los fusilamientos, de Goya, 1814. La postura del fusilado es similar a la del Crucificado, y su camisa blanca evoca al perizonium.
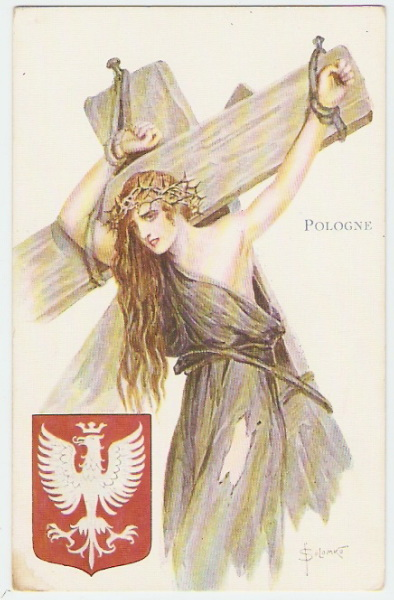
Póster de propaganda polaca contra la ocupación alemana de Polonia. Sergey Solomko, ca. 1915-1917.
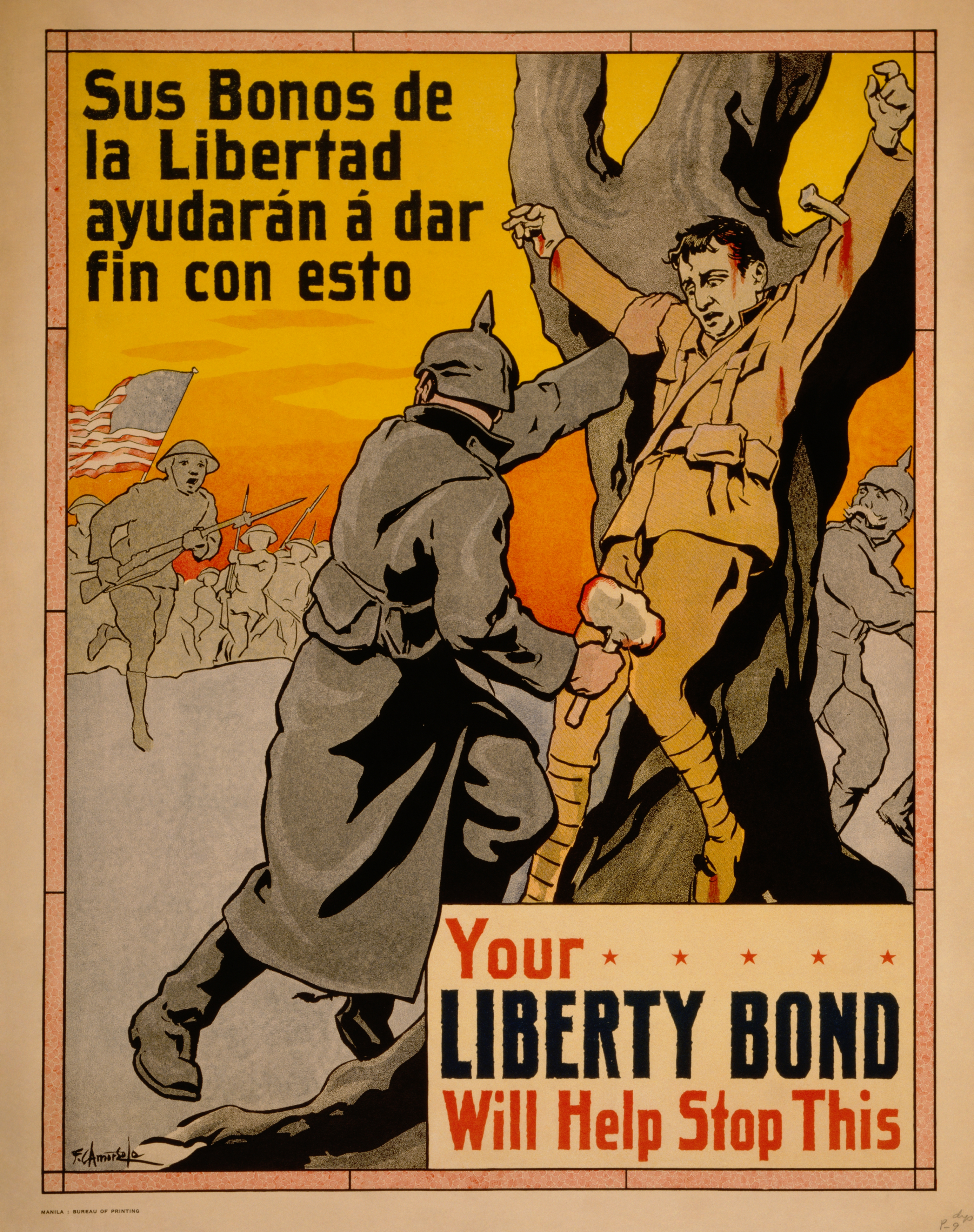
Póster de propaganda de los Liberty Bond. Fernando Amorsolo, 1917.
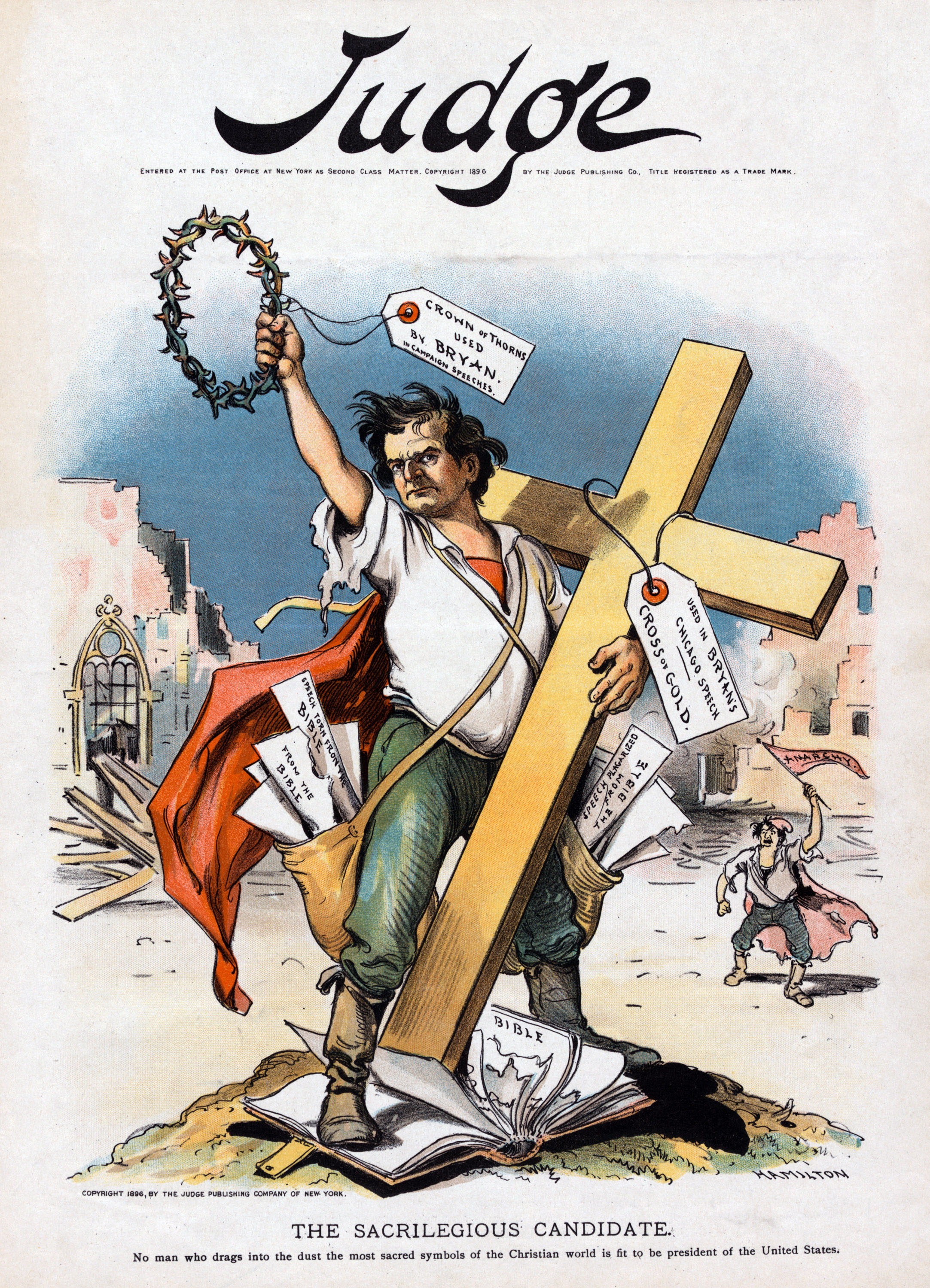
Caricatura política estadounidense. Grant Hamilton, 1896.
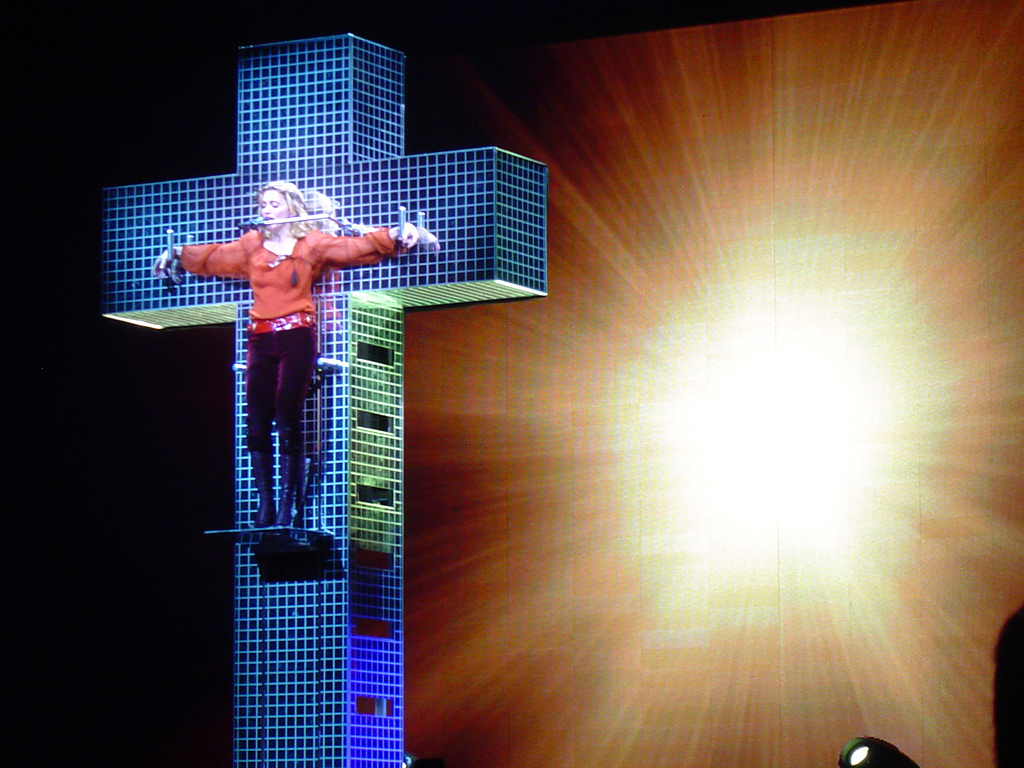
Espectáculo de la cantante Madonna.